# Arta antică
Arta antică cuprinde numeroasele tipuri de artă produse de culturile avansate ale societăților antice cu o anumită formă de scriere, cum ar fi cele din China, India, Mesopotamia, Persia, Palestina, Egipt, Grecia și Roma. Arta societăților prealfabetizate e denumită în mod normal ca „artă preistorică” și nu e cuprinsă aici. Chiar dacă unele culturi precolumbiene au dezvoltat scrierea în secolele dinaintea venirii europenilor, din motive de datare, ele sunt cuprinse în arta precolumbiană și articole precum ca arta mayașă antică și arta muiscană.  Arta olmecă este menționată mai jos.

## Orientul Mijlociu și Mediterana

### Mesopotamia
Mesopotamia (din grecescul Μεσοποταμία „[pământ] între râuri”, în siriacă numită ܒܝܬ ܢܗܪܝܢ pronunțat „Beth Nahrain”, „Țara râurilor”, redat în arabă ca بلاد الرافدين bilād al-rāfidayn) este un toponim pentru zona  sistemului fluvial Tigru-Eufrat, care corespunde în mare măsură Irakului actual, precum și unor părți din nord-estul Siriei, sud-estul Turciei și sud-vestul Iranului. Mesopotamia e adesea considerată „leagănul civilizației”. În teritoriul său, unele dintre cele mai vechi civilizații cunoscute au dezvoltat pentru prima dată scrierea și agricultura. Multe civilizații au înflorit acolo, lăsând în urmă un bogat patrimoniu de artă antică.
Considerată pe scară largă drept leagănul civilizației, Mesopotamia din Epoca Bronzului a inclus Sumerul și imperiile Akkadian, Babilonian și Asirian. În Epoca Fierului, a fost condusă de imperiile Neo-Asirian și Neo-Babilonian. Sumerienii și akkadienii indigeni (inclusiv asirieni și babilonieni) au dominat Mesopotamia de la începutul istoriei scrise (circa 3100 î.Hr.) până la căderea Babilonului în 539 î.Hr., când a fost cucerită de Imperiul Ahemenid. A căzut în mâna lui Alexandru cel Mare în 332 î.Hr. și după moartea sa a devenit parte a Imperiului Seleucid.
În jurul anului 150 î.Hr., Mesopotamia se afla sub controlul parților. Mesopotamia a devenit un câmp de luptă între romani și parți, părți din Mesopotamia (în special Asiria) intrând sub control periodic roman. În 226 d.Hr., a căzut în mâinile persanilor sasanizi și a rămas sub stăpânire persană până la cucerirea arabă islamică din secolul al VII-lea a Imperiului Sasanid. Un număr de state mesopotamiene native în primul rând creștine au existat între secolele I î.Hr. și secolul III d.Hr., inclusiv Adiabene, Osroene și Hatra. Etimologie: Toponimul regional Mesopotamia (din rădăcinile „meso” <μέσος = mijloc și „potamia” <ποταμός = râu, la propriu „între râuri”) a fost inventat în perioada elenistică pentru a se referi la o zonă geografică largă, fără limite definite,  și a fost probabil folosit și de seleucizi. Termenul biritum/birit narim corespundea unui concept geografic similar și a fost inventat în timpul aramaicizării regiunii, în secolul al X-lea î.Hr.
Cu toate astea, e larg acceptat faptul că societățile mesopotamiene timpurii se refereau pur și simplu la întreaga aluviune prin termenul sumerian kalam („pământ”). Mai recent, termeni ca „Mesopotamia Mare” sau „Siro-Mesopotamia” au fost adoptați pentru a se referi la geografii mai largi corespunzătoare Orientului Apropiat sau celui Mijlociu. Eufemismele astea ulterioare sunt termeni eurocentrici atribuiți regiunii în mijlocul diferitelor încălcări occidentale din secolul XIX.

#### Sumerul
Descoperirile arheologice atestă existența lor în mileniul al V-lea î.Hr.. Sumerienii și-au decorat ceramica cu vopsea cu ulei de cedru, și au dezvoltat și arta bijuteriilor.
Unul dintre cele mai remarcabile artefacte rămase de la civilizația sumeriană este cunoscut sub numele de Stindardul Urului. Datat aproximativ la 2500 î.Hr., Stindardul este o cutie din lemn încrustată cu scoici și lapis lazuli.  Înfățișează, pe o față, soldați care îi prezintă regelui lor prizonieri și, pe cealaltă față, țăranii care îi prezintă daruri - dovezi uimitoare care atestă vibrația artei din această cultură antică. Sumerul făcuse multe progrese importante;  de exemplu, inventarea roatei, care facilitase transporturile sumerienilor. Arcul a fost cea mai mare realizare arhitecturală sumeriană. Ziguratele erau temple în formă de piramidă construite de ei, crezând că zeii trăiau în vârful templelor. Regii declarau că zeii i-au trimis să conducă, iar sumerienii urmau cu bucurie legile regilor. Regele avea multe ocupații importante, cum ar fi conducerea armatei și îngrijirea irigațiilor, cu care sumerienii puteau să controleze râurile.

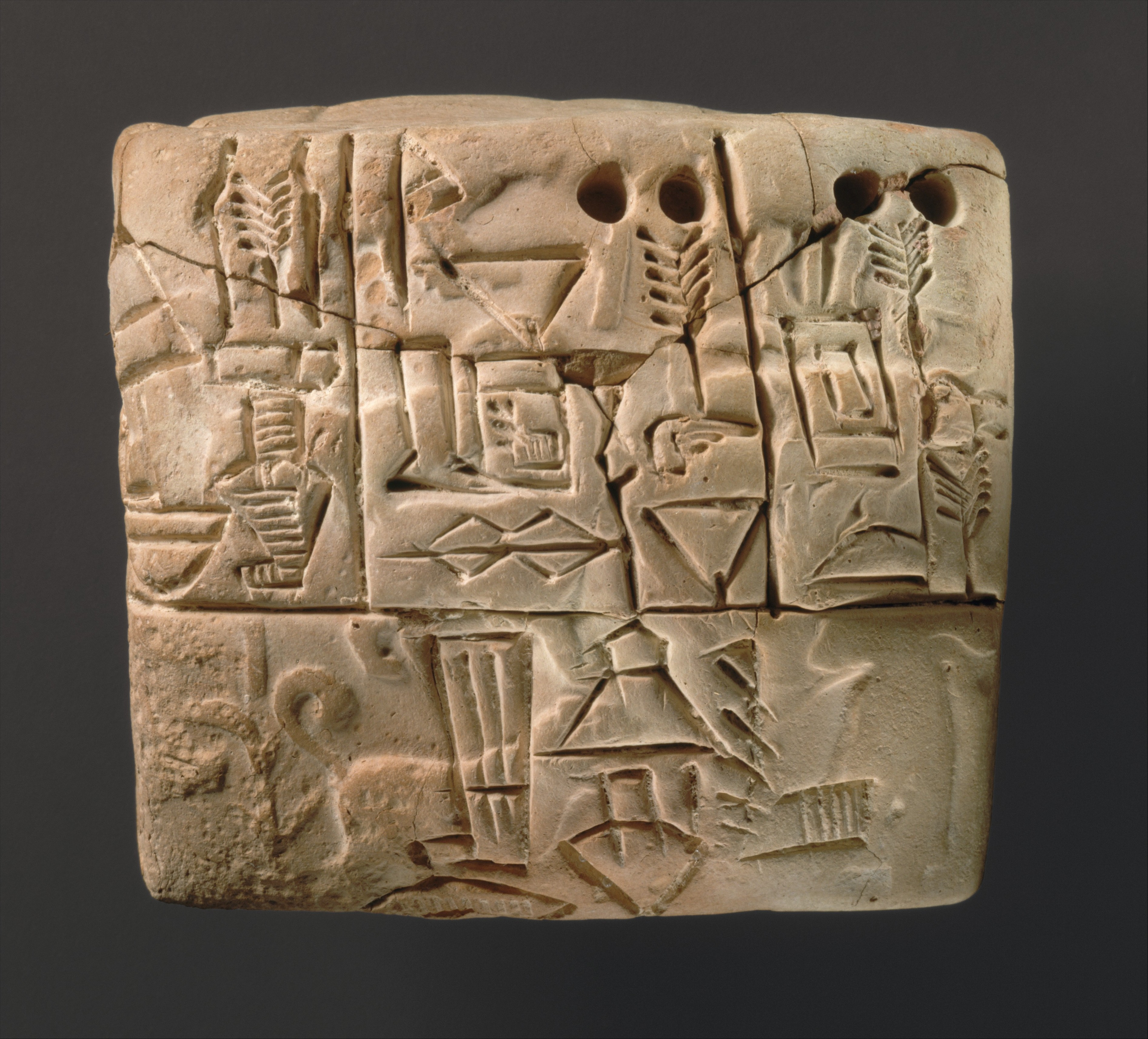
Tăbliță cu cuneiforme; 3100-2900 î.Hr.; argilă; 5,5 x 6 x 4,15 cm; Muzeul Metropolitan de Artă (New York City)
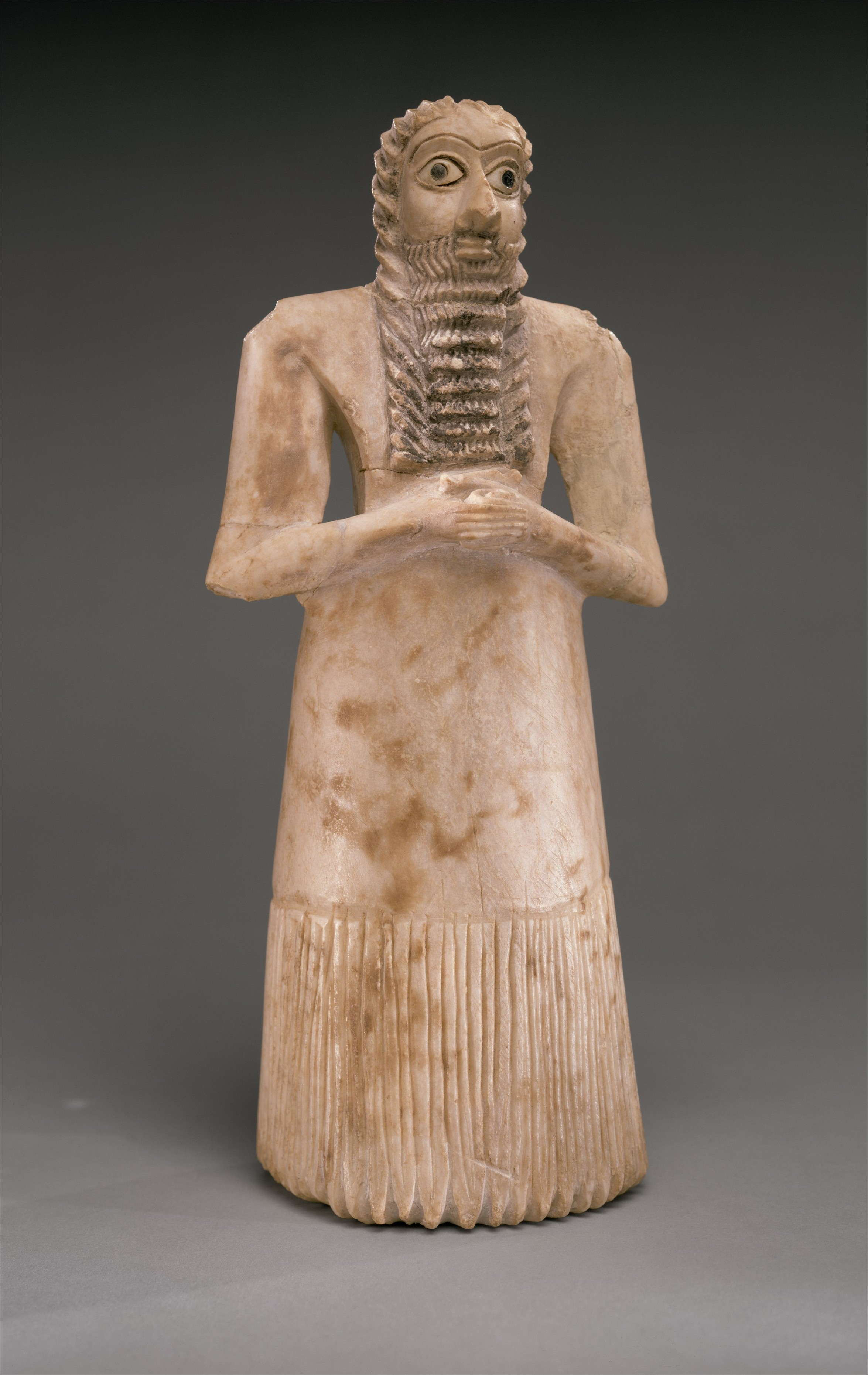
Închinător masculin în picioare, una dintre cele 12 statui din Tezaurul de la Tell Asmar; 2900-2600 î.Hr.; alabastru de gips, scoică, calcar negru și bitum; 29,5 × 12,9 × 10 cm; Muzeul Metropolitan de Artă
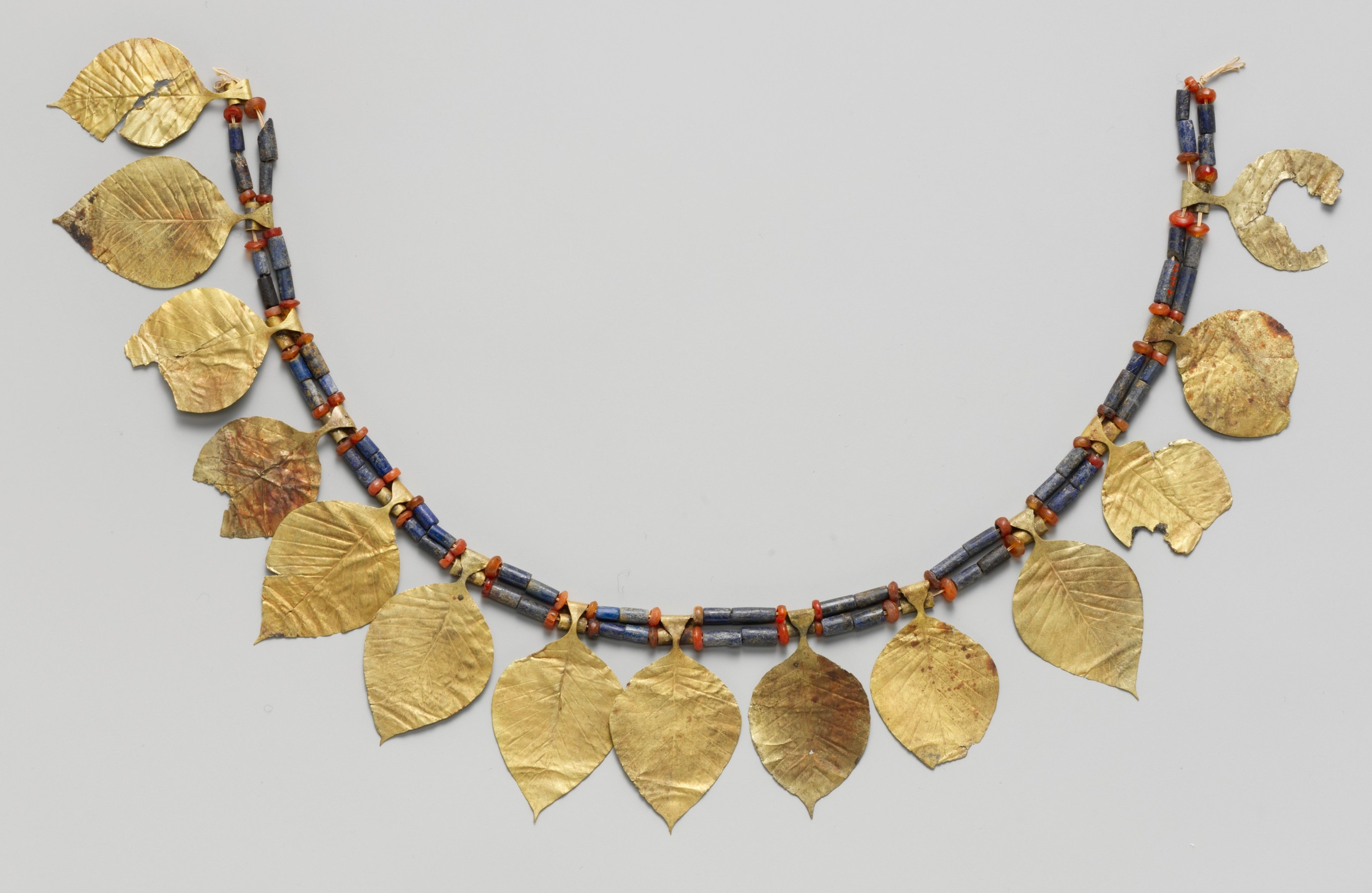
Cunună; 2600-2500 î.Hr.; aur (frunzele), lapis lazuli (mărgelele albastre) și carneol (cele portocali); lungime: 38,5 cm; Muzeul Metropolitan de Artă
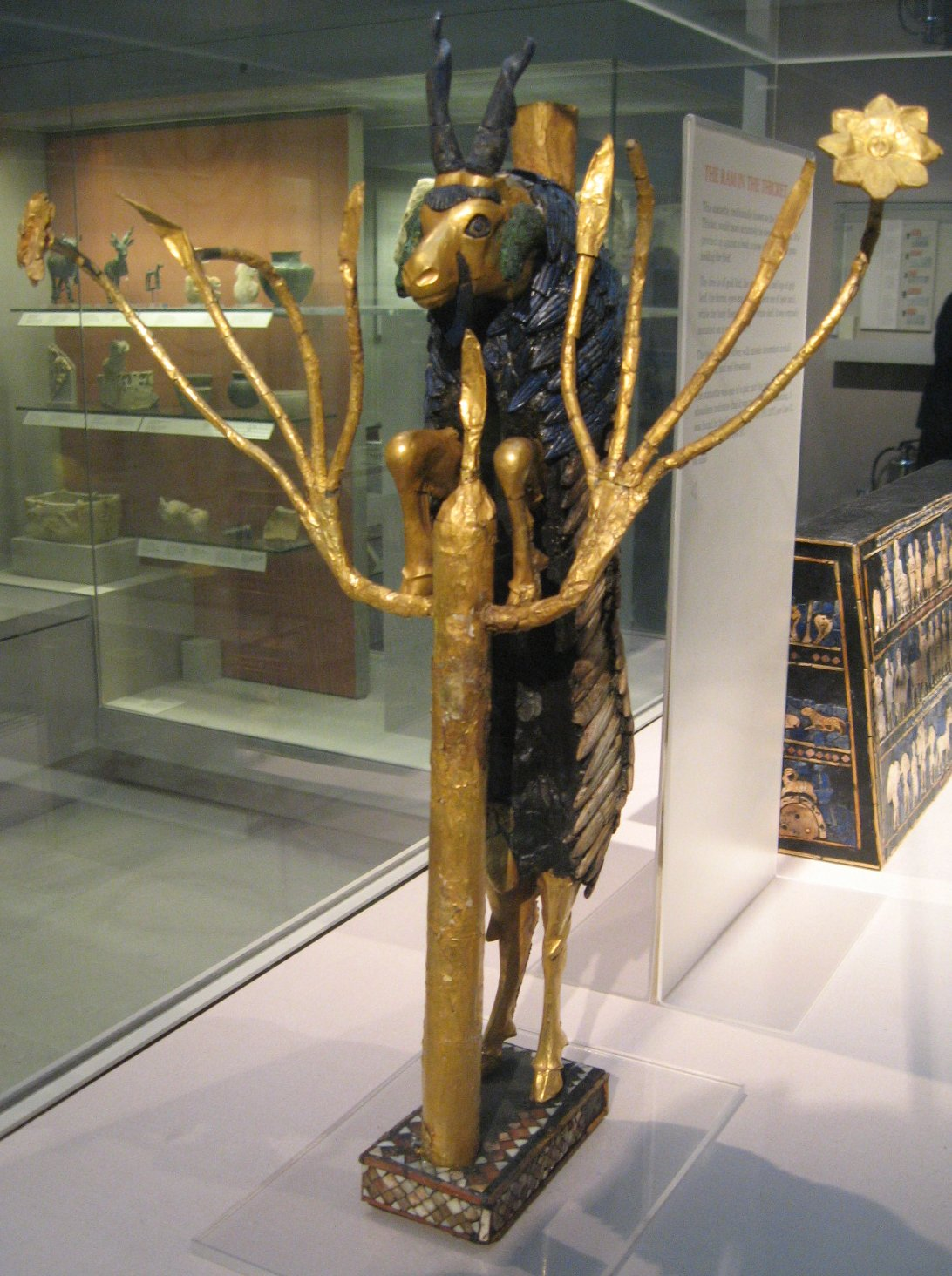
Unul dintre Berbecii dintr-un tufiș; 2600–2400 î.Hr.; aur, cupru, scoici, lapis lazul și calcar; înălțime: 45,7 cm; British Museum (Londra)
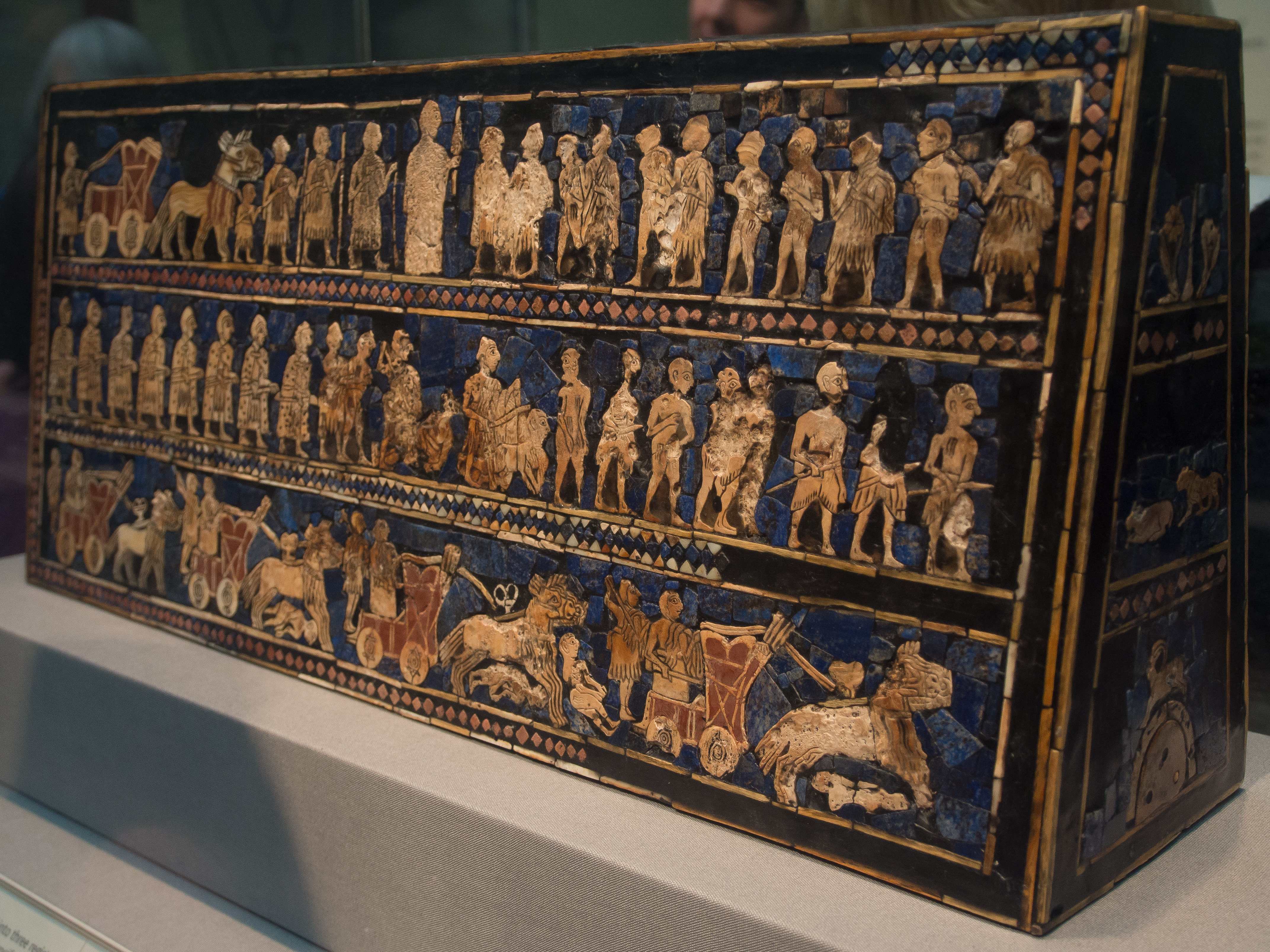
Stindardul Urului; 2600–2400 î.Hr.; scoici, calcar roșu  și lapis lazuli pe lemn; înălțime: 21,7 cm, lungime: 50,4 cm; descoperit în Cimitirul Regal din Ur (Guvernoratul Dhi Qar, Irak); British Museum
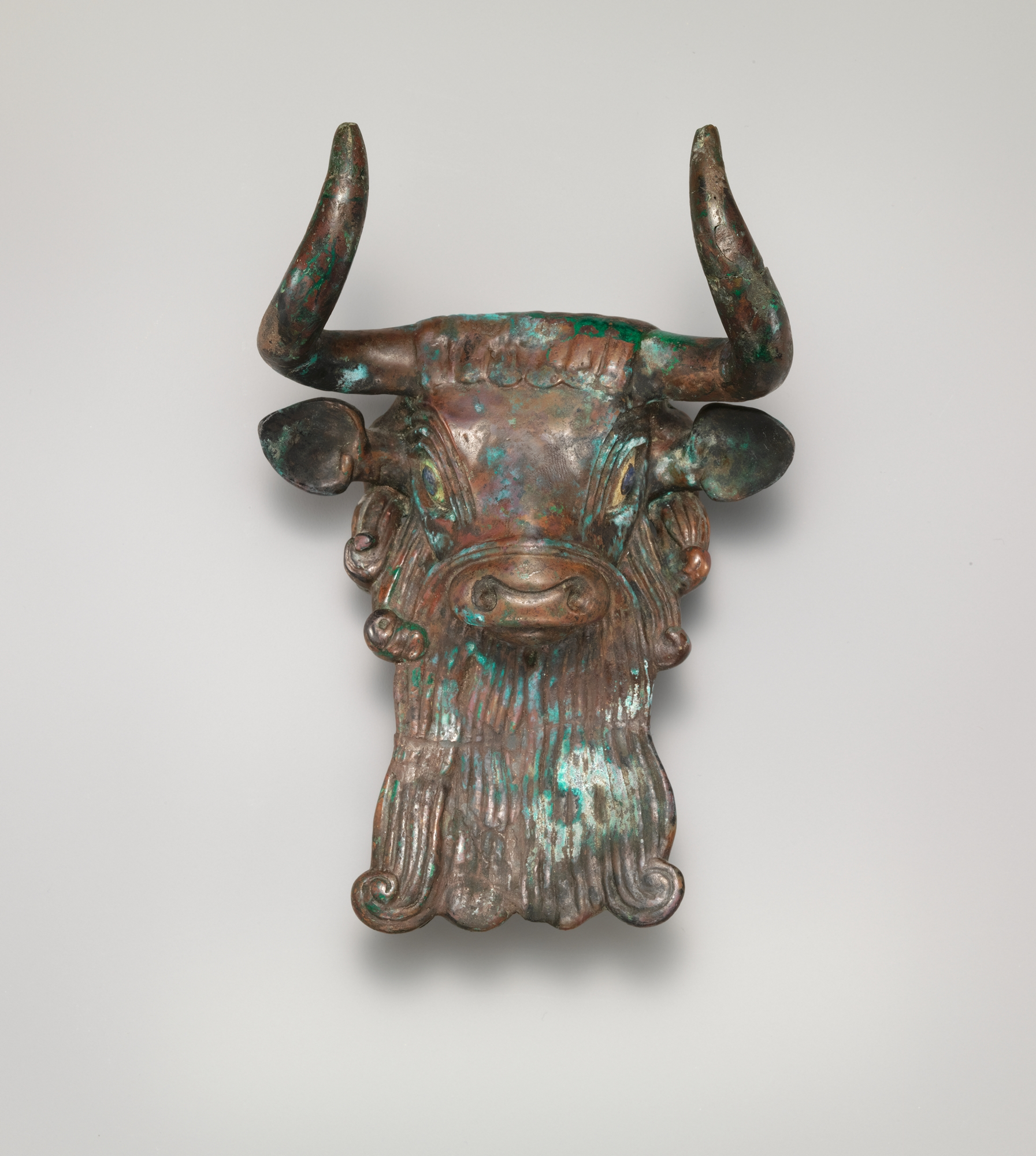
Ornament în formă de cap de taur, de la o liră; 2600-2350 î.Hr.; bronz încrustat cu scoici și lapis lazuli; înălțime: 13,3 cm, lățime: 10,5 cm; Muzeul Metropolitan de Artă
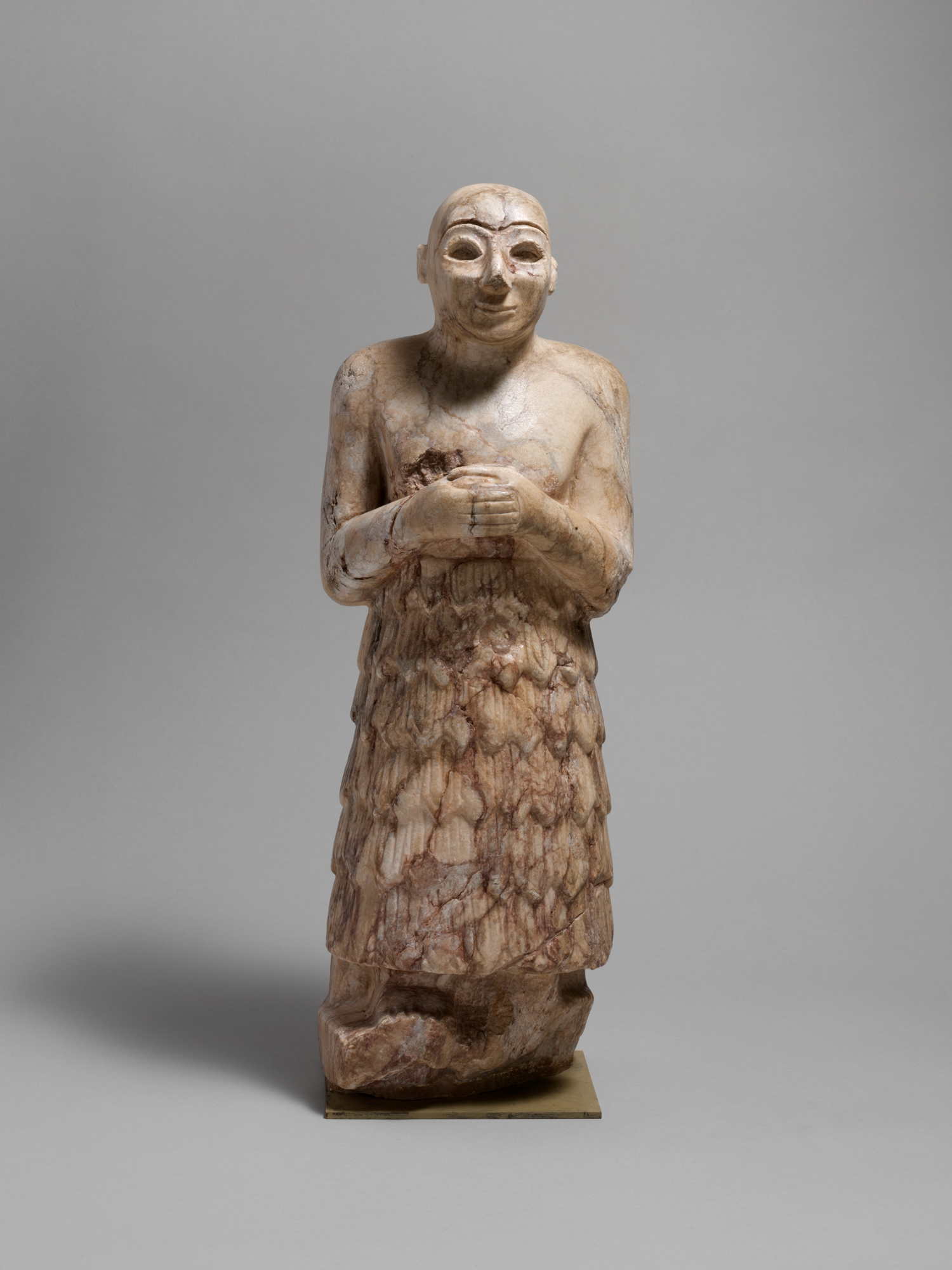
Figurină votivă; 2600-2350 î.Hr.; piatră; înălțime: 41,3 cm, lățime: 14,5 cm, adâncime: 13,5 cm; Muzeul Metropolitan de Artă
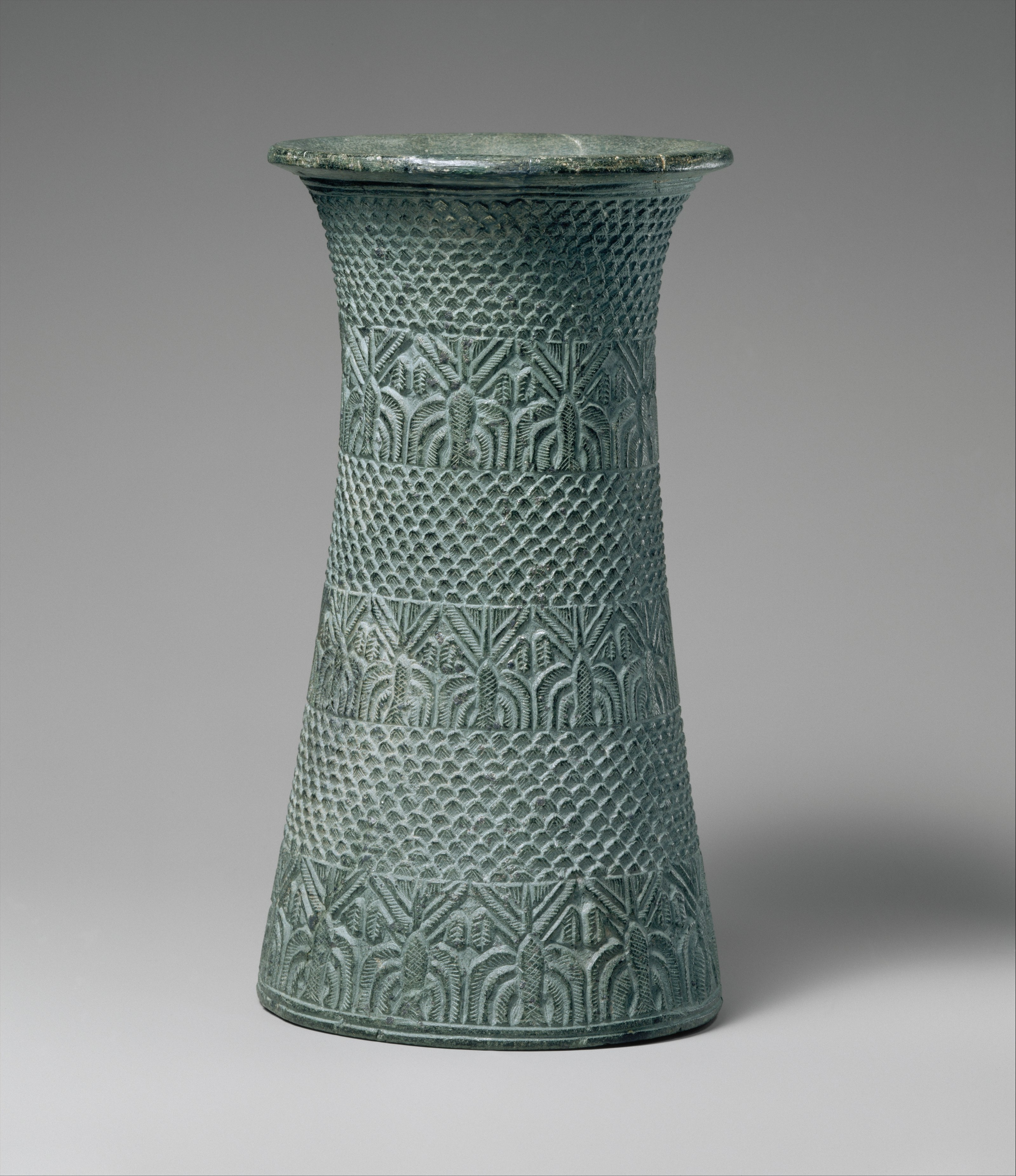
Vază cu modele și trei benzi suprapuse cu palmeieri; mijlocul spre sfârșitul mileniului 3 î.Hr.; clorit; înălțime: 23,5 cm; Muzeul Metropolitan de Artă
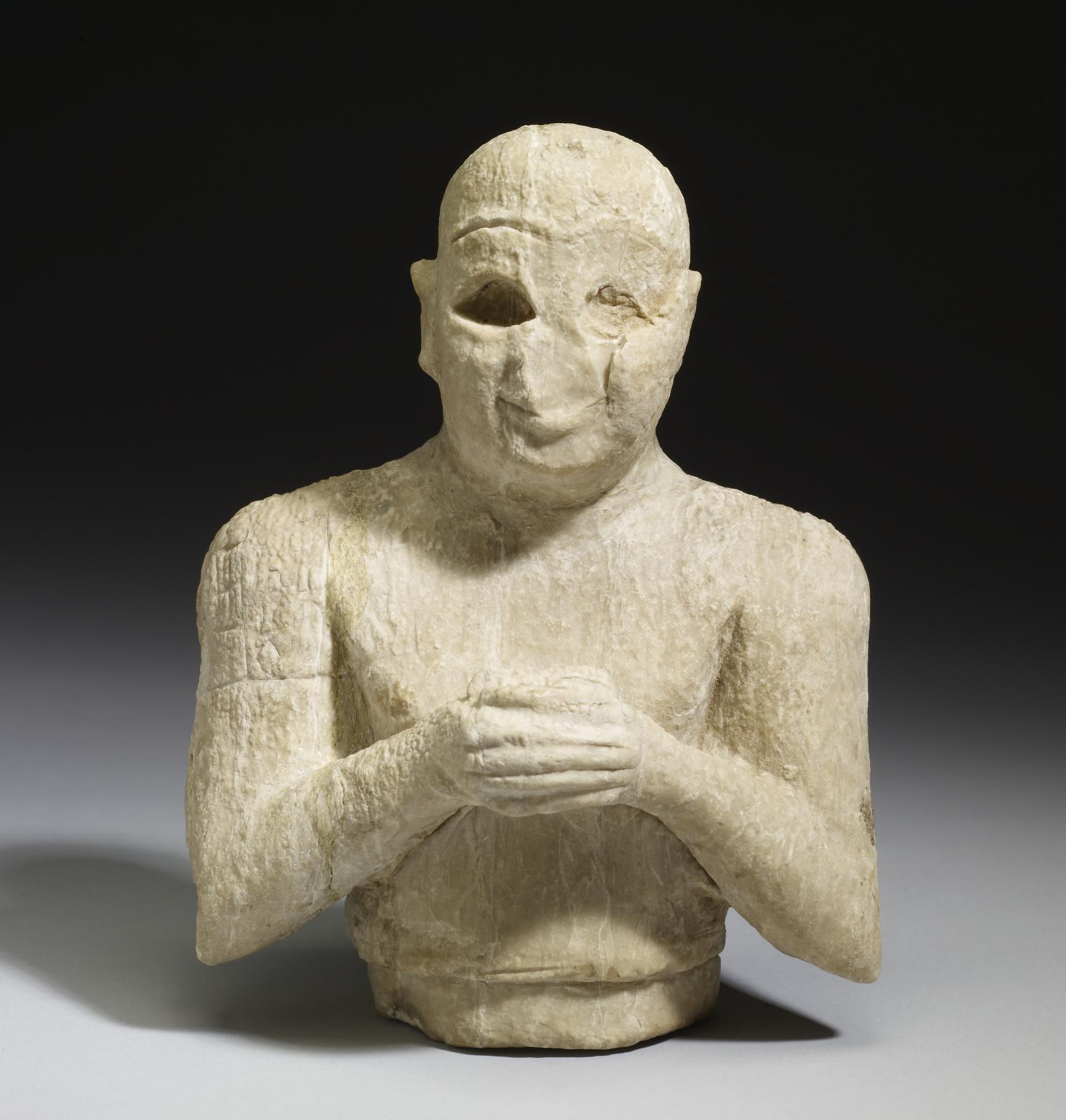
Parte a unei statui a unui închinător; 2500-2250 BC; alabastru-calcit; înălțime: 19,5 cm, lățime: 13,3 cm, adâncime: 10 cm; Muzeul de Artă Walters (Baltimore, SUA)
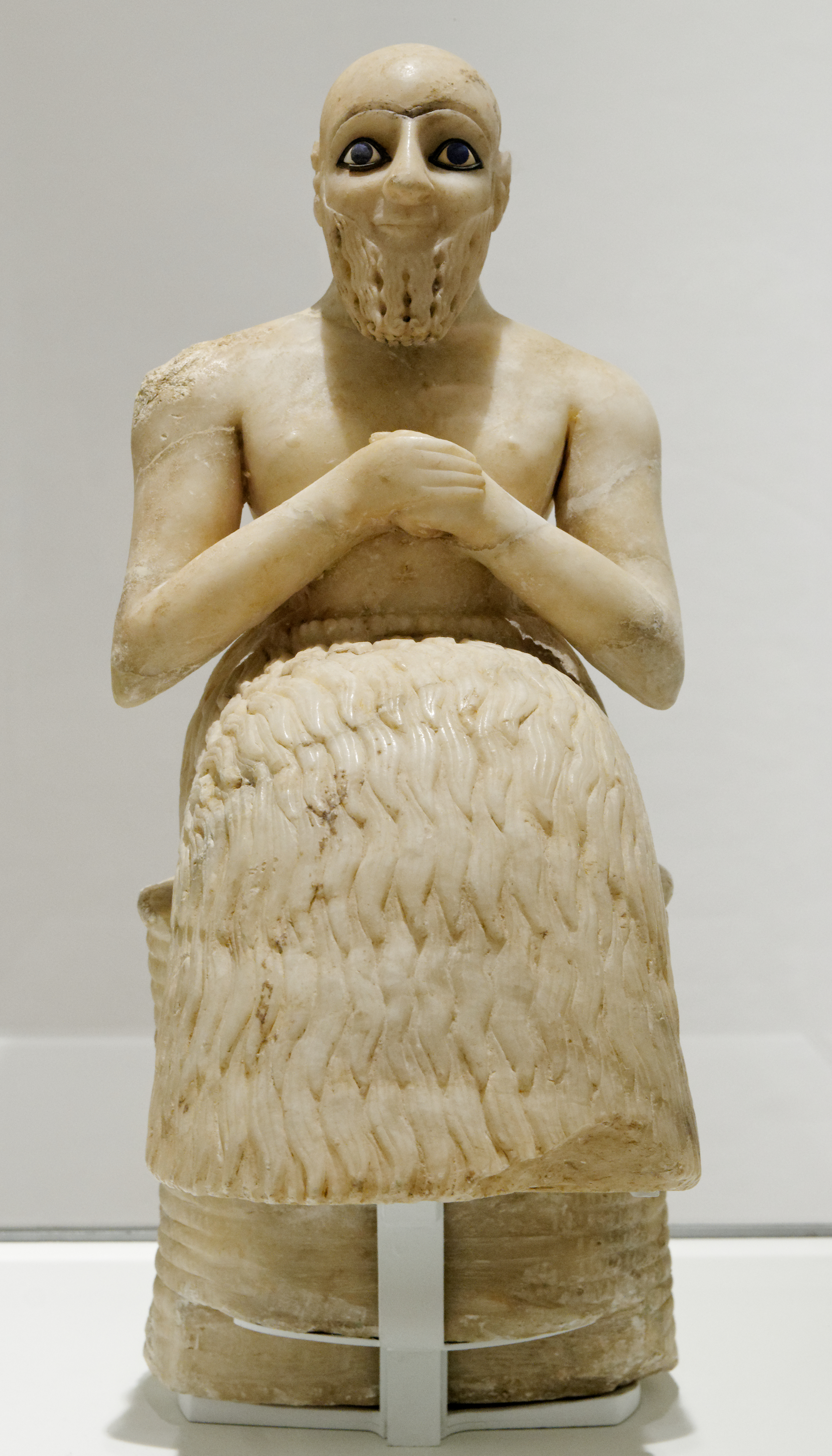
Statuia lui Ebih-Il; c. 2400 î.Hr.; gips, șist, scoici și lapis lazuli; înălțime: 52,5 cm; Luvru
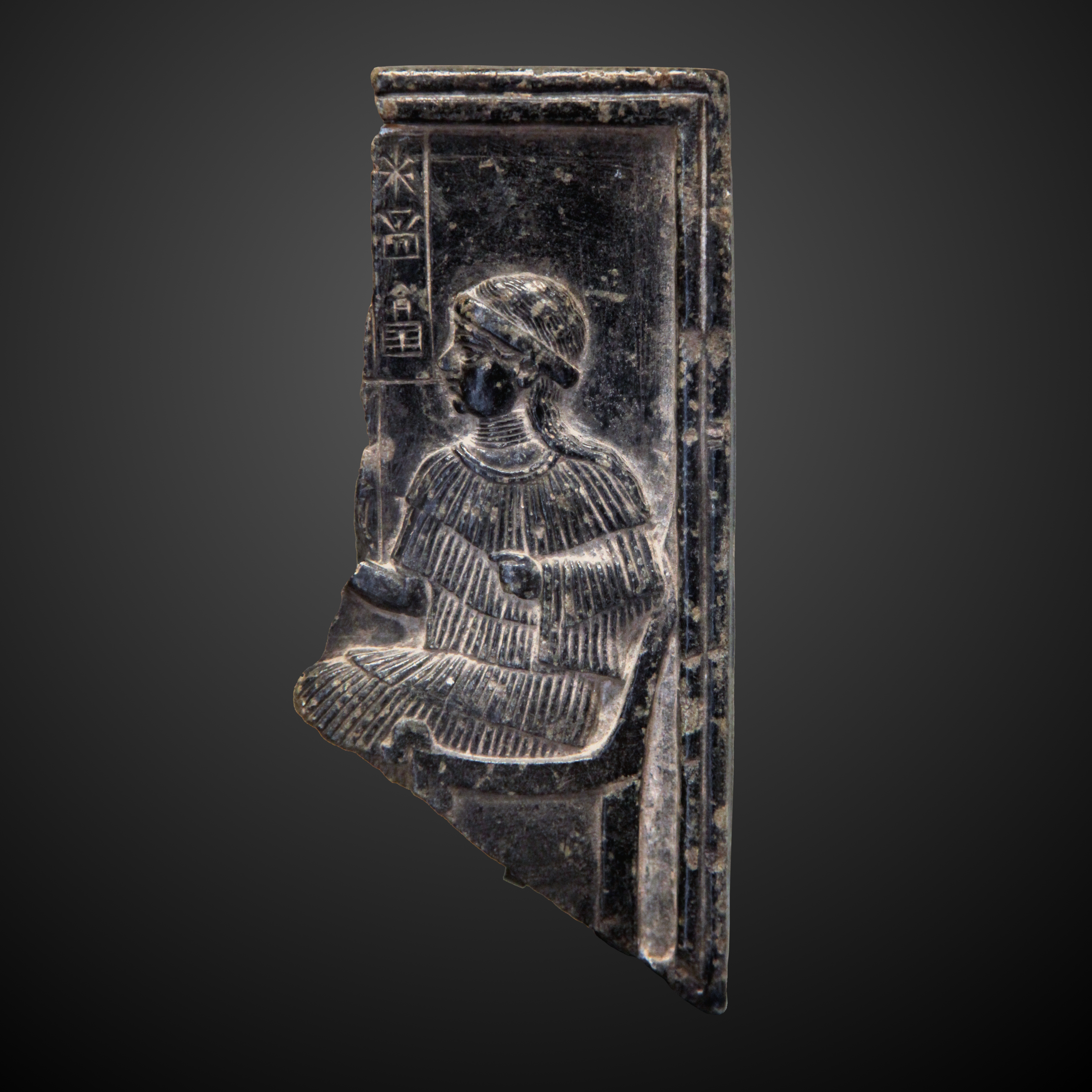
Fragment dintr-o stelă votivă cu silueta zeiței Ninsun așeazată pe tron; 2255-2040 î.Hr.; steatit; înălțime: 14 cm; Luvru
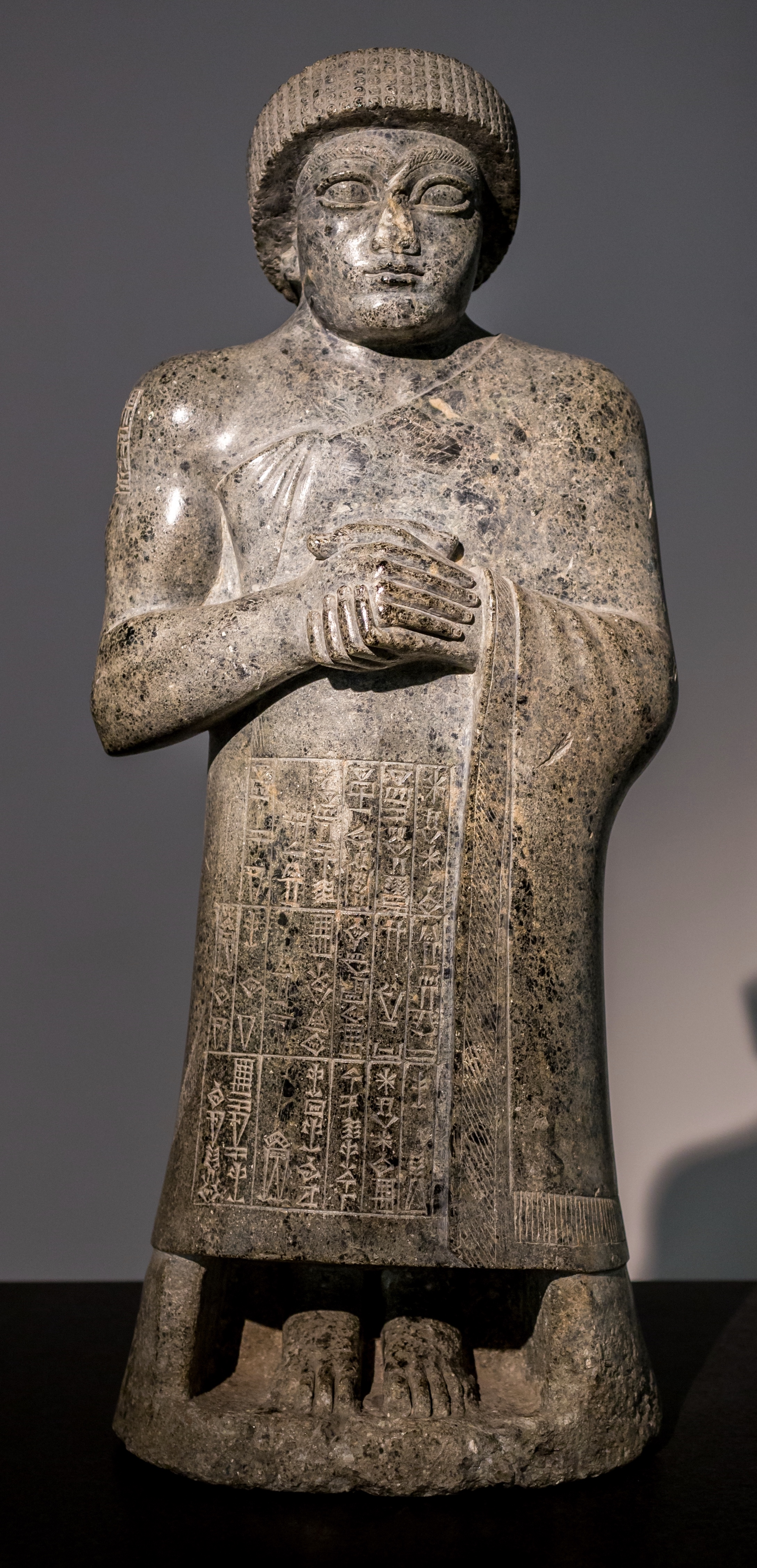
Statuia O a lui Gudea; circa 2100 î.Hr.; steatit; înălțime: 0.63 m; Noua Gliptotecă Carlsberg (Copenhaga, Danemarca)

#### Babilonul
Cucerirea Sumerului și a Akkadului de către Babilon marchează un punct de cotitură în istoria artistică și politică a regiunii.
Babilonienii au profitat de abundența lutului din Mesopotamia pentru a crea cărămizi. Folosirea cărămizii a dus la dezvoltarea timpurie a pilastrului și a coloanei, precum și a frescelor și a țiglelor emailate. Pereții erau strălucitori și uneori placați cu bronz sau aur, precum și cu dale. Conuri de teracotă pictate au fost, de asemenea, încorporate în tencuială.
Ei erau, de asemenea, lucrători ai metalelor, creând lucruri funcționale și frumoase cu cupru. E posibil ca Babilonia să fi fost casa originală a lucrărilor de cupru, care s-au răspândit spre vest odată cu civilizația căreia îi aparțineau. În plus, lipsa de piatră din Babilonia a făcut ca fiecare pietricică să fie prețioasă și a dus la o înaltă perfecțiune în arta tăierii de bijuterii. Arta babiloniană a inclus, de asemenea, tapiserii, iar civilizația babiloniană era încă de la începuturi faimoasă pentru broderiile și covoarele sale.

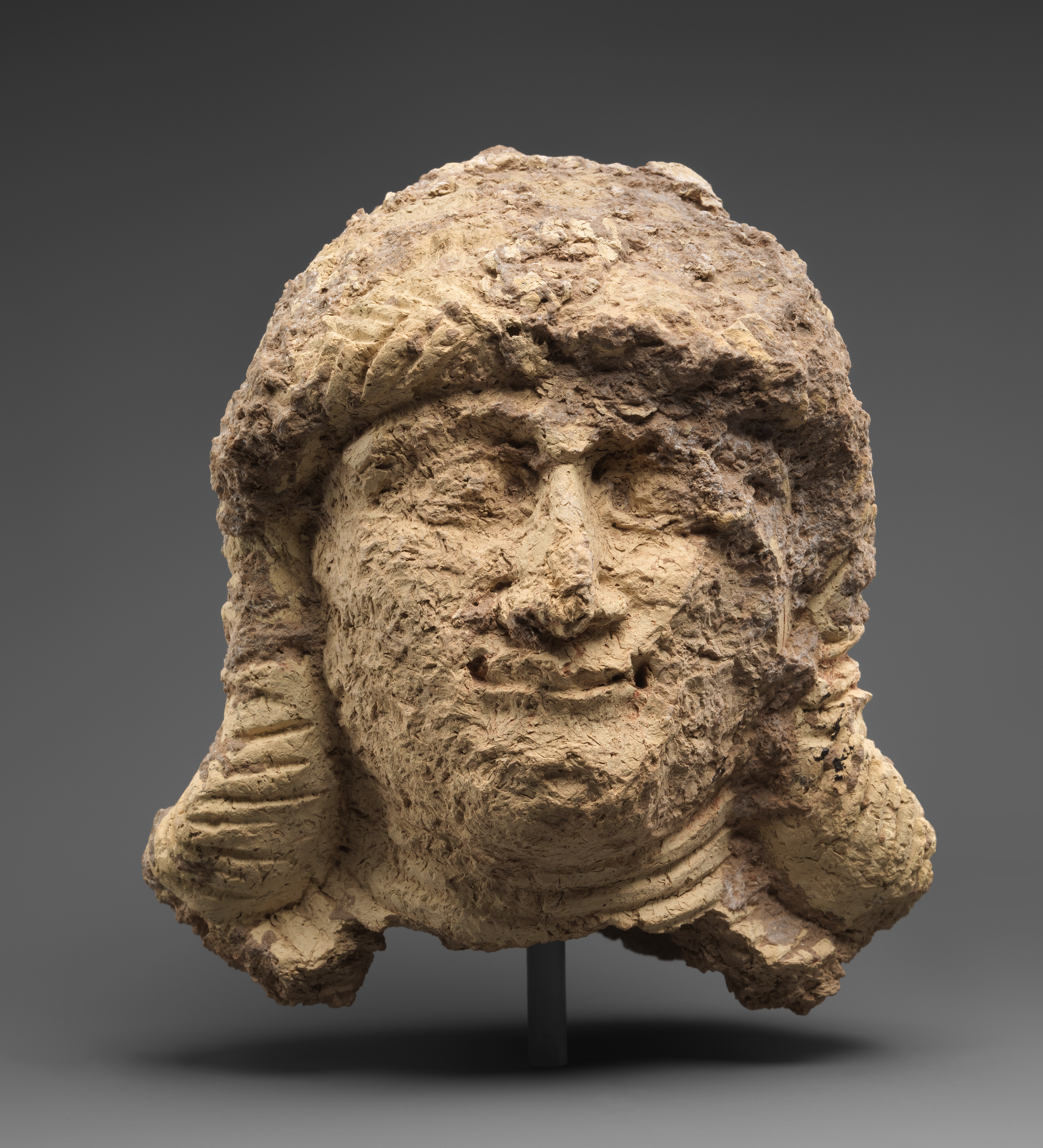
Cap feminin; circa 2000-1600 î.Hr.; ceramică; 18 x 12,7 cm; Muzeul Metropolitan de Artă (New York City)
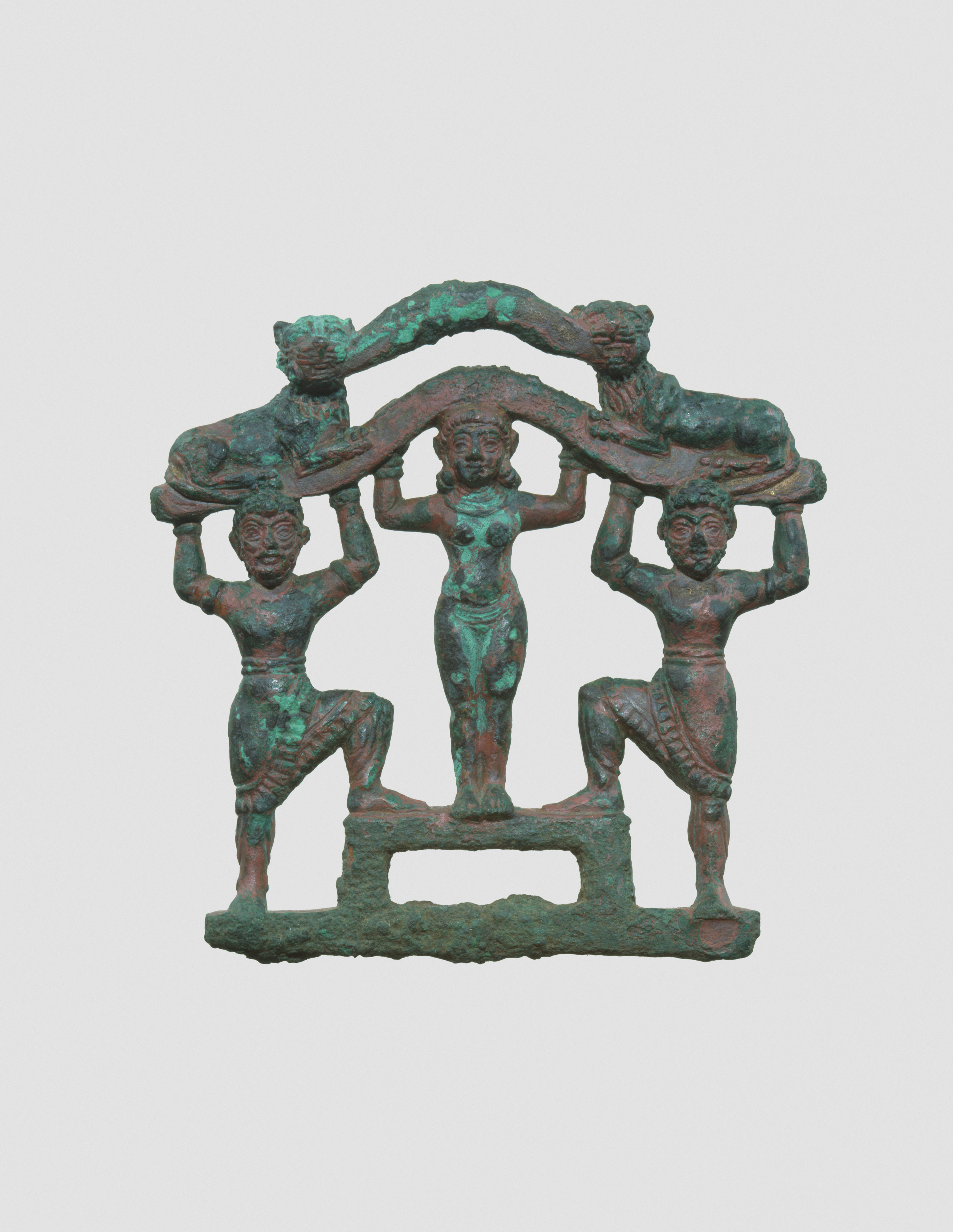
Placă cu un nud feminin între doi bărbați cu bărbi care poartă kilturi; circa 2000-1600 BC; bronz; 9,7 x 9,7 cm; Muzeul Metropolitan de Artă
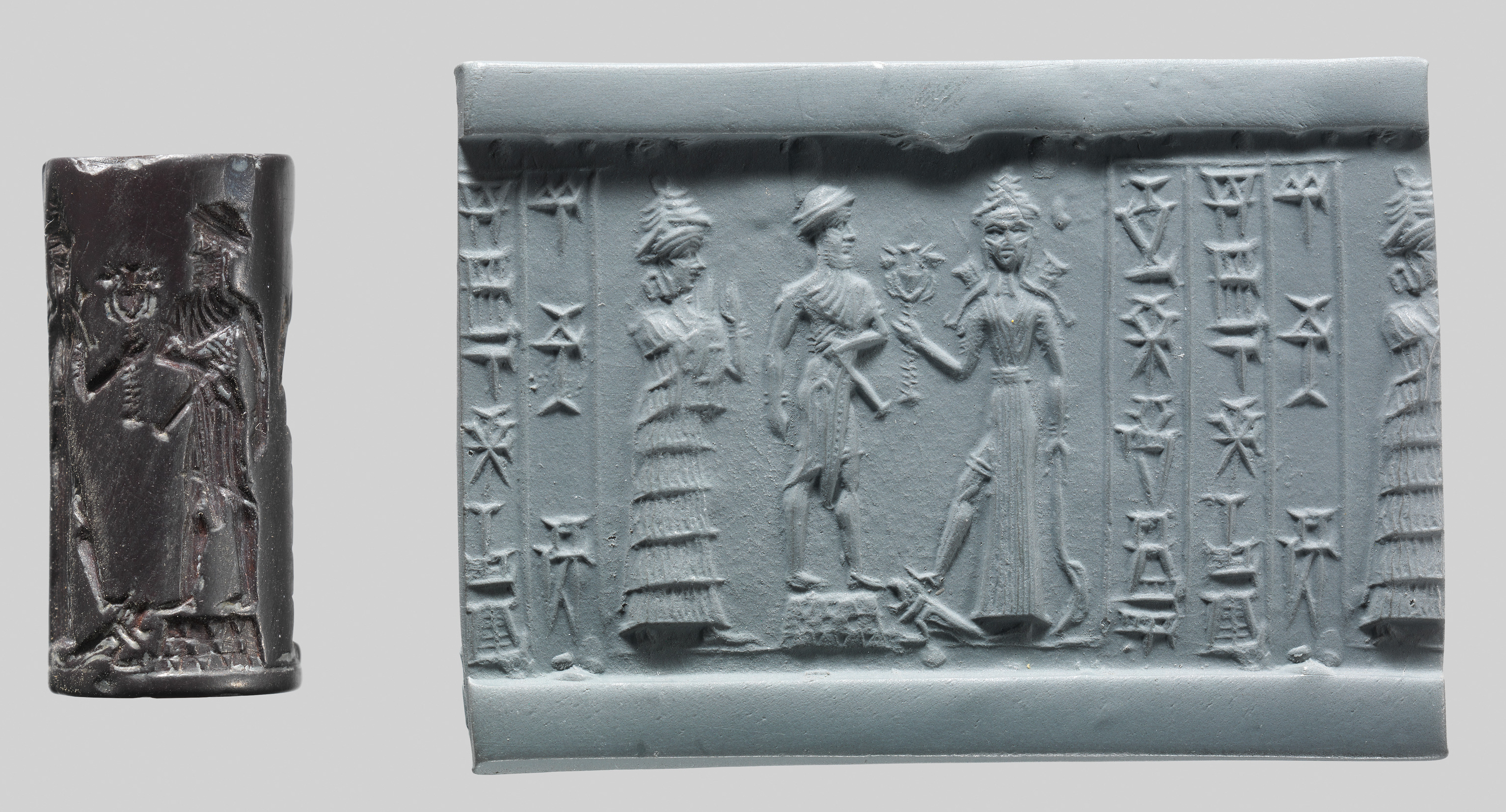
Sigiliu cilindric cu impresie; circa secolele 18-17 î.Hr.; hematit; 2,39 cm; Muzeul Metropolitan de Artă
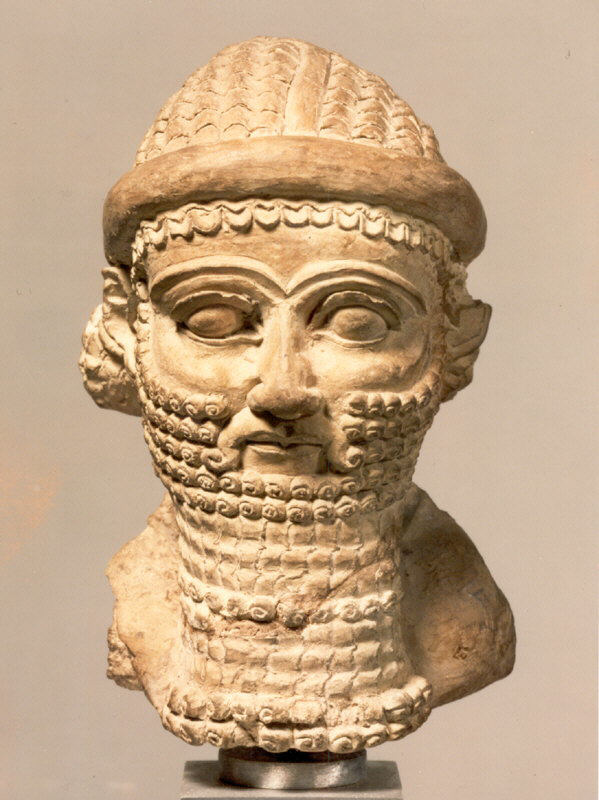
Cap masculin; circa sfârșitul secolului 8-începutul secolului 7; ceramică; 12,5 cm; Muzeul Metropolitan de Artă

#### Asiria

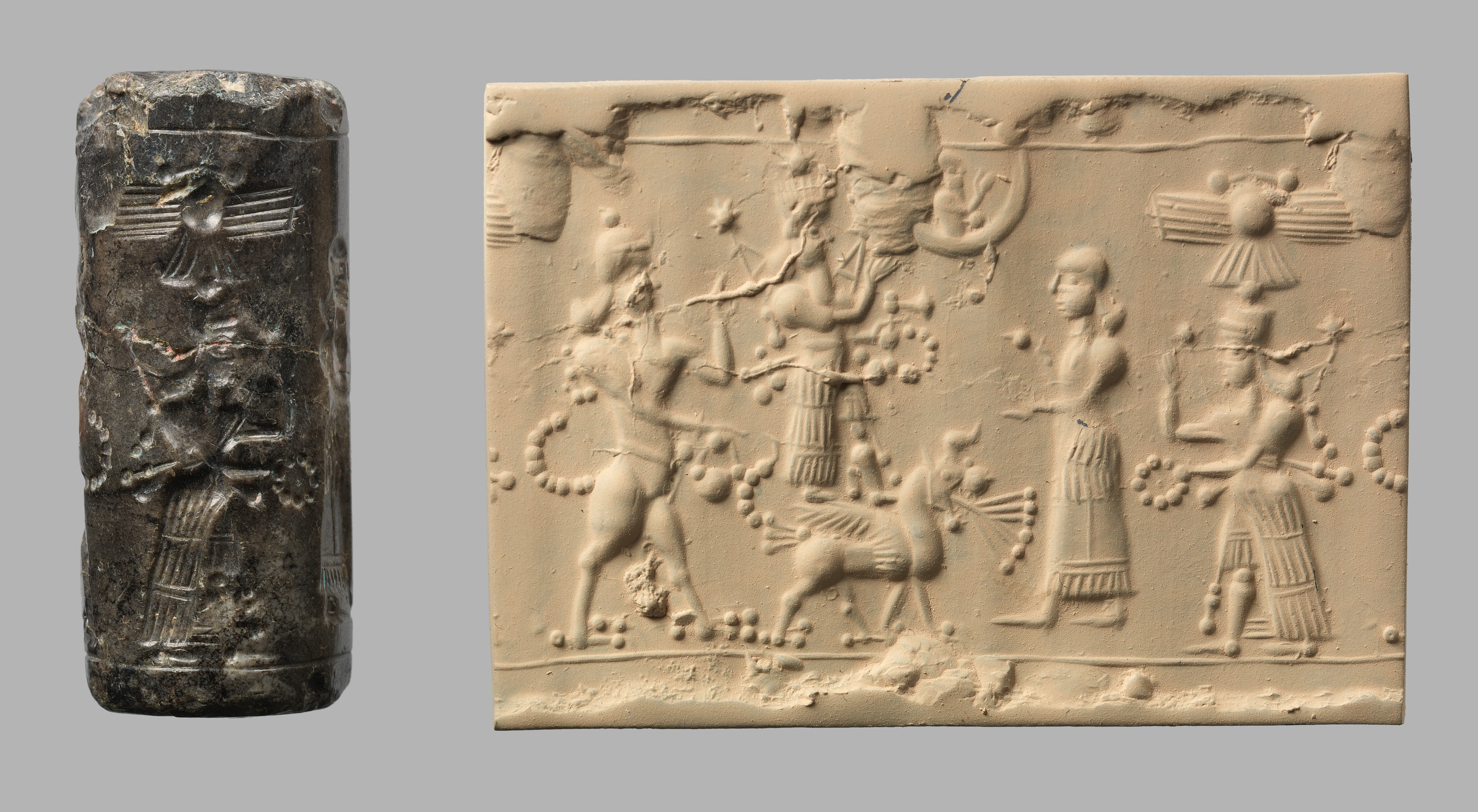
Sigiliu cilindric cu zeități, una dintre ele fiind un leu înaripat; secolele 8-7 î.Hr.; cuarț criptocristalin; 4,09 cm; Muzeul Metropolitan de Artă (New York City)

La fel ca toate celelalte regate, regatul babilonian nu a durat pentru totdeauna. Când Babilonul a căzut în declin, a fost în cele din urmă cucerit de Asiria, una dintre fostele sale colonii, asirienii moștenindu-i arta, precum și imperiul.
La început, arhitecții și artiștii asirieni au copiat stilurile și materialele babiloniene, dar odată cu trecerea timpului, asirienii de mai târziu au început să se elibereze de influențele babiloniene. Pereții palatelor asiriene erau căptușiți cu plăci de piatră în loc de cărămidă și erau colorate în loc de pictate ca în Caldeea. În locul basoreliefurilor avem figuri sculptate, cele mai vechi exemple fiind statuile din Girsu care sunt realiste, dar oarecum stângace.
Nu s-au găsit exemplare remarcabile de artă metalurgică din Asiria timpurie, dar într-o epocă ulterioară s-a obținut o mare excelență în fabricarea unor bijuterii ca cercei și brățări de aur. Cuprul a fost, de asemenea, lucrat cu pricepere.
Formele ceramicii asiriene erau grațioase; porțelanul, la fel ca sticla descoperită în palatele din Ninive, a fost derivat din originale egiptene. Sticla transparentă pare să fi fost introdusă pentru prima dată în timpul domniei lui Sargon al II-lea. Piatra, precum și argila și sticla au fost folosite la fabricarea vazelor. Vase de piatră dură au fost dezgropate la Tello, similare cu cele din Perioada Dinastică Timpurie a Egiptului.
Assurbanipal promovase arta și cultura și avea la Ninive o vastă bibliotecă de tăblițe cuneiforme.

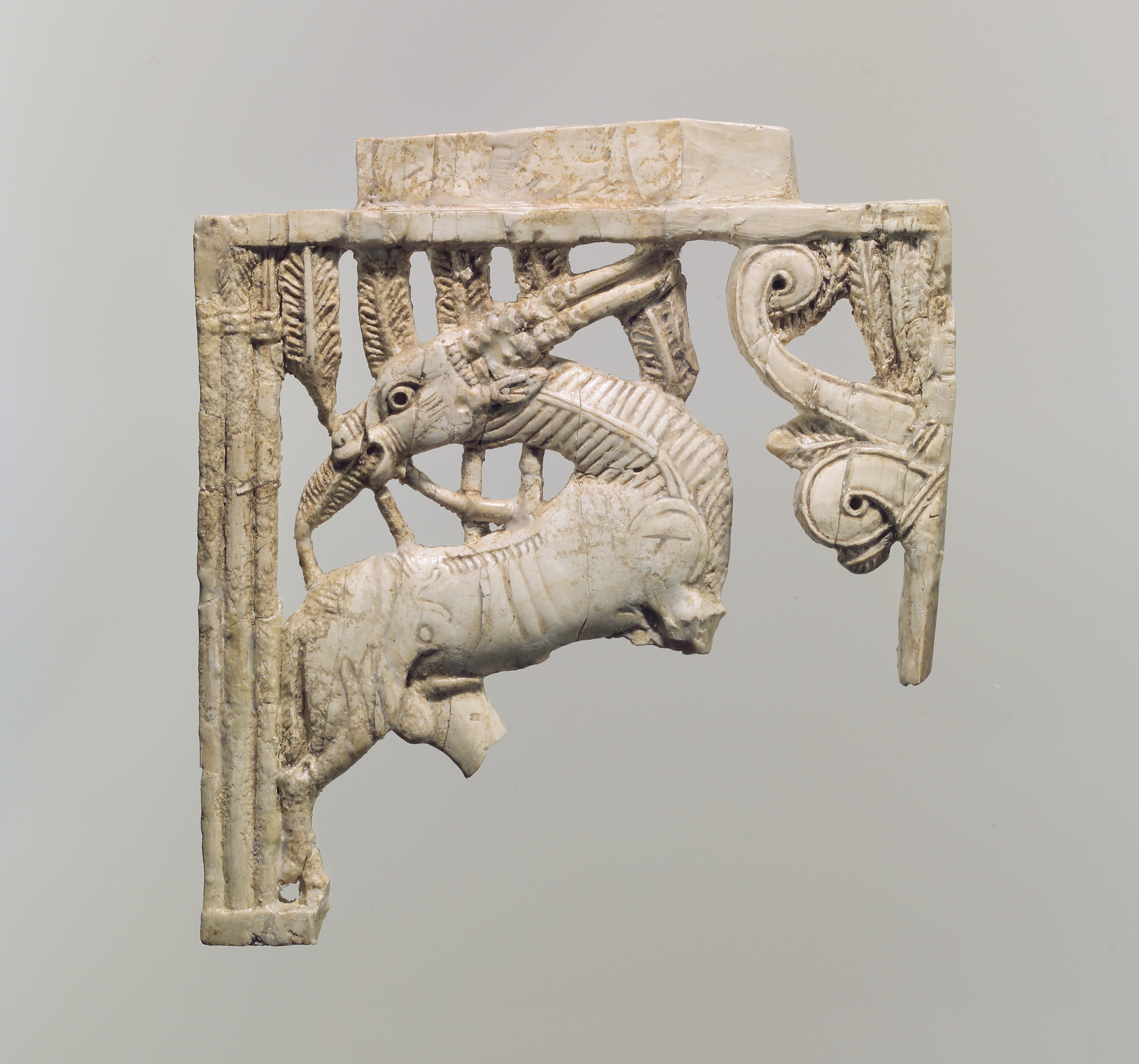
Fragment de mobilă; secolele 9-8 î.Hr.; fildeș; 12,7 × 11,91 × 1,09 cm; Muzeul Metropolitan de Artă
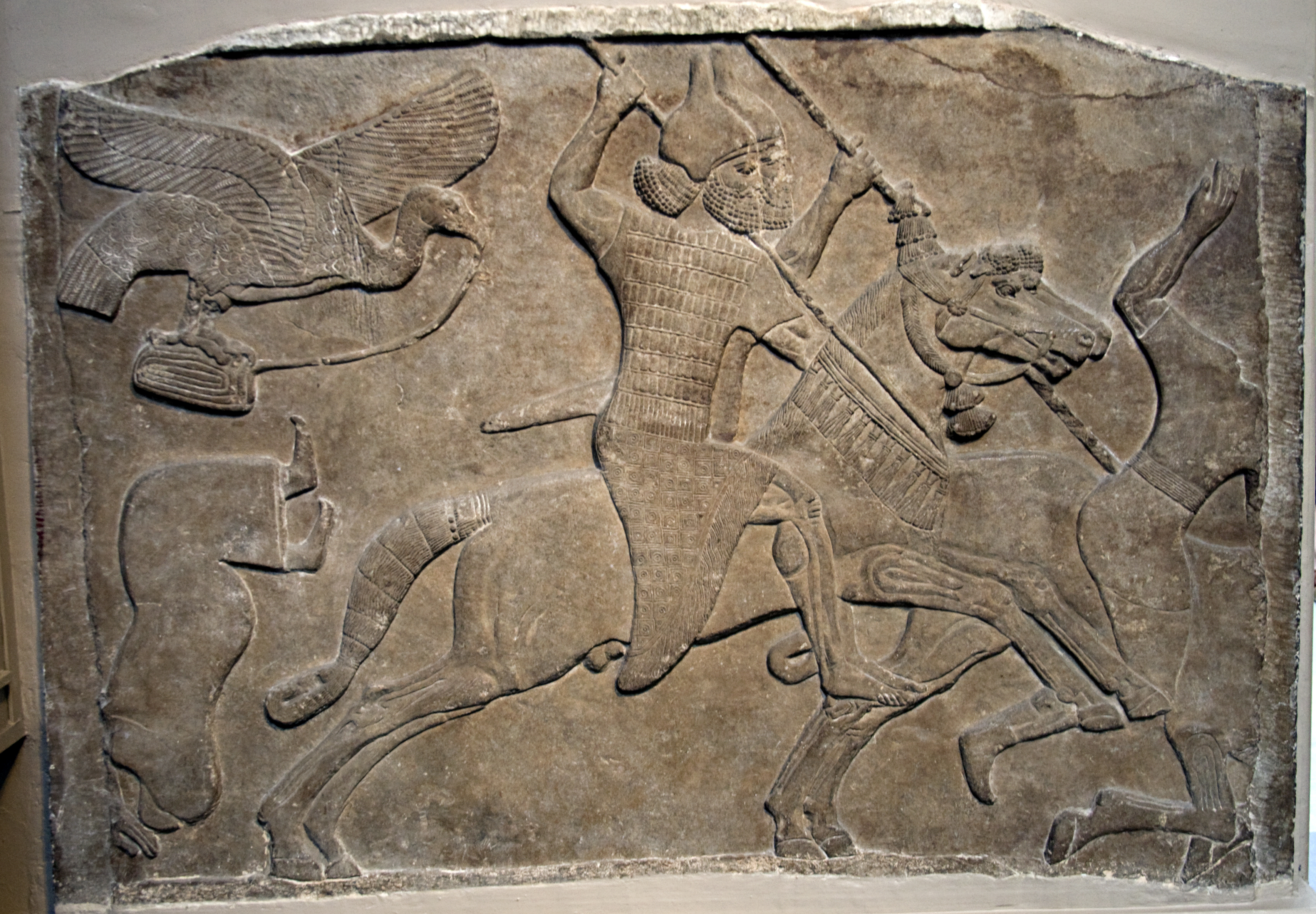
Relief cu doi cavaleri asirieni care atacă dușmani; circa 728 î.Hr,; gips; înălțime: 129 cm, lățime: 183 cm; British Museum (Londra)
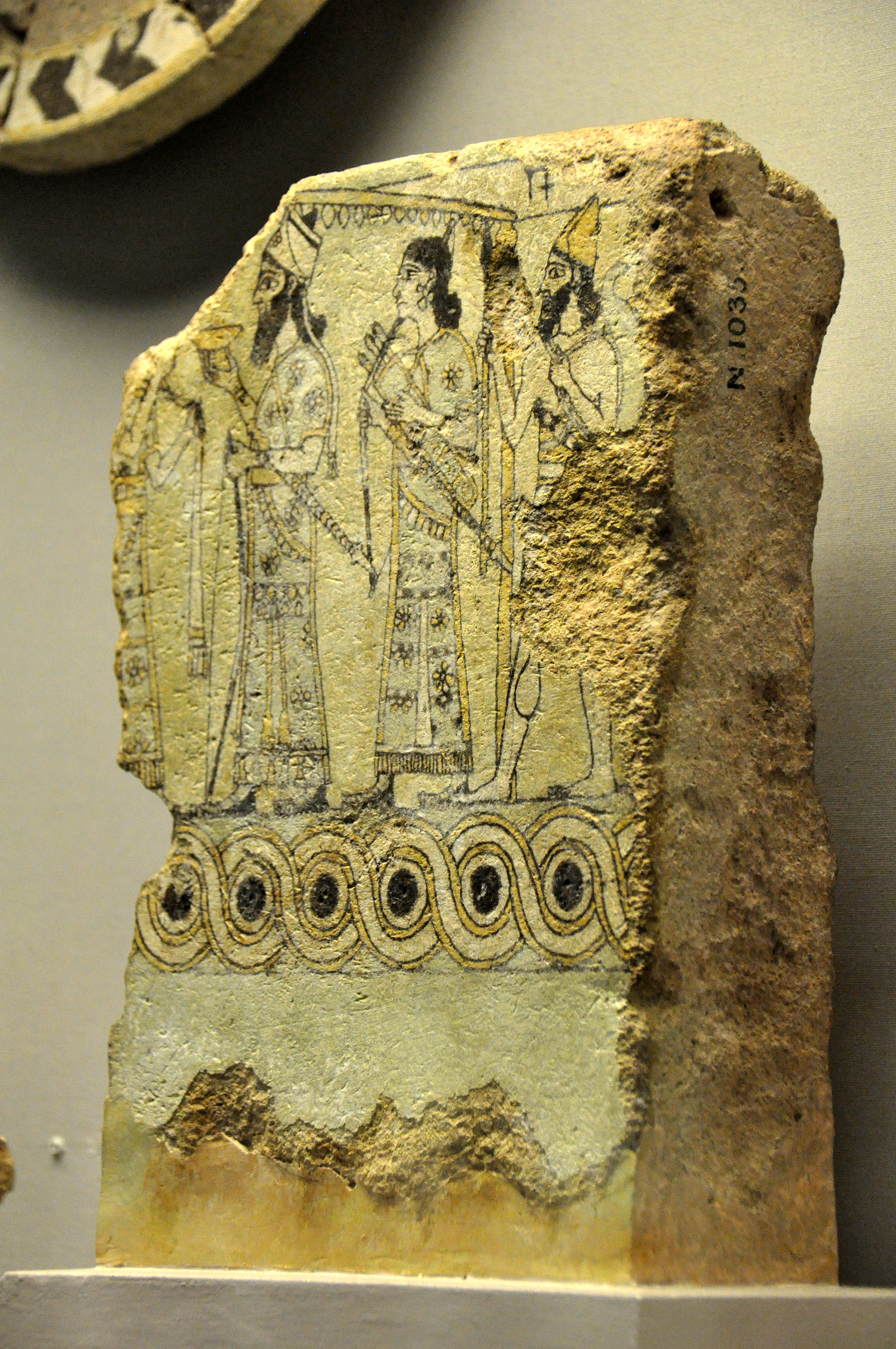
Placă de teracotă glazurată din Nimrud, cu o scenă de la curte; 875-850 î.Hr.; teracotă arsă și glazurată; înălțime (fără bază): 30,6 cm, înălțime (cu bază): 38,3 cm; British Museum
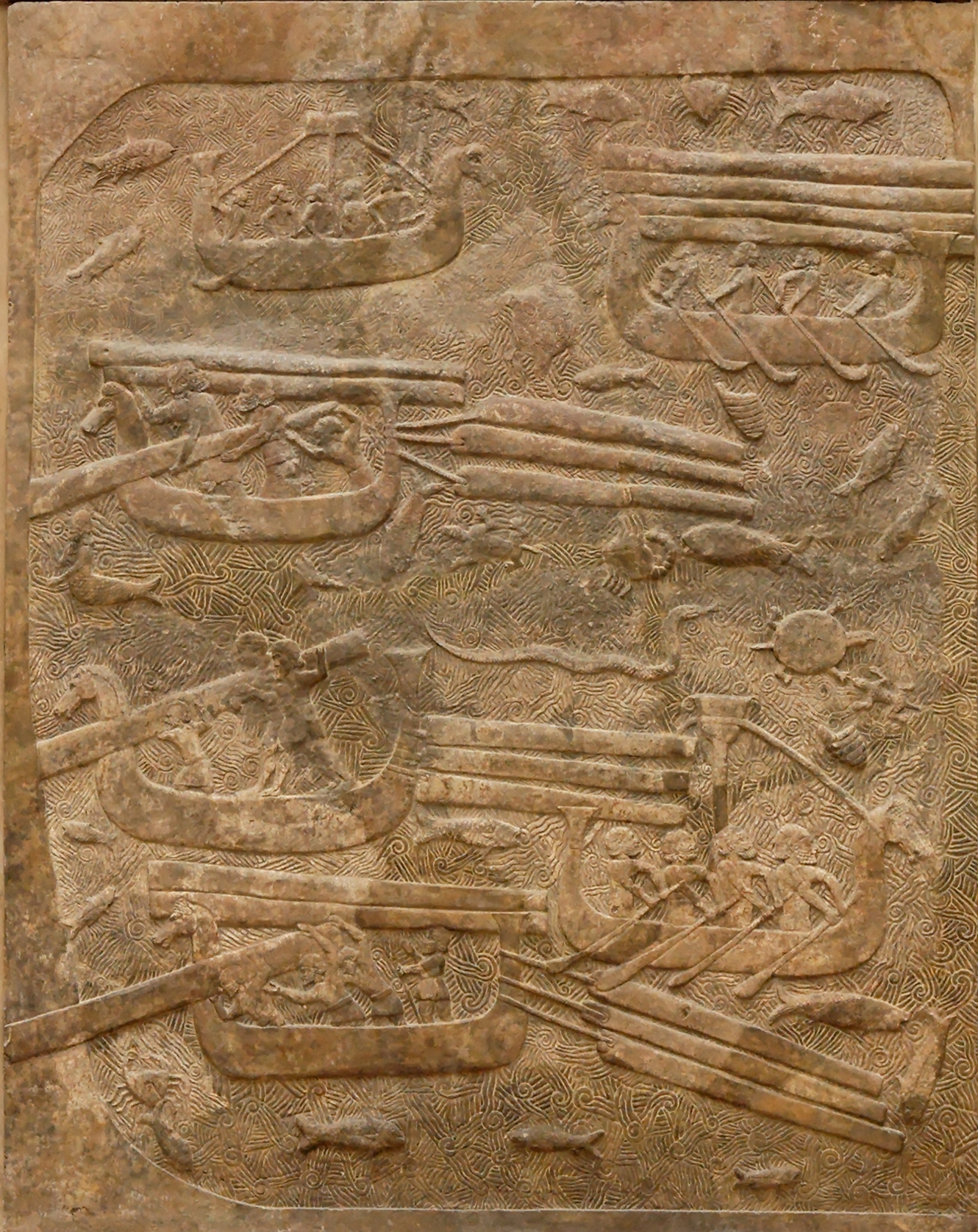
Relief din capitala asiriană Dur-Șarrukin, care înfățișează transportul de cedru libanez; 716-713 î.Hr.; înălțime: 2,41 m, lățime: 38 cm; Luvru
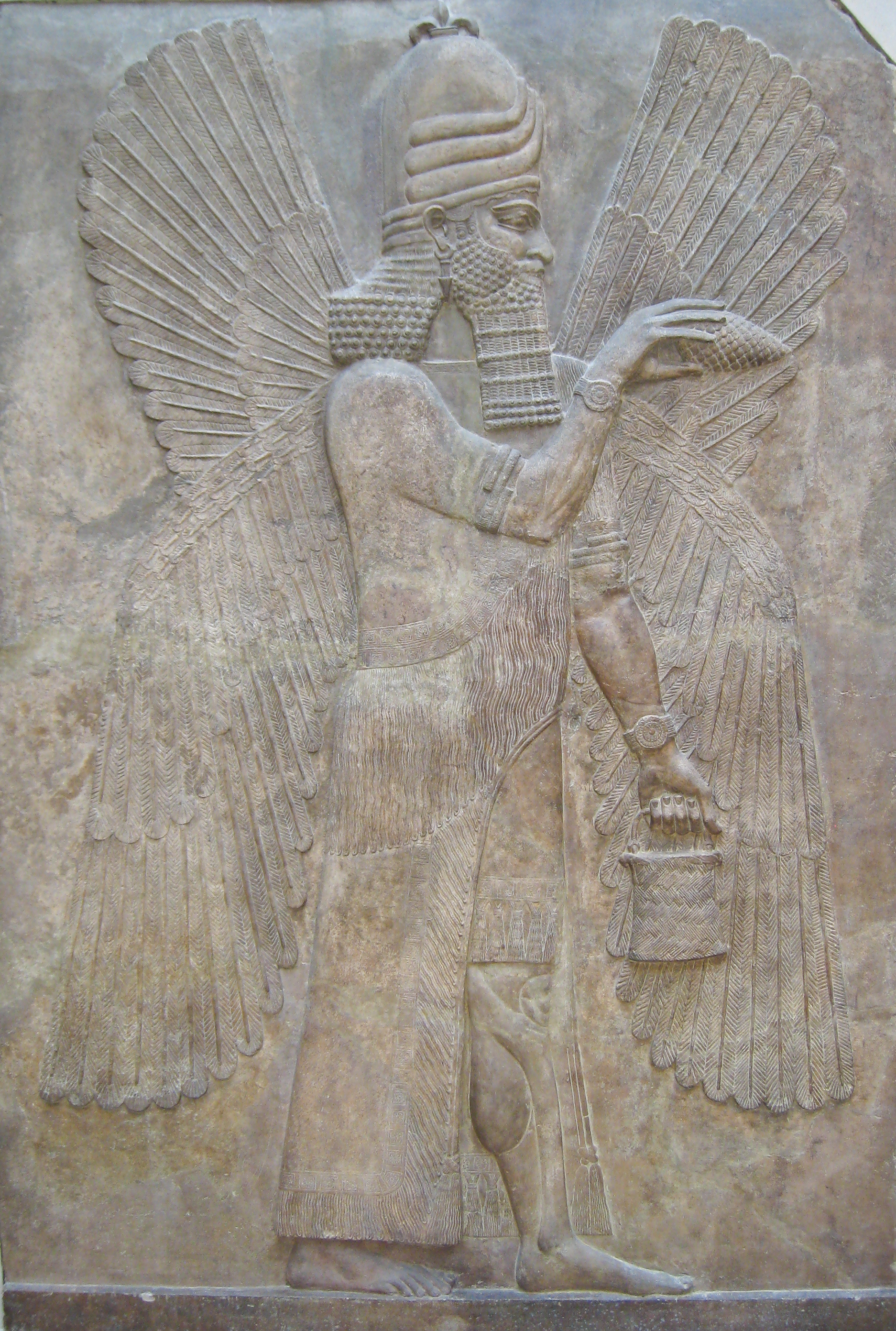
Relief; 713-706 î.Hr.; înălțime: 3,3 m; Luvru
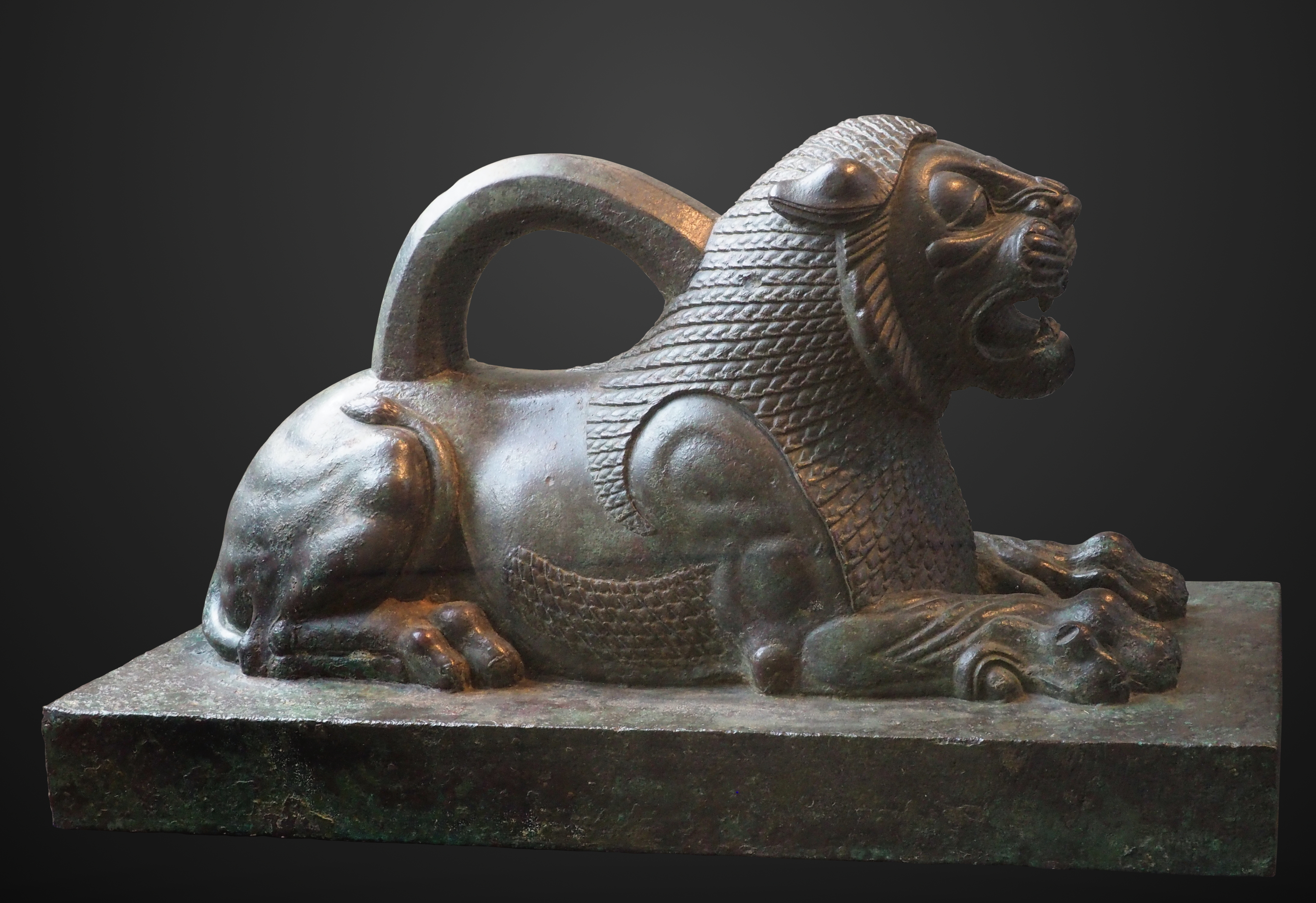
Greutate în formă de leu; secolele 6-4 î.Hr.; bronz; înălțime: 29,5 cm; Luvru
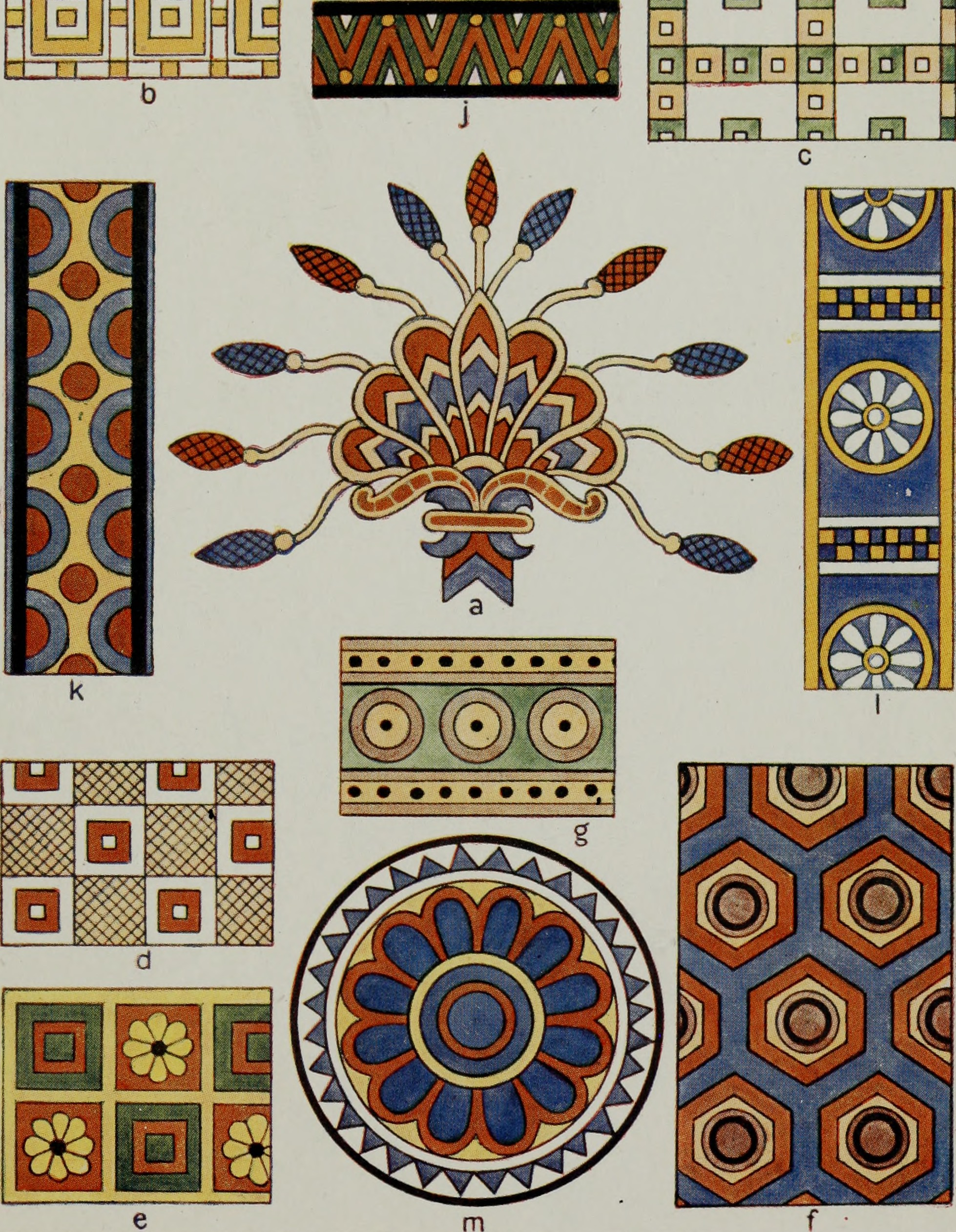
Ornamente și modele asiriene, ilustrate într-o carte din 1920
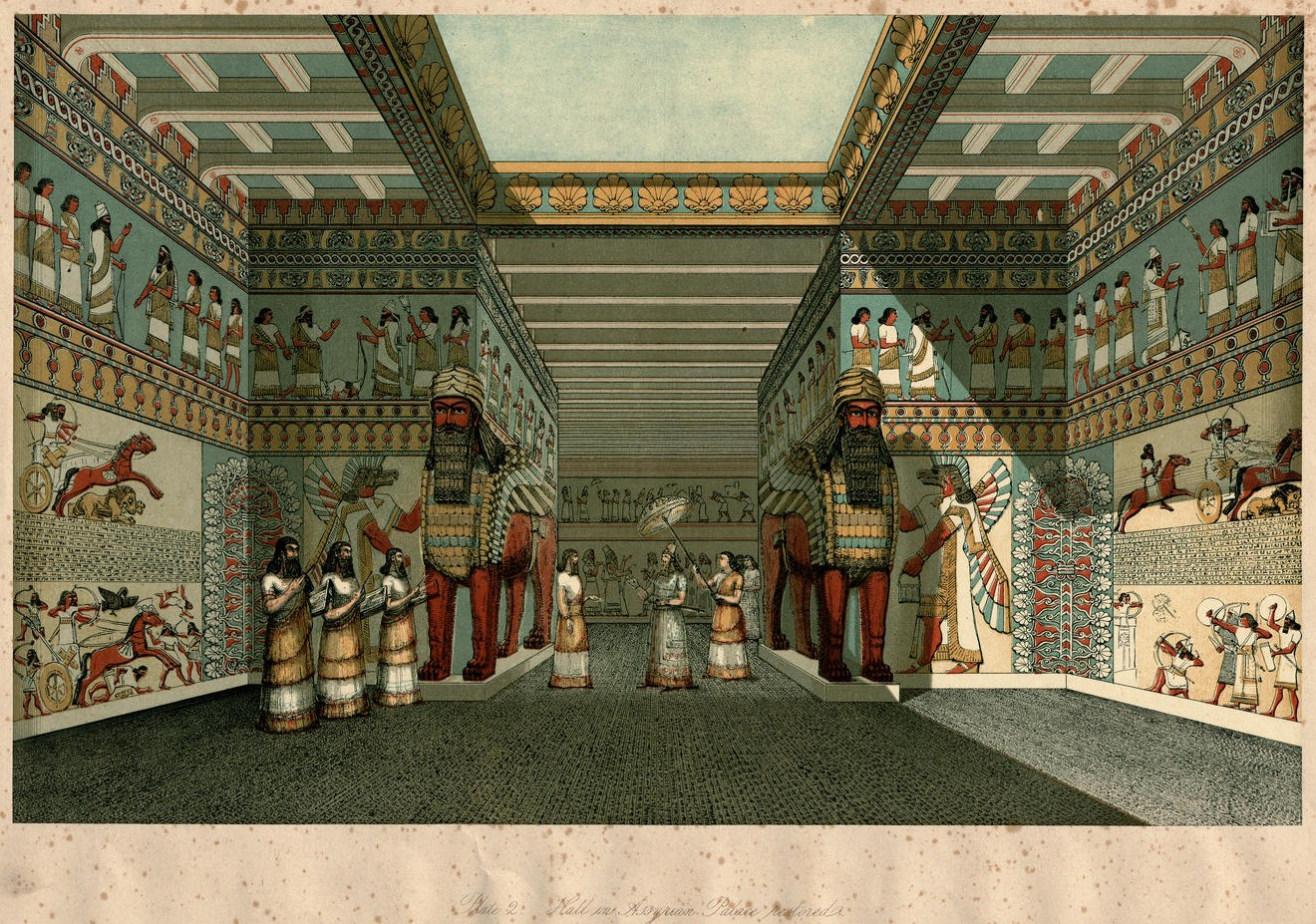
Ilustrație a unui hol din Palatul lui Assurnasirpal al II-lea, de Austen Henry Layard (1854)

### Hitiții
Arta hitită a fost produsă de civilizația hitită din Anatolia antică, în Turcia modernă, și se extinde și din Siria în timpul celui de-al II-lea mileniu î.Hr., din secolul al XIX-lea până în secolul al XII-lea î.Hr. Perioada asta se încadrează în Epoca anatoliană a Bronzului. Se caracterizează printr-o lungă tradiție de reprezentări și motive canonizate rearanjate, chiar dacă sunt încă recunoscute, de artiști pentru transmiterea sensul unei populații în mare parte analfabete.
„Datorită vocabularului limitat al tipurilor figurative [și motivelor], invenția pentru artistul hitit a fost de obicei o chestiune de a combina și manipula unitățile pentru a forma compoziții mai complexe”
Multe dintre aceste reprezentări recurente gravitează în jurul înfățișătii zeităților hitite și a practicilor ritualice. Există, de asemenea, o prevalență a scenelor de vânătoare în reliefurile hitite și în formele reprezentate ale animalelor. O mare parte a artei provine din așezări ca Alaca Höyük, sau capitala hitită Hattușa din apropierea orașului modern Boğazkale. Savanții au dificultăți în datarea unei mari părți a artei hitite, menționând faptul că lipsesc inscripții și o mare parte din materialele găsite, în special din locurile de înmormântare, au fost mutate din locațiile lor originale și distribuite printre muzee în secolul al XIX-lea.

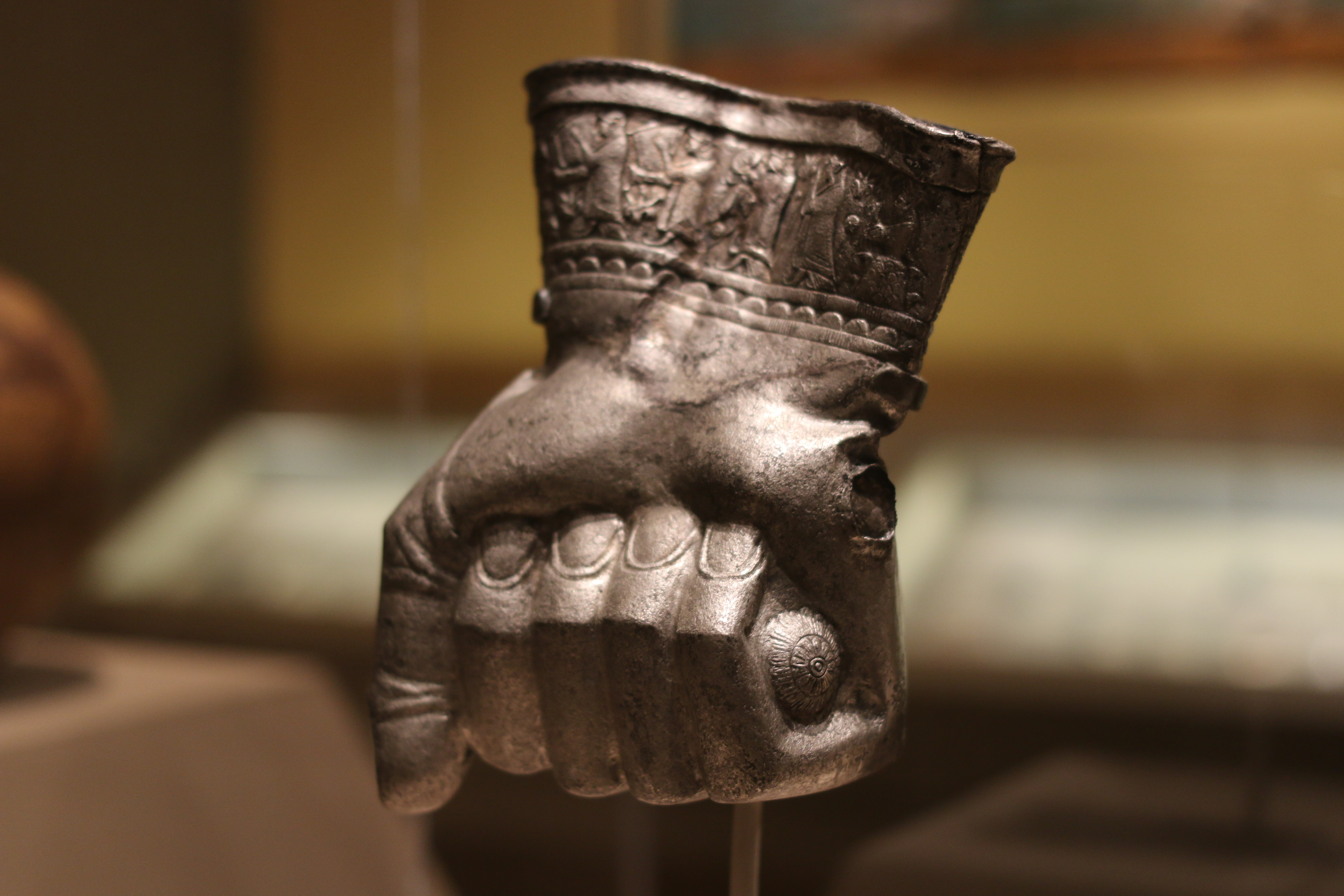
Cupă de băut, în formă de pumn; 1400-1380 î.Hr.; argint; din Turcia Centrală; Muzeul de Arte Frumoase (Boston, SUA)
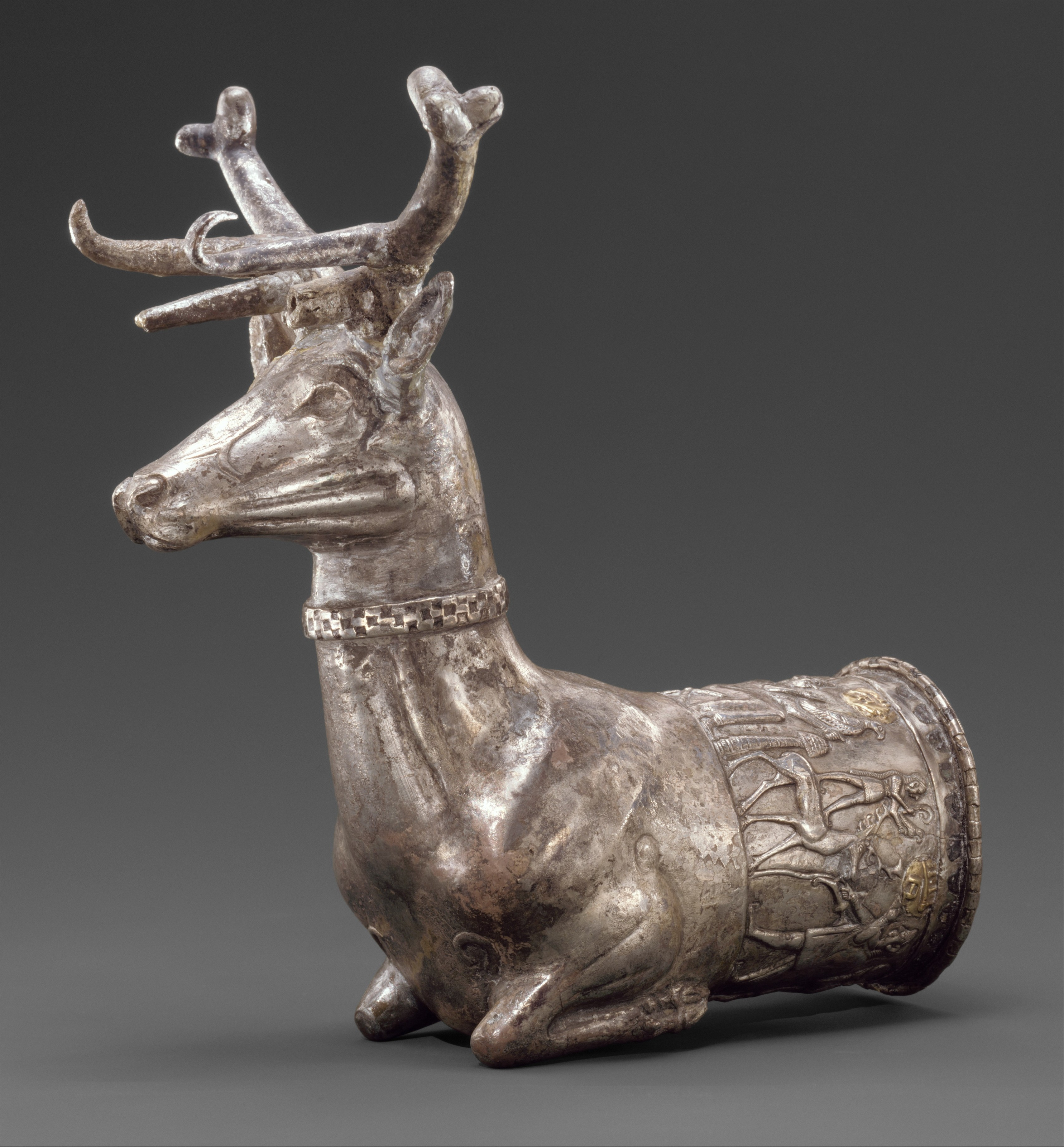
Vas în forma capului și torsului de cerb (sau riton); circa secolele 14-13 î.Hr.; argint cu incrustații de aur; înălțime: 18 cm; Muzeul Metropolitan de Artă (New York City)
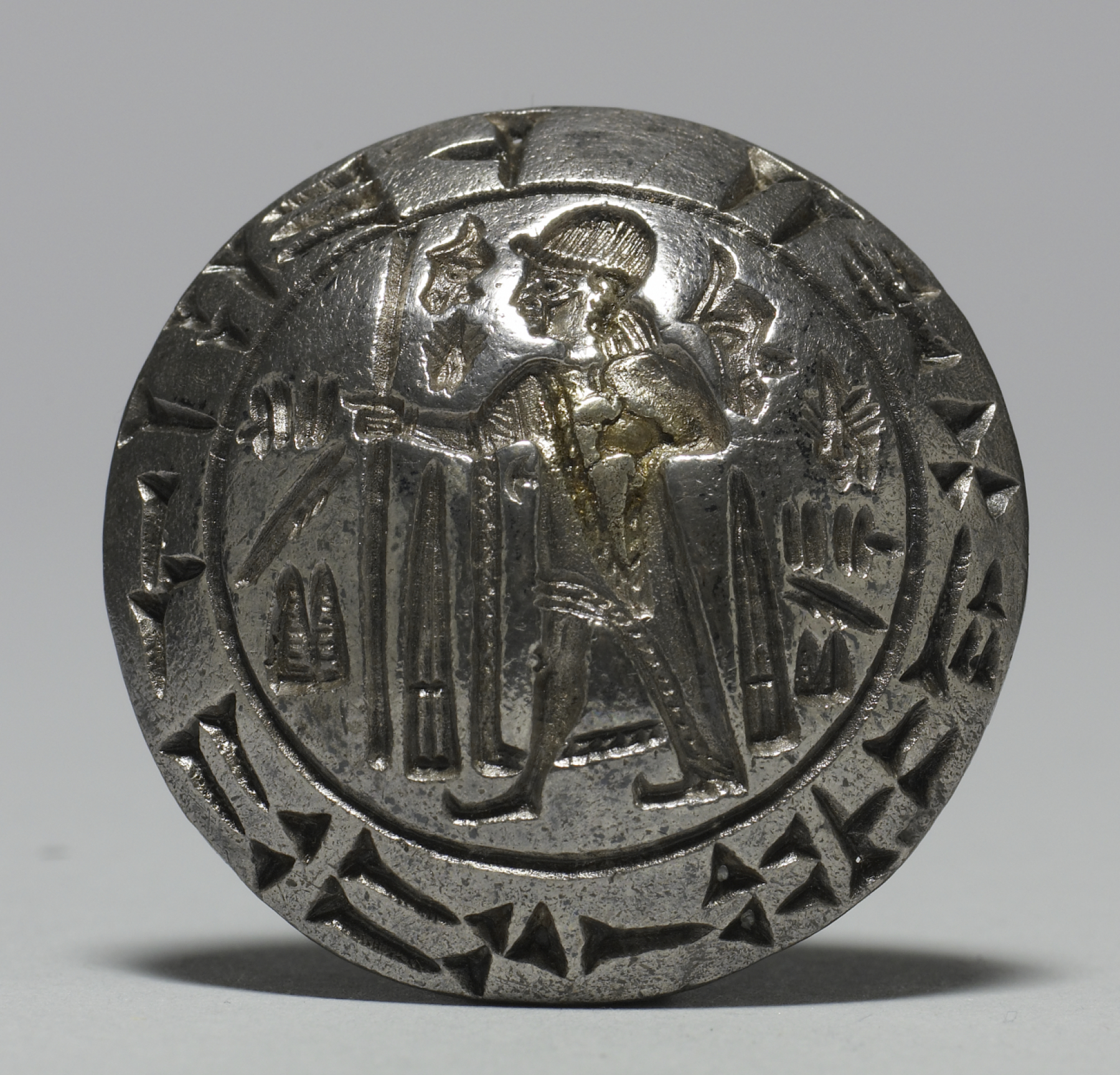
Sigiliul lui Tarkasnawa, rege al regatului Mira; circa 1220 î.Hr.; argint; înălțime: 1 cm, diametru: 4.2 cm; Muzeul de Artă Walters (Baltimore, SUA)
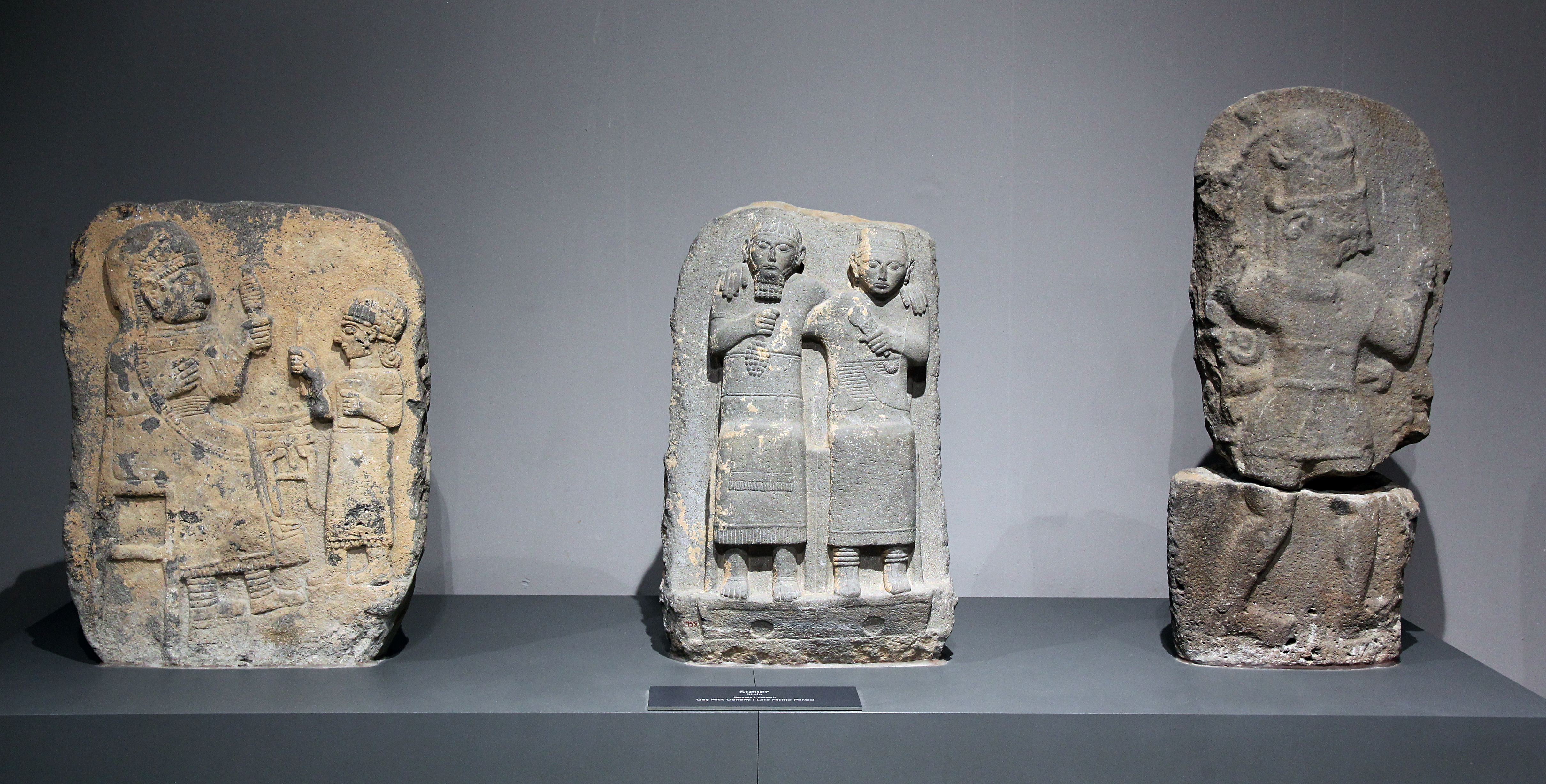
Trei reliefuri din Muzeul Arheologic din Adana (Turcia)

### Bactrienii
Complexul Arheologic Bactria–Margiana (cunoscut și ca civilizația Oxus) este denumirea arheologică modernă a unei civilizații din Epoca Bronzului din Asia Centrală, datată în circa 2300-1700 î.e.n., în actualul nord al Afganistanului, estul Turkmenistanului, sudul Uzbekistanului și vestul Tadjikistanului, centrat pe Amudaria-ul superior (râul Oxus). Siturile sale au fost descoperite și numite de arheologul sovietic Viktor Sarianidi (1976). Centrele urbane monumentale, palatele și clădirile cultice au fost descoperite, în special la Gonur-depe din Turkmenistan.
Materiale bactriene au fost găsite la Civilizația de pe Valea Indului, pe Platoul Iranului și în Golful Persic. Constatările din cadrul siturilor bactriene prezintă dovezi suplimentare ale contactelor comerciale și culturale. Ele includ un sigiliu cilindric de tip elamit și un sigiliu harapp cu un elefant și niște text harapp găsit la Gonur-depe. Relația dintre Altyn-Depe și Valea Indului pare să fi fost deosebit de puternică. Printre descoperiri se aflau două sigilii harappe și obiecte de fildeș. Așezarea harappă Shortugai, din nordul Afganistanului, pe malurile  Amudaria-ului, a servit probabil ca stație comercială.
Un tip celebru de opere de artă bacteriene sunt „prințesele bacteriene” (cunoscute și ca, „doamnele de Oxus”). Purtând rochii mari stilizate, cu mâneci bufante, precum și acoperăminte care se îmbină cu părul, ele întruchipează o zeiță, personajul mitologiei asiatice centrale care joacă un rol regulator, liniștind forțele neîmblânzite. Aceste statuete sunt realizate prin combinarea și asamblarea materialelor de culori contrastante. Materialele preferate sunt cloritul (sau pietre similare care sunt verde închis), un calcar albicios, alabastru sau scoici marine din Oceanul Indian. Diferitele elemente ale corpului și ale costumului sunt sculptate separat și unite, ca într-un puzzle.

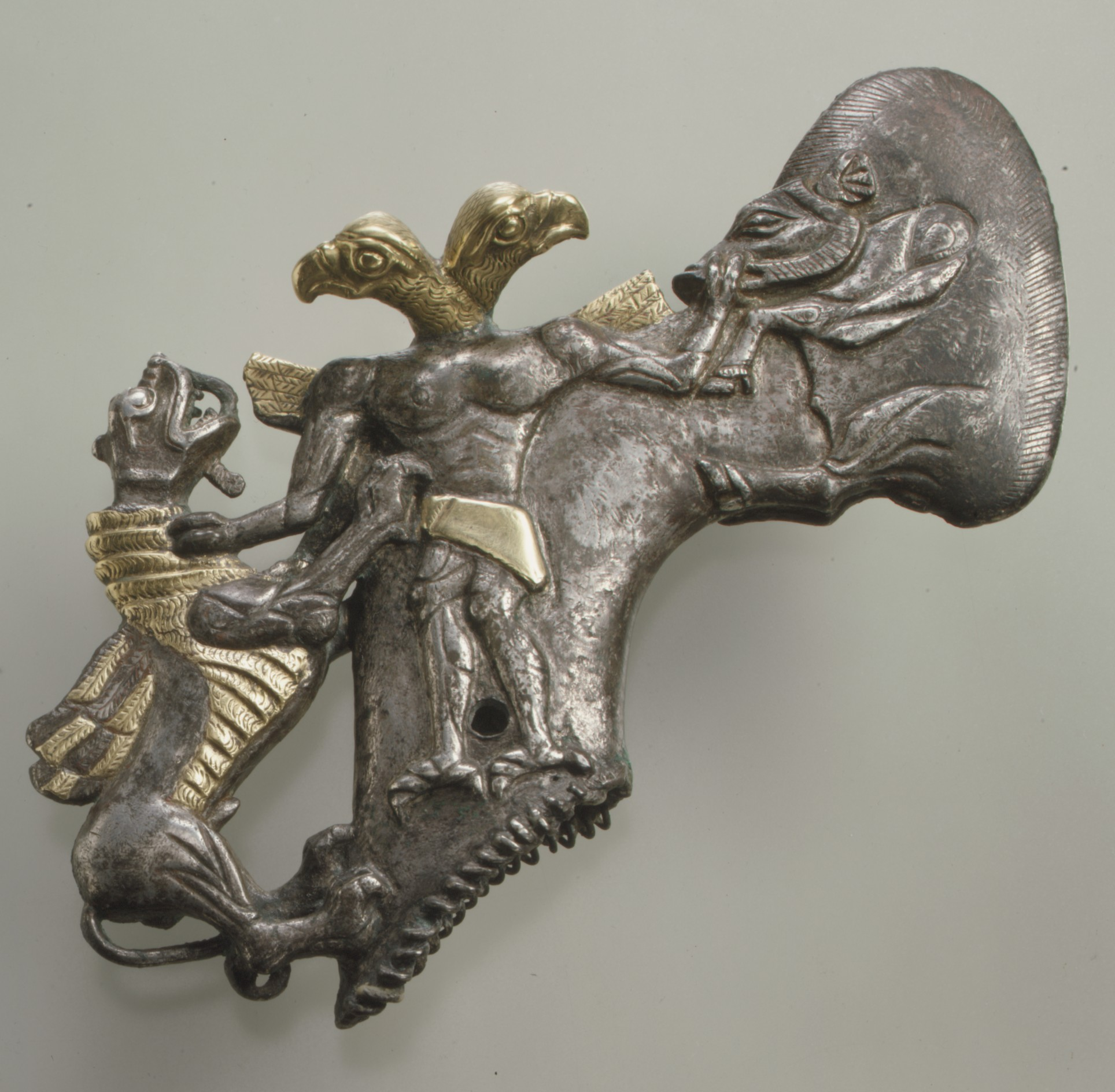
Topor cu un demon cu cap de vultur și animale; mileniul 3 târziu-mileniul 2 timpuriu î.Hr.; arhint aurit; lungime: 15 cm; Muzeul Metropolitan de Artă (New York City)
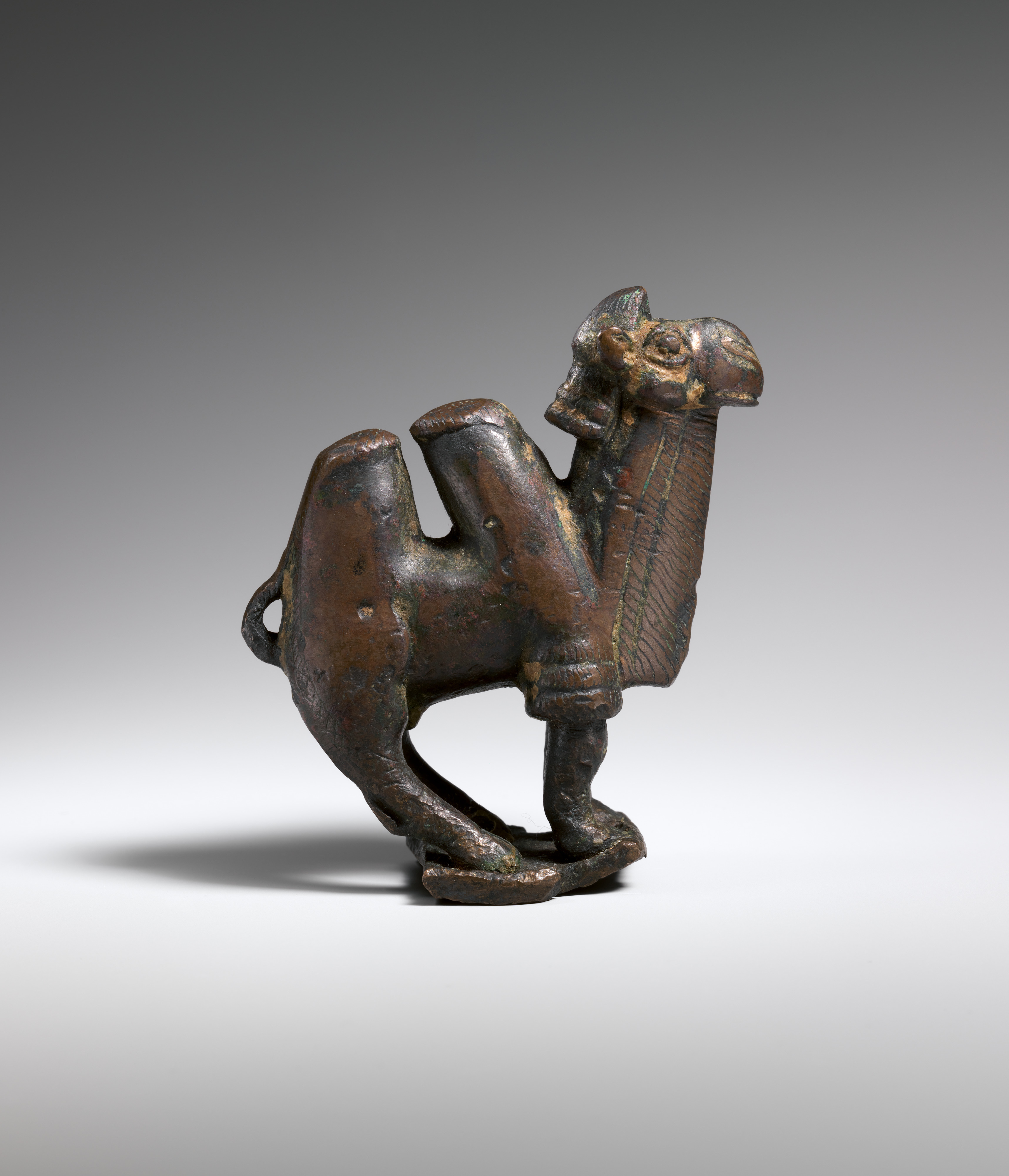
Figurina unei cămile; mileniul 3 târziu-mileniul 2 timpuriu î.Hr.; aliaj de cupru; 8.89 cm; Muzeul Metropolitan de Artă
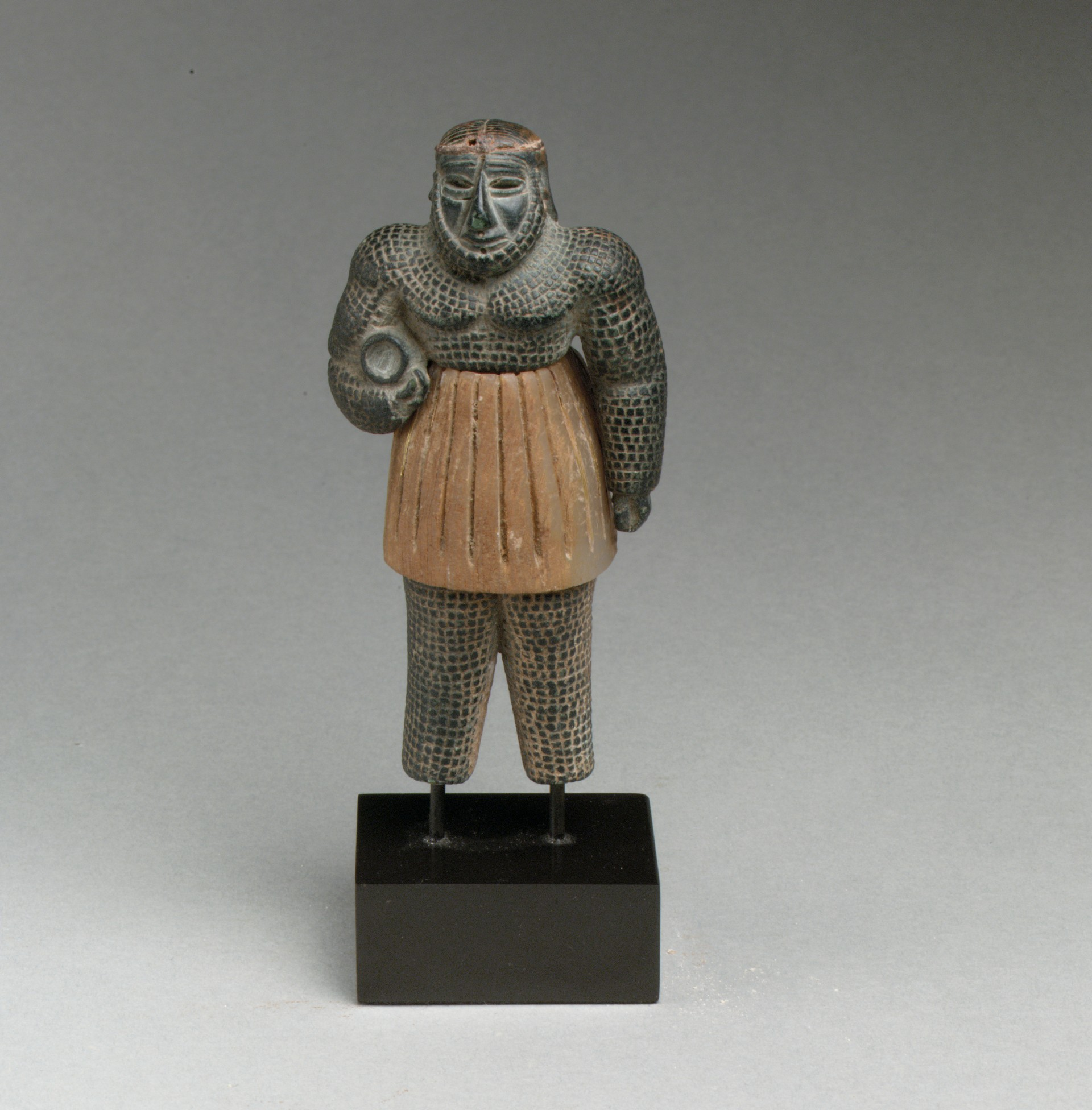
Figruină masculină monstruasă; mileniul 3 târziu-mileniul 2 timpuriu î.Hr.; clorit, calcit, aur și fier; înălțime: 10,1 cm; Muzeul Metropolitan de Artă
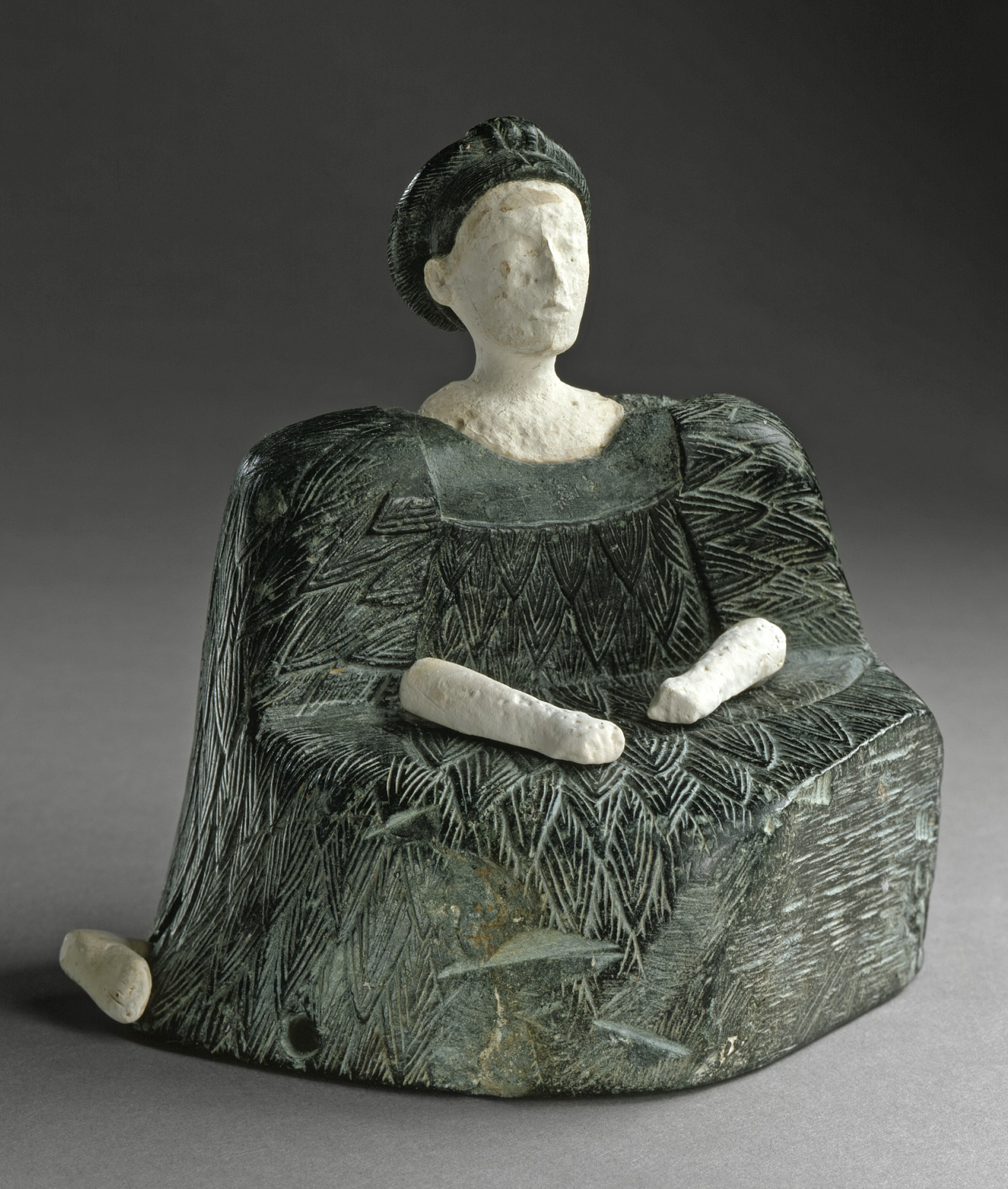
Figurină feminină de tipul „prințesă bactriană”; 2500–1500 î.Hr.; clorit (rochia și acoperământul de pe cap) și calcar (capul, mâinile și un picior); înălțime: 13,33 cm; Muzeul de Artă al Comitatului Los Angeles (SUA)

### Imperiul Ahemenid
Arta ahemenidă include reliefuri din friză, lucruri de metal, decorarea palatelor, zidărie din cărămizi glazurate, meșteșuguri fine (zidărie, tâmplărie etc.) și grădinărit. Cele mai multe opere ale artei curții care au supraviețuit sunt sculpturile monumentale, mai presus de toate reliefurile, capitelurile în formă de perechi de animale și alte sculpturi din Persepolis.
Chiar dacă perșii au luat artiști, cu stilurile și tehnicile lor, din toate colțurile imperiului, au produs nu doar o combinație de stiluri, ci o sinteză a unui nou stil persan unic. Cirus cel Mare avea de fapt un vast patrimoniu iranian antic.
Există o serie de piese foarte fine de bijuterii sau incrustări din metale prețioase, care sunt, de asemenea, cu precădere animale, iar Tezaurul Oxus are o selecție largă de tipuri. Piese mici, de obicei de aur, erau cusute pe îmbrăcăminte de către elită.

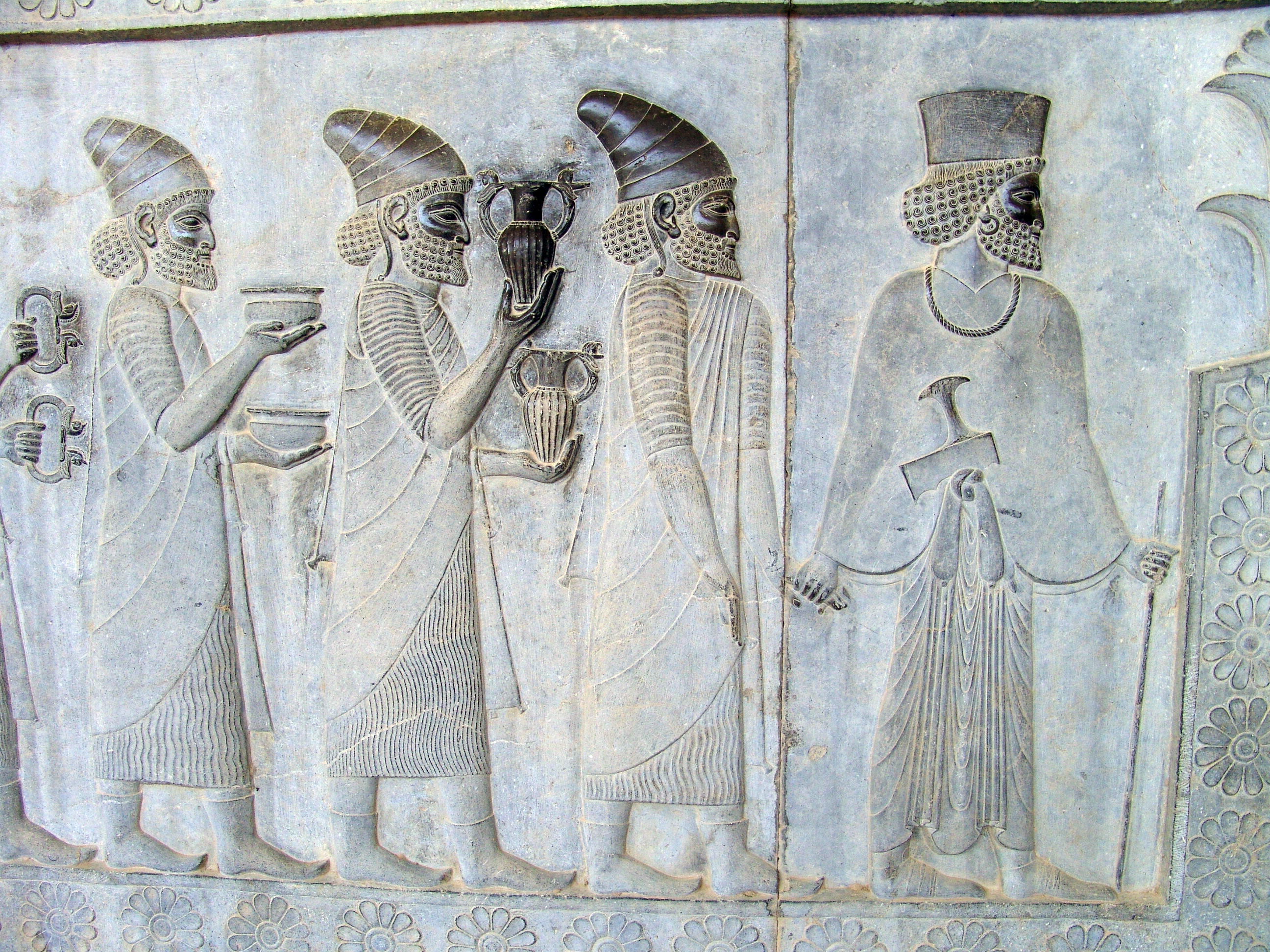
Relief din Persepolis (Iran) care înfățișează oameni care duc blouri și amfore
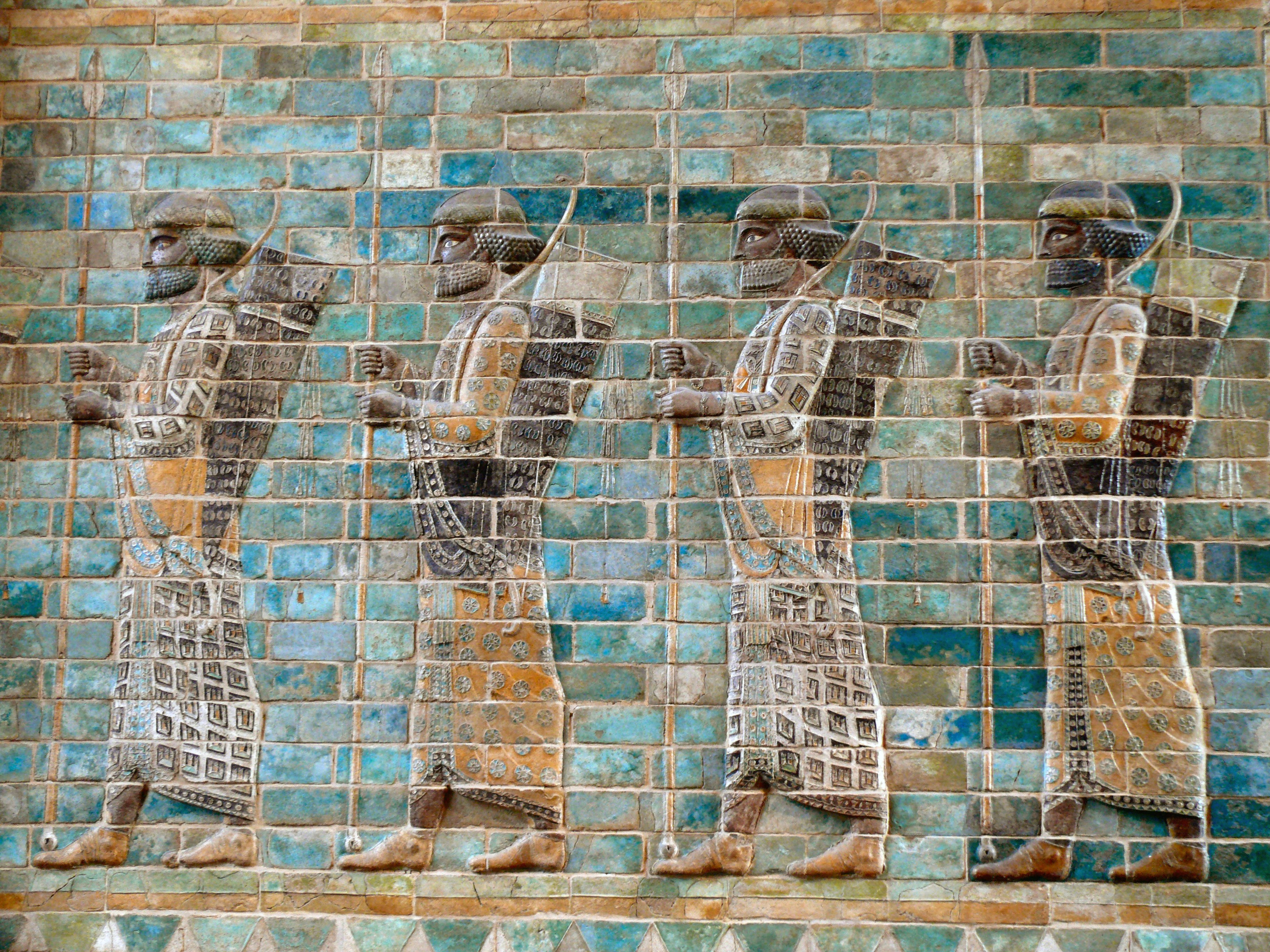
Friză cu arcași; circa 510 î.Hr.; cărămizi; din Palatul lui Darius din Susa; Luvru
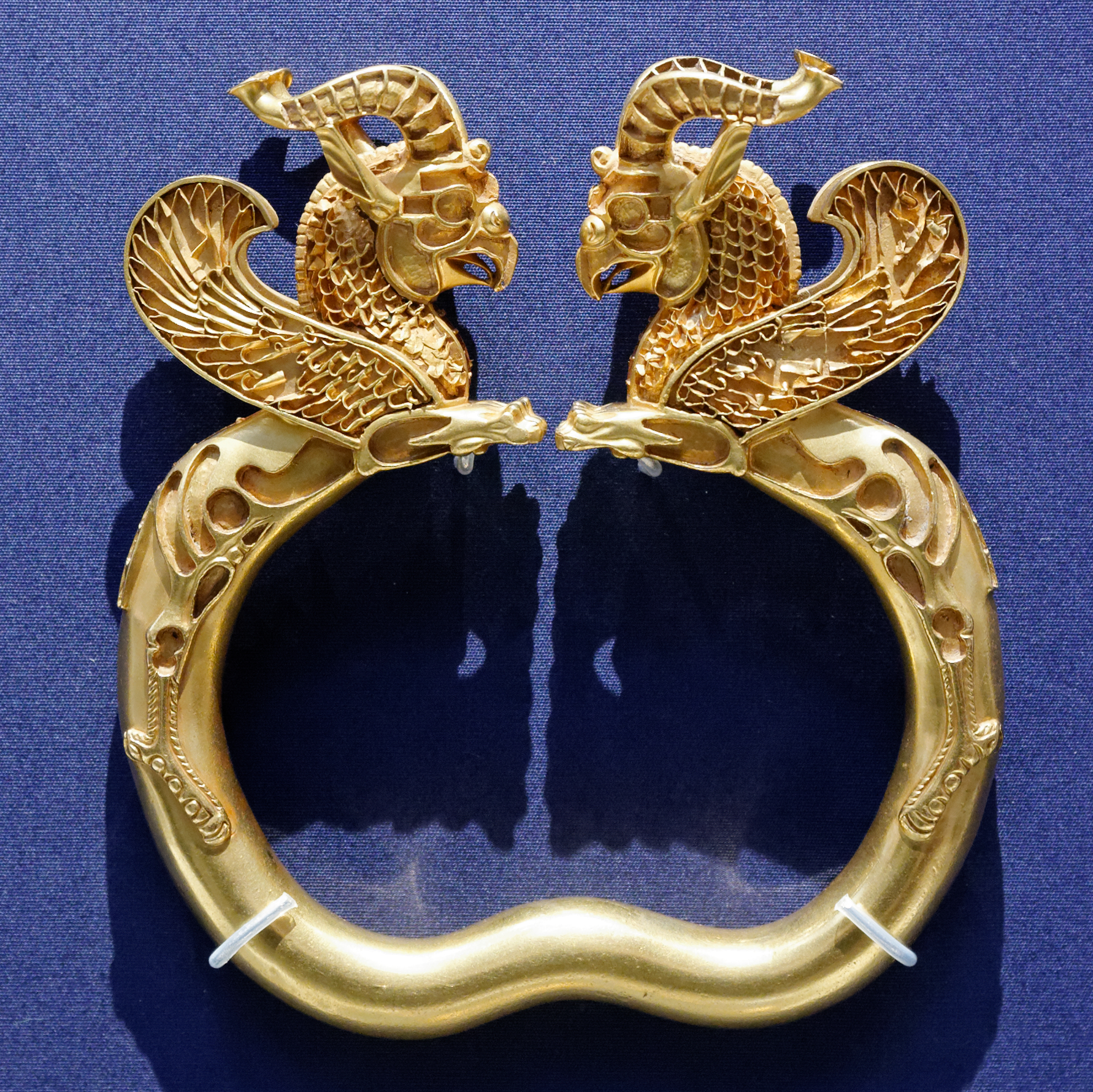
Brățară, parte din Tezaurul Oxus; secolul 5 spre 4 î.Hr; aur; lățime: 11,6 cm; British Museum (Londra)
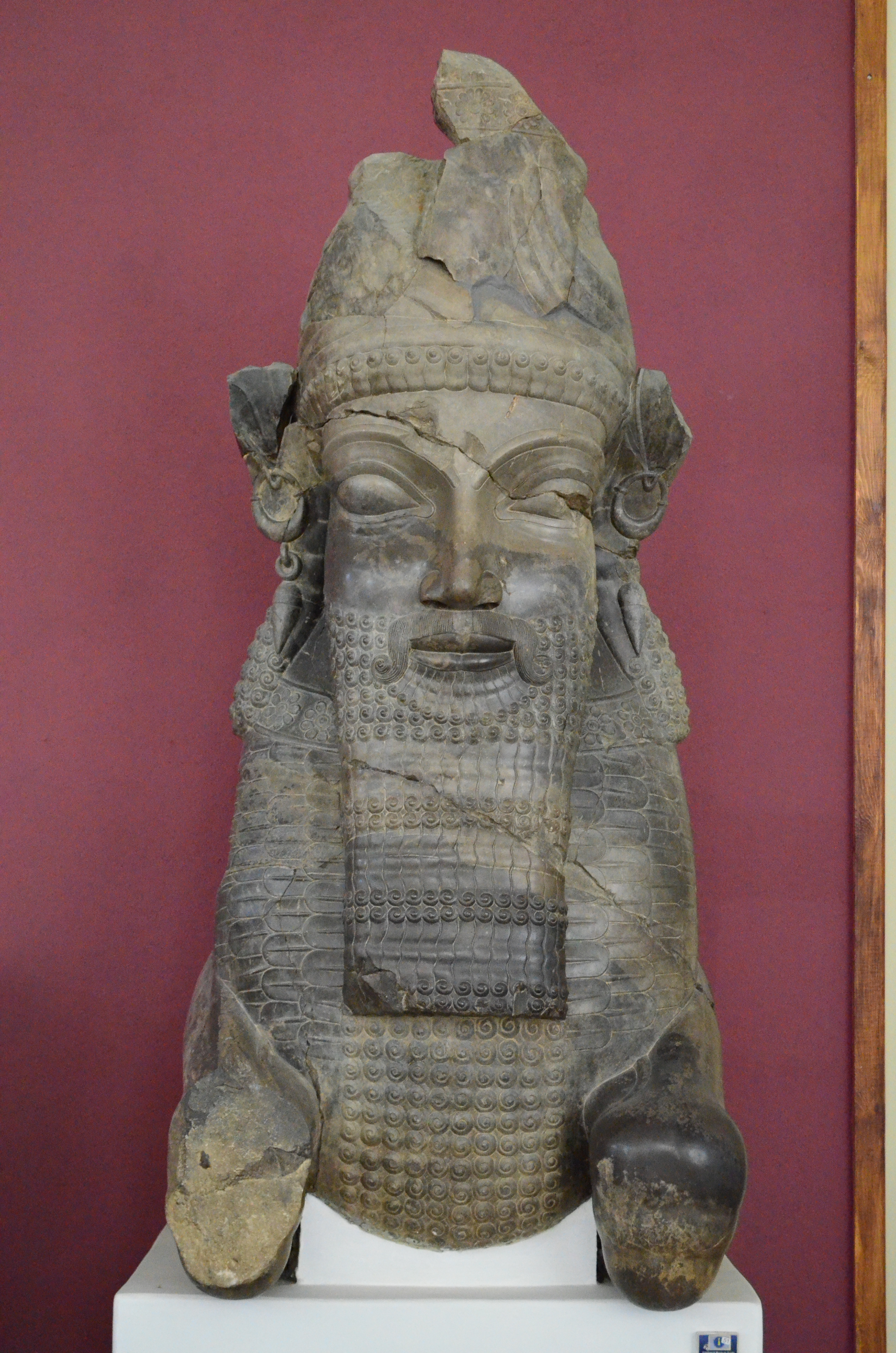
Capitel de coloană; secolul al V-lea spre al IV-lea î.Hr; piatră; înălțime: 1,75 m; de la Persepolis; Muzeul Național al Iranului (Teheran)

### Fenicia
Artei feniciene îi lipsesc caracteristici unice care ar putea să o distingă de contemporanele sale. Acest lucru se datorează faptului că e puternic influențată de culturile artistice străine: în primul rând de Egipt, Grecia și Asiria. Fenicienii învățați pe malurile Nilului și Eufratului au dobândit o experiență artistică largă și au ajuns în sfârșit să-și creeze propria lor artă, care e un amalgam de modele și perspective străine.
De-a lungul timpului, influența artistică egipteană a devenit deosebit de importantă, reflectând adesea relațiile politice și economice în evoluție între cele două civilizații. De exemplu, celebrul sarcofag Ahiram arată o mică influență a dinastiilor XX și XXI ale Egiptului - în schimb purtând convenții artistice din nordul Siriei - în timp ce arta ulterioară avea motive egiptene care reflectau reluarea legăturilor feniciene cu a XXII-a Dinastie Egipteană. Arta feniciană s-a diferențiat și de contemporanii săi în continuarea convențiilor din Epoca Bronzului până în cea a Fierului, producând de exemplu măștile din teracotă specific feniciene.  Pe baza relatărilor contemporane, artizanii fenicieni erau cunoscuți pentru priceperea cu care prelucrau lemnul, fildeșul, bronzul și textilele.

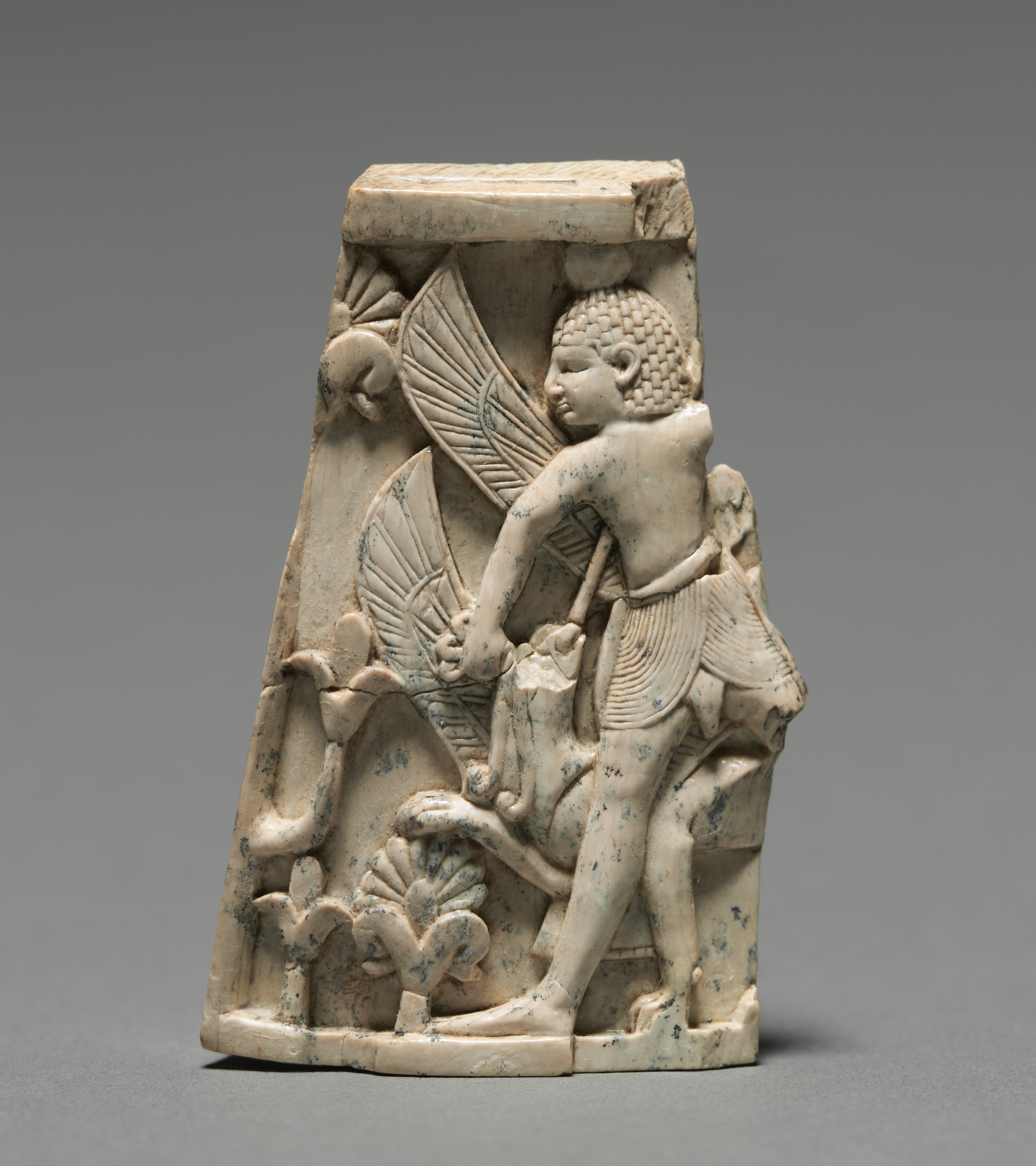
Placă decorativă care înfățișează lupta dintre un om și un grifon; 900–800 î.Hr.; fildeș de Nimrud; Muzeul de Artă din Cleveland (Cleveland, Ohio, SUA)
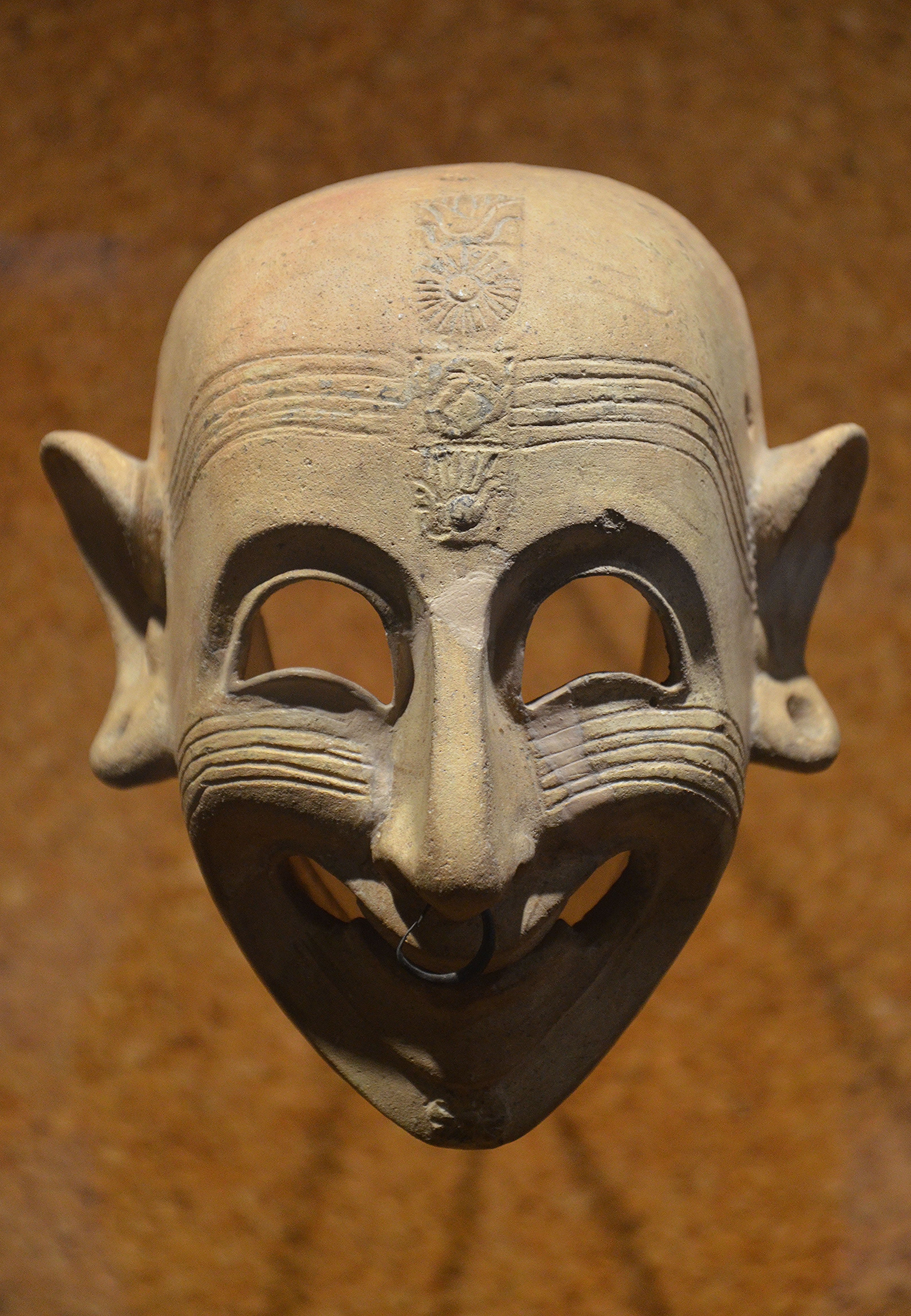
Mască; secolul al IV-lea î.Hr.; găsită într-un mormânt din San Sperate (Sardinia, Italia); Muzeul Național de Arheologie din Cagliari (Cagliari, Sardinia, Italia)
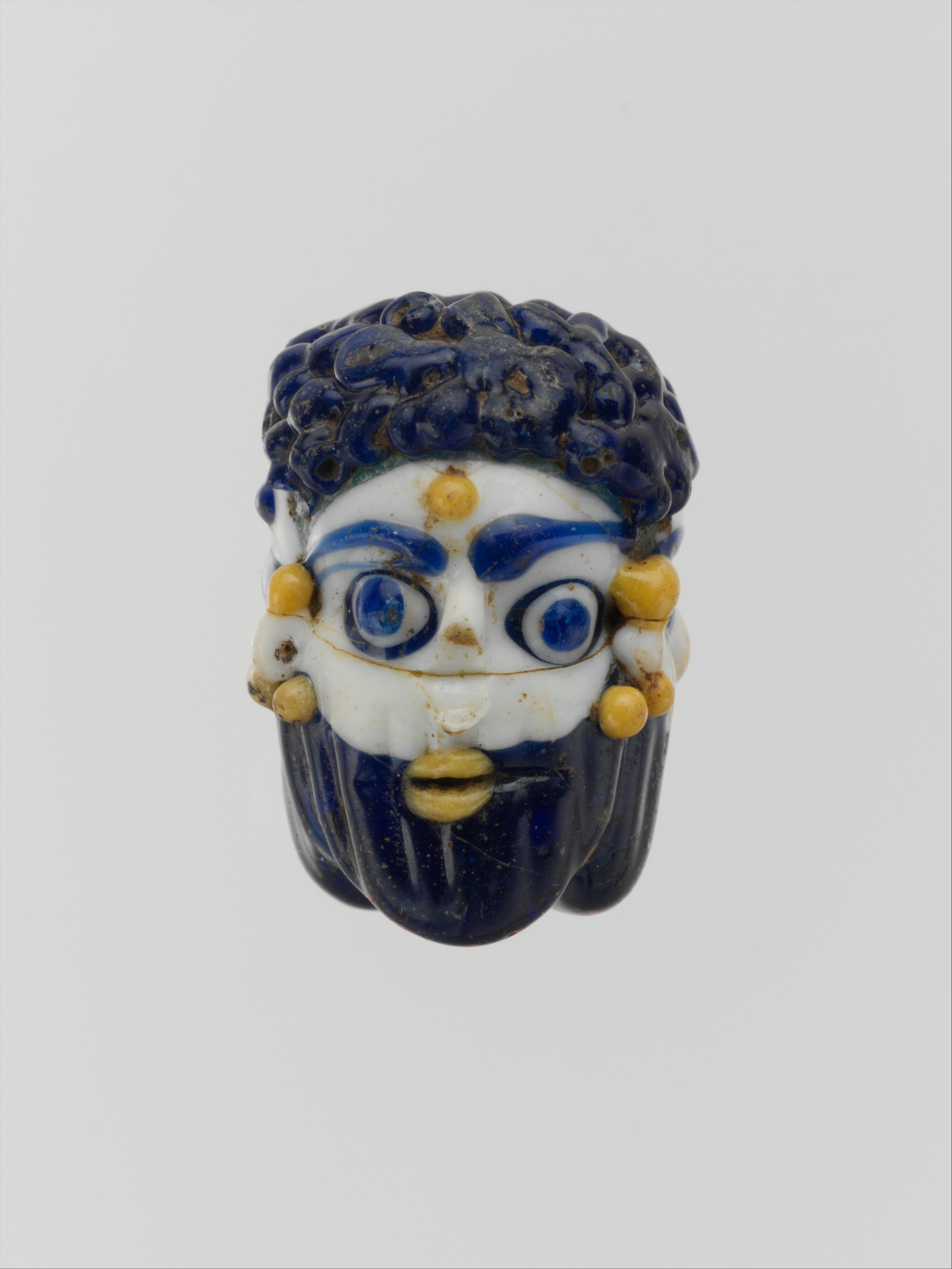
Mărgică în formă de față; mijlocul secolului 4-secolul 3 î.Hr.; sticlă; înălțime: 2,7 cm; Muzeul Metropolitan de Artă (New York City)
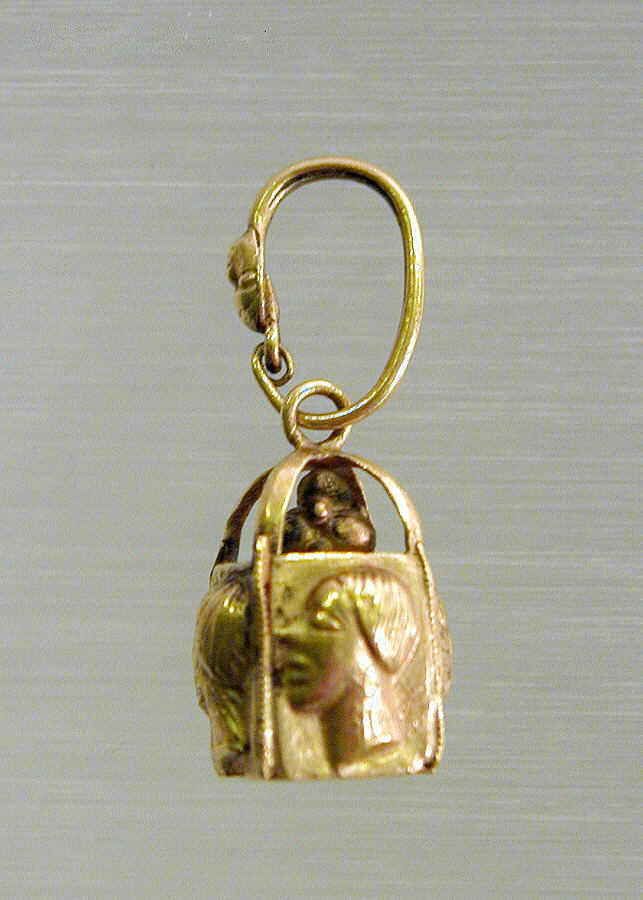
Cercel dintr-o pereche, fiecare cu câte patru fețe în relief; sfârșitul secolului 4, secolul 3 î.Hr.; aur; per ansamblu: 3,5 x 0,6 cm; Muzeul de Artă

### Arabia preislamică

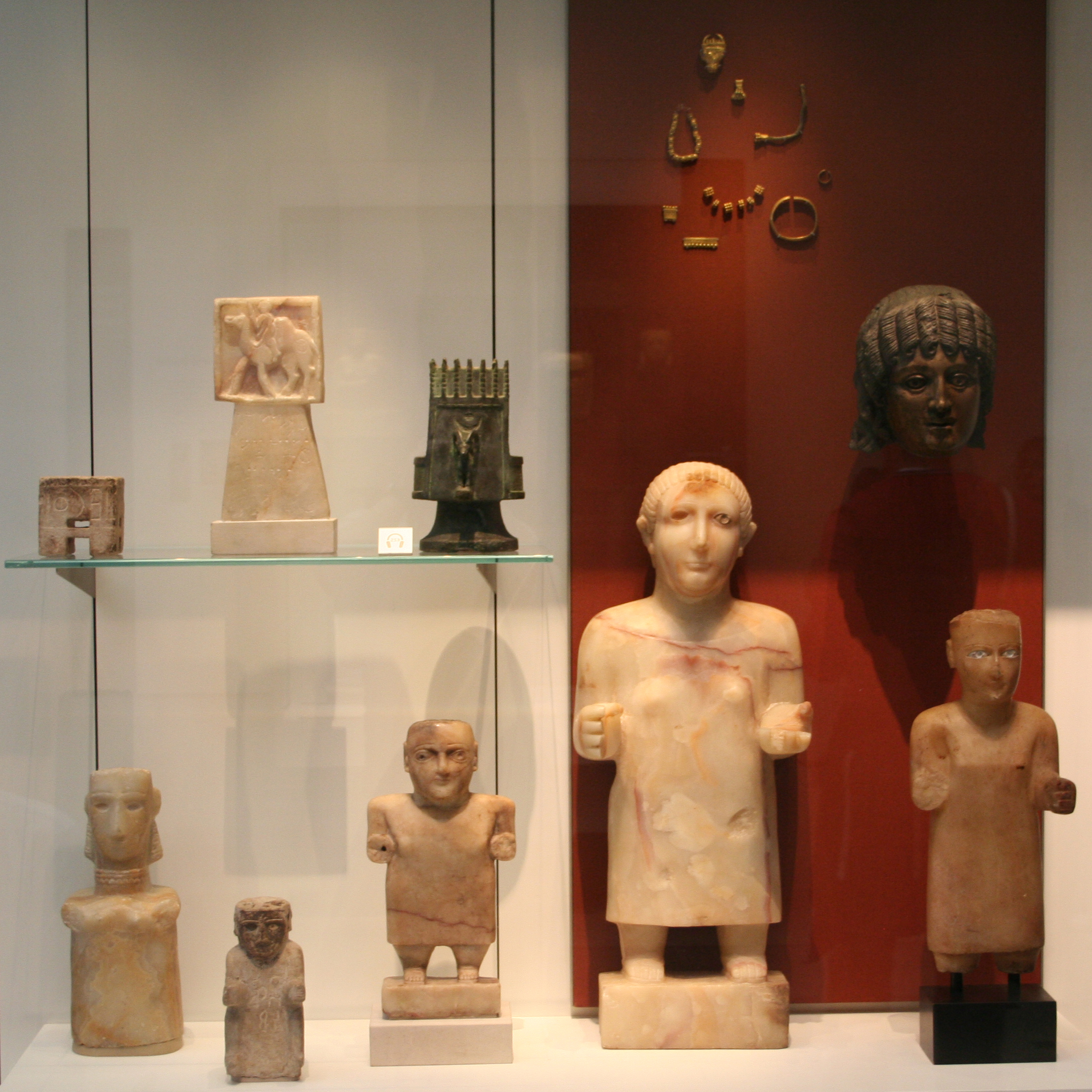
Artă arabă preislamică expusă în British Museum (Londra)

Arta Arabiei preislamice e legată de cea a culturilor vecine. Yemenul preislamic a produs capete de alabastru stilizate cu un farmec estetic și istoric deosebit. Majoritatea sculpturilor preislamice sunt realizate din alabastru.
Arheologia a dezvăluit câteva civilizații stabilite timpuriu în Arabia Saudită: civilizația Dilmun din estul Peninsulei Arabice, Thamud la nord de Hidjaz și regatul Kindah și civilizația Al-Magar din centrul Peninsulei Arabice. Primele evenimente cunoscute din istoria Arabiei sunt migrațiile din peninsulă în zonele învecinate. În antichitate, rolul societăților din Arabia de Sud, cum ar fi Saba (Șeba), în producerea și comerțul de aromatice nu numai că a adus bogății în asemenea regate, dar a legat Peninsula Arabică de rețele comerciale, rezultând influențe artistice de amploare.
Pare probabil ca înainte de aproximativ 4000 î.Hr., climatul arab să fi fost ceva mai umed decât în ziua de azi, beneficiind de un sistem musonic care s-a mutat de atunci spre sud. În sud-vestul Arabiei (Yemenul modern), un climat mai umed a susținut mai multe regate în timpul celui de-al doilea și primul mileniu î.Hr. Cel mai cunoscut dintre e
ele e Șeba, regatul biblic al Reginei din Șeba. Societățile astea au făcut o combinație între comerțul cu mirodenii și resursele naturale ale regiunii, inclusiv aromatice, cum ar fi incinsul și mirul, pentru construirea unor regate bogate. Mārib, capitala sabeeană, a fost bine poziționat astfel încât să atingă comerțul mediteranean și cel din Orientul Apropiat, iar în regate spre est, în ceea ce este astăzi Oman, au fost posibile legături comerciale cu Mesopotamia, Persia și chiar India. Zona nu a fost niciodată o parte din imperiile asirian sau persan, iar controlul babilonian asupra nord-vestul Arabiei pare să fi fost relativ scurt. Ulterior, încercările romane de a controla comerțul lucrativ al regiunii au fost fondate. Impenetrabilitatea asta pentru armatele străine a mărit fără îndoială puterea de negociere a conducătorilor antici în comerțul cu mirodenii și tămâie.
Chiar dacă supusă influențelor externe, Arabia de Sud și-a păstrat caracteristici deosebite pentru sine. Figura umană se bazează, de regulă, pe forme puternice, pătrate, modelarea fină a detaliilor contrastând cu o simplitate stilizată a formei.

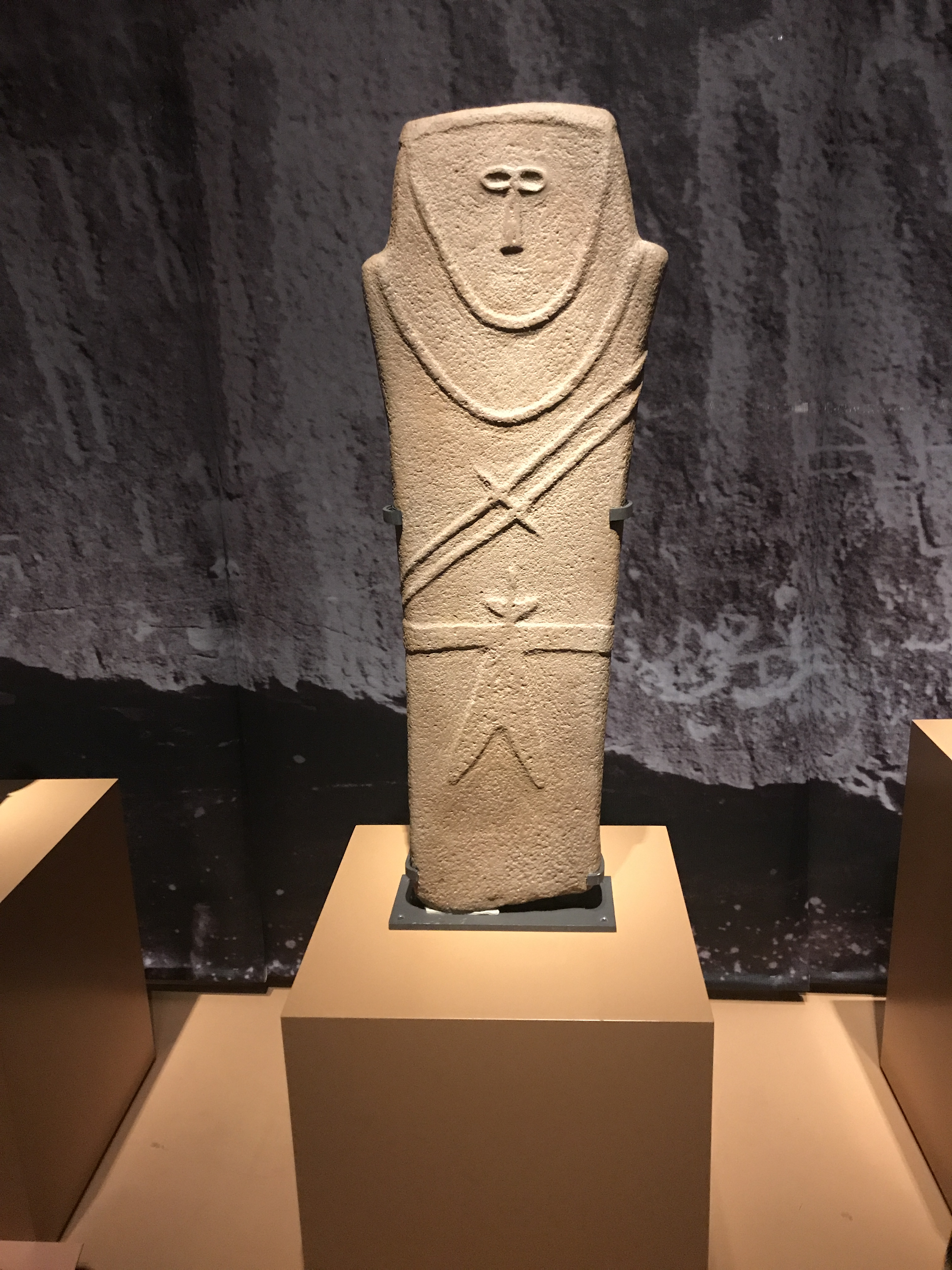
Stela unei bărbat; secolul 4 î.Hr.; gresie; înălțime: 92 cm; din Al-`Ula (Arabia Saudită); într-o expozitie temporară din Muzeul Național al Coreei (Seul), numită Drumurile Arabiei: Comori Arheologice ale Arabiei Saudite
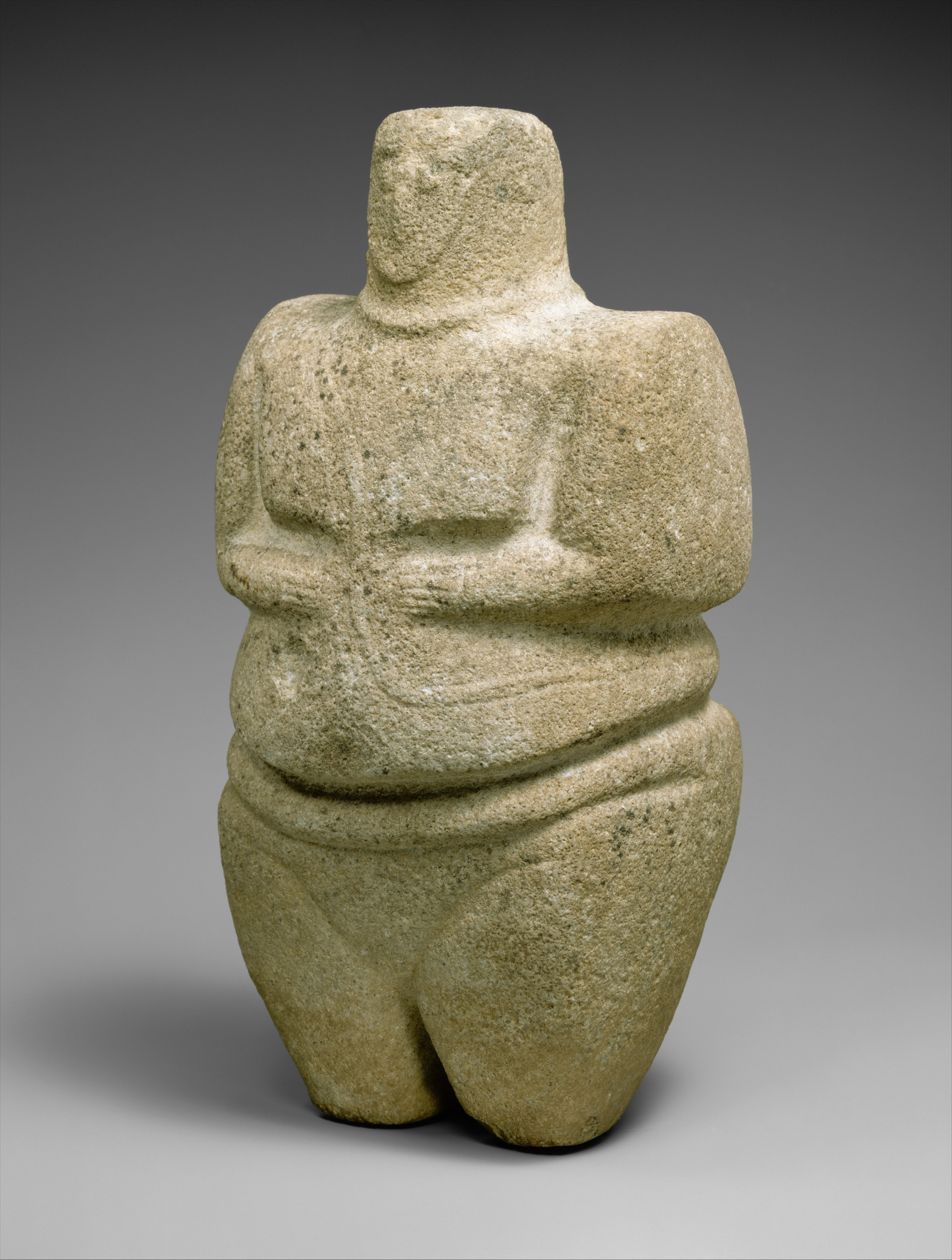
Figurină feminină așezată care poartă o curea și un colier; mileniile 3-2 î.Hr.; gresie și cuarțit; înălțime: 27,5 cm, lățime: 14,3 cm, adâncime: 14,3 cm; din Ma'rib (Yemen); Muzeul Metropolitan de Artă (New York City)
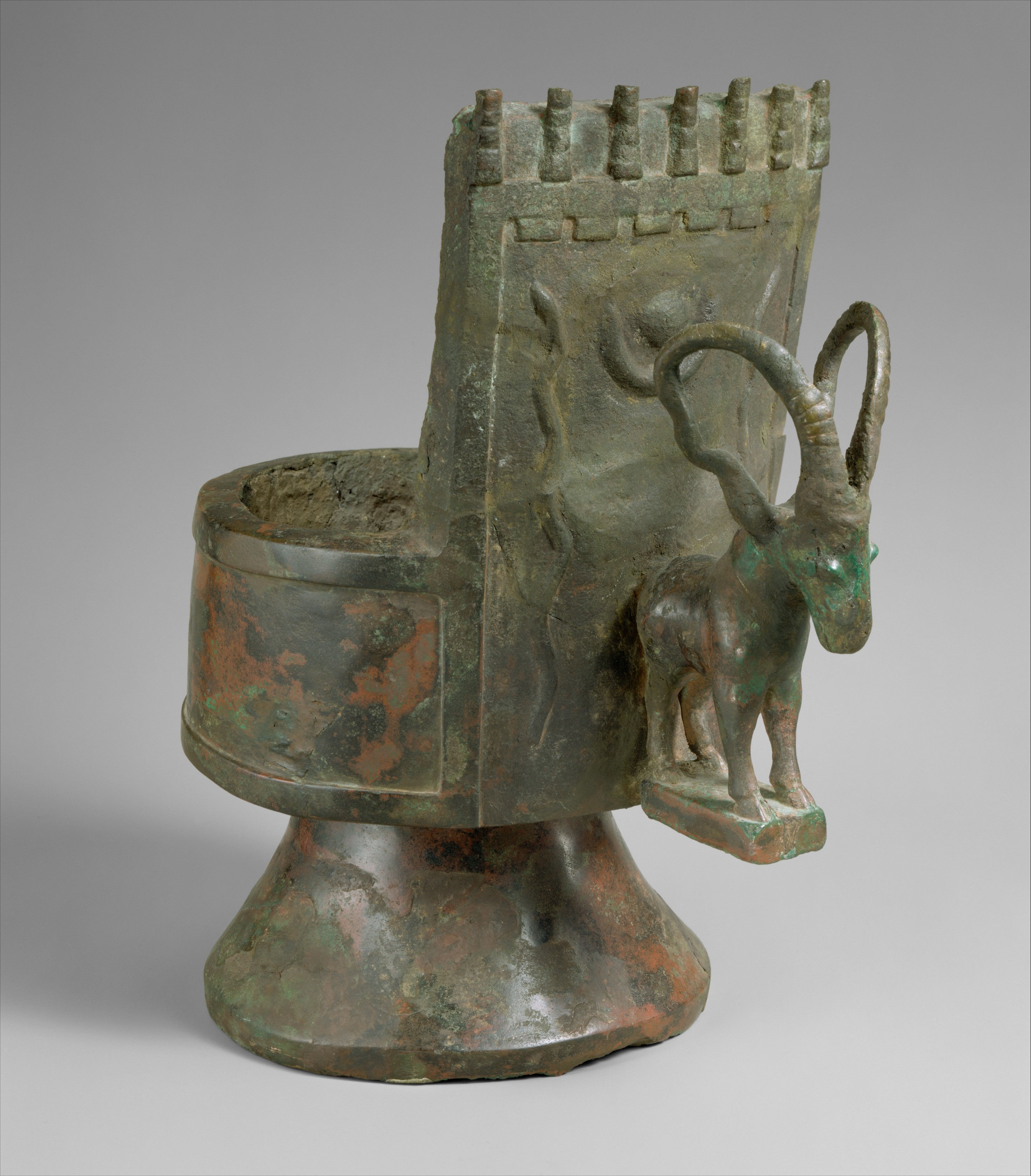
Arzător de tămâie; mijlocul mileniului 1 î.Hr.; bronz; înălțime: 27,6 cm, lățime: 23,7 cm; adâncime: 23,3 cm; din Arabia de Sud-Vest; Muzeul Metropolitan de Artă
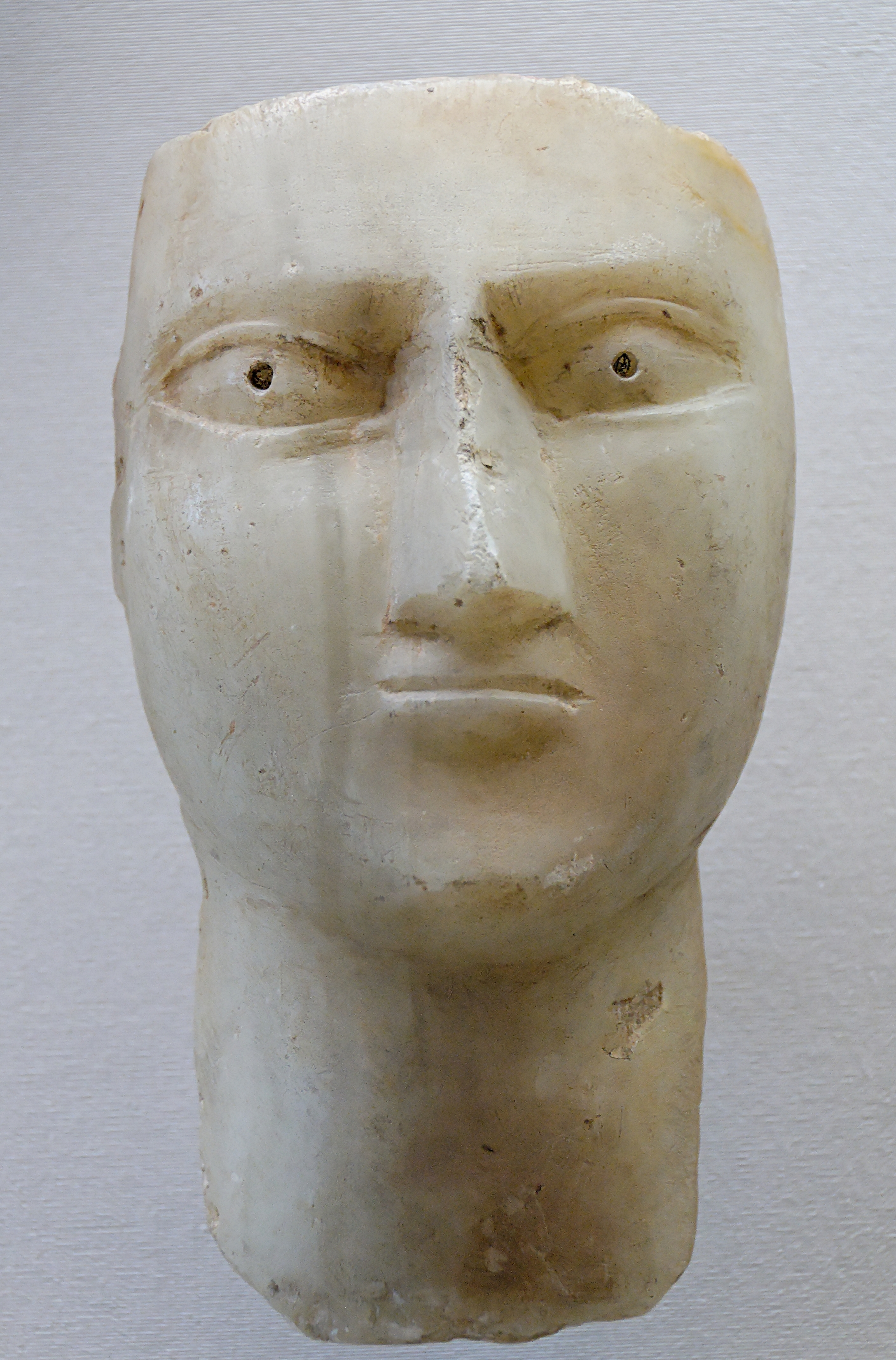
Cap sudarab; 300-1 î.Hr.; alabastru; înălțime: 20,5 cm, lungime: 11 cm, adâncime: 8,5 cm; Luvru
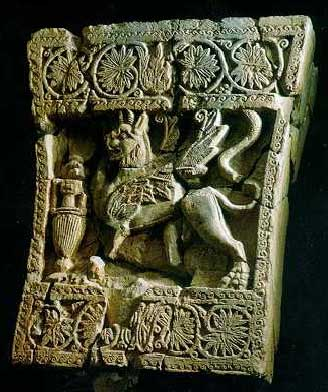
Capitelul decorat al unui pilastru al palatului regal din Shabwa; context stratigrafic: prima jumătate a secolului 3 î.Hr.; Muzeul Național al Yemenului (Aden)
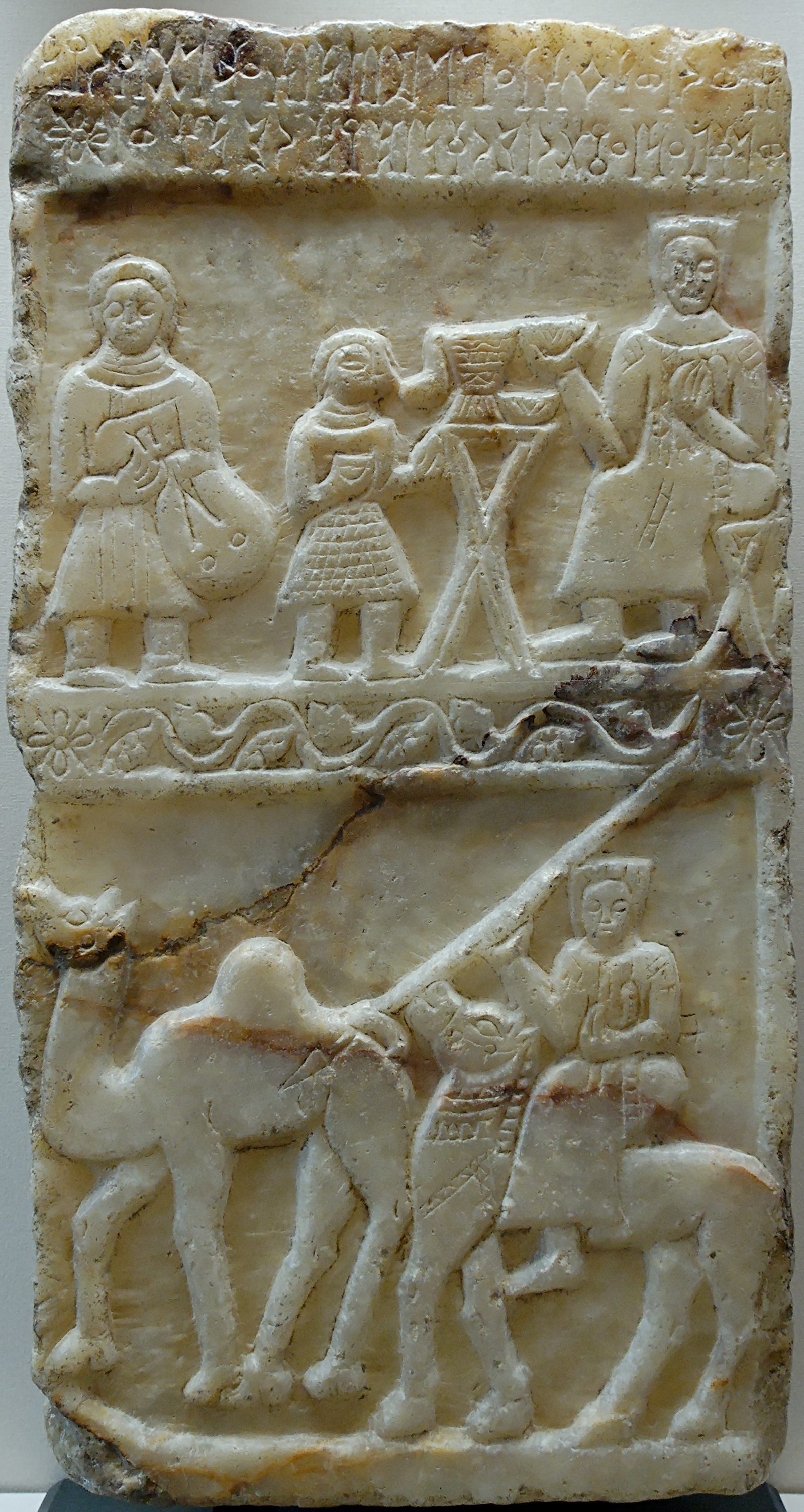
Stelă funerară; secolele 1-3 d.Hr.; alabastru; înălțime: 55 cm, lățime: 29 cm, adâncime: 8 cm; Luvru
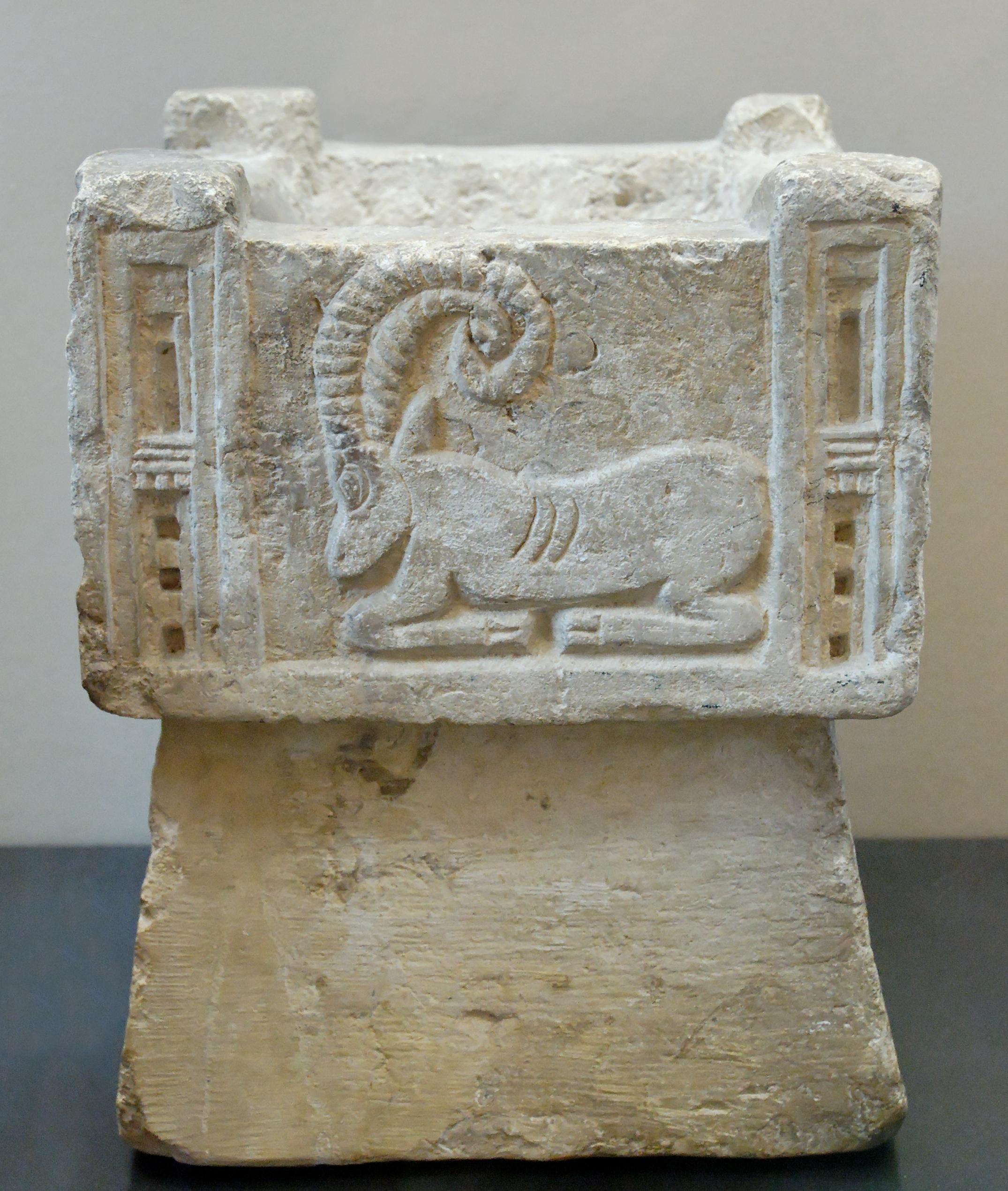
Arzător de parfum cu un ibex; secolele 1-3; calcar; din Yemen; înălțime: 30 cm, lățime: 24 cm, adâncime: 24 cm; Luvru
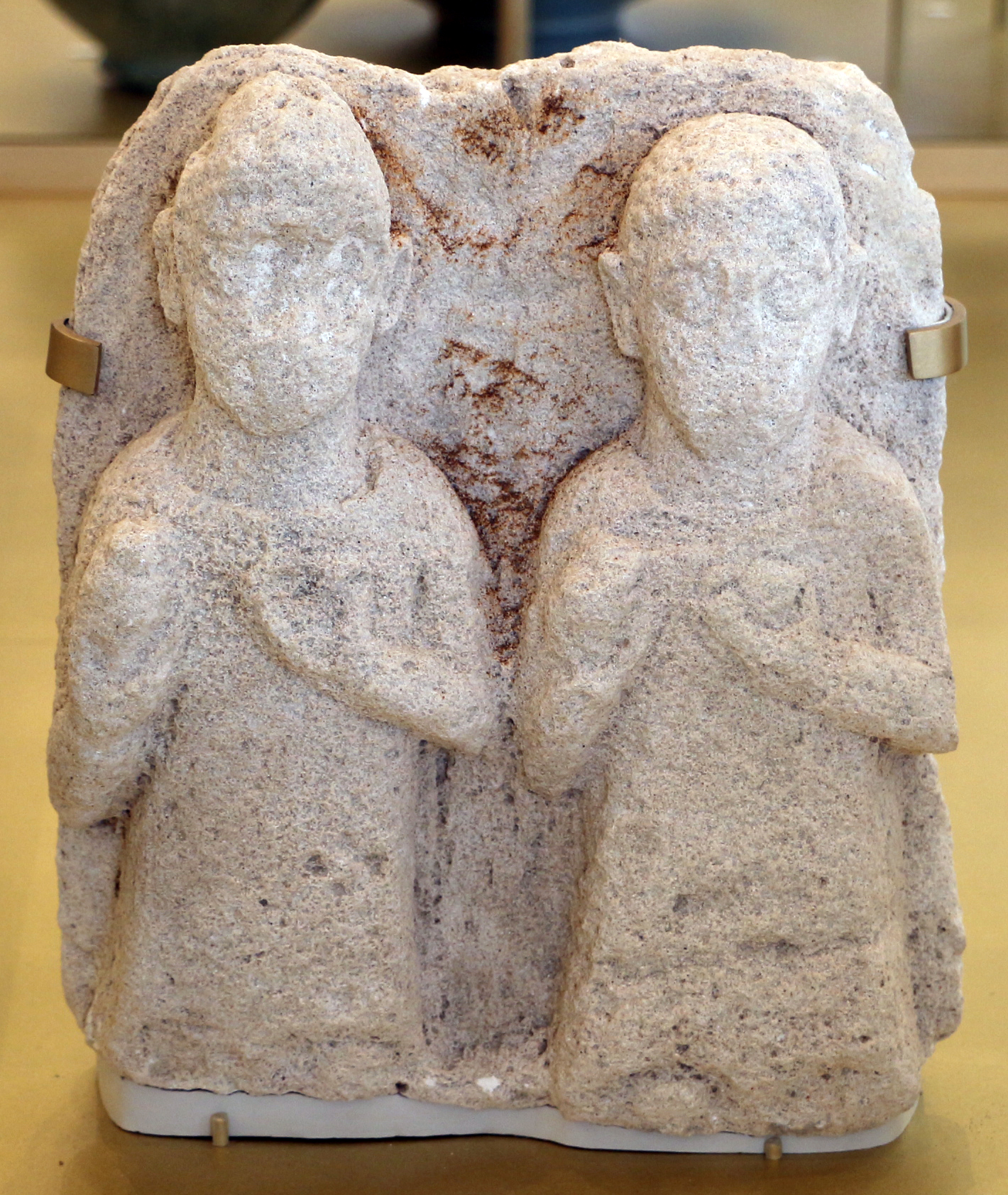
Stelă funerară figurativă din Bahrain; aproximativ secolele 2-3; pavilionul Bahrainului de la Expo 2015 (Milano, Italia)

### Egiptul

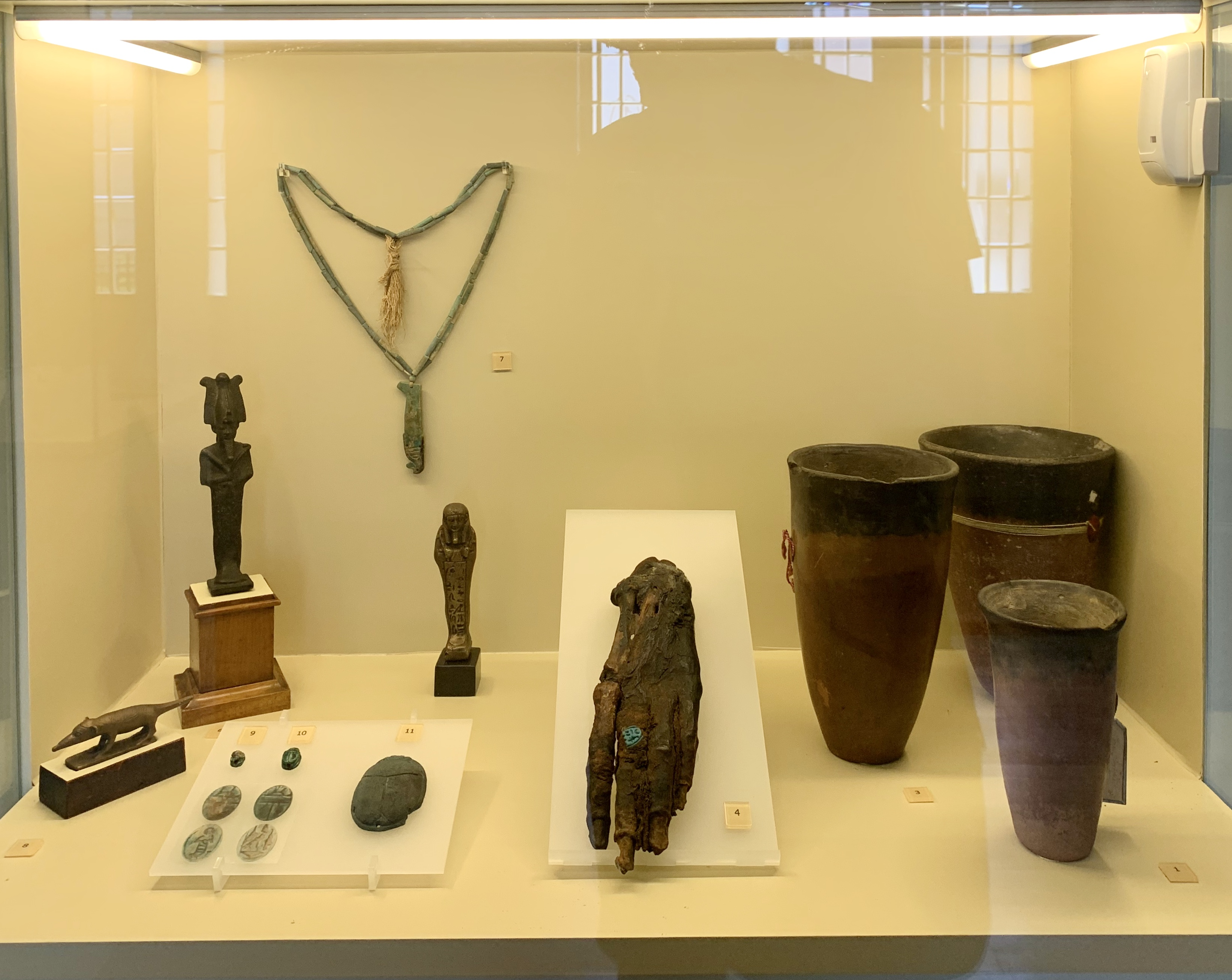
Colecția de antichități egiptene a Muzeului George Severeanu din București

Datorită naturii extrem de religioase a civilizației egiptene antice, multe dintre marile opere ale Egiptului Antic îi înfățișează pe zei, zeițe și faraoni, care erau considerați divini. Arta egipteană antică se caracterizează prin ideea de ordine. Liniile clare și simple combinate cu forme simple și suprafețe plate de culoare au ajutat la crearea unui sentiment de ordine și echilibru în arta egipteană antică. Artiștii egipteni antici foloseau linii de referință verticale și orizontale pentru menținerea proporțiilor corecte în operele lor. În arta egipteană s-a menținut atât ordinea politică și religioasă, cât și cea artistică. Pentru definirea în mod clar a ierarhiei sociale a unei situații, personajele au fost reduse la dimensiuni care se bazau nu pe distanța lor față de perspectiva pictorului, ci pe importanța relativă. De exemplu, faraonul ar fi desenat ca cea mai mare figură dintr-o pictură, indiferent de locul în care era situat, iar un zeu mai mare ar fi atras mai mare decât unul mai mic.
Simbolismul a jucat, de asemenea, un rol important în stabilirea sentimentului de ordine. Simbolismul, de la statutul refal al faraonului (simbolizând puterea sa de a menține ordinea) la simbolurile individuale ale zeilor și zeițelor egiptene, e omniprezent în arta egipteană. Animalele erau, de obicei, figuri extrem de simbolice. Culoarea, de asemenea, avea un sens extins - albastru și verde reprezentau Nilul și viața; galben a reprezentat zeul soarelui; iar roșul reprezenta puterea și vitalitatea. Culorile artefactelor egiptene au supraviețuit extrem de bine de-a lungul secolelor datorită climatului uscat al Egiptului.
În ciuda formelor stilizate cauzate de lipsa de perspectivă, arta egipteană antică este adesea extrem de realistă. Artiștii egipteni antici arată des o cunoaștere sofisticată a anatomiei și o atenție deosebită la detalii, în special în interpretarea animalelor. În timpul celei de-a XVIII-a Dinastii, un faraon pe nume Akhenaton a preluat tronul și a abolit politeismul tradițional. El a format o religie monoteistă bazată pe venerarea lui Aten, un zeu al soarelui. Schimbările artistice au urmat revoltelor politice. A fost introdus un nou stil de artă, mai naturalist decât friza stilizată favorizată în arta egipteană în ultimii 1700 de ani. Cu toate astea, după moartea lui Akhenaton, artiștii egipteni au revenit la stilurile lor vechi.
Faianța care era folosită în antichitatea egipteană încă din 3500 î.Hr. a fost, de fapt, superioară faianței din sticlă din secolul al XV-lea european. Faianța egipteană antică nu a fost făcută din argilă, ci, de fapt, dintr-o ceramică compusă în principal din cuarț.

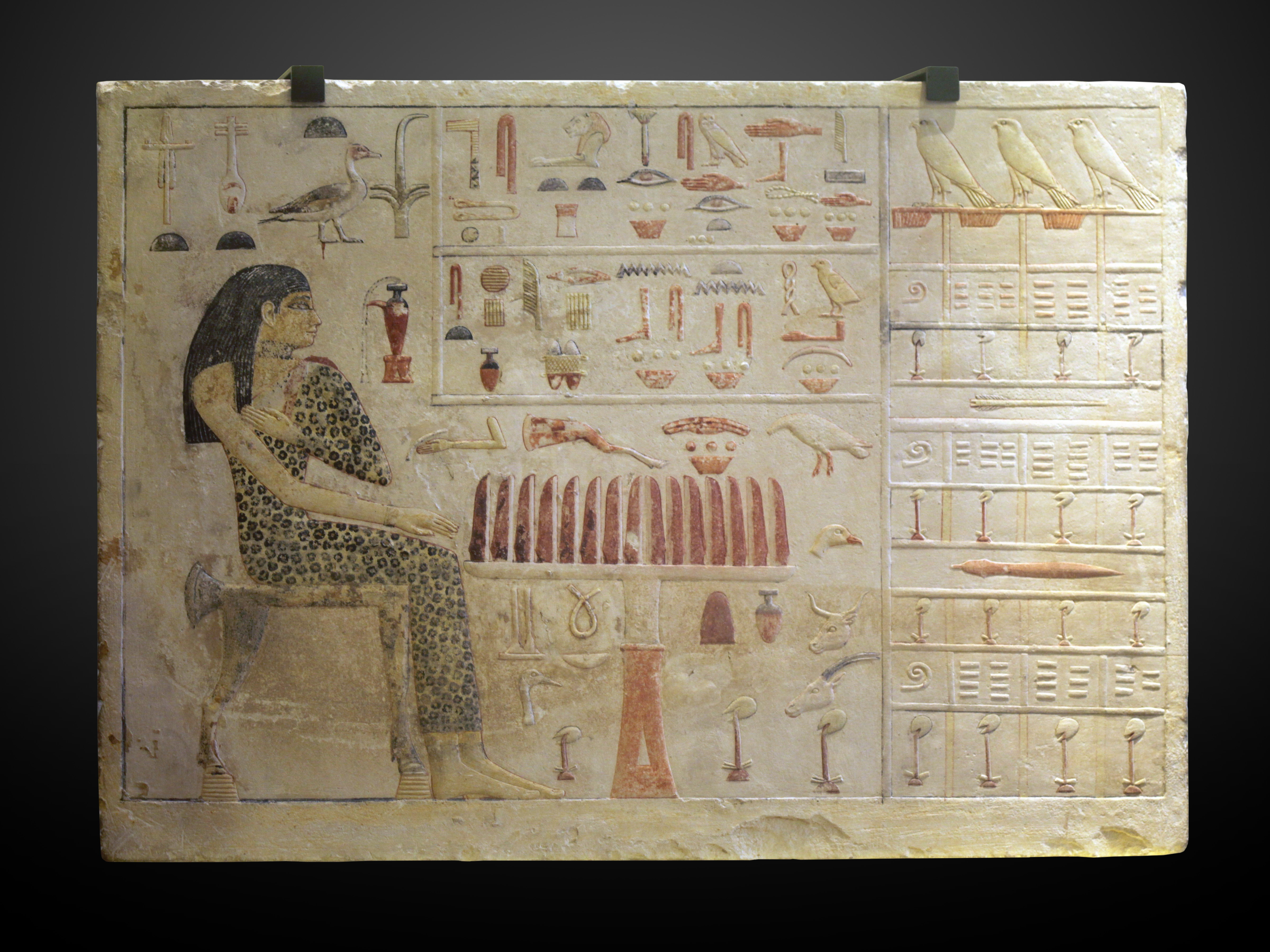
Stelă a prințesei Nefertiabet mâncând; 2589–2566  î.Hr.; calcar pictat; 37,7 × 52,5 × 8,3 cm; din Giza; Luvru
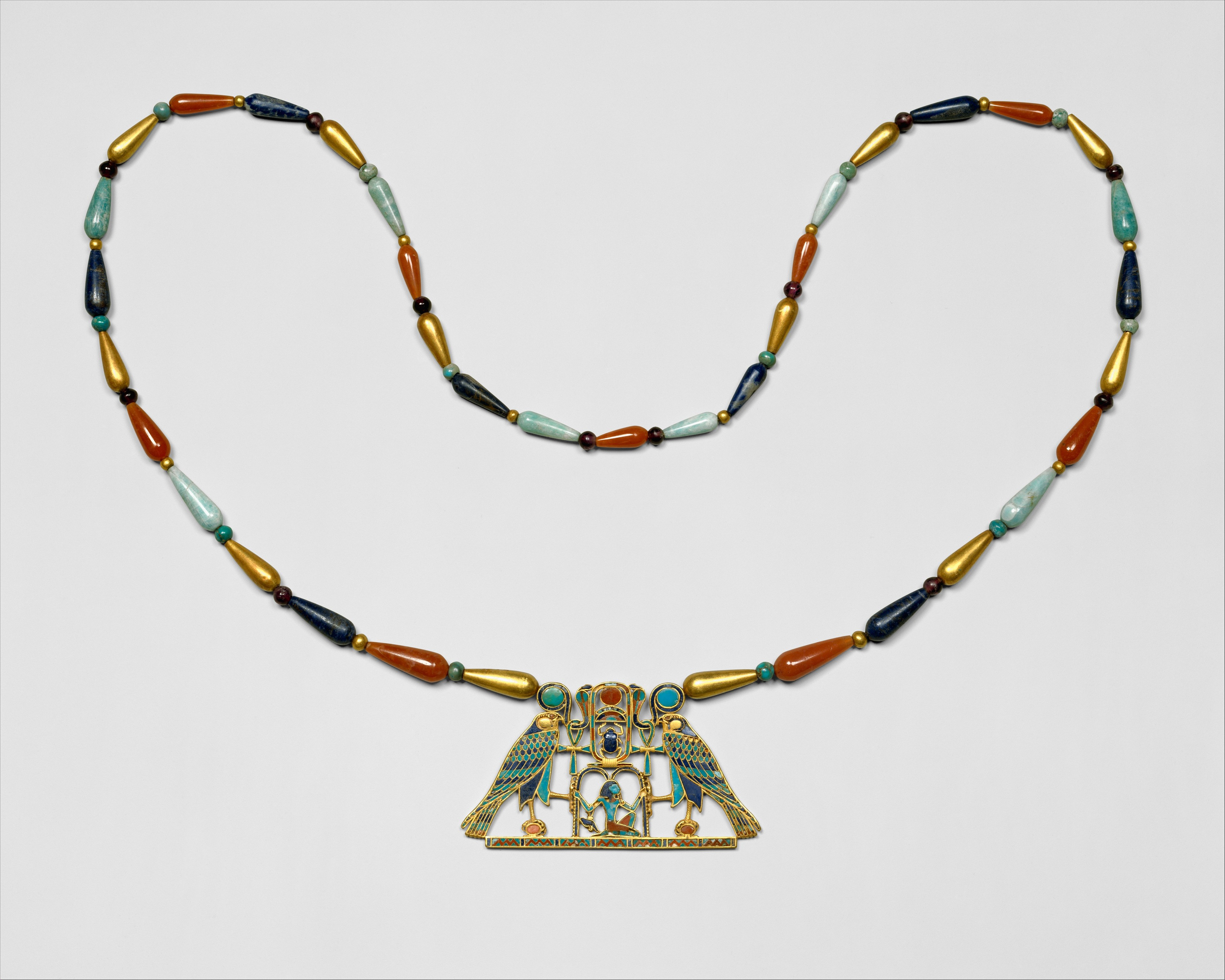
Colier cu pectoral (bijuterie purtată pe piept), al prințesei Sithathoriunet; 1887–1813 î.Hr.; aur, carneol, lapis lazuli, turcoaz, granat și feldspat; înălțimea pectoralului: 4,5 cm; Muzeul Metropolitan de Artă (New York City)
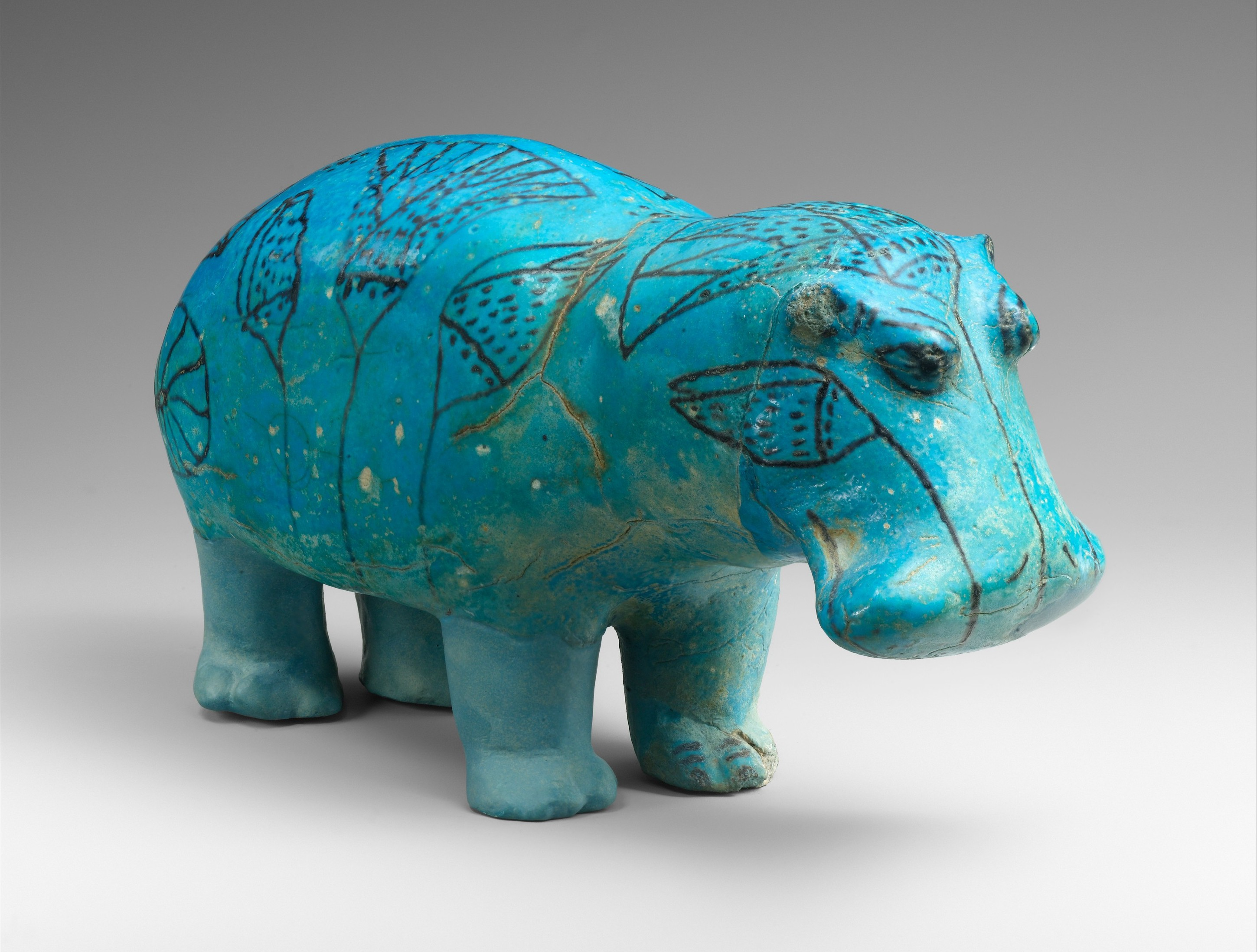
Hipopotamul William; 1961–1878 î.Hr.; faianță; 11,2 × 7,5 cm; Muzeul Metropolitan de Artă
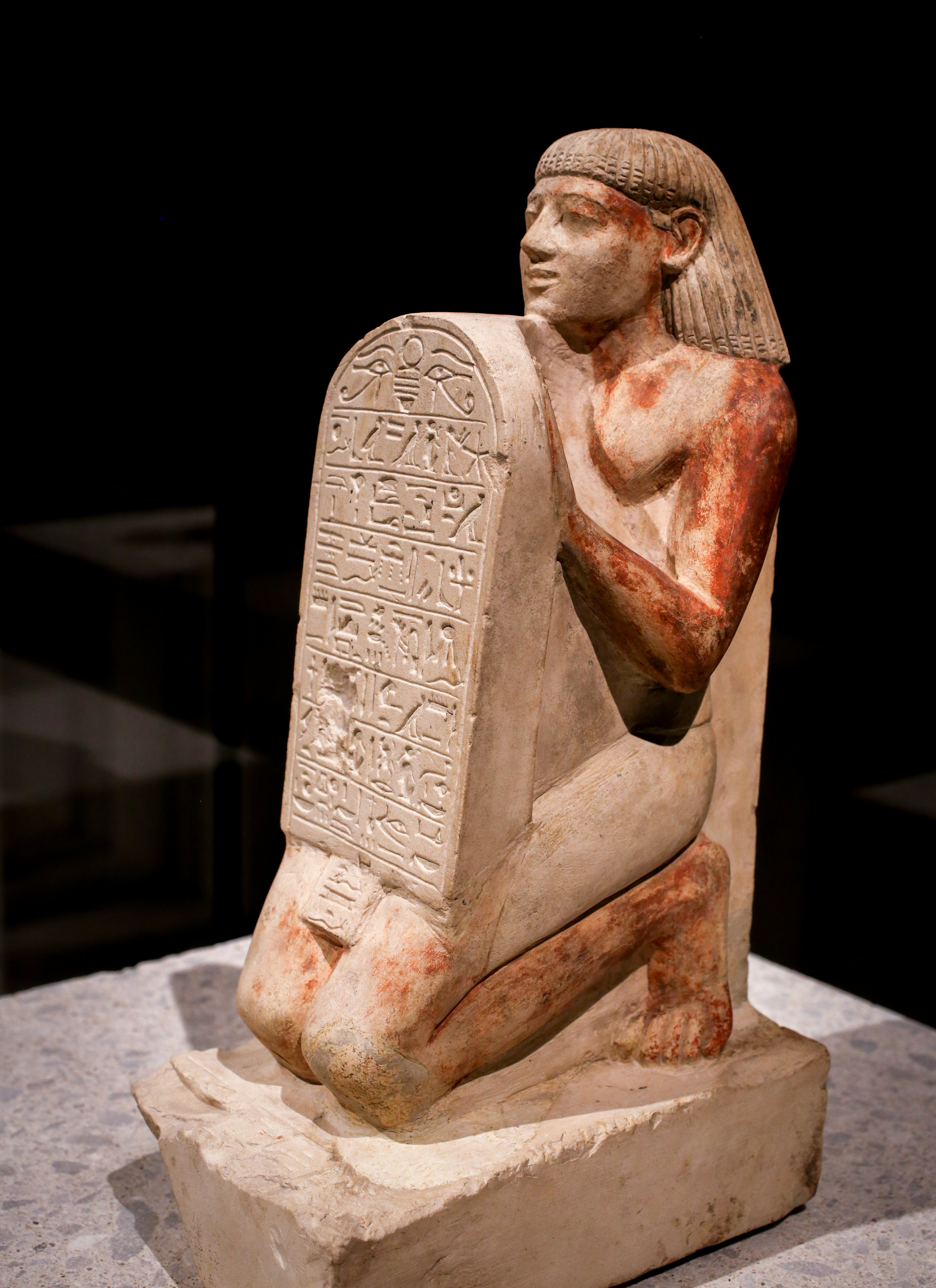
Statuie a lui Amenemhat stând în genunchi și ținând o stelă cu inscripții; circa 1500 î.Hr.; calcar; Muzeul Egiptean din Berlin (Germania)
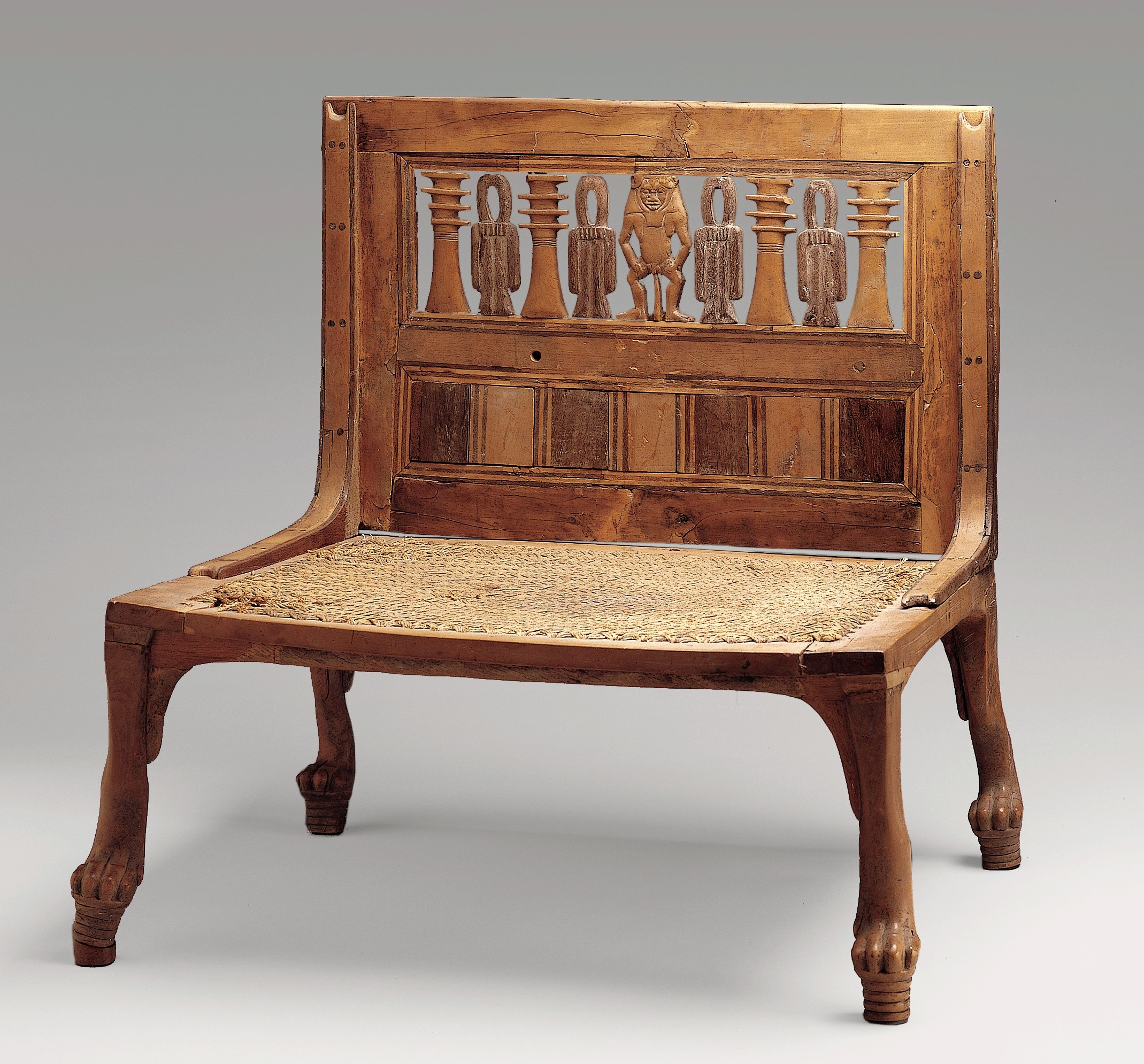
Scaun al lui Hatnefer; 1492–1473 î.Hr.; chiparos, abanos și alte tipuri de lemn și țesătură de in; înălțime: 53 cm; Muzeul Metropolitan de Artă
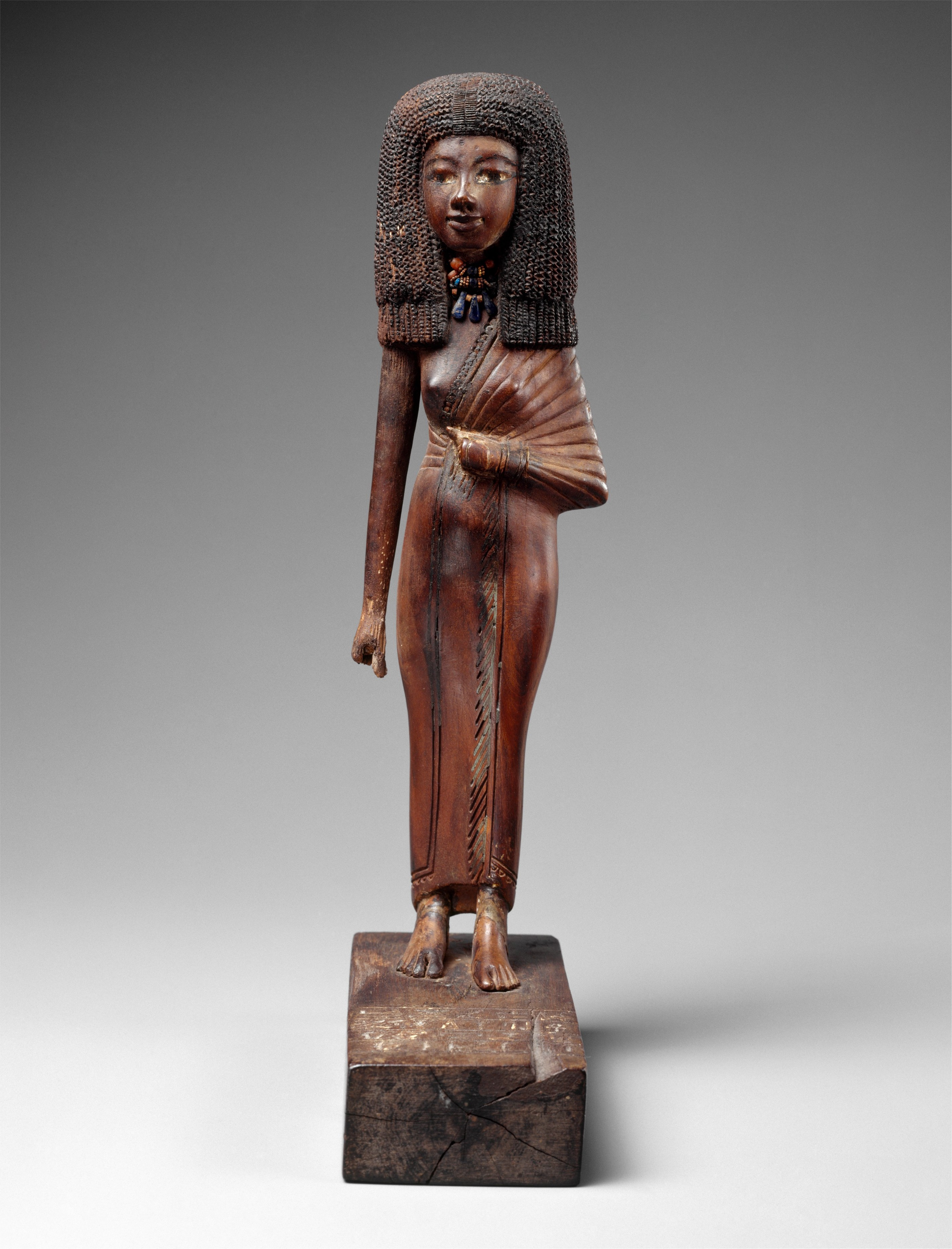
Statuetă a reginei Tiy; 1390–1349; lemn, carneol, aur, sticlă, albastru egiptean și vopsea; înălțime: 24 cm; Muzeul Metropolitan de Artă
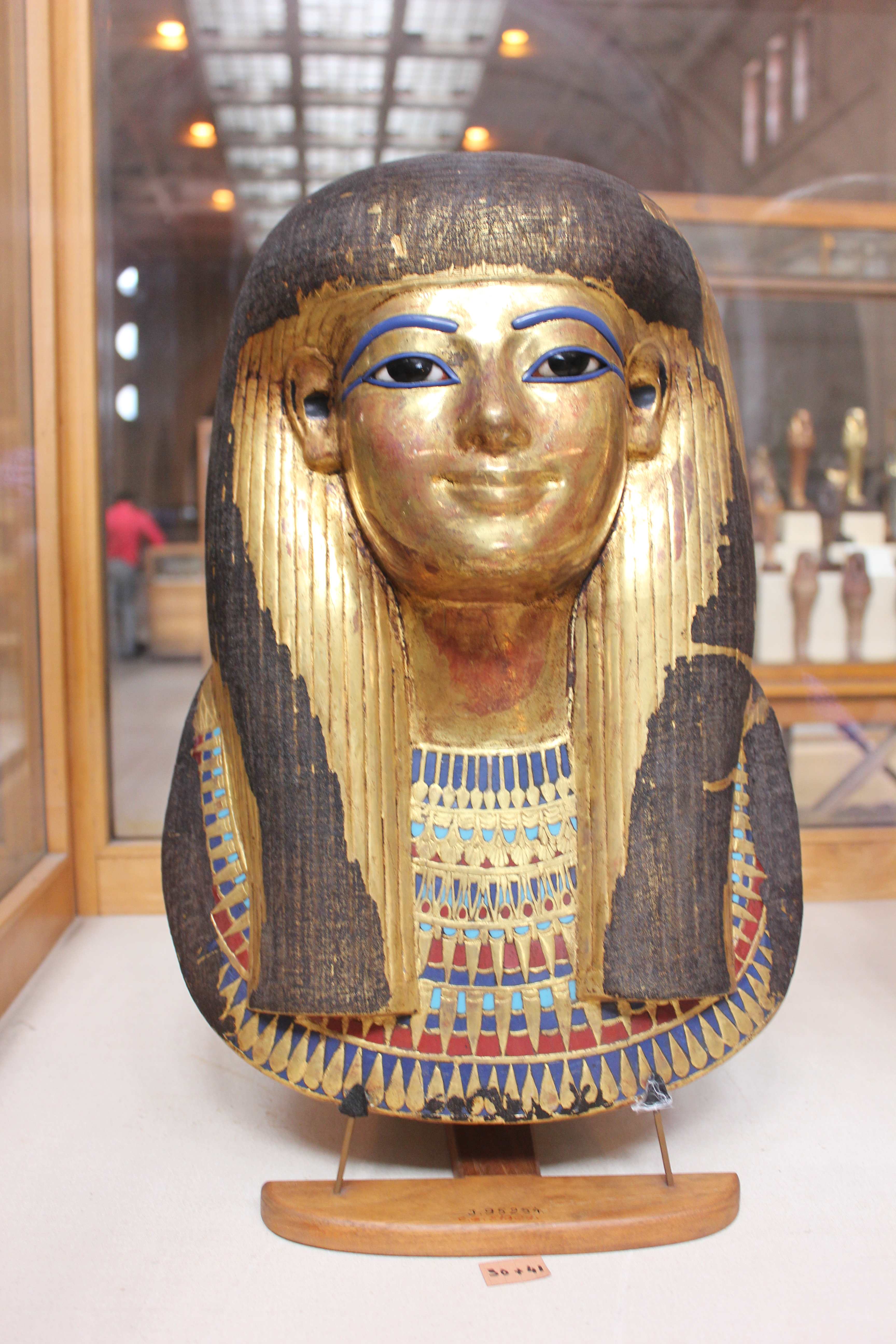
Masca lui Tjuyu; 1387–1350 î.Hr.; aur, pastă de sticlă, alabastru și alte materiale; înălțime: 40 cm; Muzeul Egiptean (Cairo)
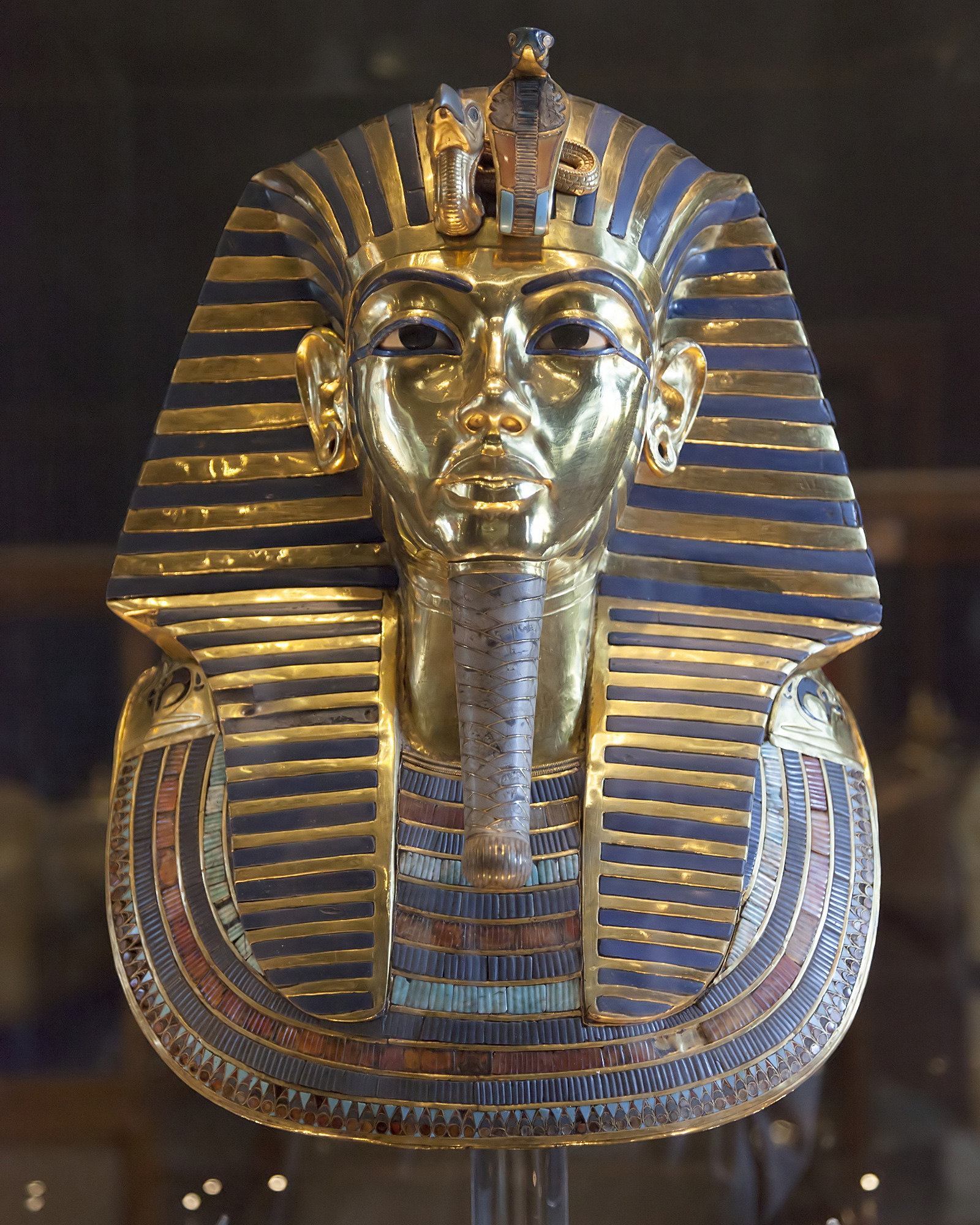
Masca lui Tutankhamon; circa 1327 î.Hr.; aur masiv, lapis lazuli, carneol, obsidian, turcoaz și pastă de sticlă;[14] înălțime: 54 cm; descoperită în 1922 de Howard Carter; Muzeul Egiptean din Cairo
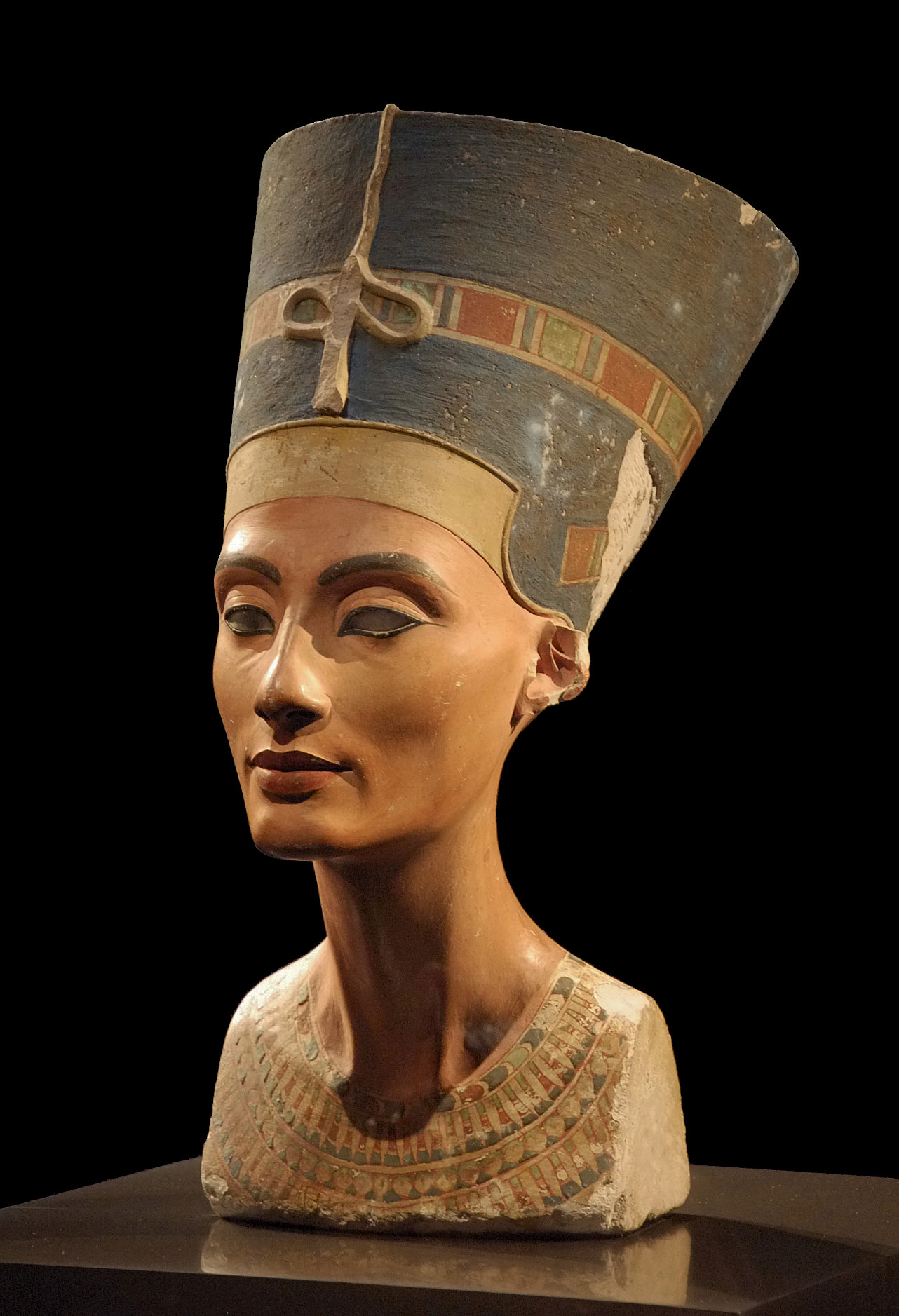
Bustul lui Nefertiti; 1352–1336 î.Hr.; calcar, ipsos și vopsea; înălțime: 48 cm; de la Amarna (Egipt); Neues Museum (Germania)
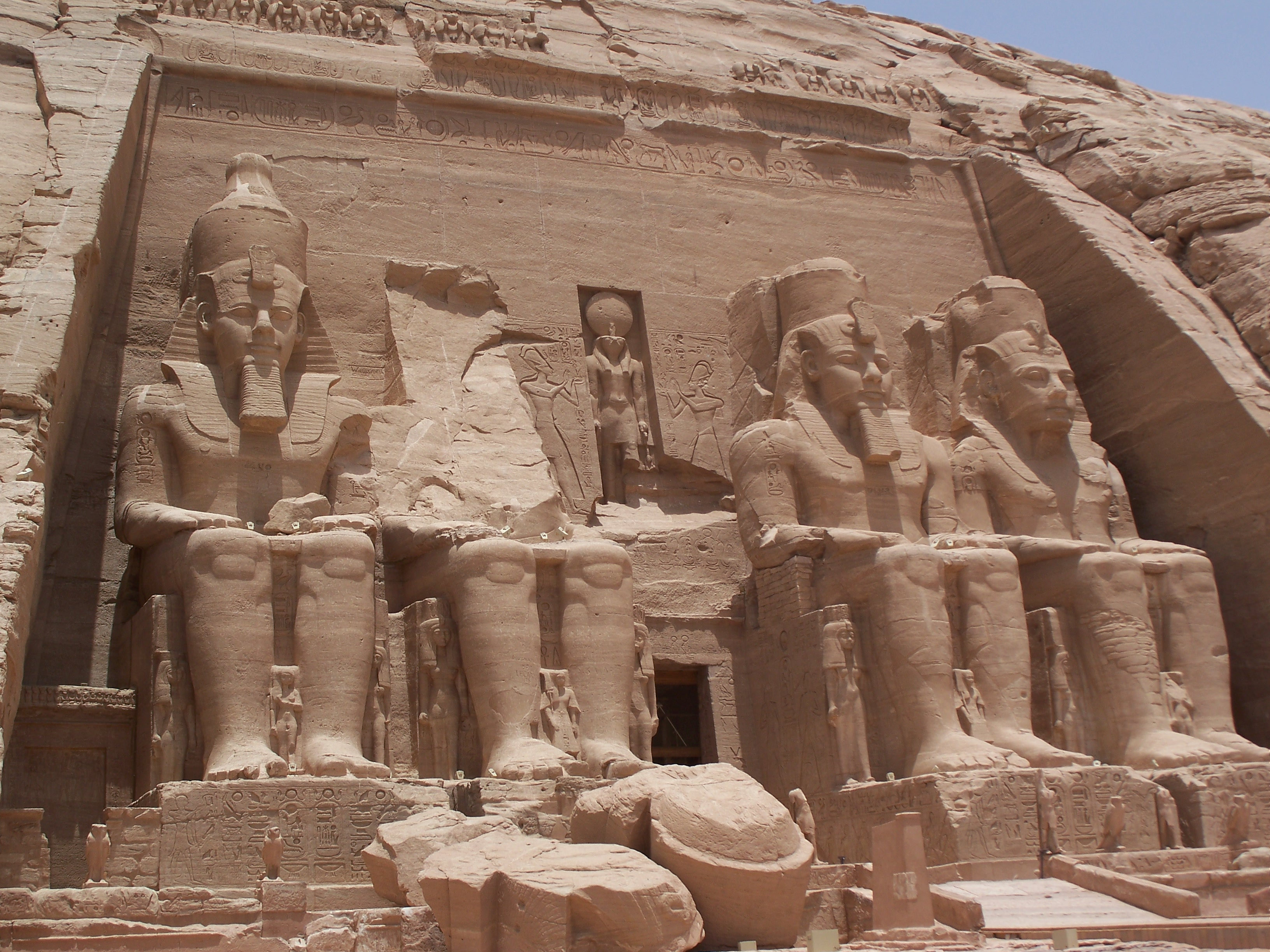
Templul lui Ramses al II-lea, de la Abu Simbel (Egipt), din aproximativ 1264 î.Hr.
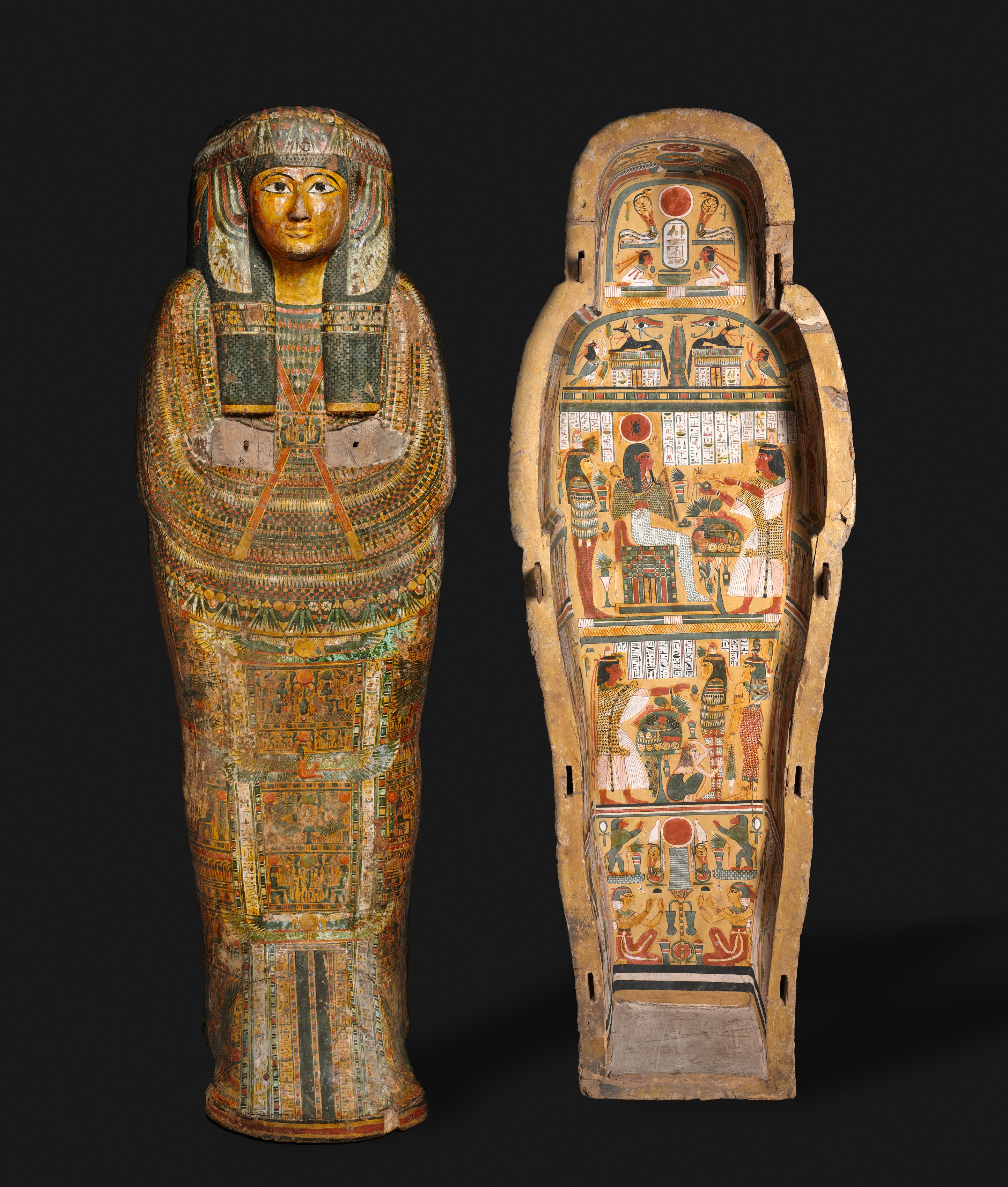
Sarcofag al lui Nesykhonsu; circa 976 î.Hr.; lemn pictat, și cu gesso; per total: 70 cm; Muzeul de Artă din Cleveland (Cleveland, Ohio, SUA)
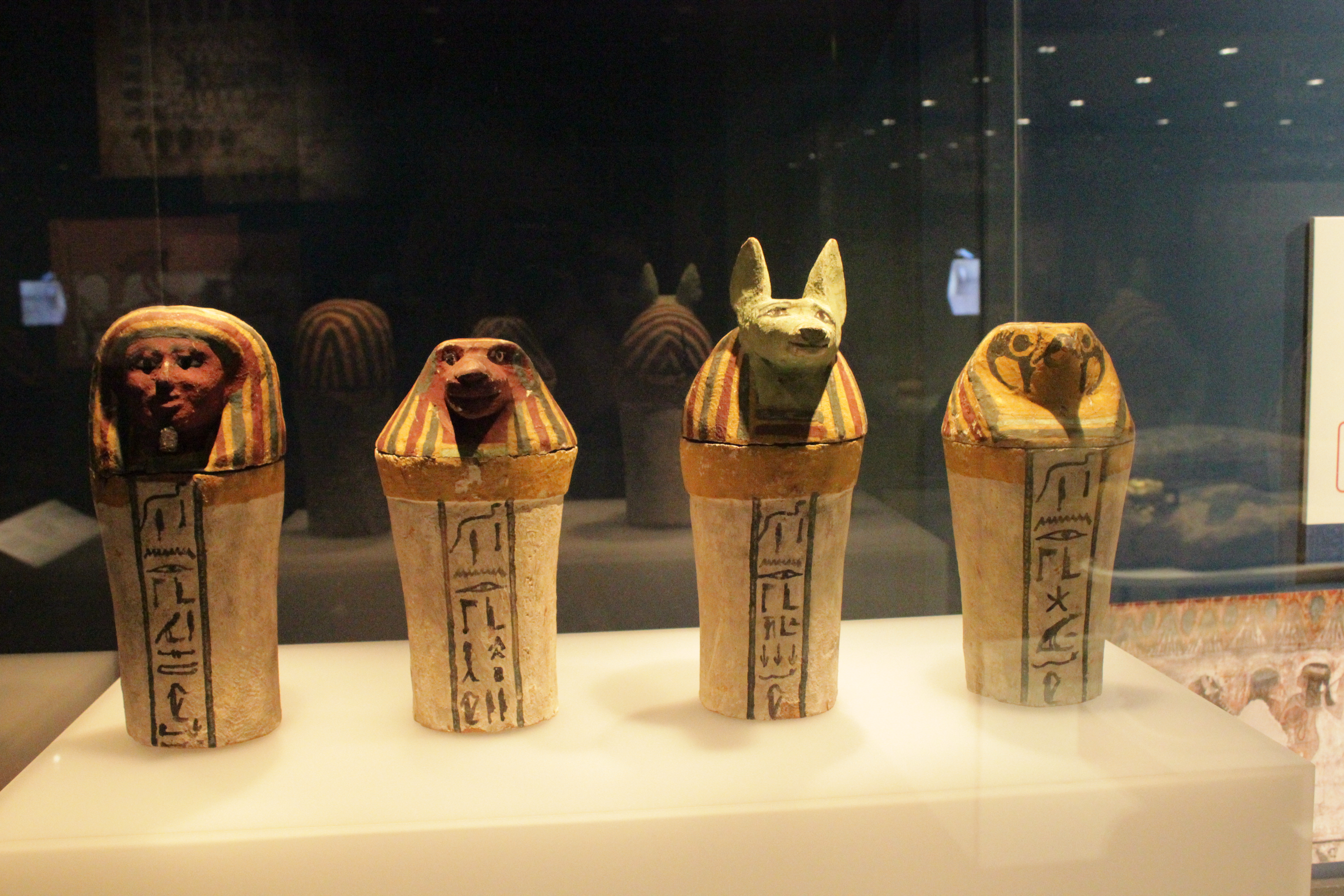
Set de canope decorate cu hieroglife; 744–656 î.Hr.; lemn pictat; British Museum (Londra)
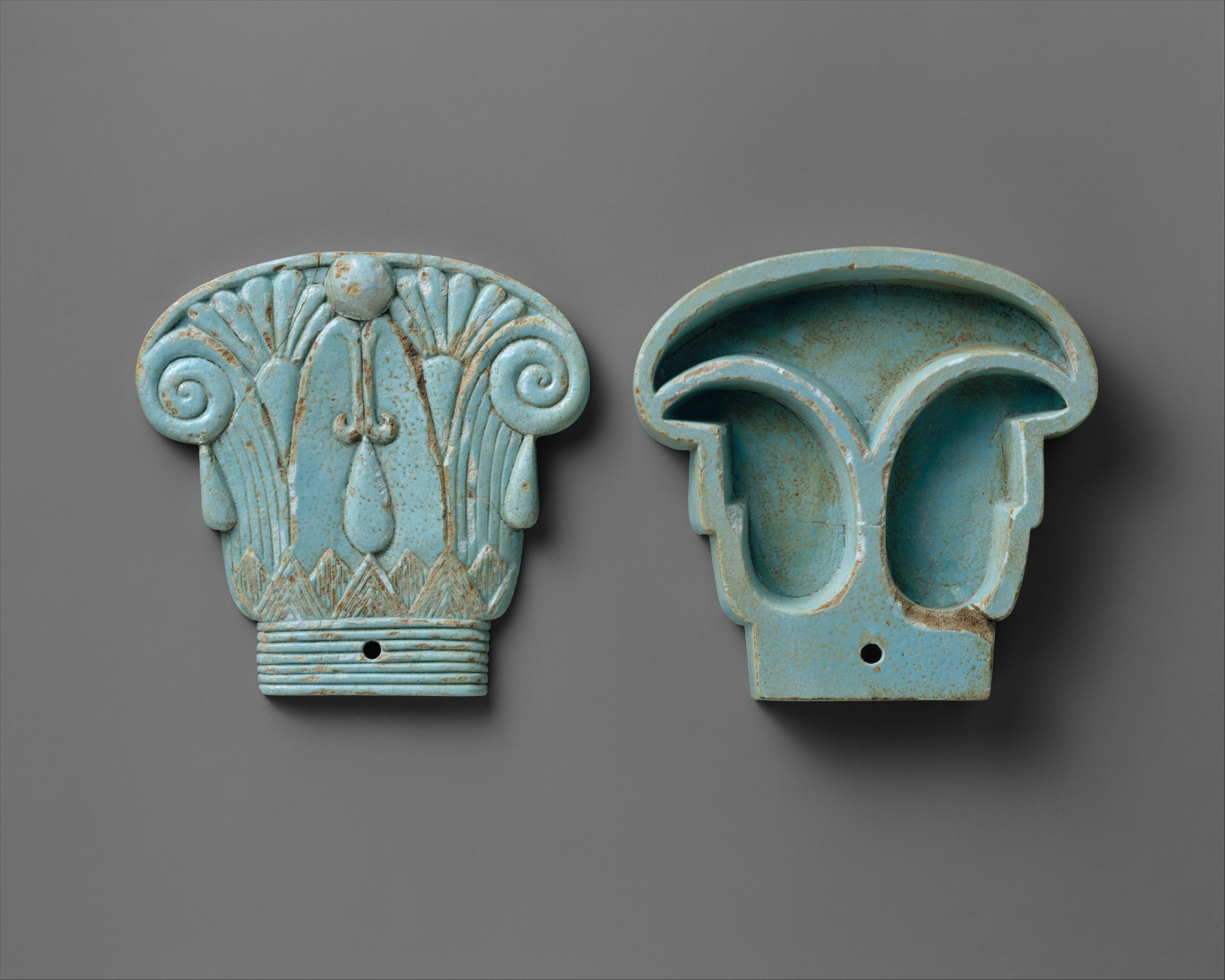
Cutiuță cosmetică în formă de capital compozit egiptean, capacul său fiind în partea stângă; 664–300 î.Hr.; faianță sticloasă; 8,5 × 9 cm; Muzeul Metropolitan de Artă
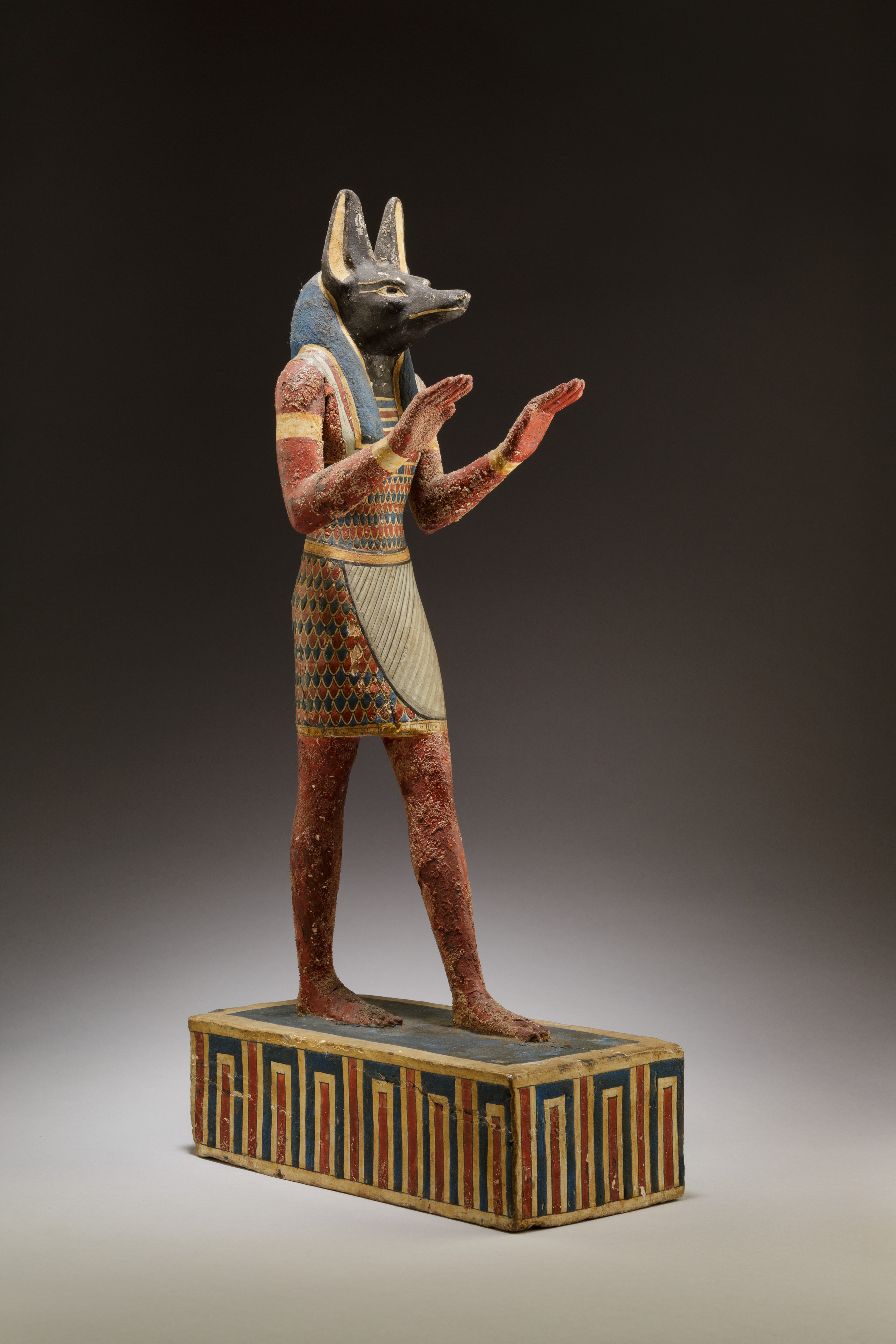
Statuetă a lui Anubis; 332–30 î.Hr.; lemn pictat, și cu ipsos; 42,3 cm; Muzeul Metropolitan de Artă
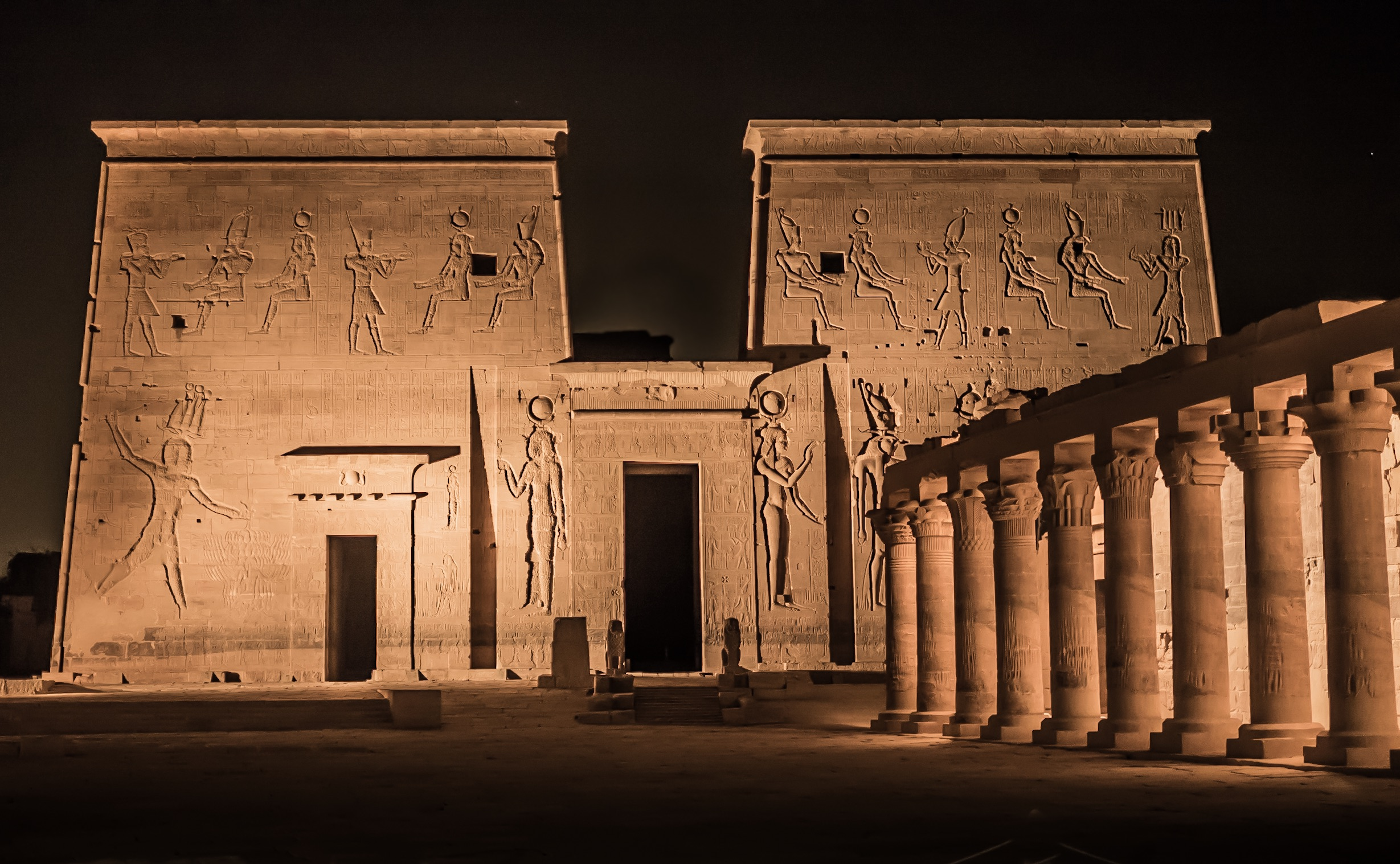
Templul lui Isis din Philae (Egipt) este un exemplu de arhitectură egipteană bine conservată și sculptură arhitecturală
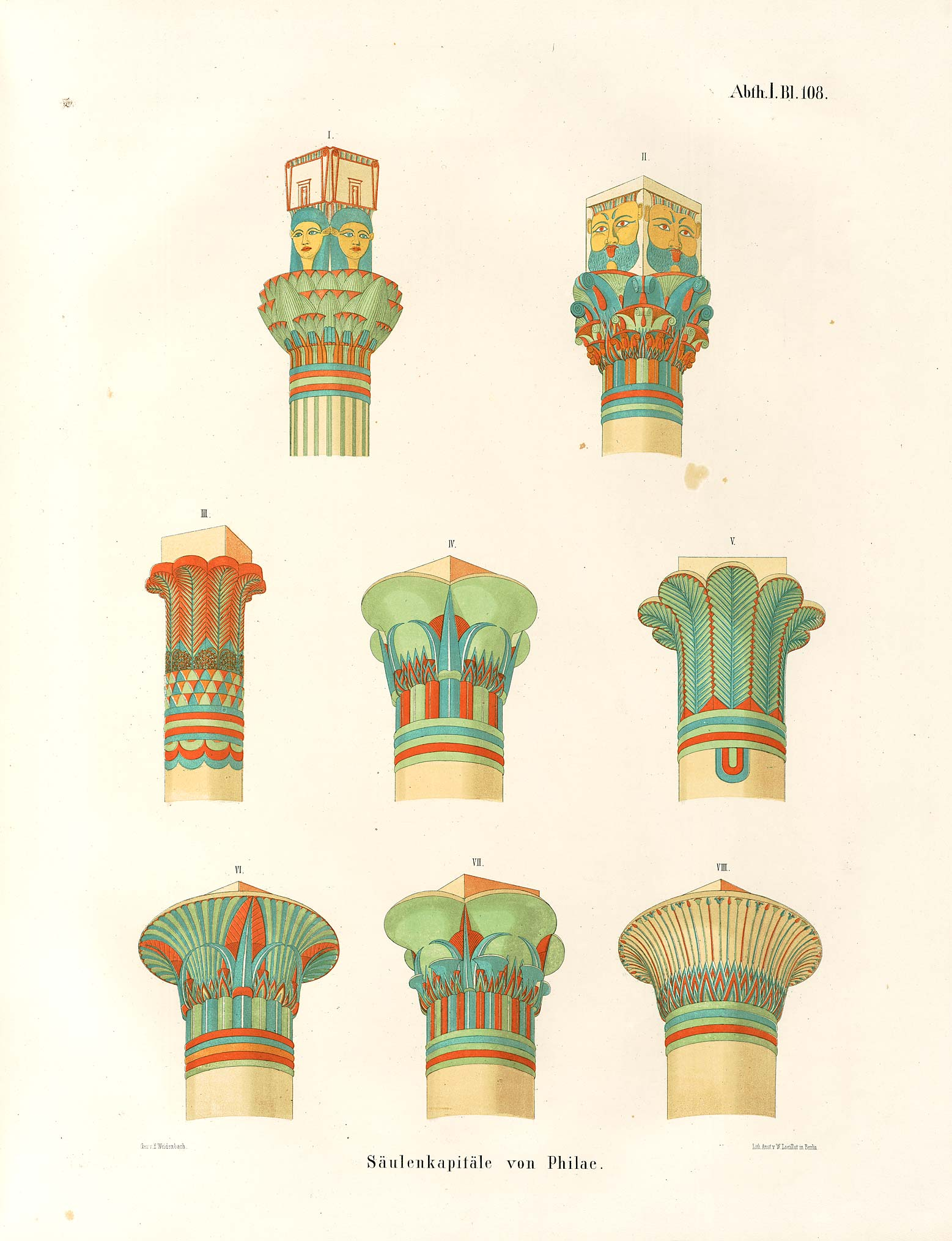
Ilustrații cu diverse tipuri de capiteluri, desenate de egiptologul Karl Richard Lepsius

### Minoicii
Cea mai mare civilizație din Epoca Bronzului a fost cea minoică, un popor care a construit un imperiu comercial din patria lor Creta și din alte insule din Marea Egee. Civilizația minoică e cunoscută pentru frumoasa sa ceramică, dar și pentru frescele, peisajele și sculpturile din piatră.  La începutul perioadei minoice, ceramica era caracterizată de spirale, triunghiuri, linii curbe, cruci și motive în formă de oase de pește. La mijlocul perioadei minoice, designuri naturaliste, cum ar fi peștele, calamarul, păsările și crinii erau obișnuite. La sfârșitul perioadei minoice, florile și animalele erau încă cele mai caracteristice, dar variabilitatea crescuse. „Stilul palatial” al regiunii din jurul Cnossosului e caracterizat de o simplificare geometrică puternică a formelor naturaliste și de pictura monocromatică. Palatul din Cnossos a fost decorat cu fresce care arătau aspecte ale vieții de zi cu zi, inclusiv ritualul curții și forme de divertisment, cum ar fi săriturile de tauri și boxul. Minoicii erau, de asemenea, aurari pricepuți, care creau pandantive și măști frumoase.

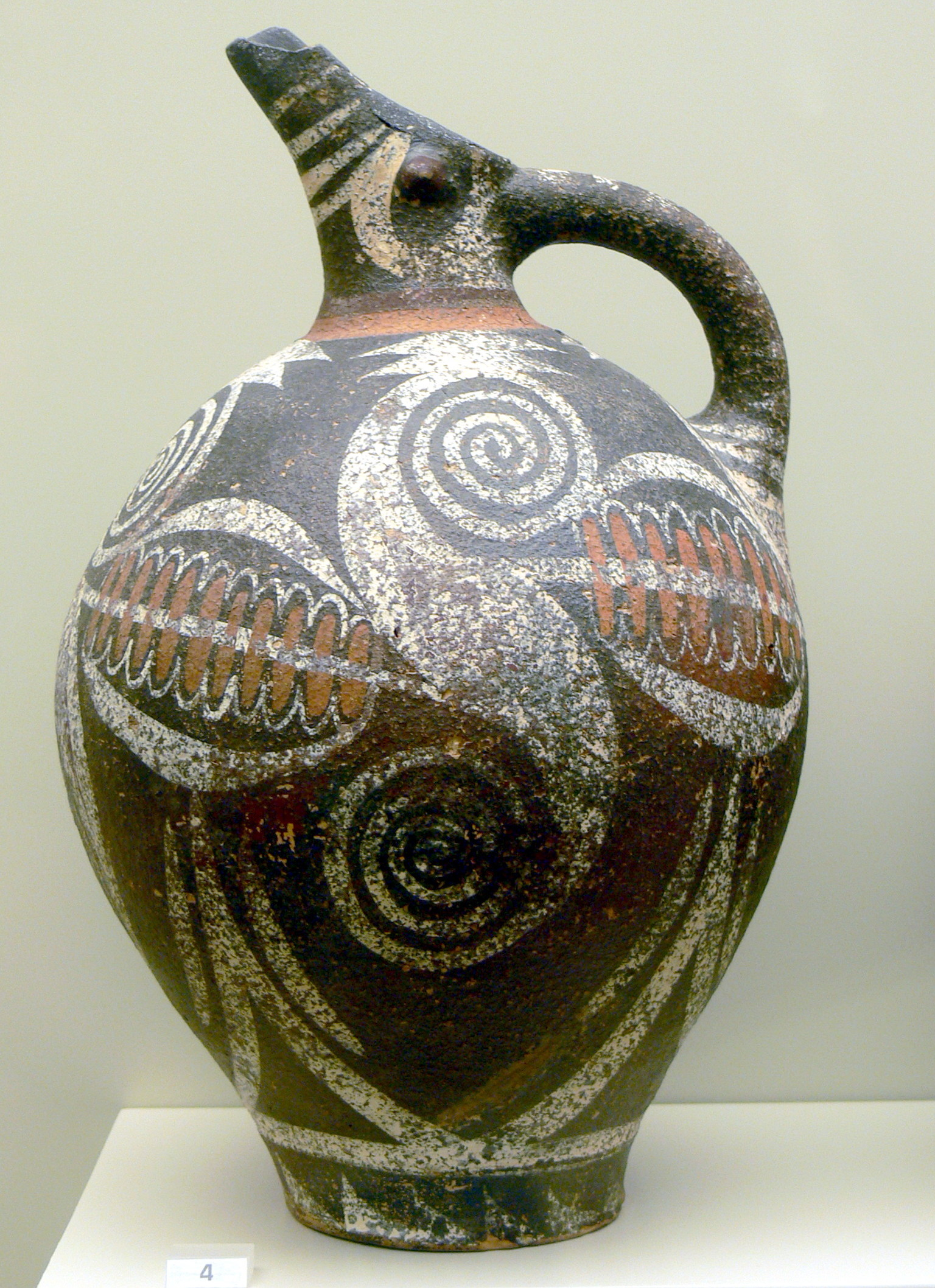
Ulcior, un exemplar al ceramicii de Kamares; 1850-1675 î.Hr,; ceramică; înălțime: 27 cm; de la Phaistos (Creta, Grecia); Muzeul Arheologic din Heraklion (Grecia)
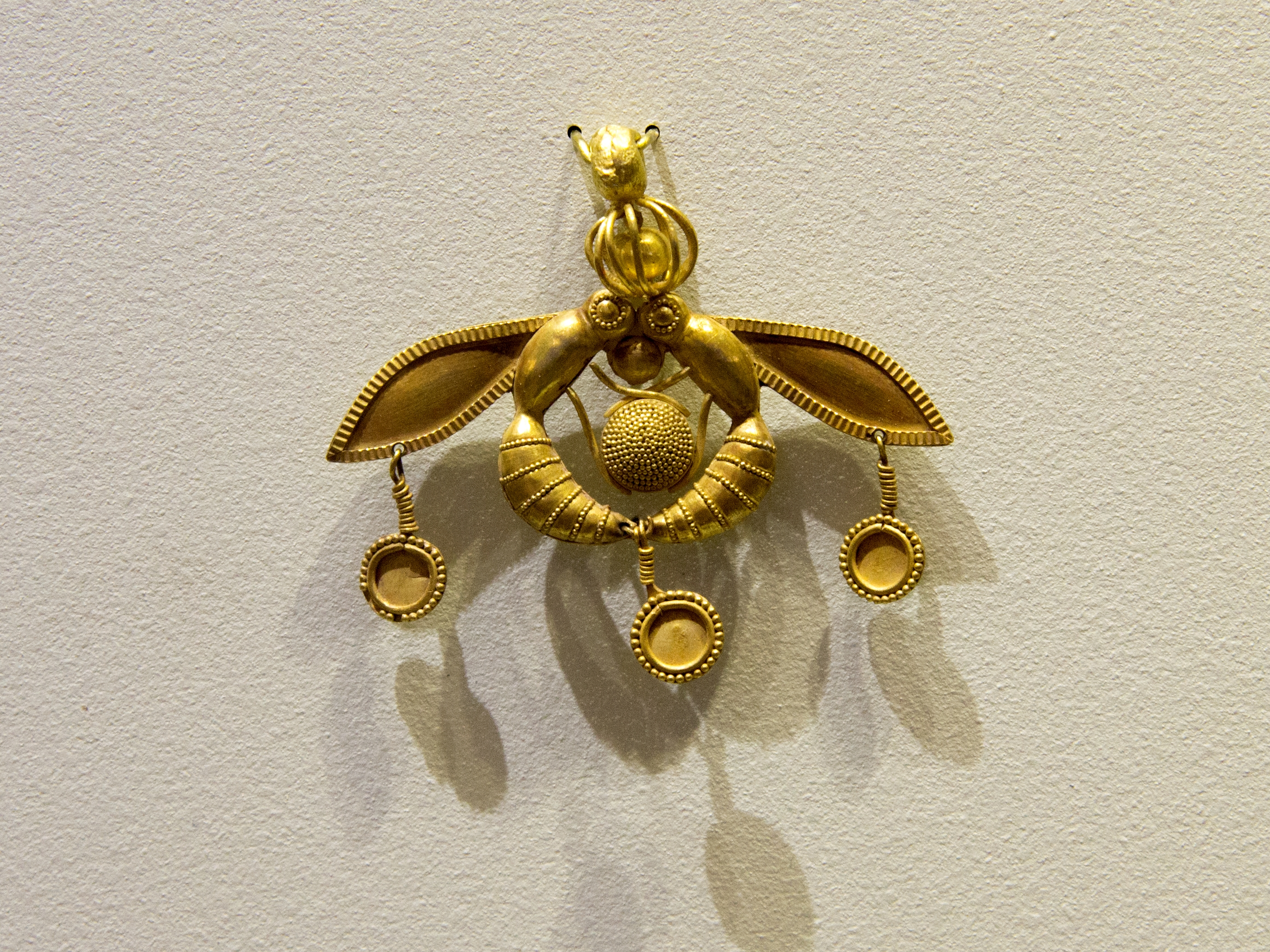
Pandantivul cu Albine, o bijuterie minoică reprezentativă; 1700-1600 î.Hr.; aur; lățime: 4.6 cm; din Chrysolakkos (groapă de aur), în Malia (Creta); Muzeul Arheologic din Heraklion
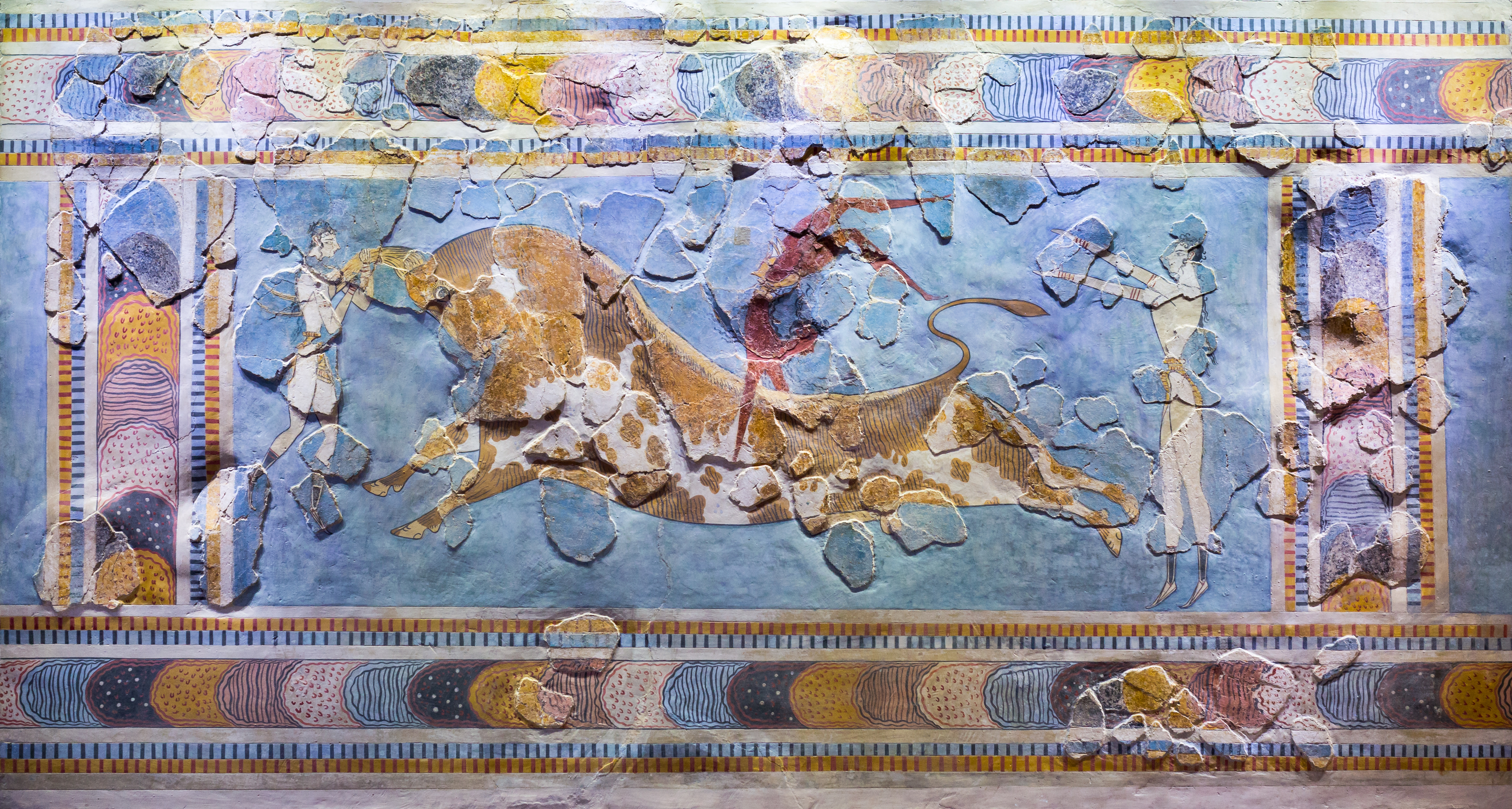
Frescă în care apar acrobați care sar peste un taur; 1675-1460 î.Hr,; tencuiala de var; înălțime: 0,8 m, lățime: 1 m; din Palatul din Cnossos (Creta); Muzeul Arheologic din Heraklion
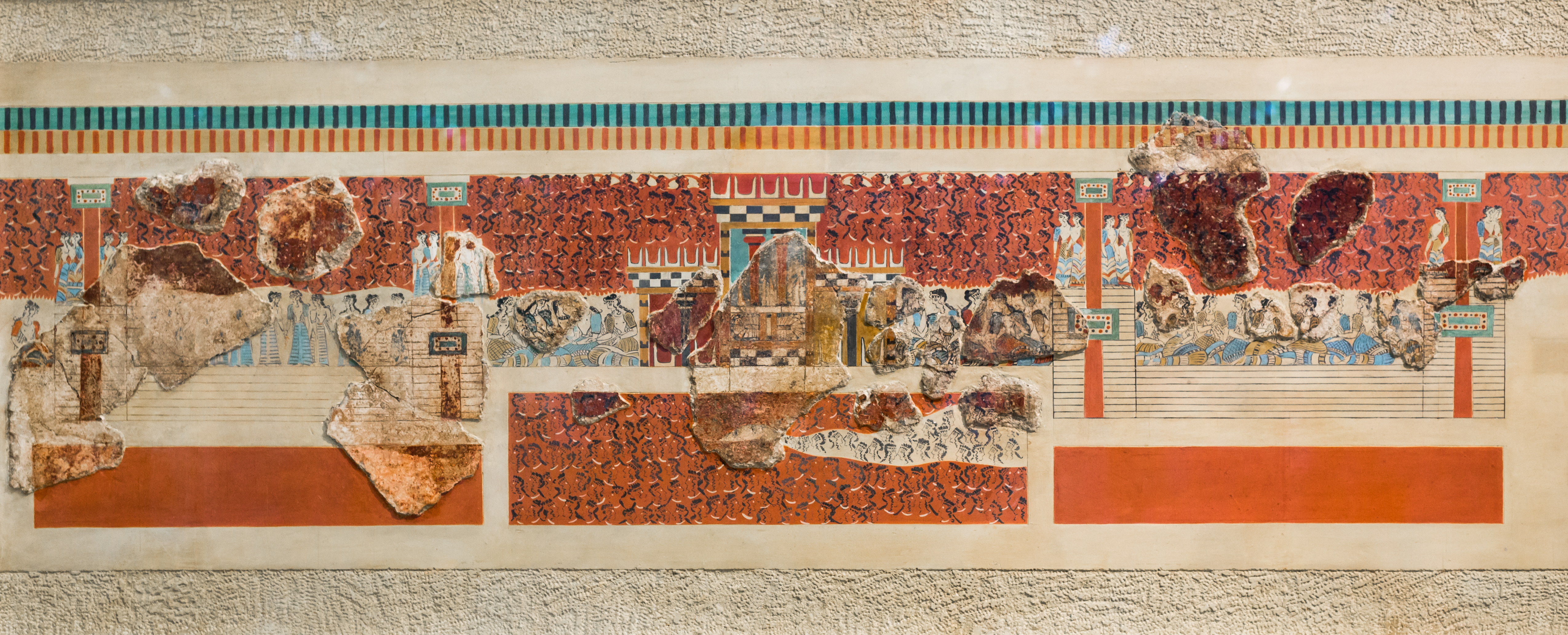
Fresca cu Tribună; 1675-1460 î.Hr.; tencuială cu var; înălțime (fără margine): 26 cm; din Palatul din Cnossos; Muzeul Arheologic din Heraklion
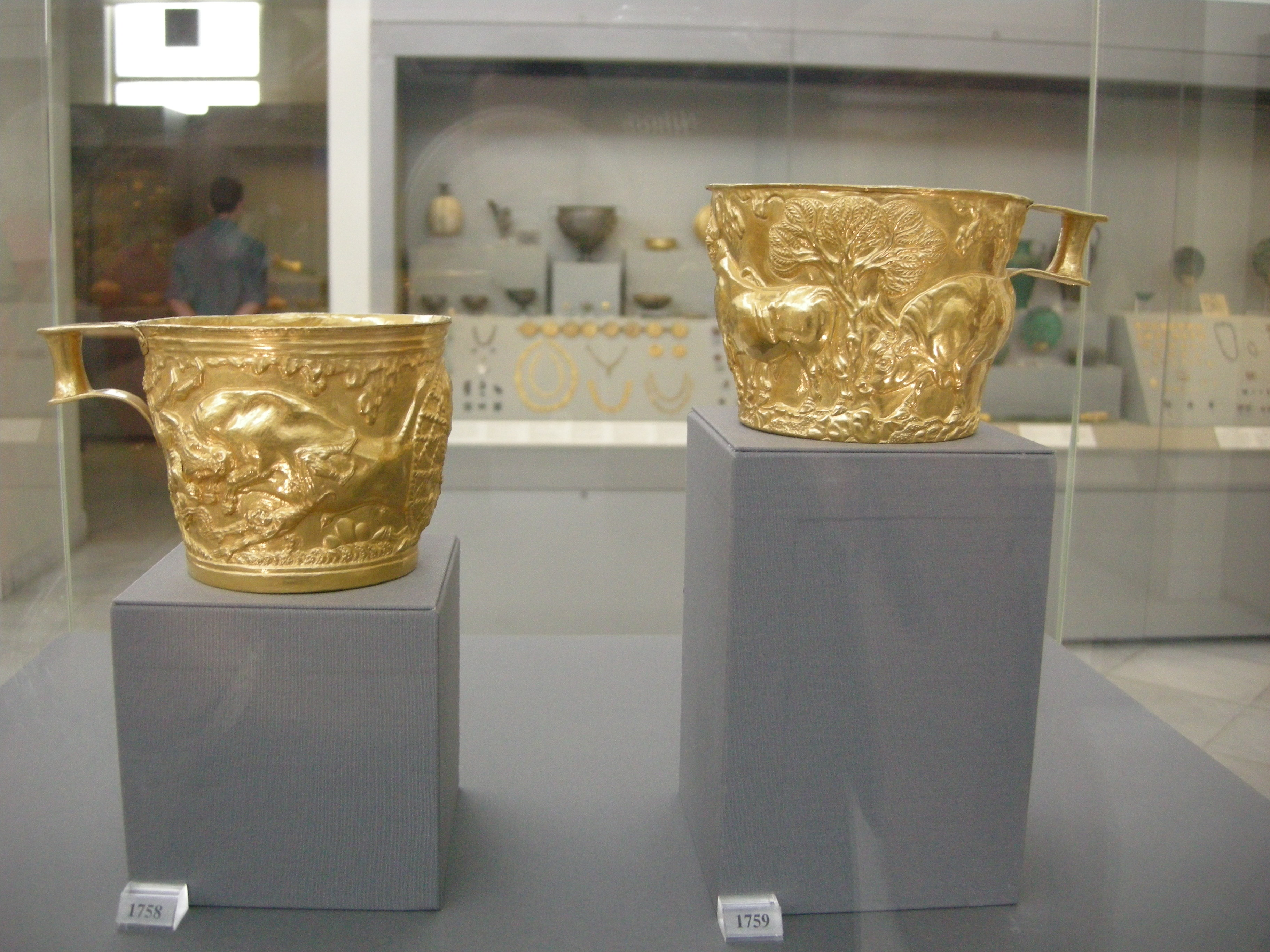
Cupele din Vafio; 1675-1410 î.Hr.; aur; înălțime: 7,8 cm, diametru: 10,7 cm; din Vafio (Laconia, Grecia); Muzeul Național de Arheologie (Atena)
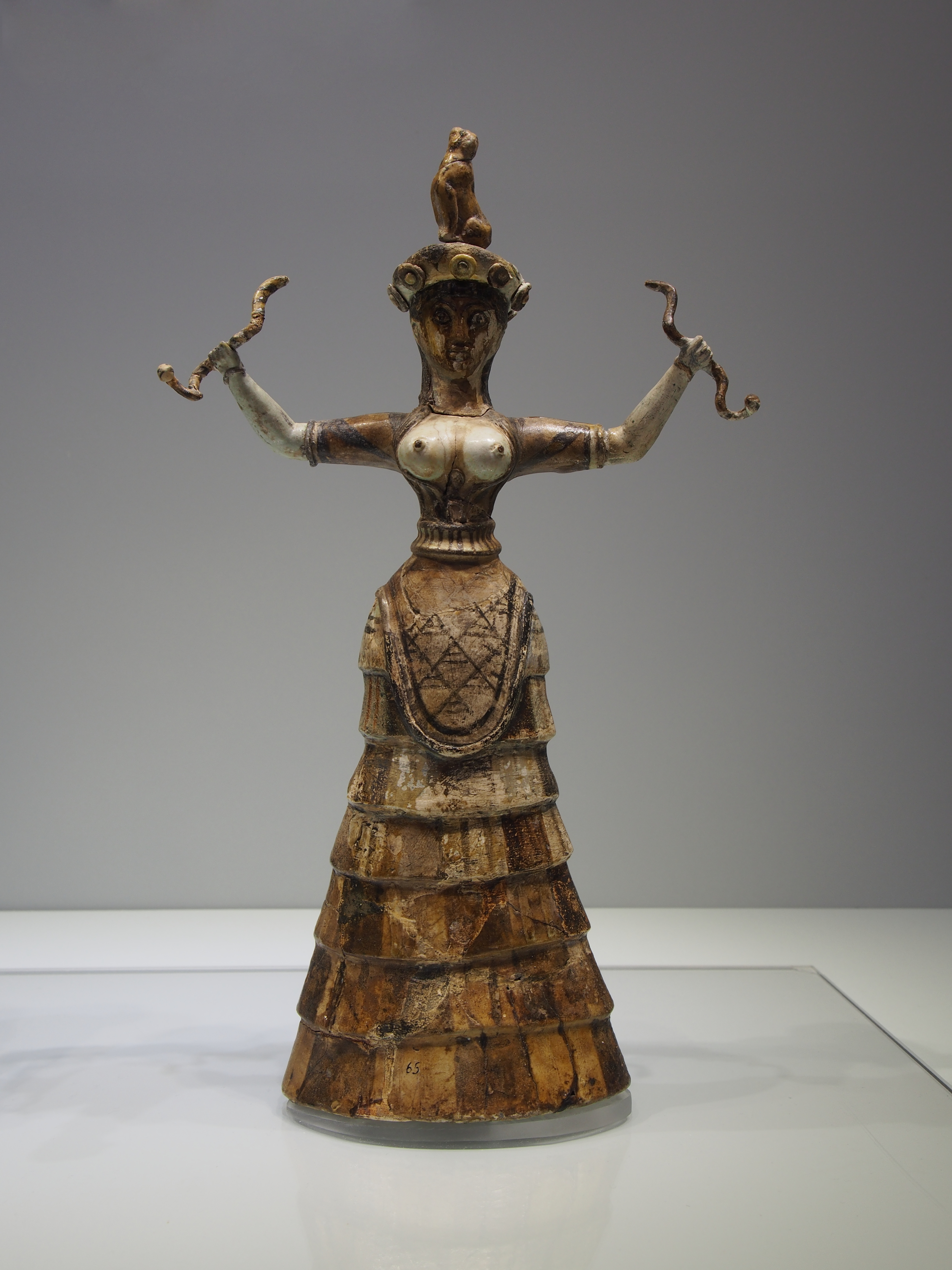
Zeită minoică cu șerpi; 1460-1410 î.Hr.; faianță; înălțime: 29,5 cm; din Depozitul Templului din Knossos; Muzeul Arheologic din Heraklion
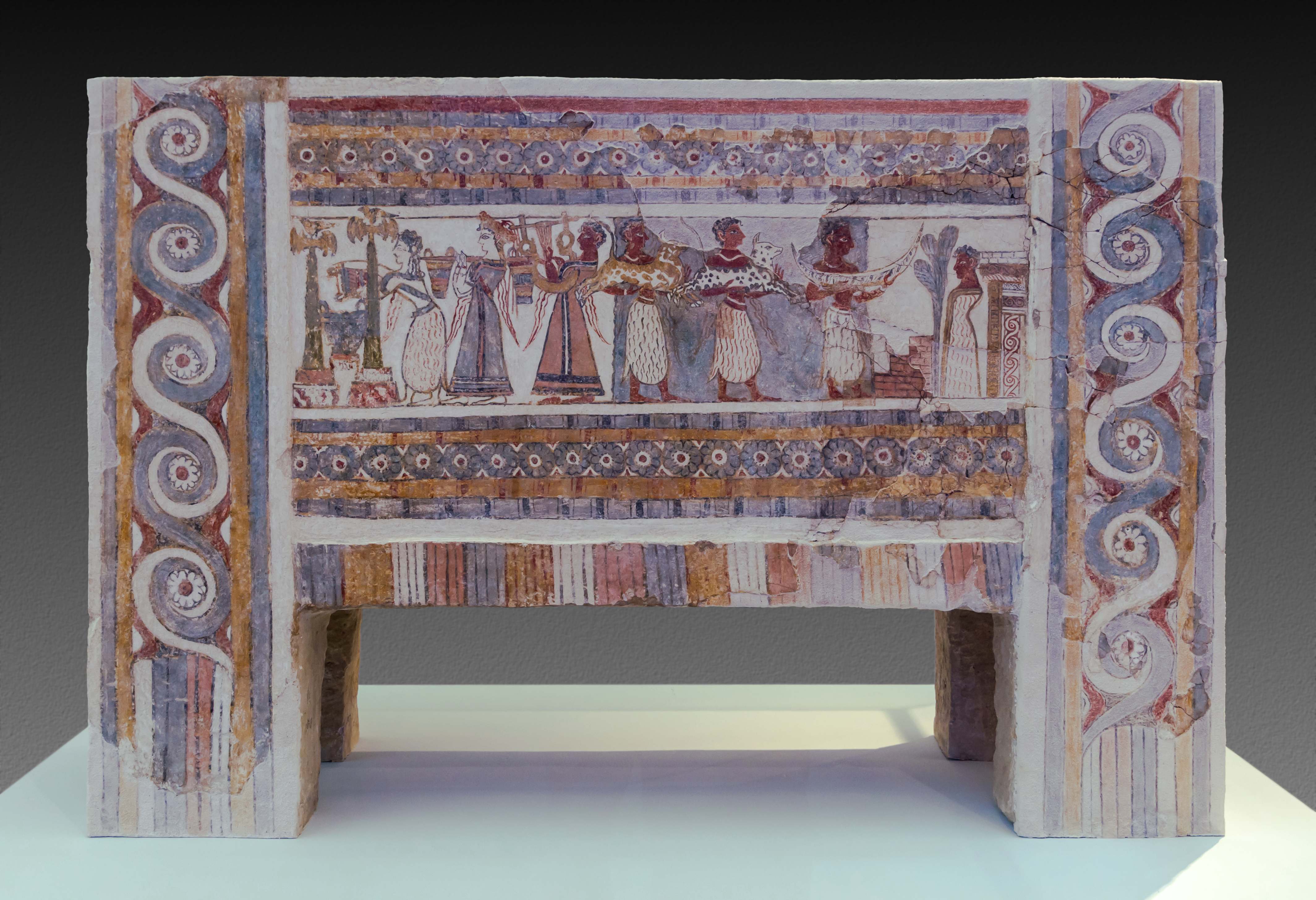
Sarcofagul din Hagia Triada; 1370-1315 î.Hr.; calcar; lungime: 1,4 m, înălțime: 0,9 m; din Mormântul Cameră 4 la Hagia Triada, aproape de Phaistos (Creta); Muzeul Arheologic din Heraklion
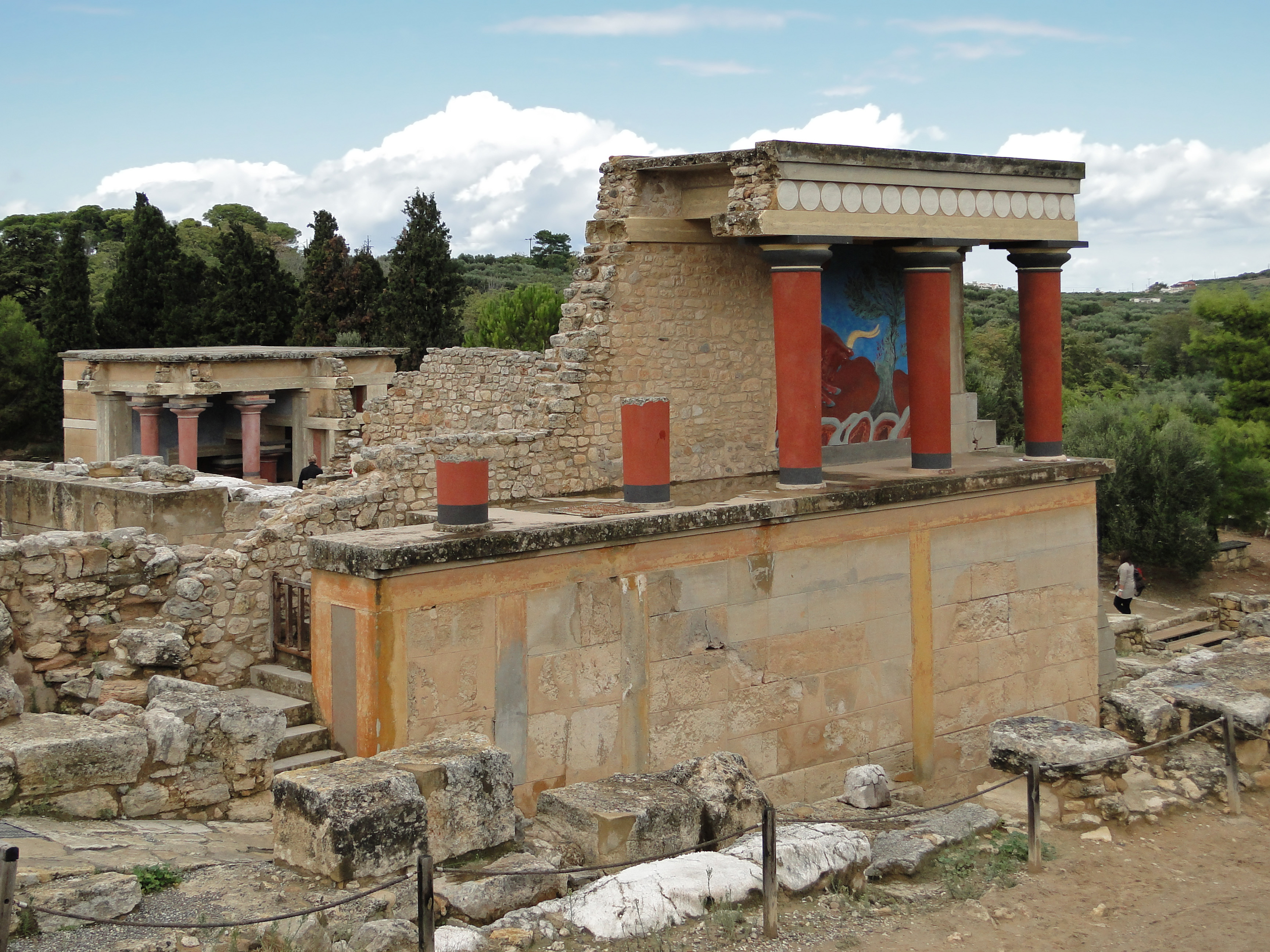
Intrarea Nordică restaurată a Palatului din Cnossos, cu o frescă în care apare un taur

### Micenienii
Arta miceniană e aproapiată de cea minoică și include multe descoperiri splendide din mormintele regale, cea mai faimosă fiind Masca lui Agamemnon, o mască funerară de aur. După cum se observă din acest articol, micenienii s-au specializat în prelucrarea aurului. Lucrările lor sunt cunoscute pentru multitudinea de motive decorative folosite. La un moment dat în istoria lor culturală, micenienii au adoptat zeițele minoice și au asociat aceste zeițe cu zeul lor al cerului; oamenii de știință cred că panteonul grecesc al zeităților nu reflectă religia miceniană, cu excepția zeițelor și a lui Zeus. Zeițele, cu toate acestea, sunt de origine minoică.

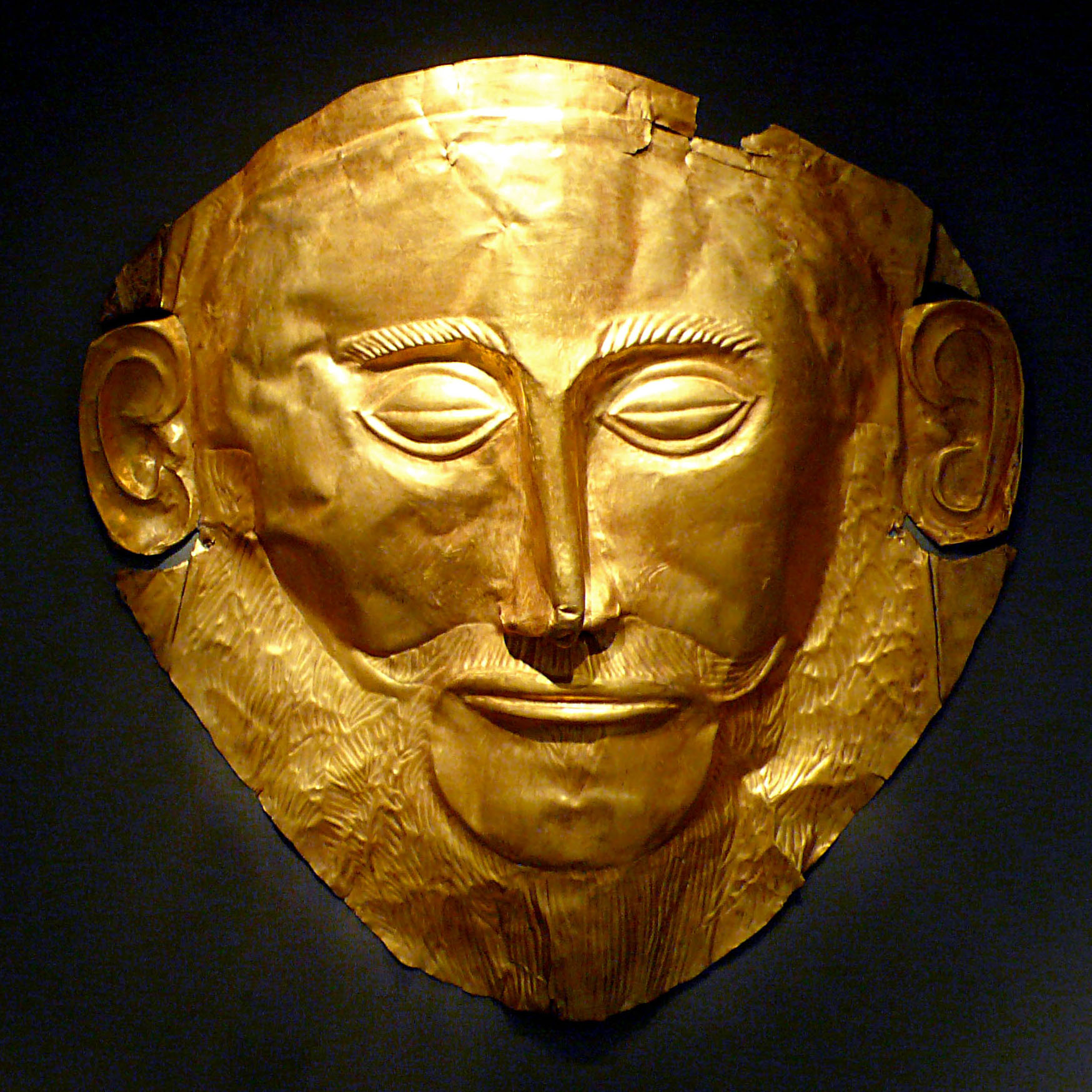
Masca lui Agamemnon, cea mai reprezentativă operă de artă miceniană; 1675-1600 î.Hr.; aur; înălțime: 25 cm, lățime: 27 cm, greutate: 169 g; Muzeul Național de Arheologie (Atena)
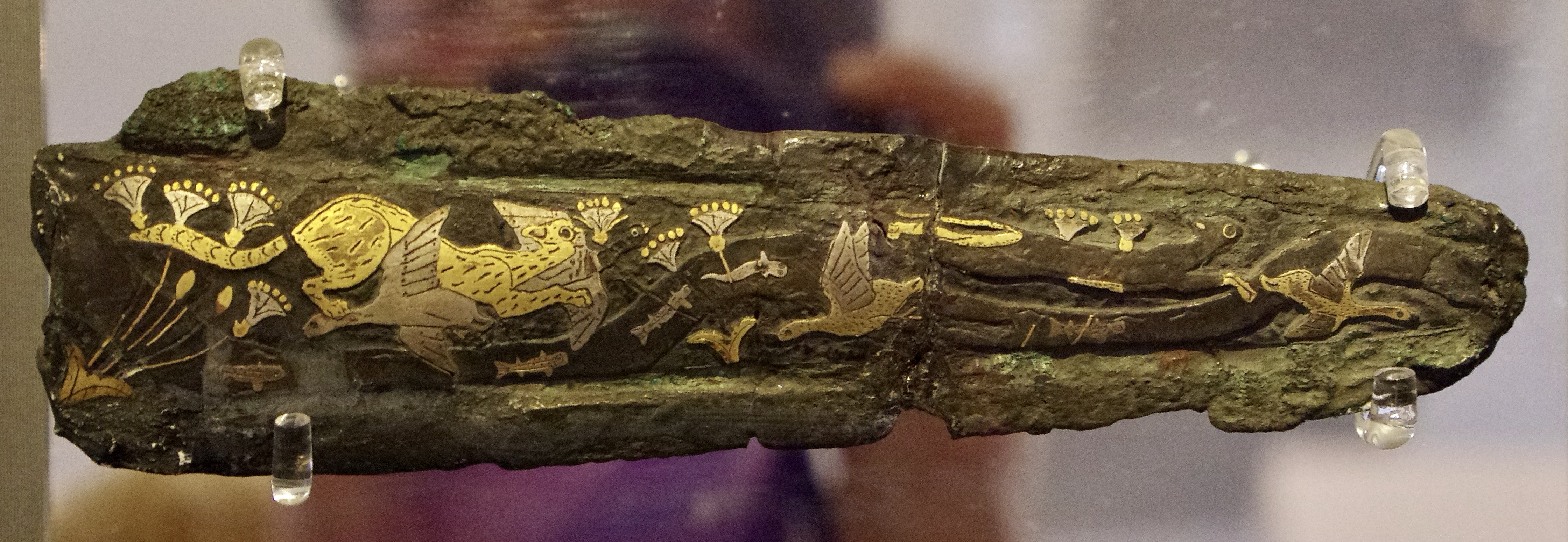
Pumnal incrustat; 1550-1500 î.Hr.; bronz, argint, aur și nielaj; lungime: 16 cm; Muzeul Național de Arheologie (Atena)
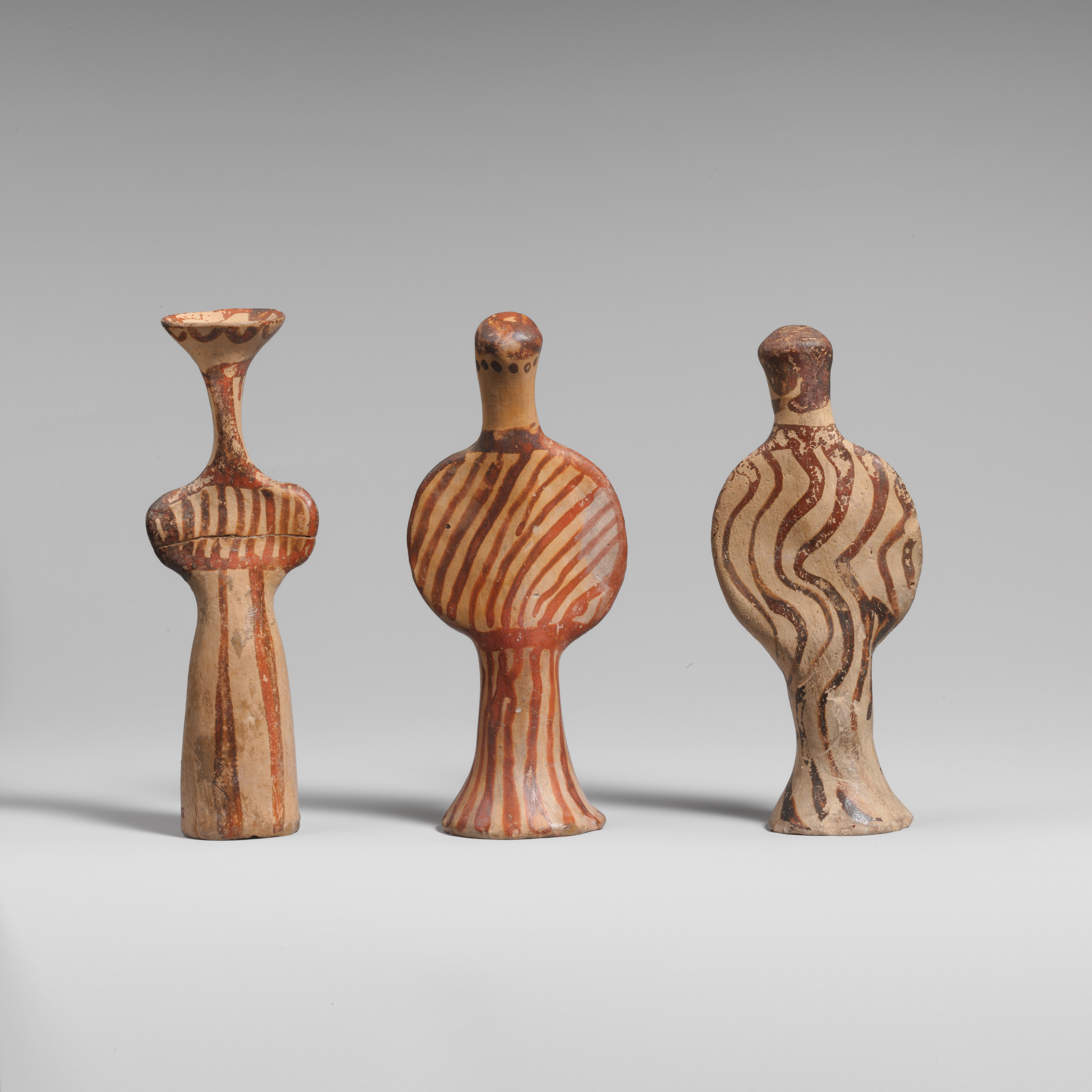
Trei figurine feminine miceniene; 1400-1300 î.Hr.; teracotă; înălțimi: 10,8 cm, 10,8 cm și 10,5 cm; Muzeul Metropolitan de Artă (New York City)
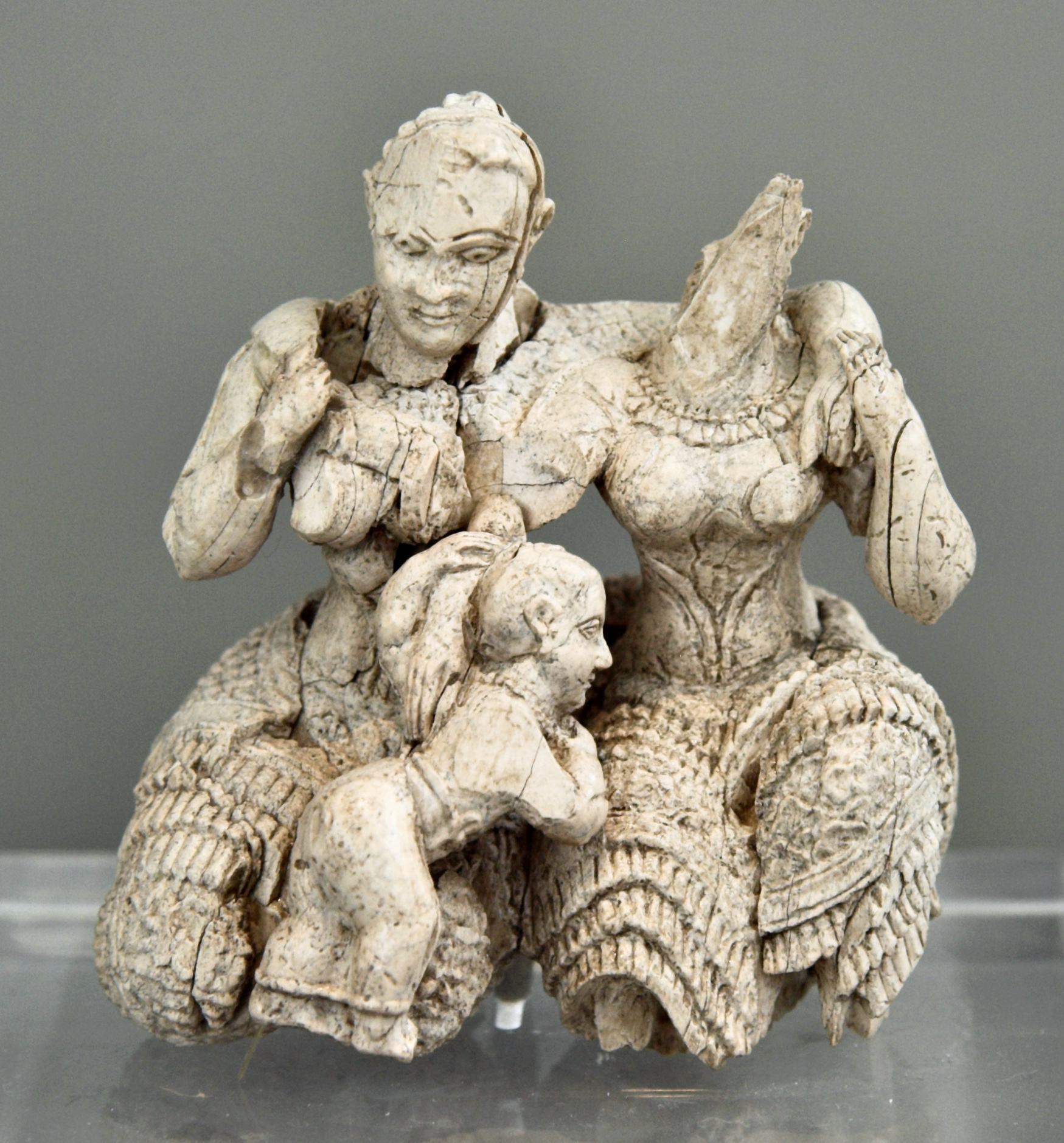
Două femei cu un copil; 1400-1300 î.Hr.; fildeș; înălțime: 7.8 cm; Muzeul Național de Arheologie (Atena)
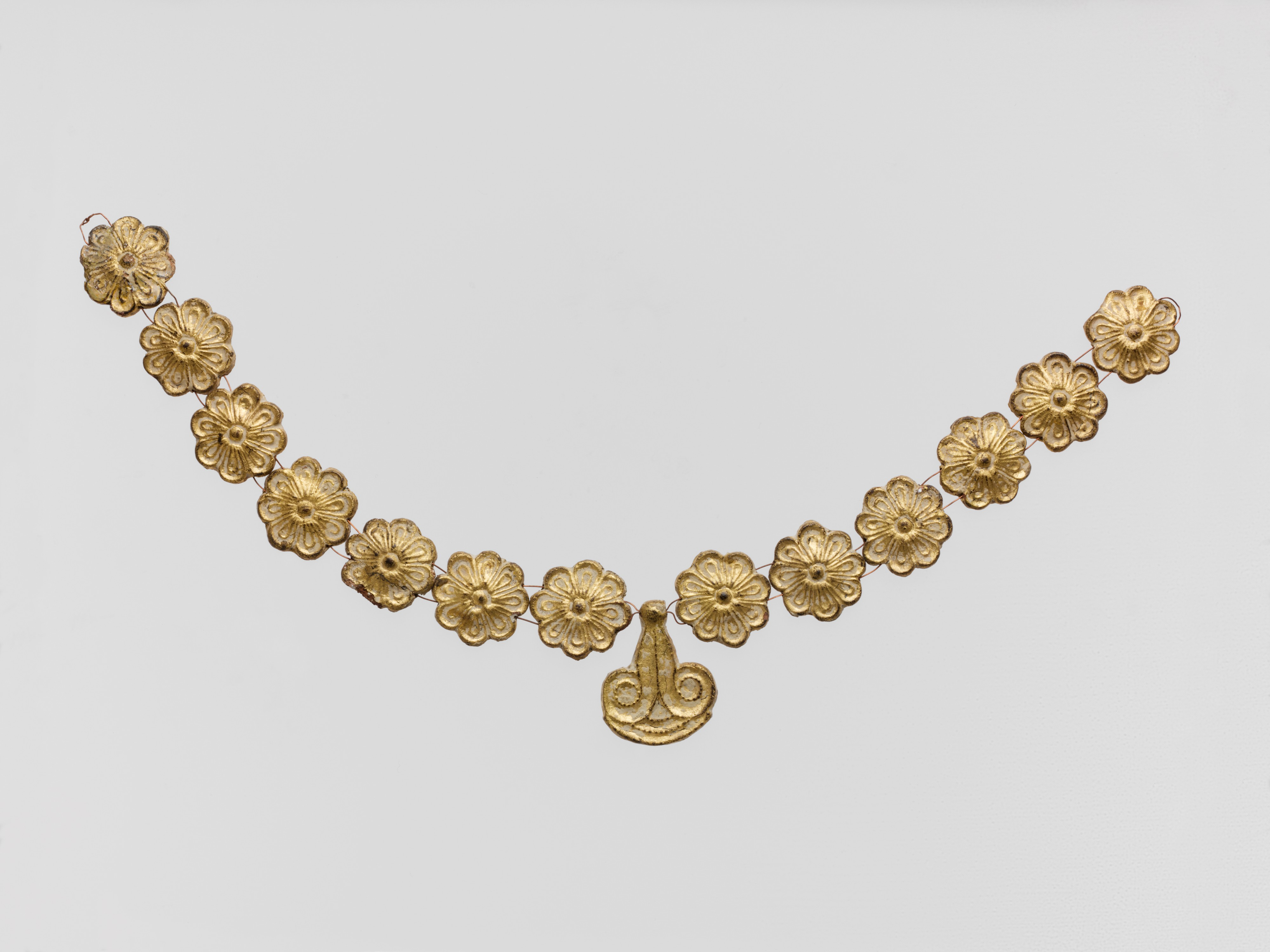
Colier micenian; 1400-1050 î.Hr.; teracotă aurită; diametrul rozetelor: 2,7 cm, cu variații de aproximativ 0,1 cm, lungimea pandantivului: 3,7 cm; Muzeul Metropolitan de Artă
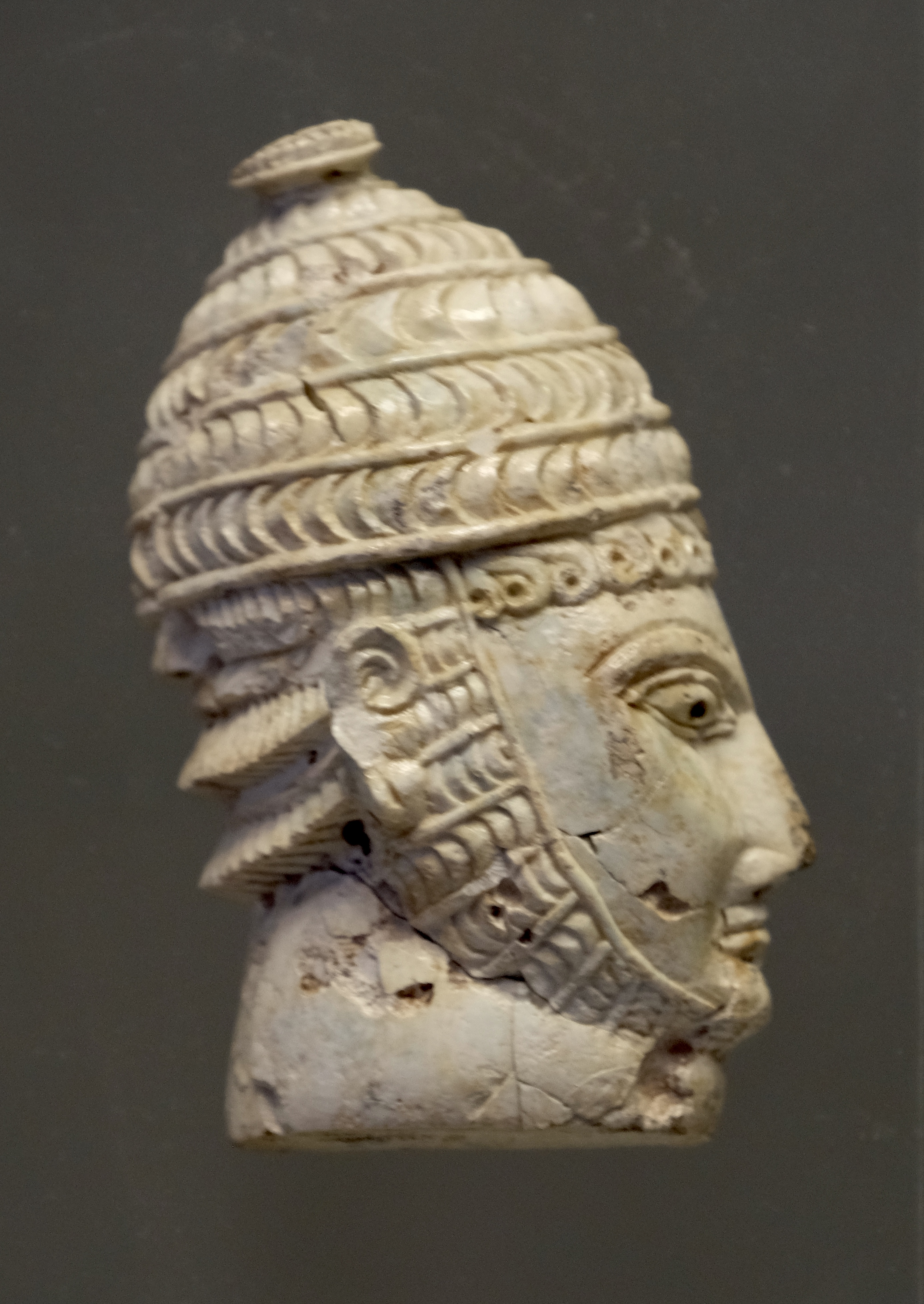
Cap de luptător; 1300-1200 î.Hr.; fildeș; înălțime: 8 cm; Muzeul Național de Arheologie (Atena)
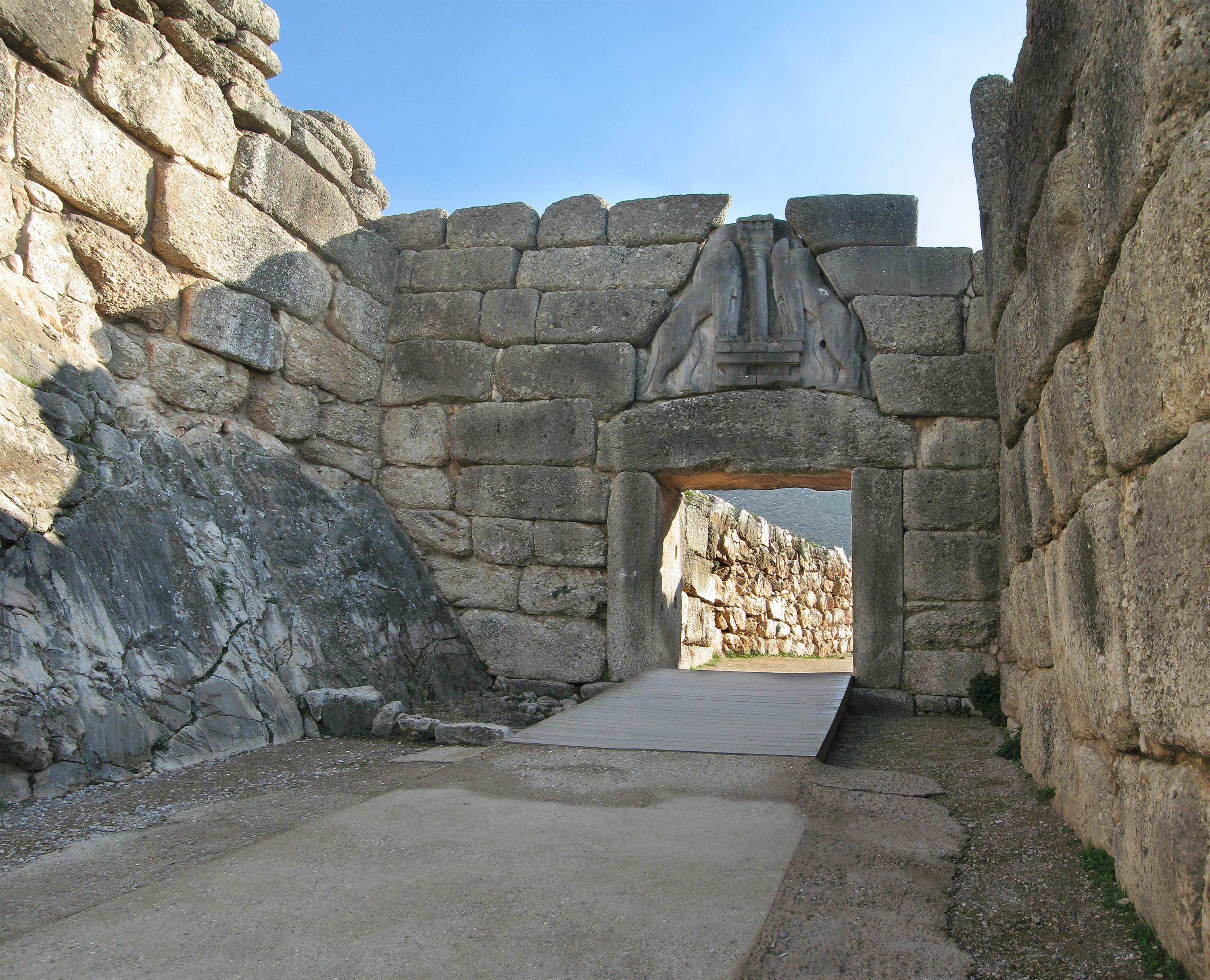
Poarta Leilor, construită în circa 1250 î.Hr., o clădire miceniană reprezentativă
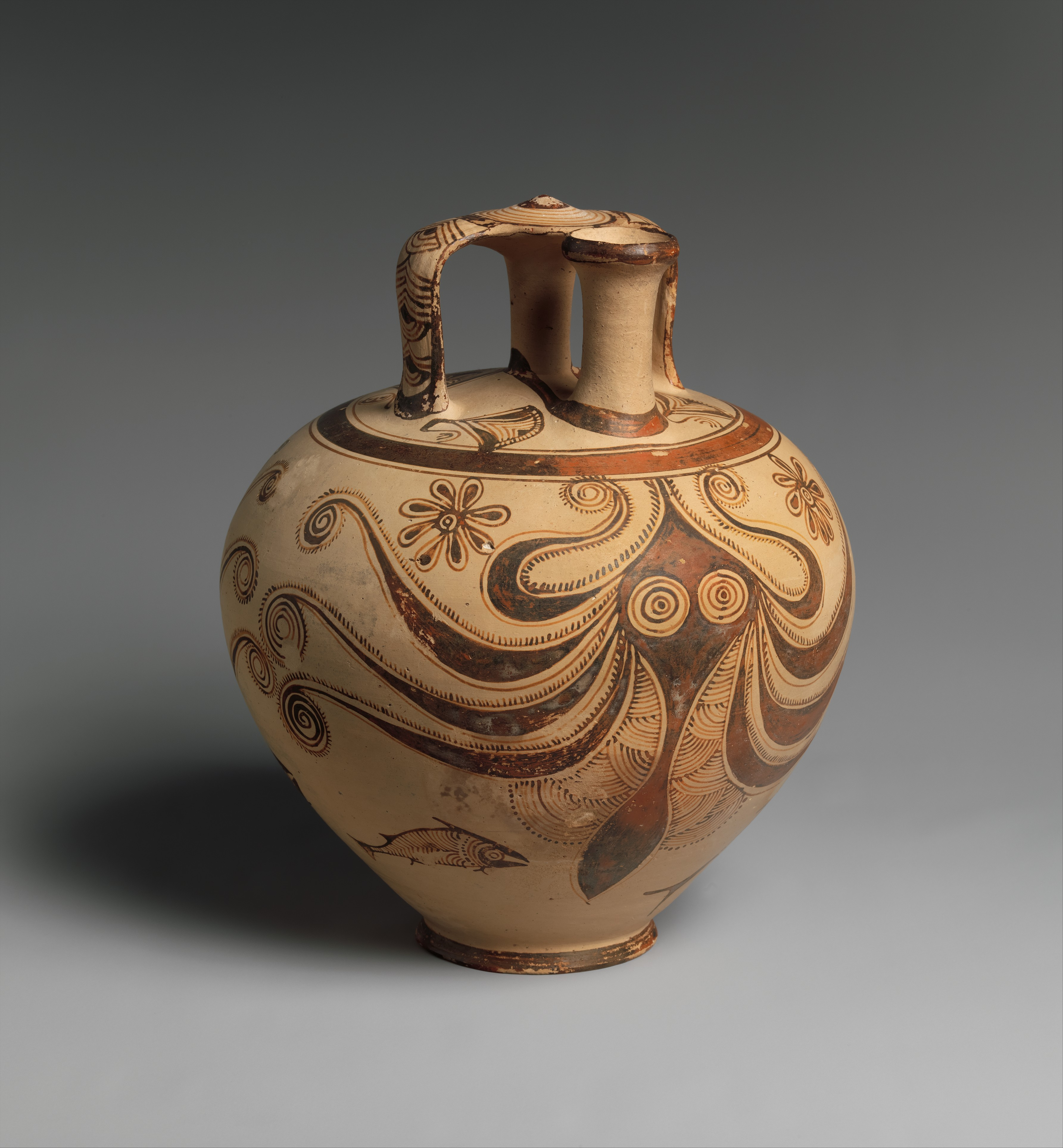
Vas cu o caracatiță; circa 1200-1100 î.Hr.; teracotă; înălțime: 26 cm, diametru: 21,5 cm; Muzeul Metropolitan de Artă

### Grecia
Arta greacă antică include multă ceramică, sculptură, precum și arhitectură. Sculptura greacă este cunoscută pentru poziția contrapposto a figurilor. Arta Greciei Antice e de obicei împărțită stilistic în trei perioade: arhaică, clasică și elenistică. Istoria ceramicii grecești antice este împărțită stilistic în perioade: protogeometrică, geometrică, geometrică târzie sau arhaică, stilul figurilor neagre și cel al figurilor roșii. Arta greacă antică a supraviețuit cu cel mai mare succes în sculptură și arhitectură, precum și în artele minore, cum ar fi monede, ceramică și gravarea bijuteriilor.
Cea mai prestigioasă formă de pictură greacă antică a fost pictura pe panouri, cunoscută acum doar din descrierile literare. Astăzi nu prea mult a supraviețuit din pictura greacă, cu excepția potretelor de mumii și a câtorva picturi pe pereții mormintelor, mai ales în Macedonia și Italia. Pictura pe ceramică, din care a rămas foarte mult, dă un anumit sentiment al esteticii picturii grecești. Cu toate astea, tehnicile implicate au fost foarte diferite de cele folosite în pictura de format mare. Era în principal în negru și auriu și colora folosind vopsele diferite de cele folosite pe pereți sau lemn, deoarece era o suprafață diferită.

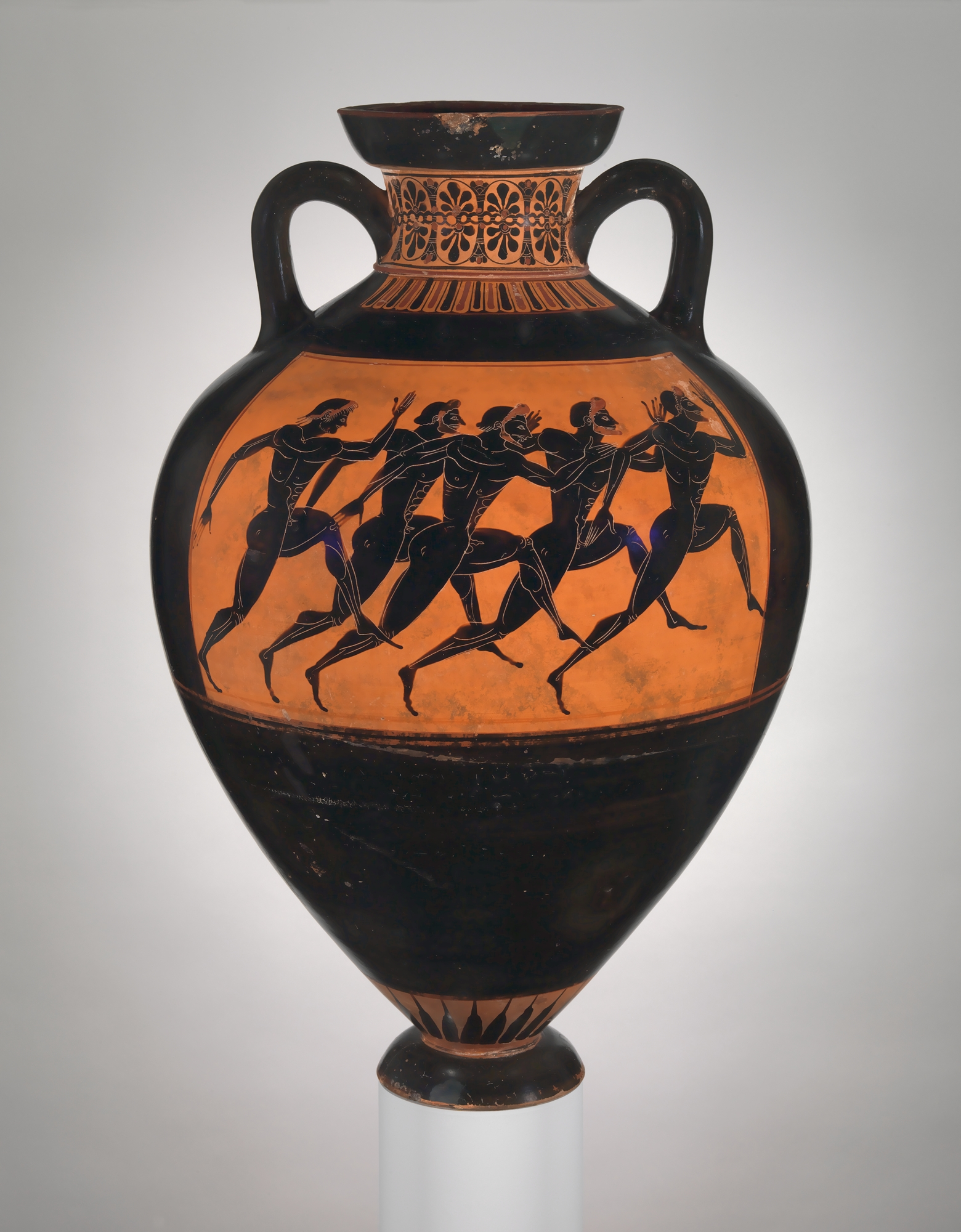
Amforă; circa 530 î.Hr.; teracotă pictată; înălțime: 62,2 cm; Muzeul Metropolitan de Artă (New York City)
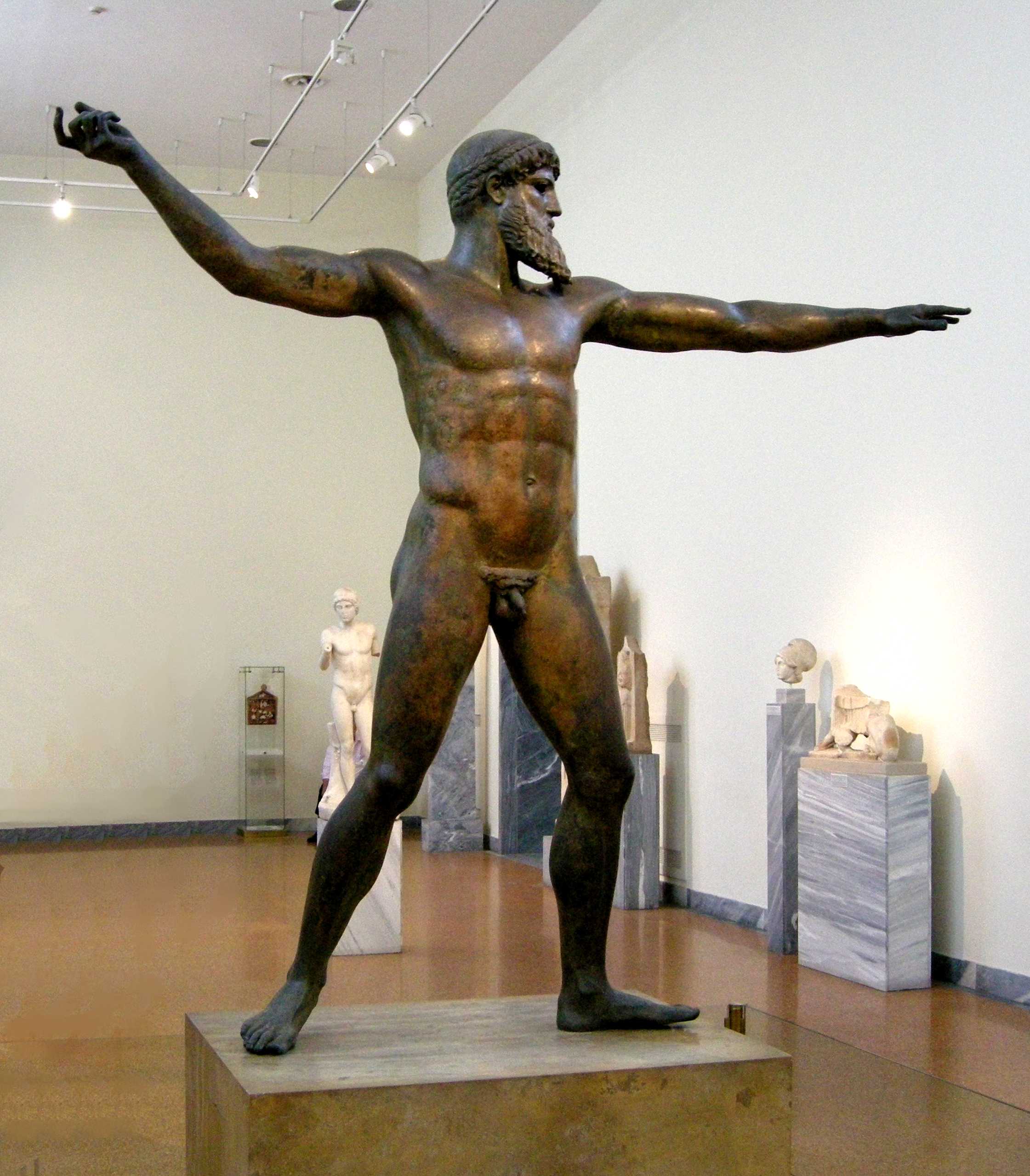
Zeus sau Poseidon; 460-450 î.Hr,; bronz; înălțime: 2,1 m; Muzeul Național de Arheologie (Atena)
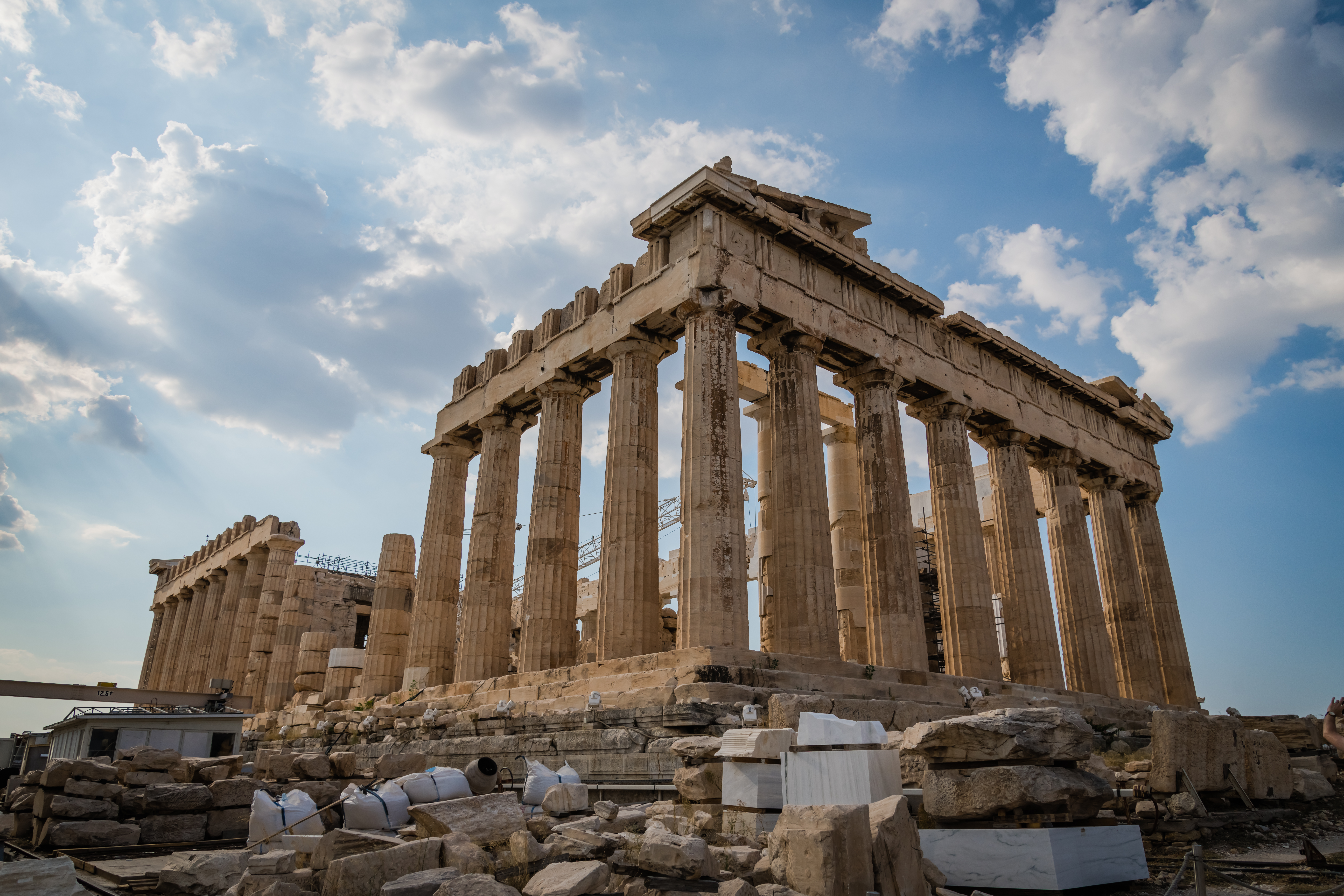
Partenonul de pe Acropola din Atena, cel mai cunoscut templu grec doric, construit din marmură și calcar, între circa 460-406 î.Hr., dedicate zeiței Atena
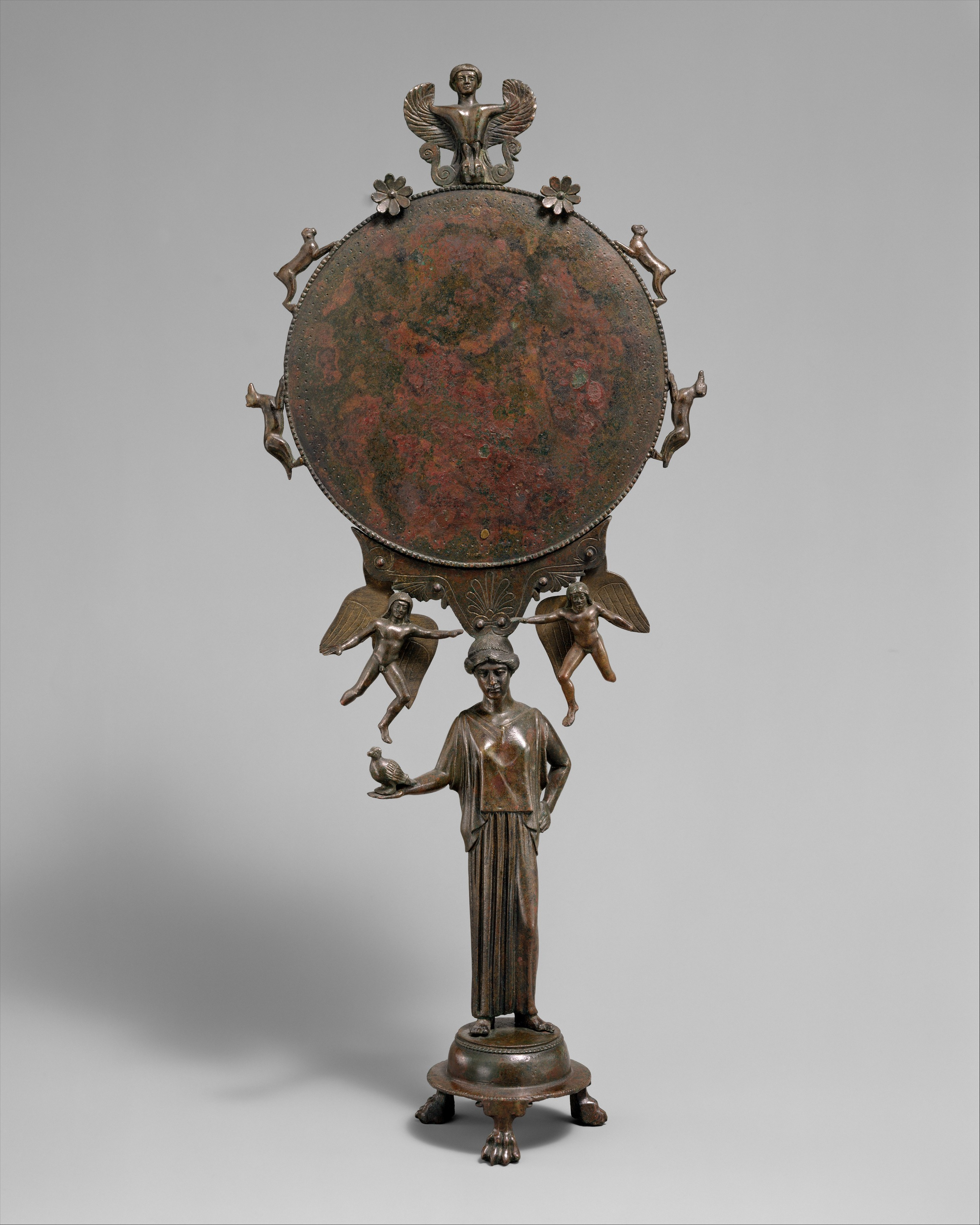
Oglindă cu suportul în formă de femeie; mijlocul secolului 5 î.Hr.; bronz; înălțime: 40,41 cm; Muzeul Metropolitan de Artă
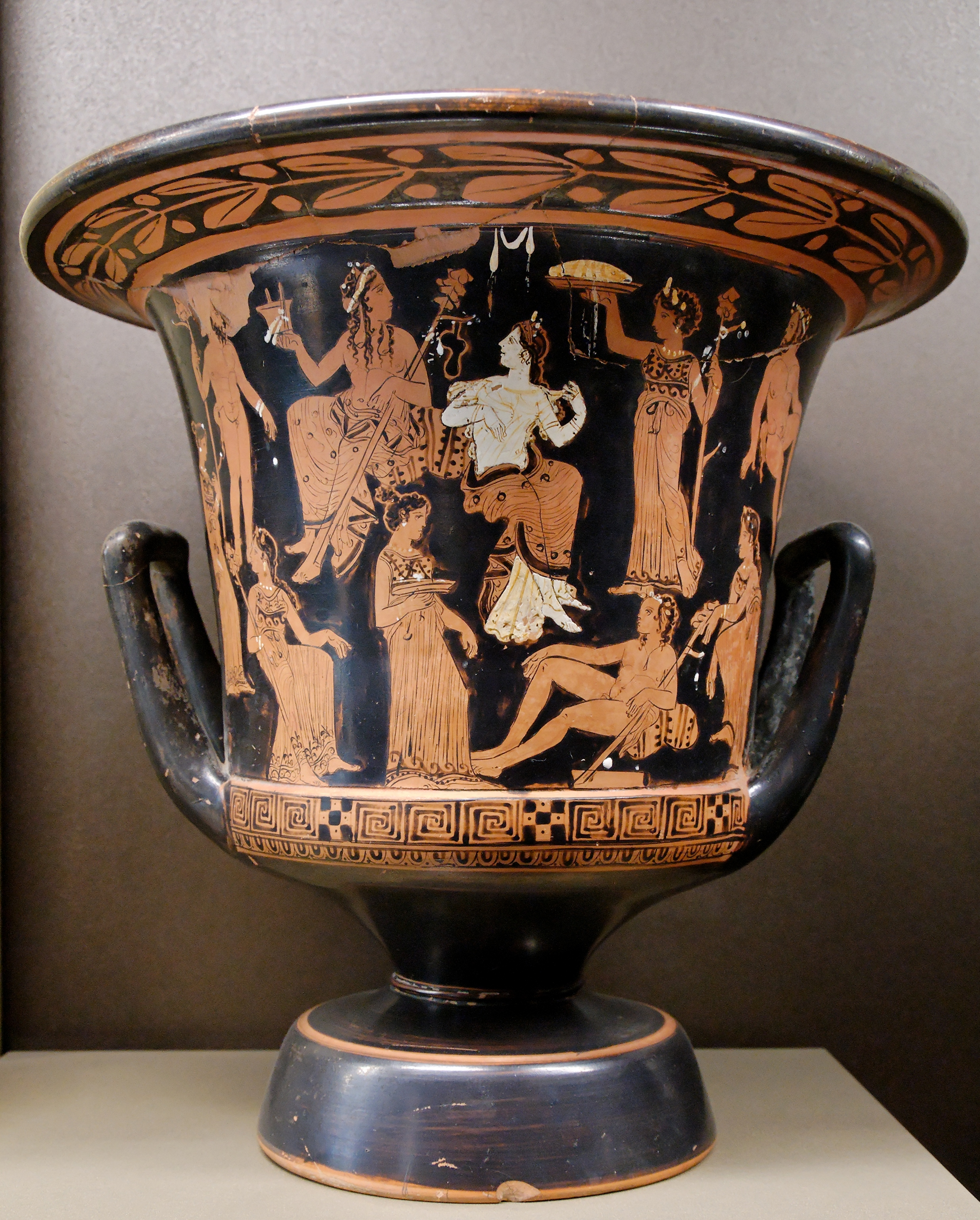
Caliciu-crater; 400-375 î.Hr.; ceramică; înălțime: 27,9 cm, diametru: 28,6 cm; din Teba (Grecia); Luvru
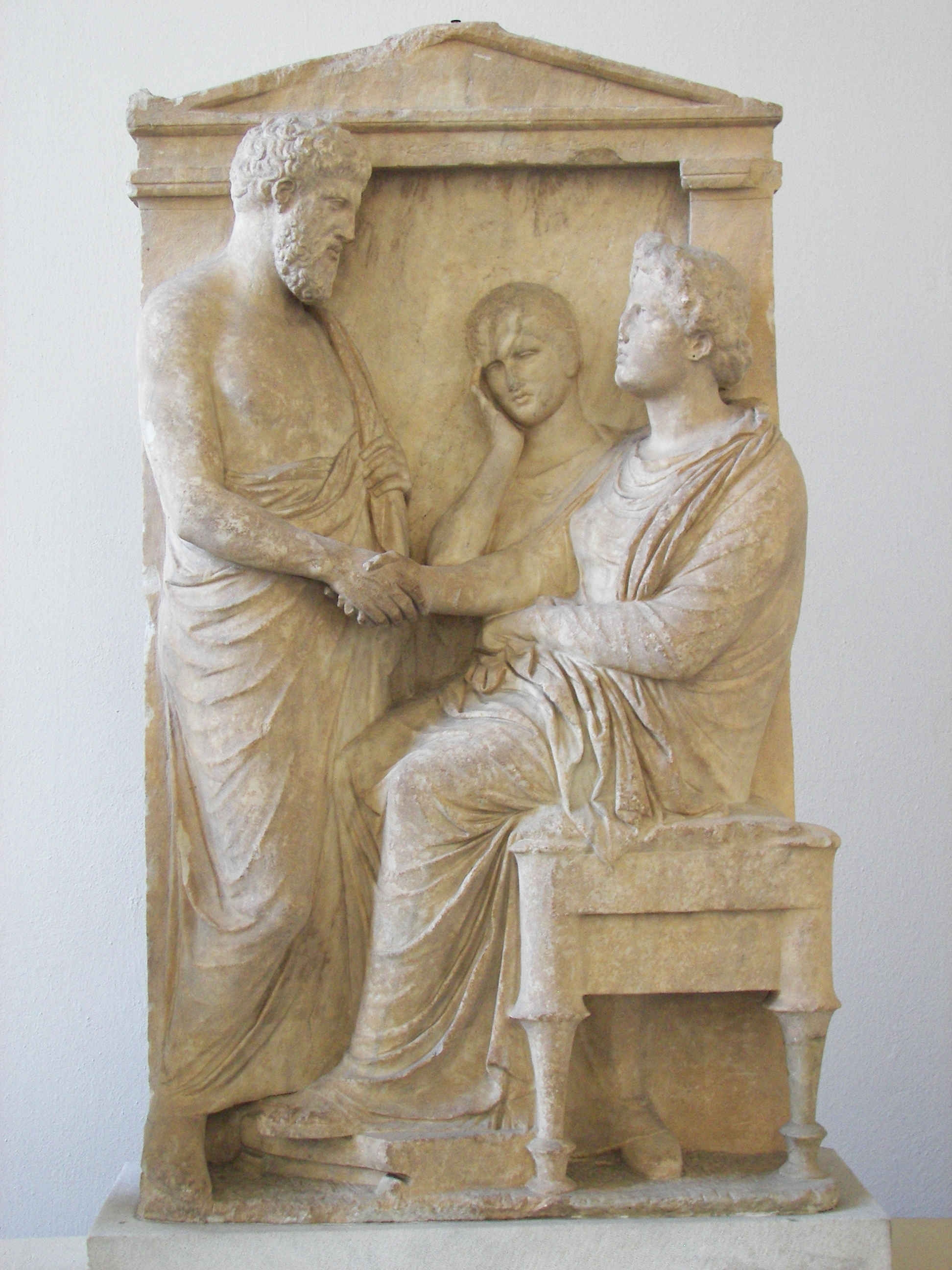
Relieful de mormânt al lui Thraseas și Euandria; 375-350 î.Hr.; marmură pentilică; înălțime: 160 cm, lățime: 91 cm; Muzeul Pergamon (Berlin)
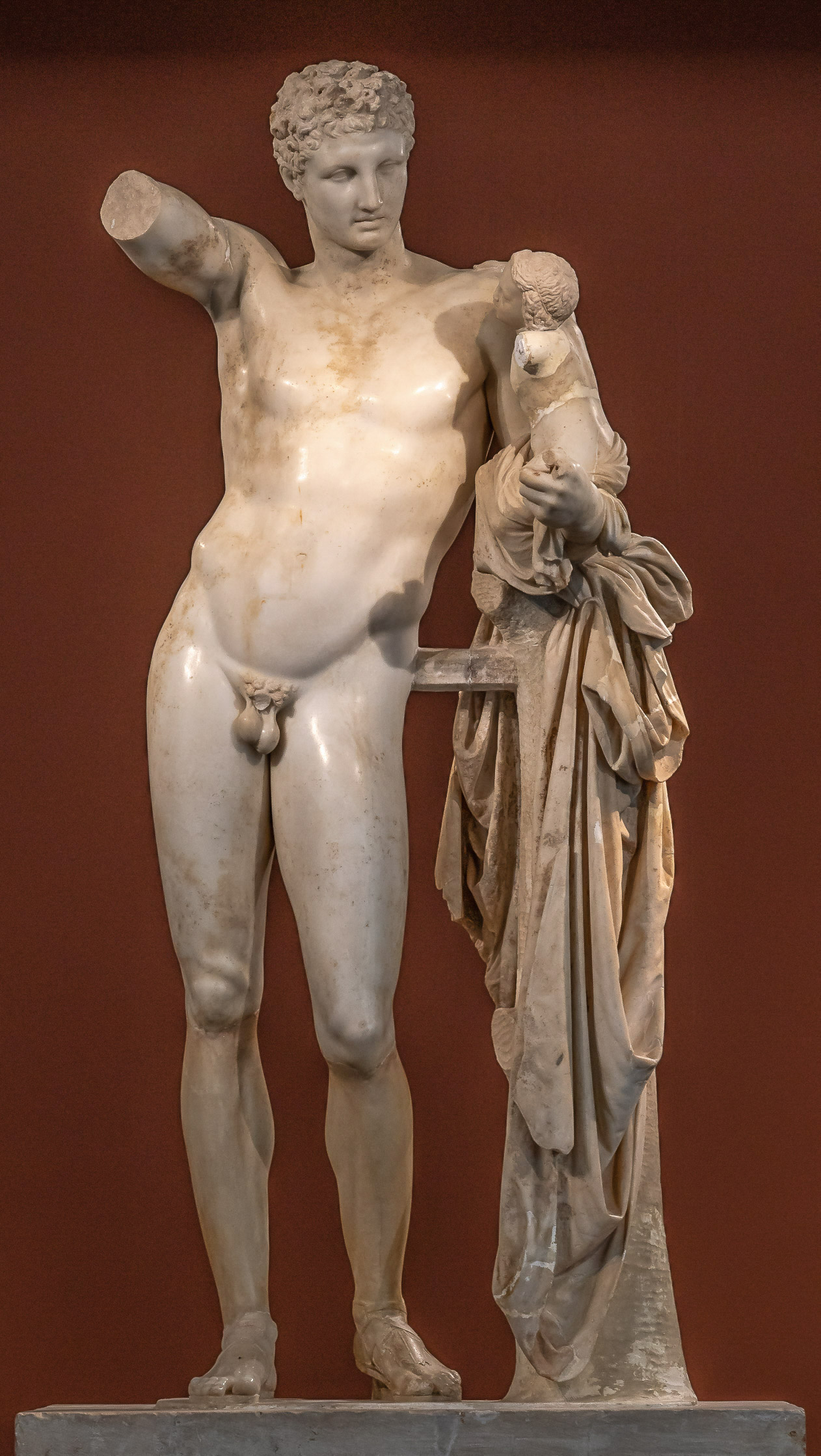
Hermes și Dionis Copil; de Praxiteles; 330-320 î.Hr.; marmură; înălțime: 2,15 m; Muzeul Arheologic din Olympia (Olympia, Grecia)
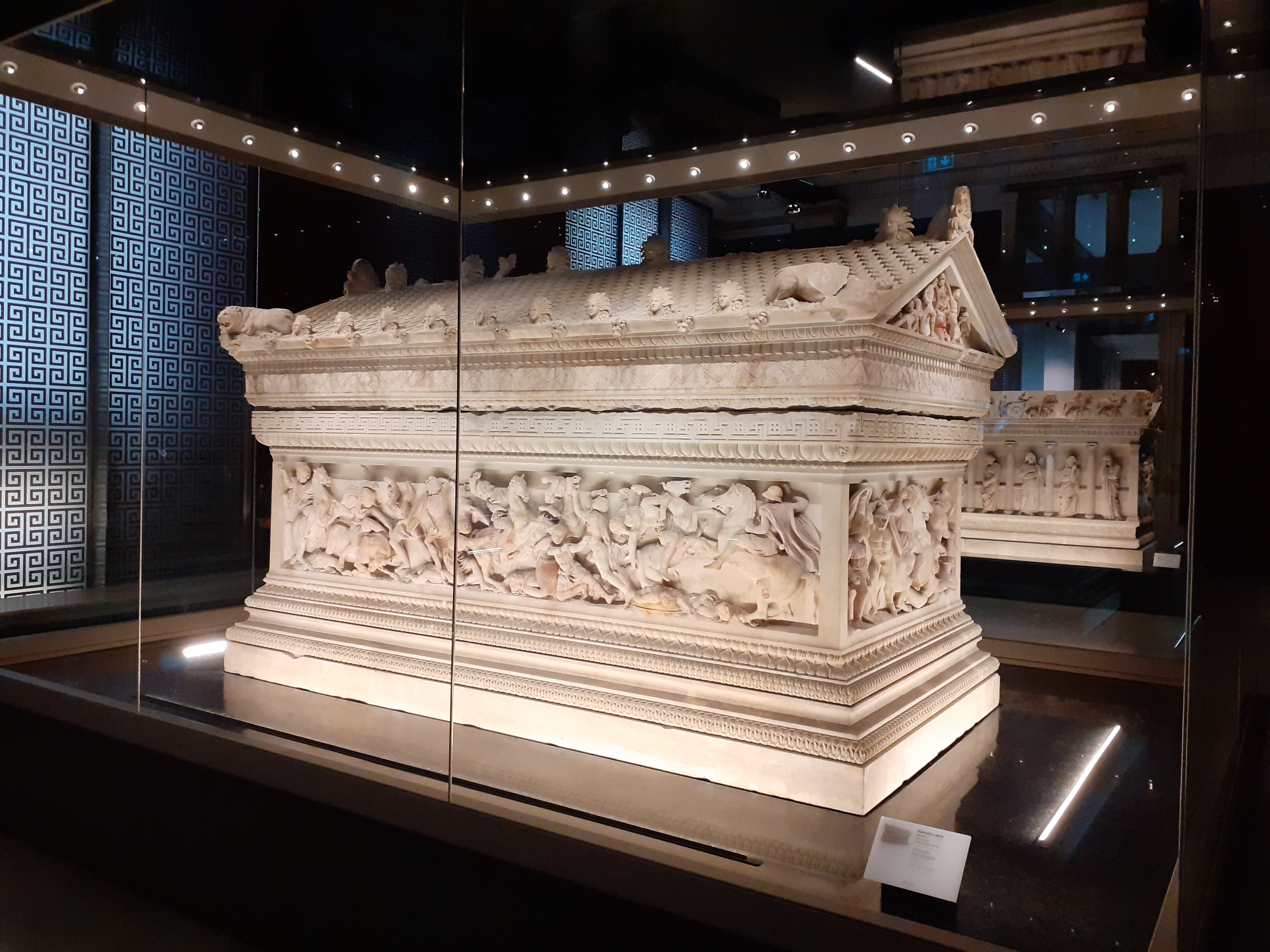
Scaofagul lui Alexandru; 320-310 î.Hr.; marmură; lungime: 3,18 m; Muzeele de Arheologie din Istanbul (Turcia)
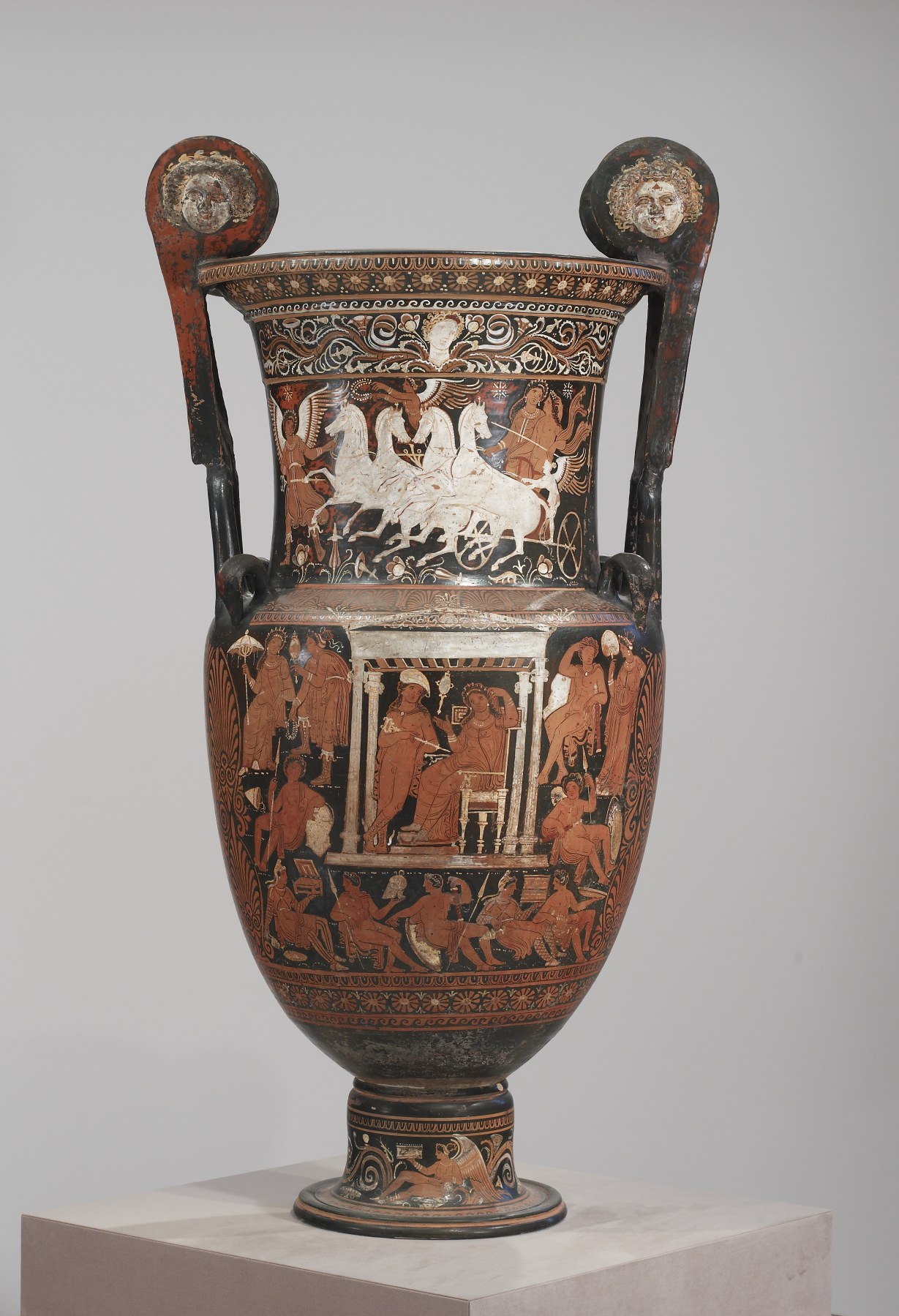
Crater cu volute; 320-310 î.Hr.; ceramică; înălțime: 1,1 m; Muzeul de Artă Walters (Baltimore, SUA)
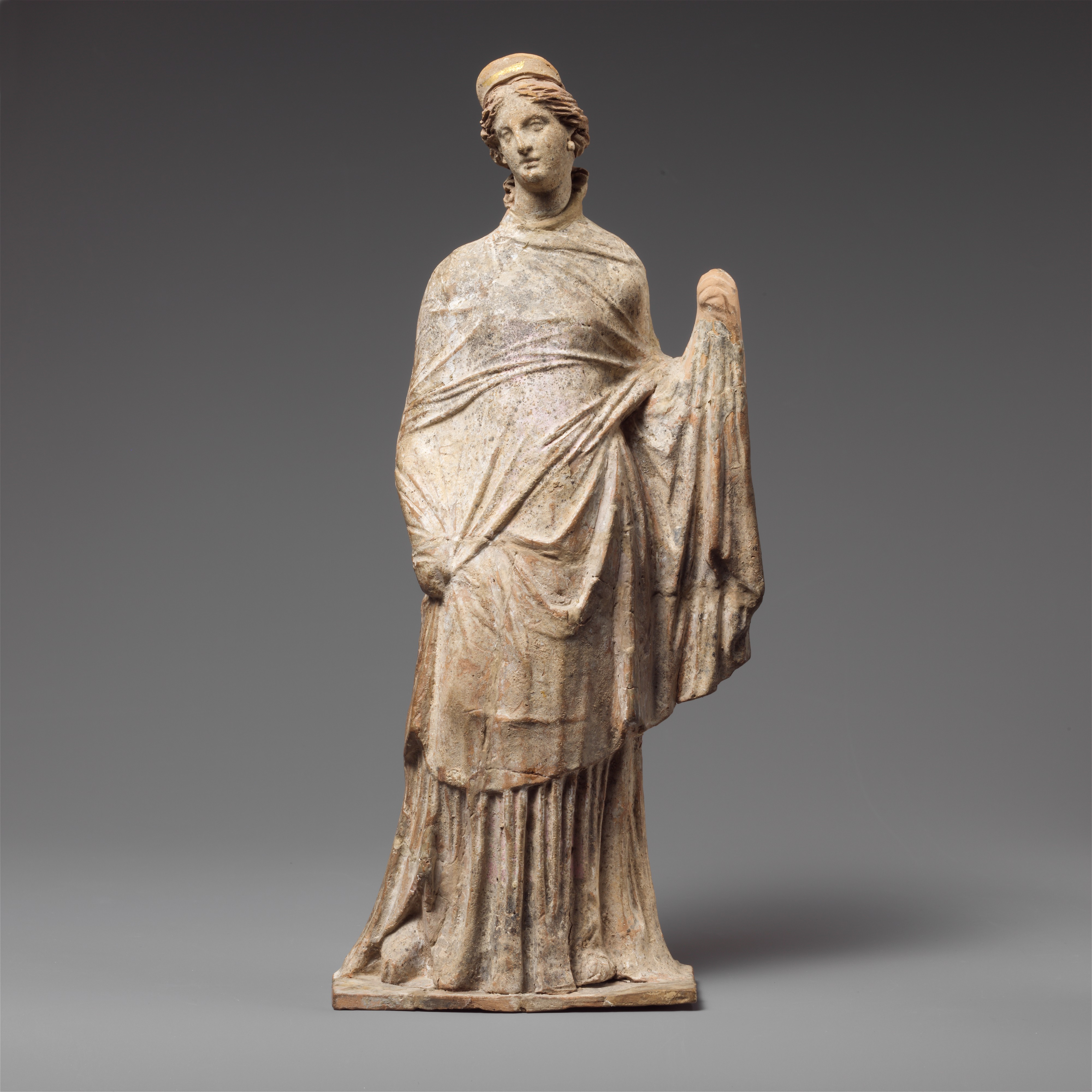
Statueta unei femei; secolul 2 î.Hr.; teracotă; înălțime: 29,2 cm; Muzeul Metropolitan de Artă
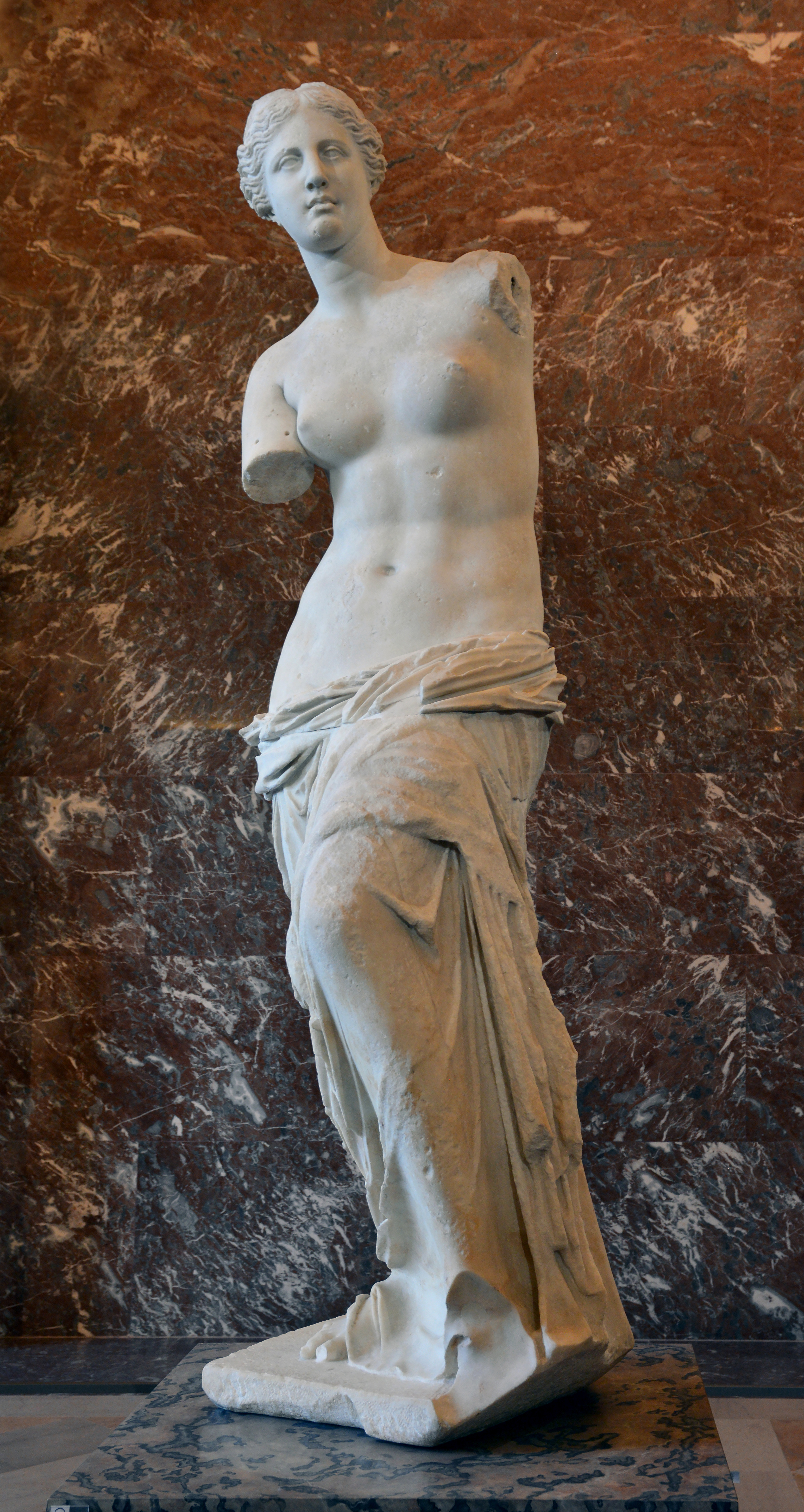
Venus din Milo; 130–100 î.Hr.; marmură; înălțime: 203 cm; Luvru
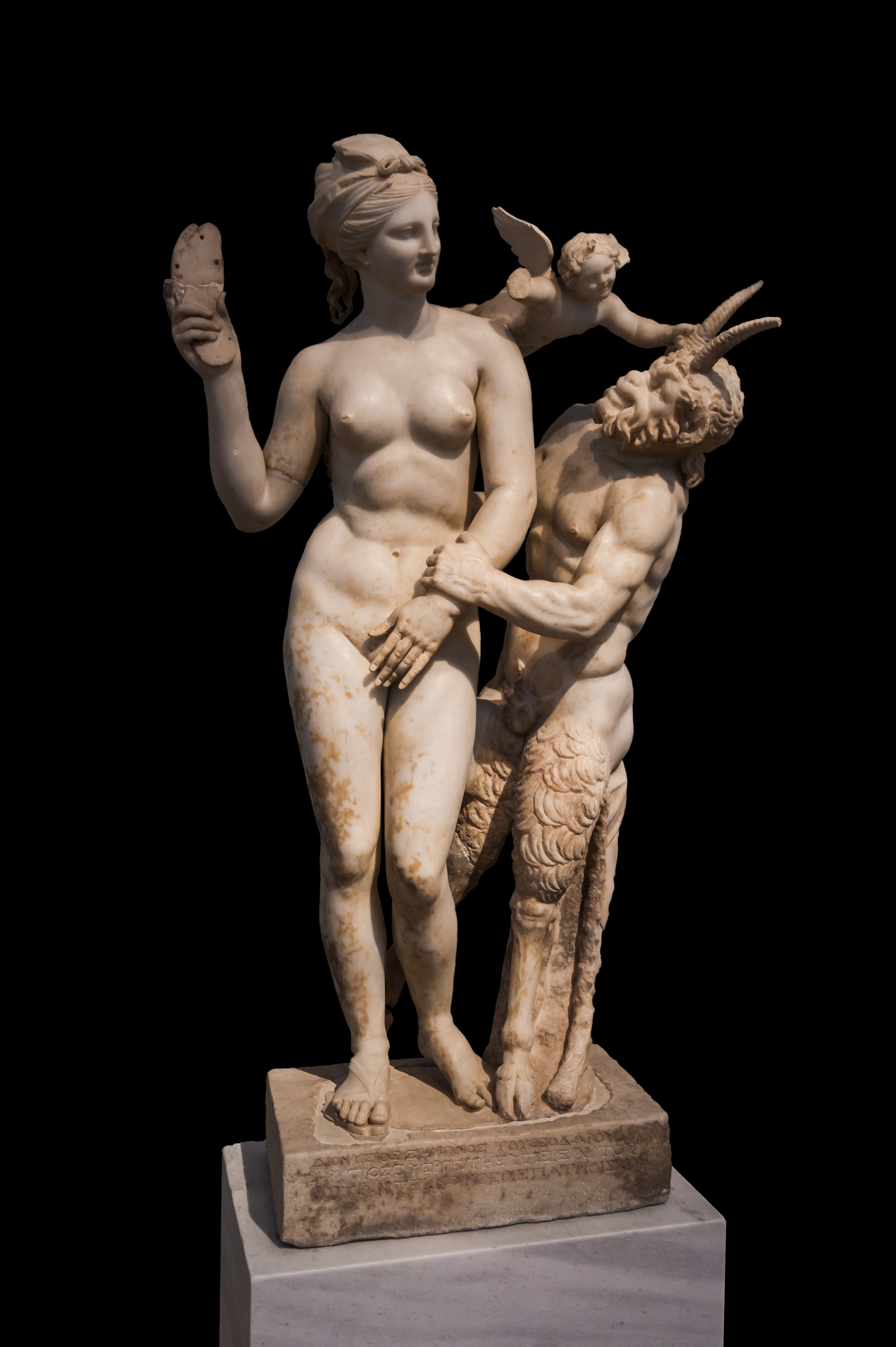
Grup fromat din Afrodita, Pan și Eros; circa 100 î.Hr.; marmură; înălțime (fără bază): 1,32 m; Muzeul Arheologic Național (Atena)
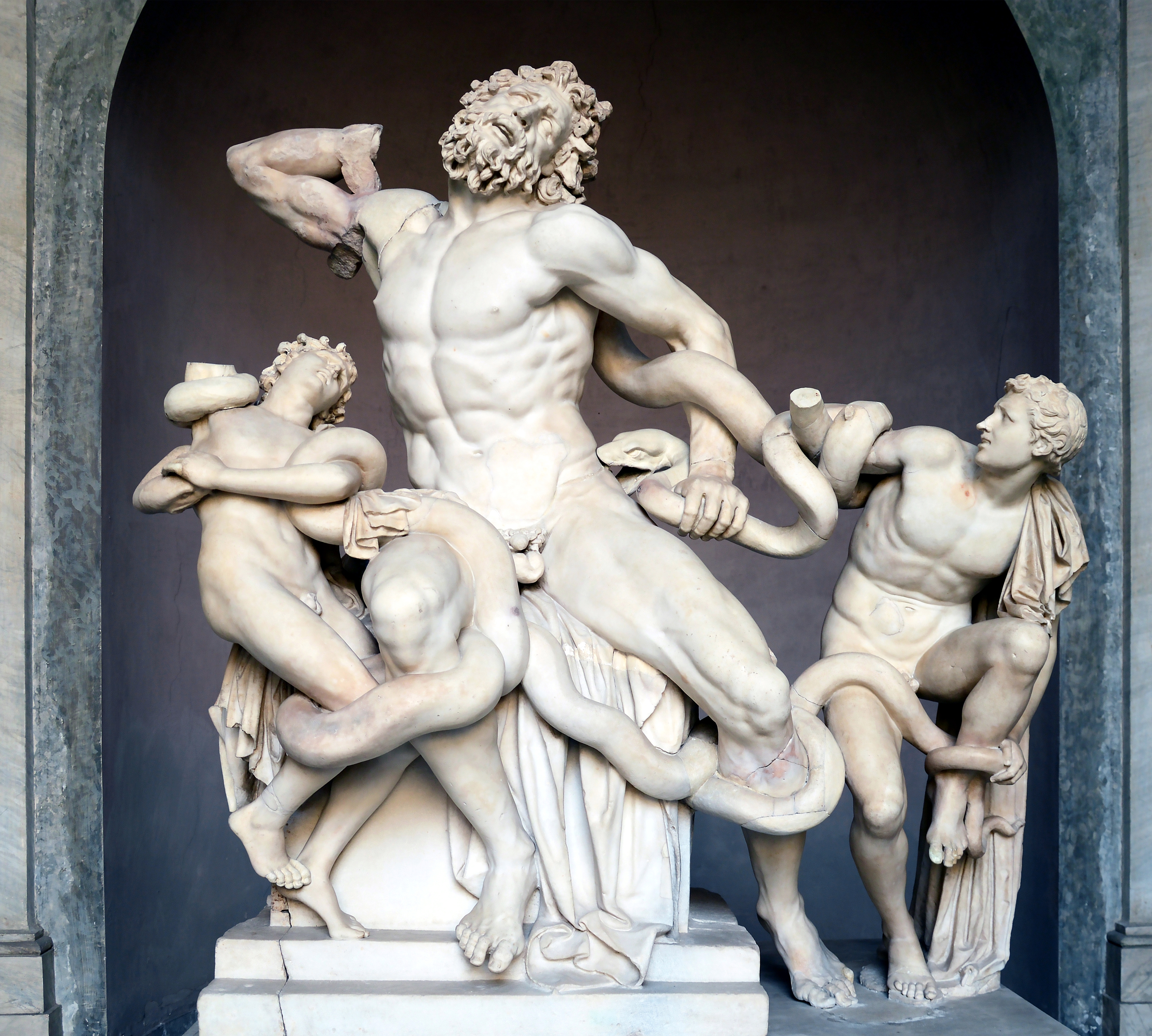
Laocoon și fiii săi; secolul 1 î.Hr. timpuriu; marmură; înălțime: 2,4 m; Muzeele Vaticane (Vatican)
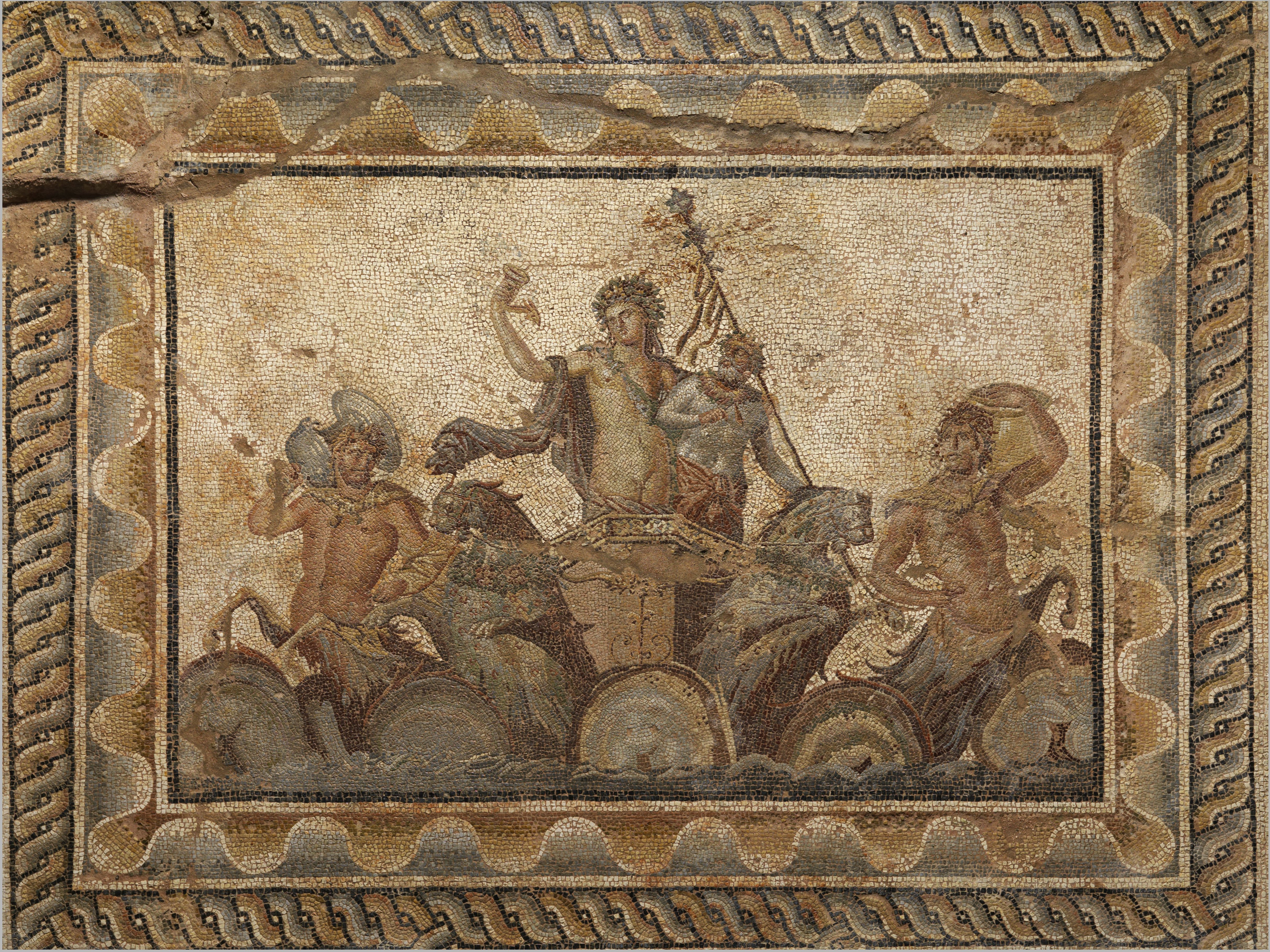
Mozaic care prezintă Epifania lui Dionis; secolul 2 d.Hr.; din Vila lui Dionis (Dion, Grecia); Muzeul Arheologic din Dion
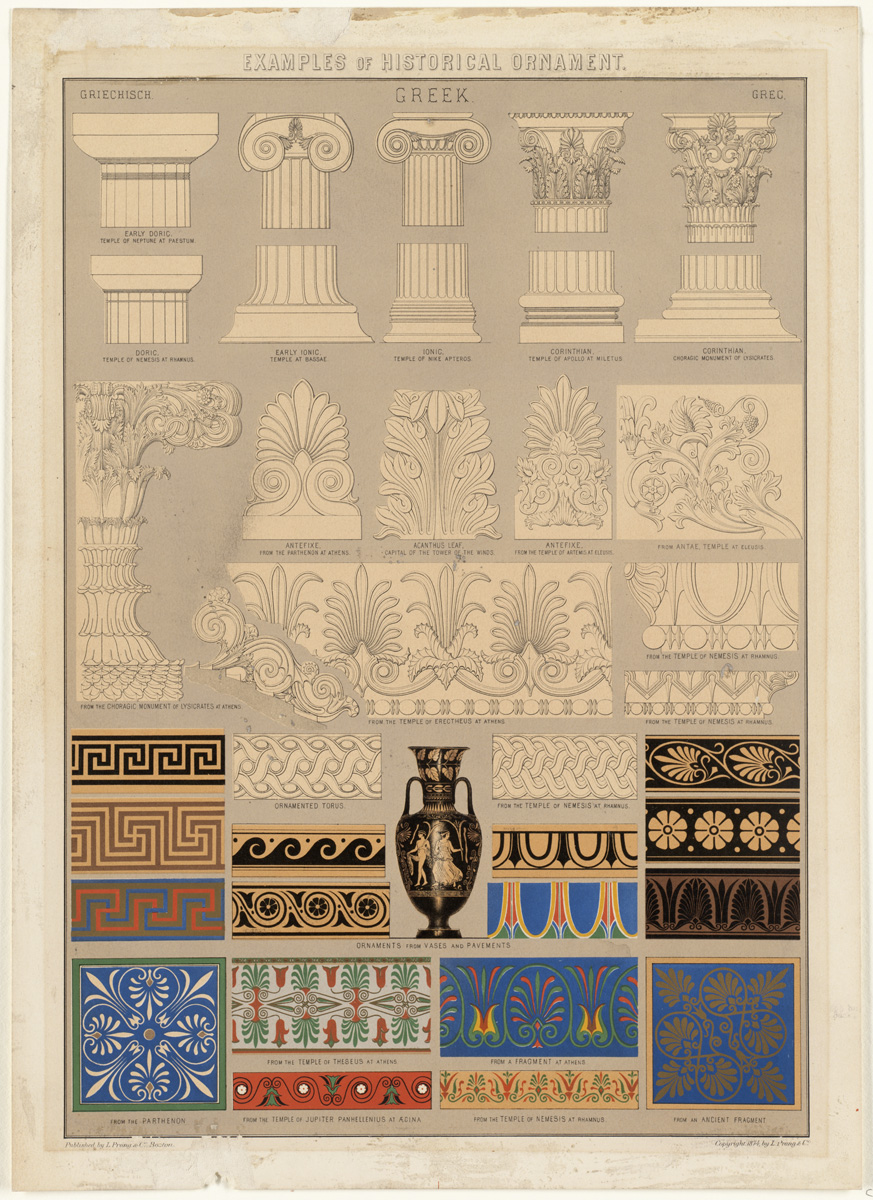
Ilustrații cu exemple de ornamente și modele grecești, desenate în 1874
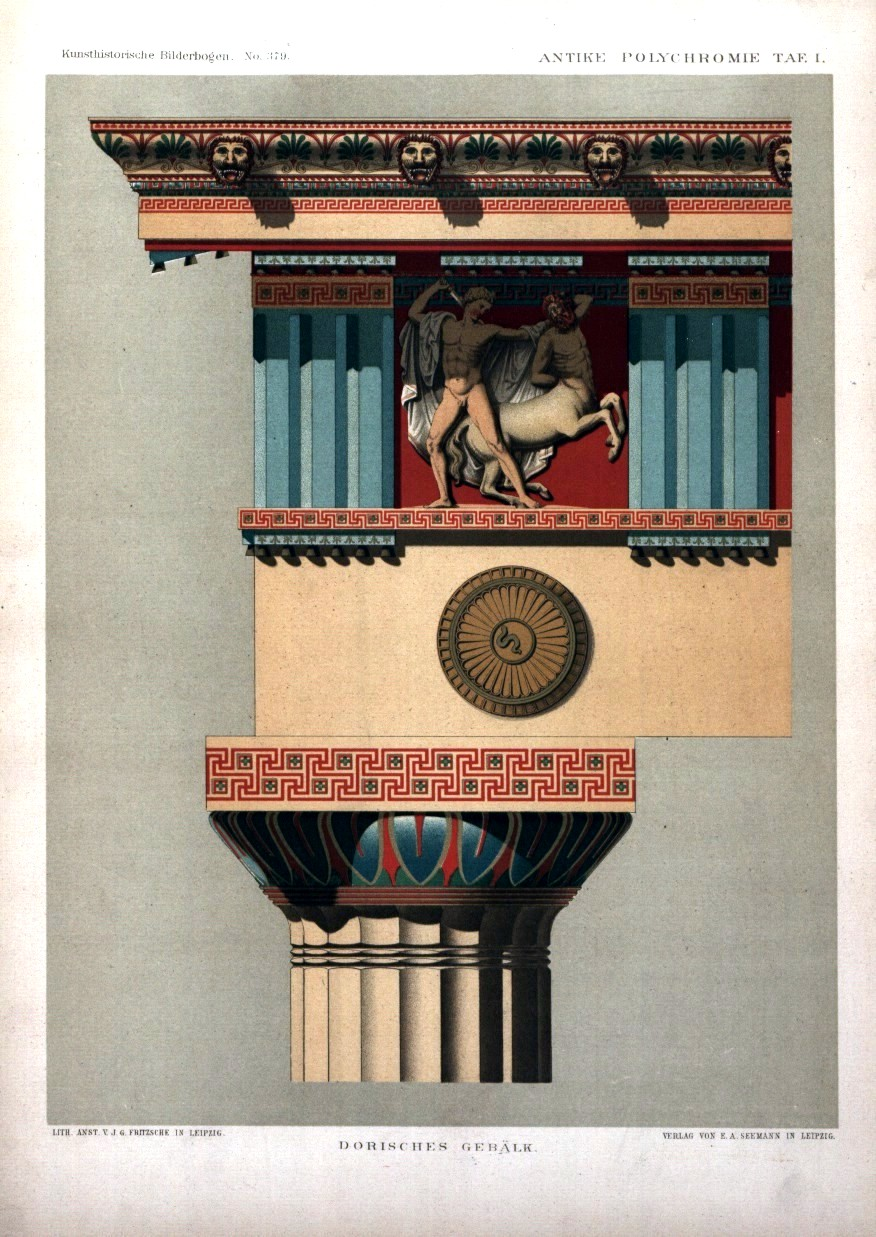
Policromia reconstruită a antablamentului și capitelului unui templu doric, care arată faptul că templele grecești erau colorate, și nu doar marmură albă

### Etruscii
Arta etruscă a fost produsă de civilizația etruscă în Italia Centrală între secolele al IX-lea și al II-lea î.Hr.. Din jurul anilor 600 î.Hr., a fost puternic influențată de arta greacă, care a fost importată de etrusci, dar și-a păstrat întotdeauna caracteristici distincte. Deosebit de puternice în această tradiție au fost sculpturile figurative de teracotă (în special mărimi naturale pe sarcofage sau temple), pictura pe perete și prelucrarea metalelor, în special a bronzului. Au fost produse bijuterii și pietre gravate de înaltă calitate.
Sculptura etruscă din bronz turnat a fost renumită și exportată pe scară largă, dar relativ puține exemplare au supraviețuit (materialul era prea valoros și a fost reciclat ulterior). Spre deosebire de teracotă și bronz, au existat relativ puține sculpturi etrusce din piatră, în ciuda faptului că etruscii controlau surse fine de marmură, inclusiv marmură de Carrara, care pare să nu fi fost exploatată până la romani.
Majoritatea operelor care au supraviețuit provin din morminte, fiind de obicei înghesuite cu sarcofage și lucruri de morminte, sau fragmente de teracotă de la sculpturi arhitecturale, mai ales în jurul templelor. Pentru morminte au fost produse toate frescele, care prezintă scene de sărbătoare și unele subiecte mitologice narative.

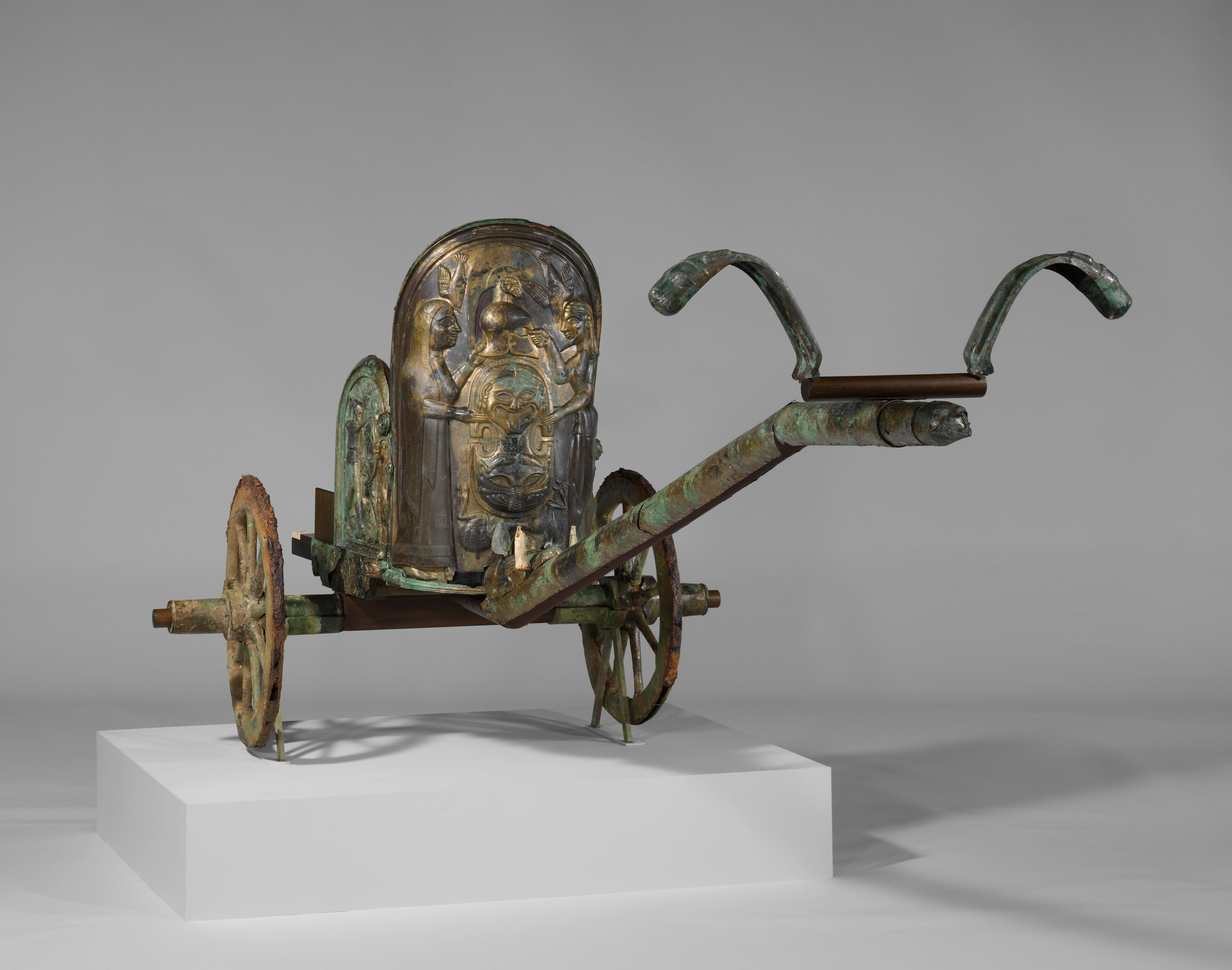
Carul de război din Monteleone; al doilea sfert al secolului 6 î.Hr.; bronz și fildeș; înălțime totală: 130,9 cm; Muzeul Metropolitan de Artă (New York City)
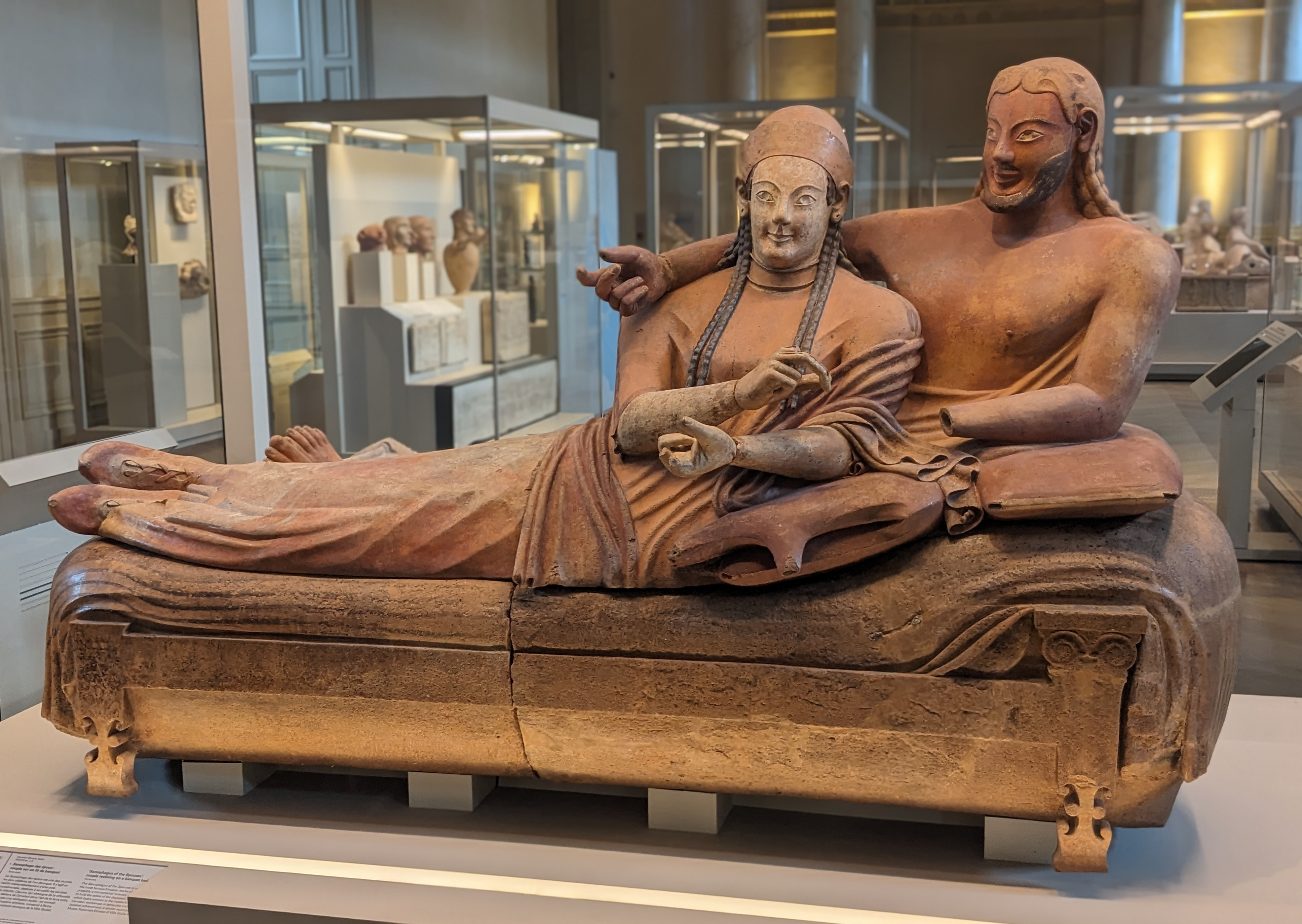
Sarcofagul soților; 530–520 î.Hr.; teracotă; 111 x 194 x 69 cm; Luvru
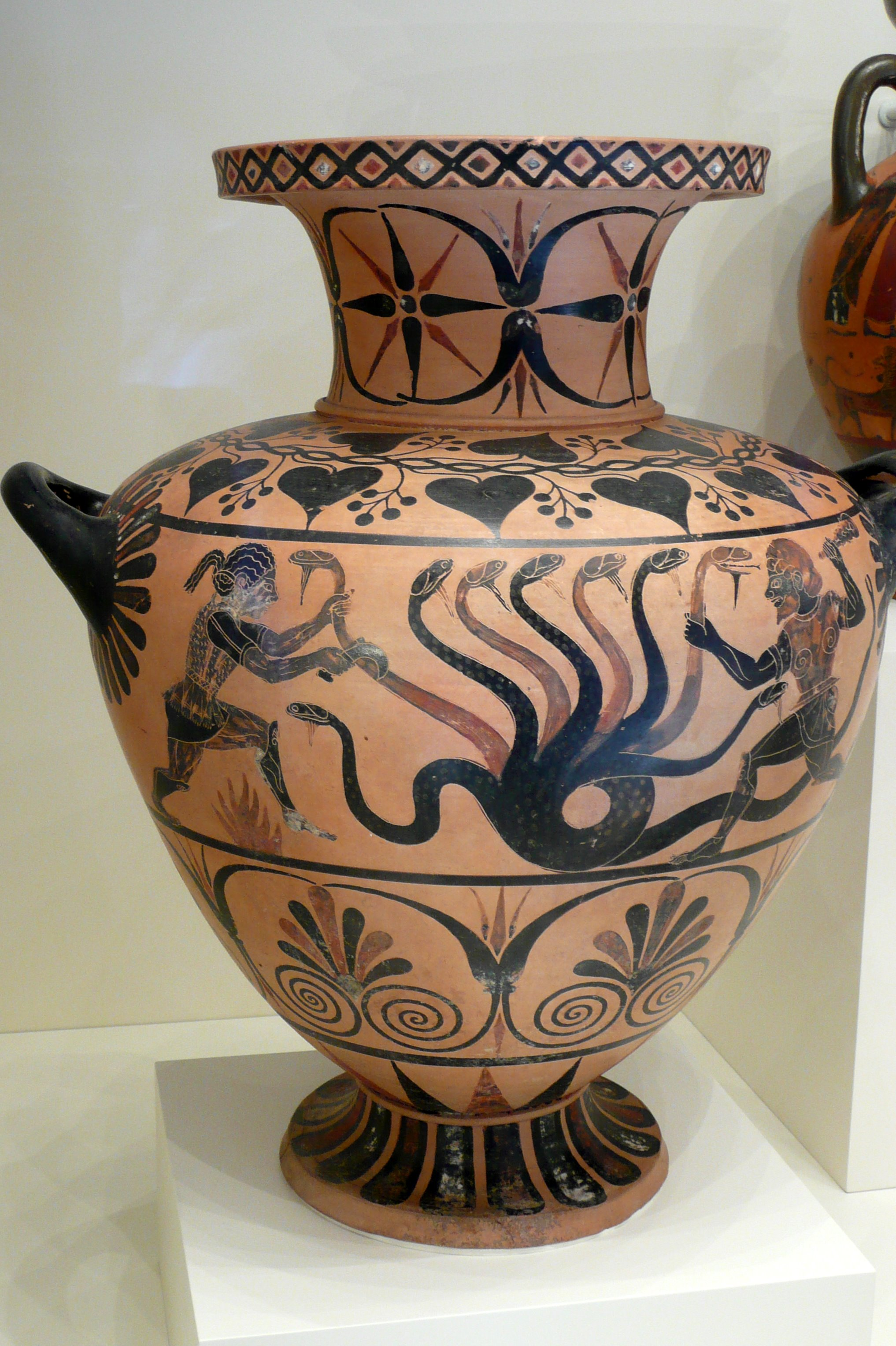
Vas pentru apă cu Heracle și Hidra; circa 525 î.Hr.; ceramică; înălțime: 44,5 cm, diametru: 33,8 cm; Vila Getty (California, SUA)
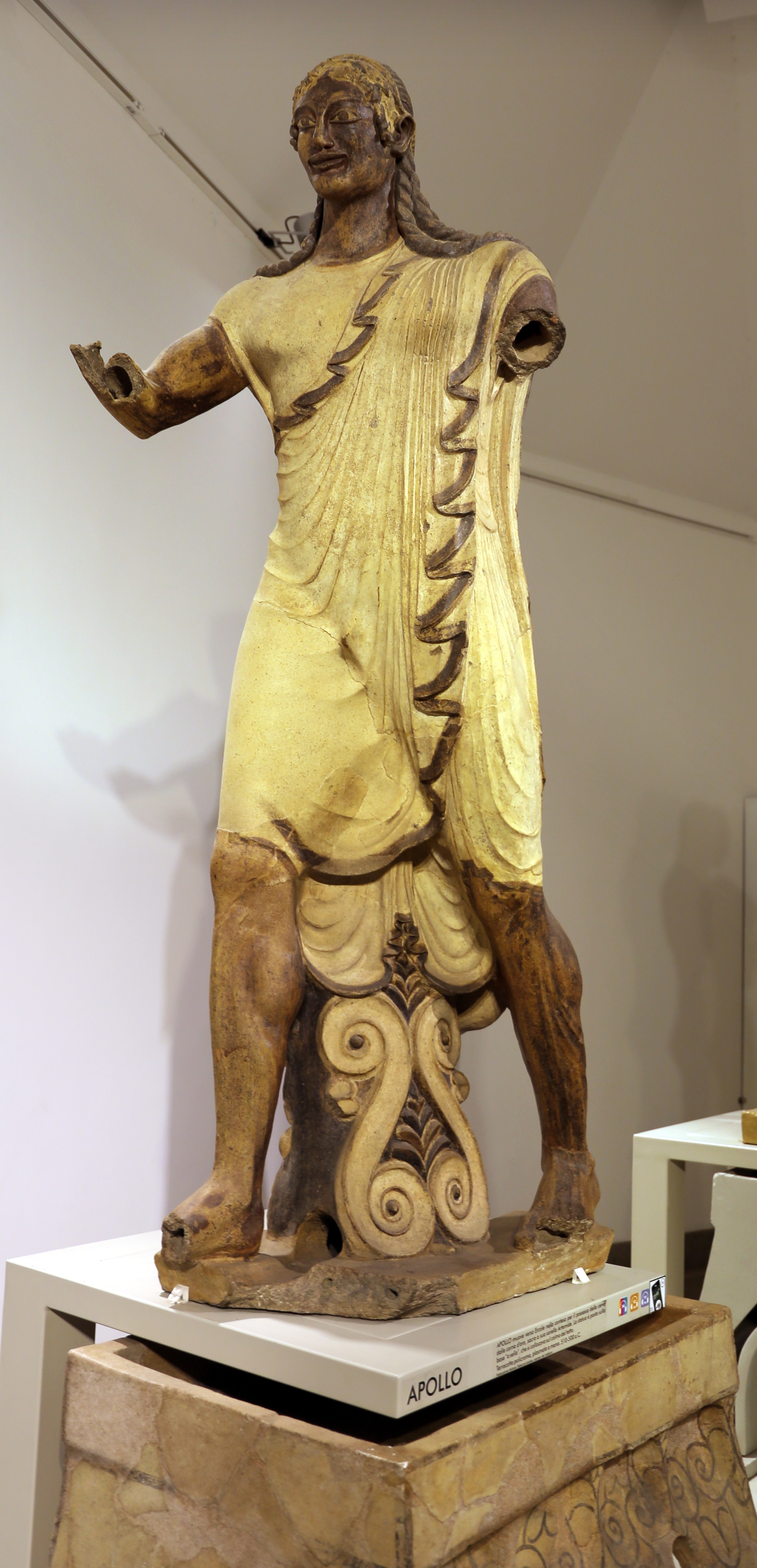
Apollo din Veii; circa 510 î.Hr.; teracotă pictată; înălțime: 1,81 m; Muzeul Național Etrusc (Roma)
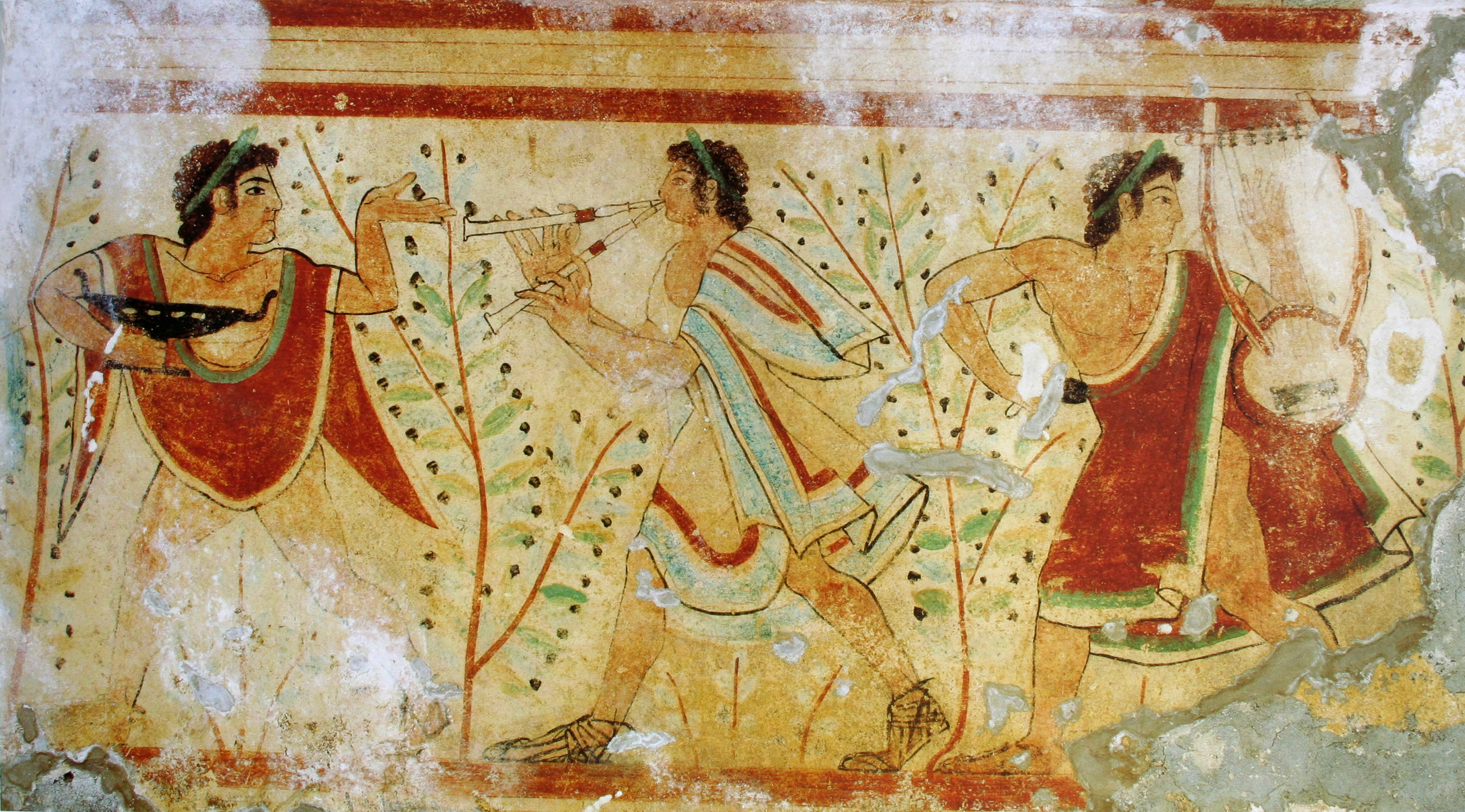
Frescă cu dansatori și cântăreți; circa 475 î.Hr.; frescă; înălțime (a peretelui); 1,7 m; Mormântul Leoparzilor (Necropola Monterozzi, Lazio, Italy)
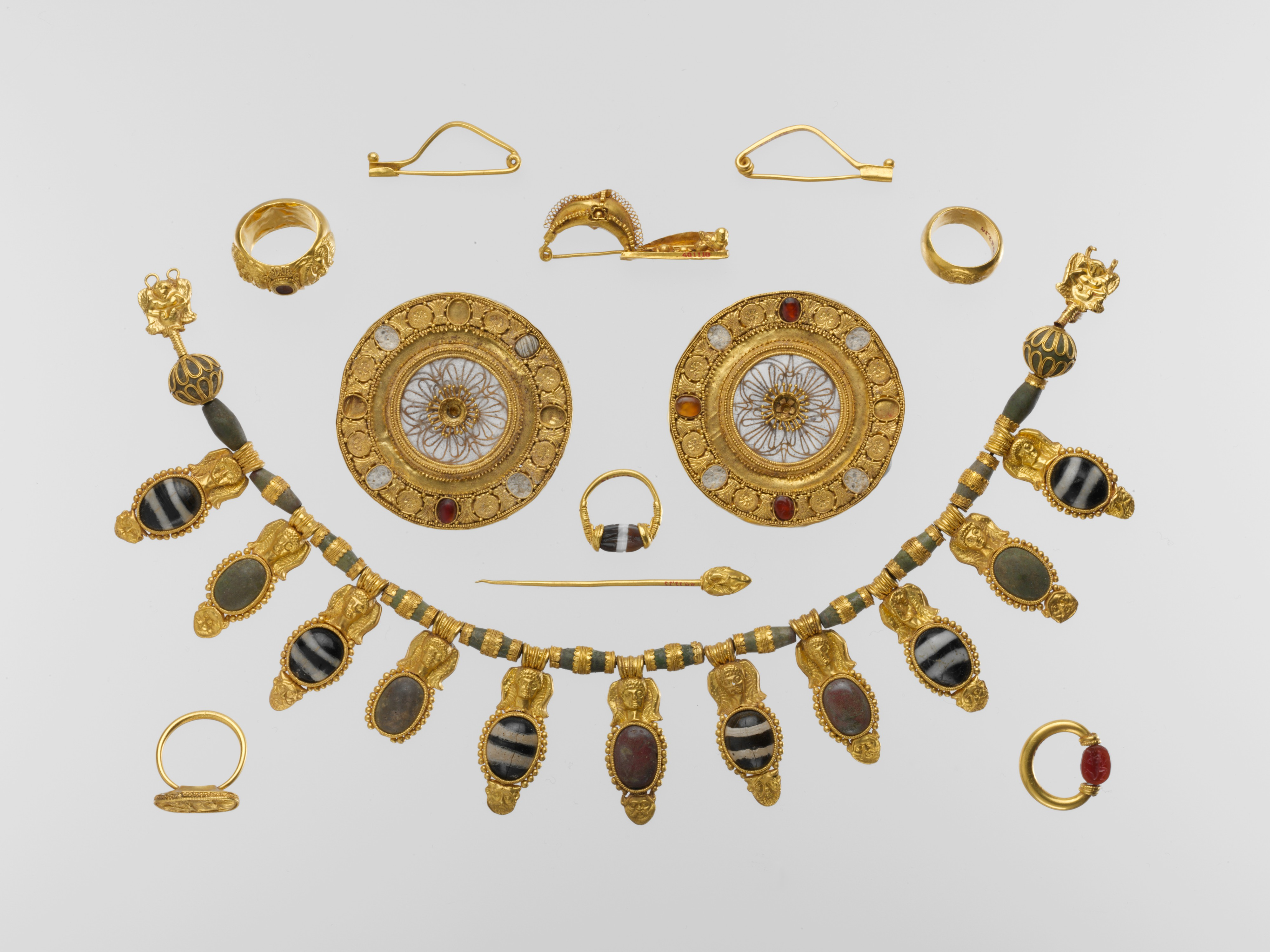
Set de bijuterii; secolul 5 timpuriu; aur, sticlă, cuarț, agat și carneol; diverse dimensiuni; Muzeul Metropolitan de Artă
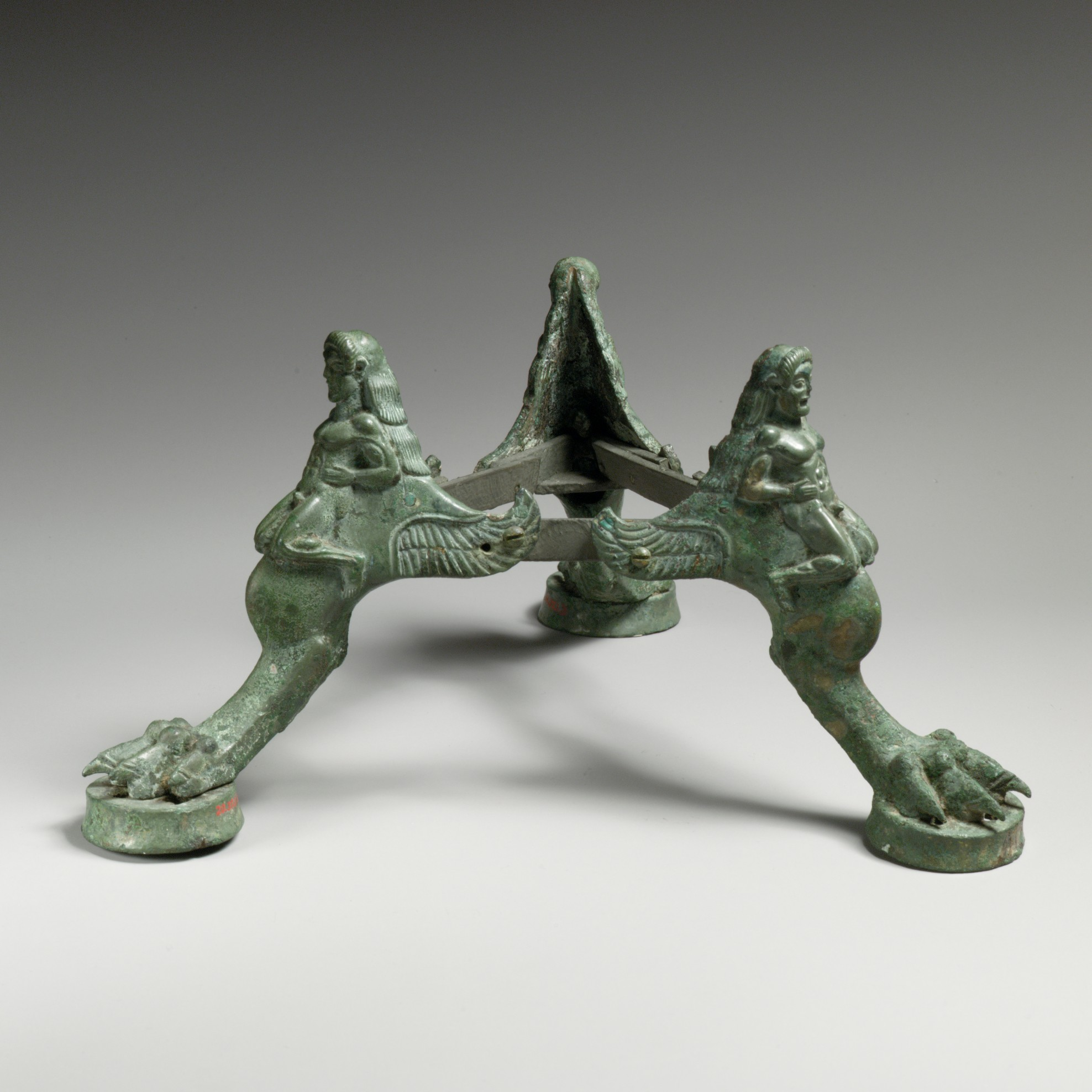
Bază de trepied pentru un thymiaterion (arzător de tămâie); 475-450 î.Hr.; bronz; înălțime: 11 cm; Muzeul Metropolitan de Artă
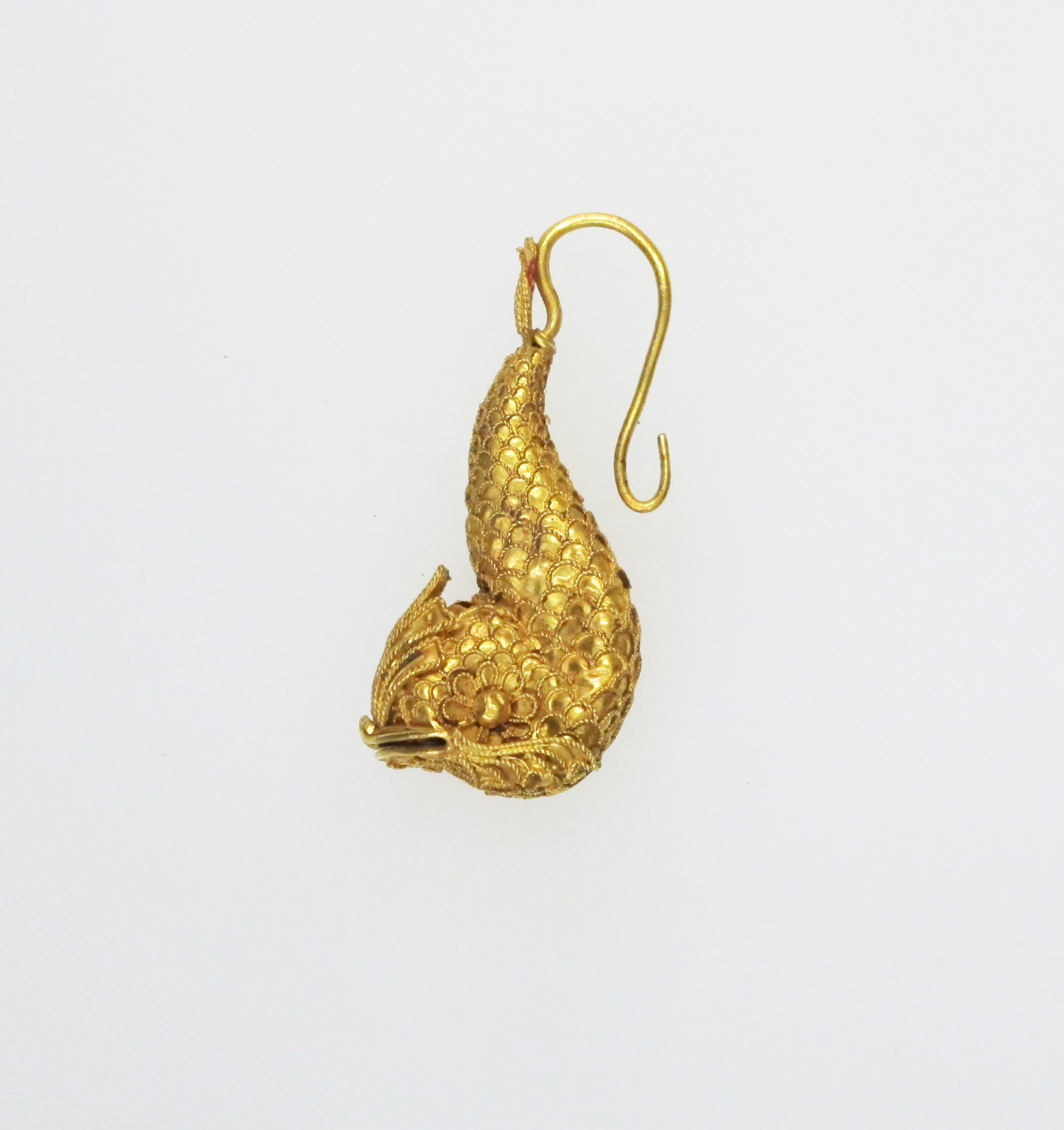
Cercel în formă de delfin; secolul 5 î.Hr.; aur; 2,1 × 1,4 × 4,9 cm; Muzeul Metropolitan de Artă

### Imperiul Roman
Se spune frecvent că arta romană derivă din cea greacă și etruscă. Într-adevăr, vilele romanilor bogați dezgropate la Pompeii și Herculaneum arată o puternică predilecție pentru toate lucrurile grecești. Multe dintre cele mai semnificative opere de artă grecești supraviețuiesc în virtutea interpretărilor și imitatiilor lor romane. Artiștii romani au căutat să comemoreze marile evenimente din viața statului lor și să-și glorifice împărații, precum și să consemneze viața interioară a oamenilor și să exprime idei de frumusețe și noblețe. Busturile lor, și mai ales reprezentările indivizilor pe pietre funerare, sunt foarte expresive și realiste, finisate cu îndemânare.
În Grecia și Roma, pictura murală nu era considerată o artă înaltă. Cea mai prestigioasă formă de artă în afară de sculptură era pictura pe panouri, adică pictura cu tempera sau culori encaustice pe panouri de lemn. Din păcate, din moment ce lemnul este un material perisabil, doar câteva exemple de astfel de picturi au supraviețuit, și anume Severanul Tondo din circa 200 d.Hr., un portret oficial de rutină de la un birou al guvernului provincial, și bine-cunoscutele portrete de mumii de Fayum, toate din Egiptul roman și aproape sigur nu de cea mai înaltă calitate contemporană. Portretele erau atașate pe fața mumiilor, de pe care aproape toate au fost acum desprinse. De obicei, înfățișează o singură persoană, arătându-i capul sau capul și pieptul superior, frontal. Fundalul e întotdeauna monocrom, uneori cu elemente decorative.  În ceea ce privește tradiția artistică, reprezentările derivă în mod clar mai mult din tradițiile greco-romane decât din cele egiptene. Ele sunt remarcabil de realiste, chiar dacă variabile în ceea ce privește calitatea artistică. Câteva portrete pictate pe sticlă și medalii din imperiul ulterior au supraviețuit, la fel și portretele de pe monede, dintre care unele sunt considerate și foarte realiste. Plinius cel Tânăr s-a plâns de starea de decădere a artei portretelor romane, „Pictura portretelor care transmiteau de-a lungul veacurilor asemănările exacte ale oamenilor, s-a stins în întregime... Indolența a distrus artele”.

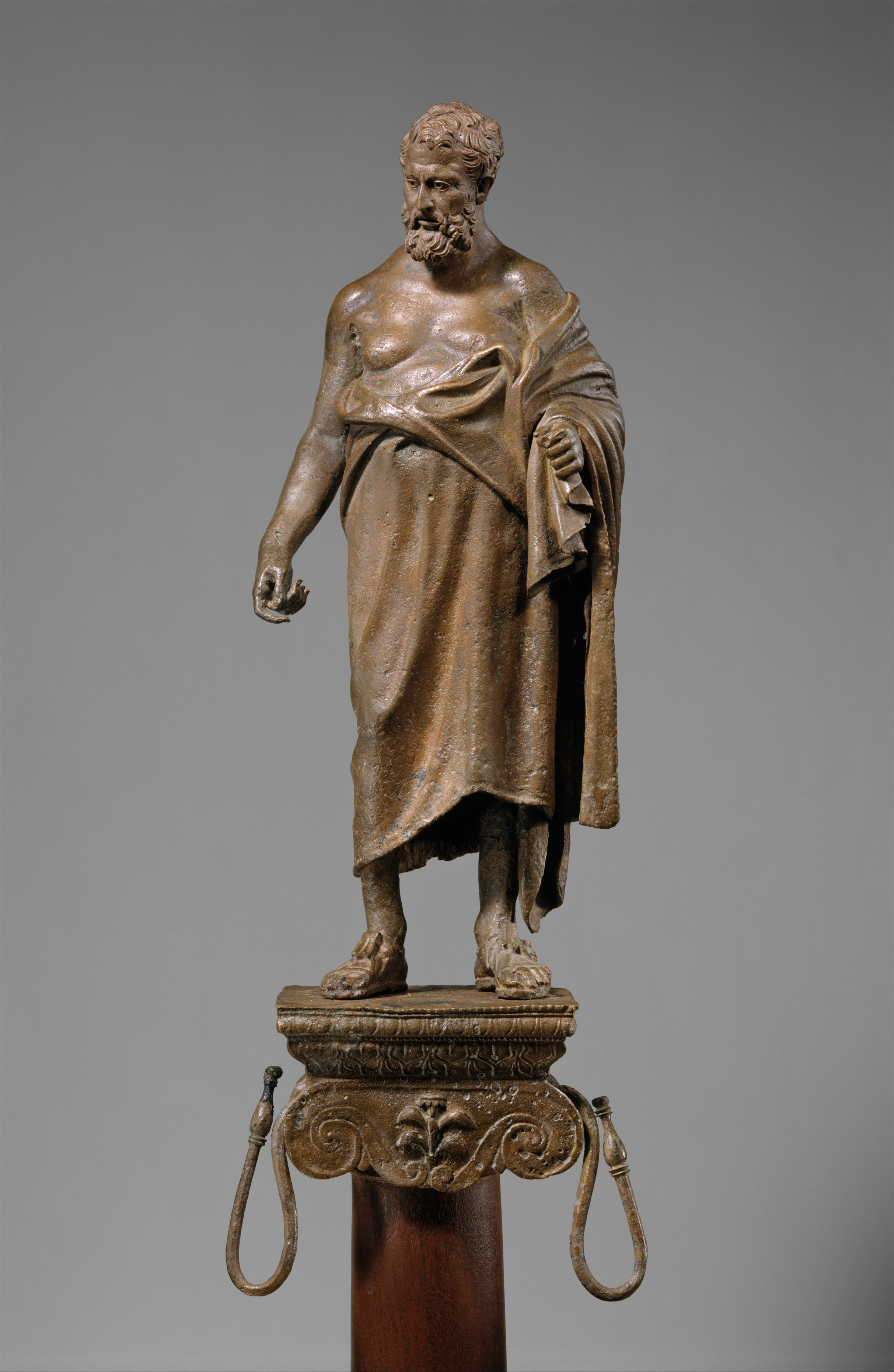
Statuetă de bronz a unui filozof; secolul 1 î.Hr. trâziu; bronz; per ansamblu: 27,3 cm; greutate: 2,9 kg; Muzeul Metropolitan de Artă (New York City)
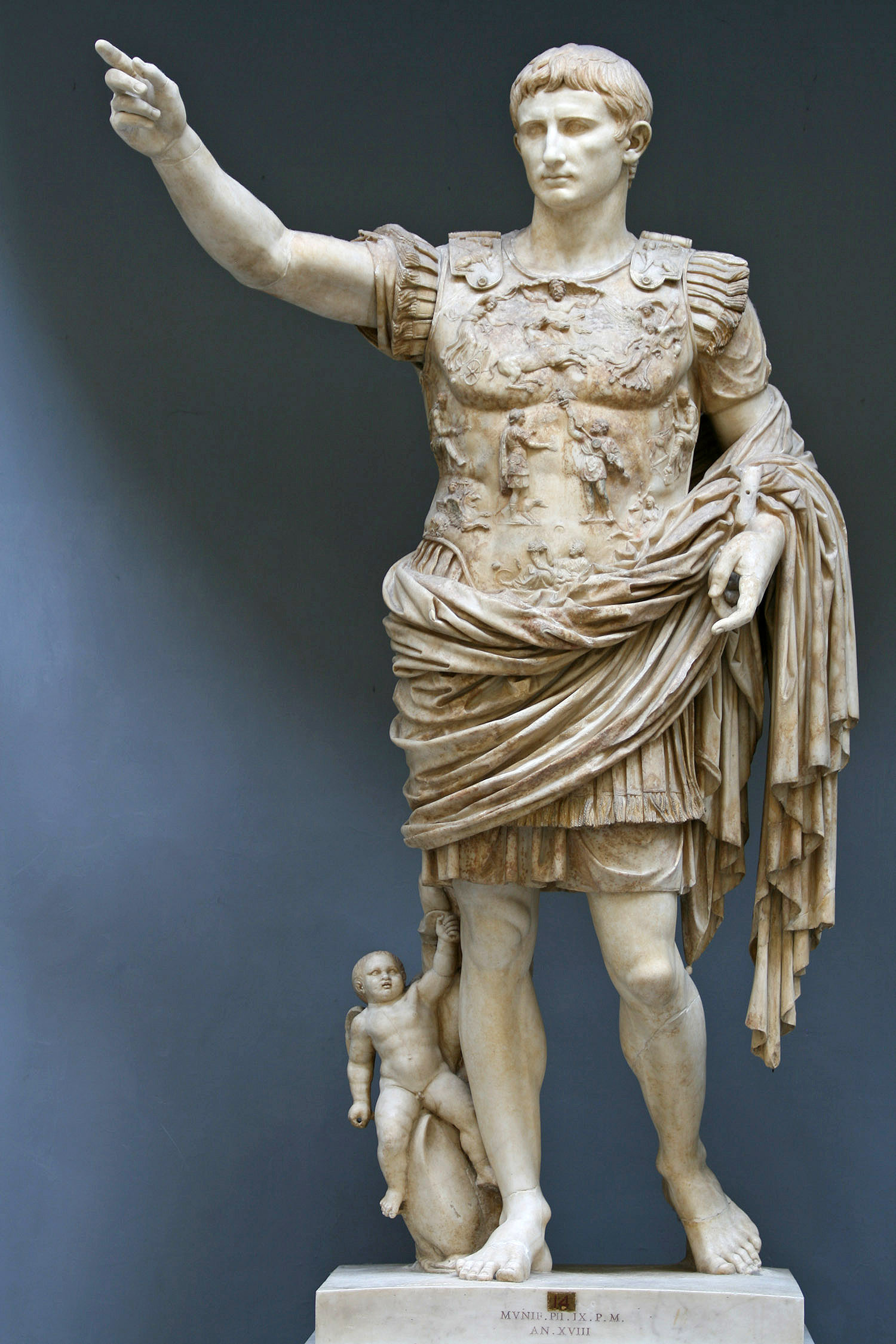
Augustus din Prima Porta; circa 20 î.Hr.; marmură albâ; înălțime: 2,06 m; Muzeele Vaticane (Vatican)
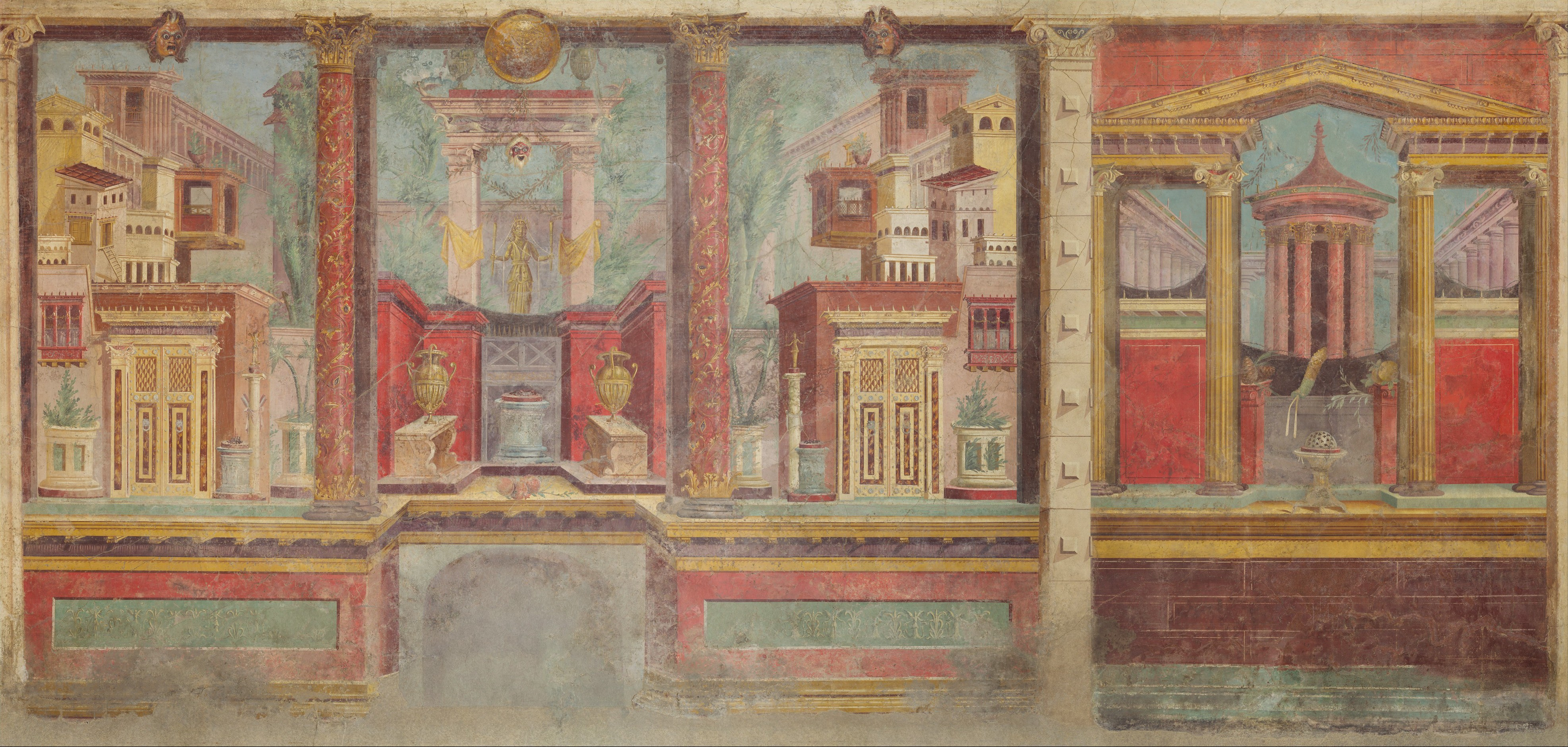
Frescă din dormitorul unei vile antice; 50-40 î.Hr.; dimensiunile camerei: 265,4 x 334 x 583,9 cm; Muzeul Metropolitan de Artă
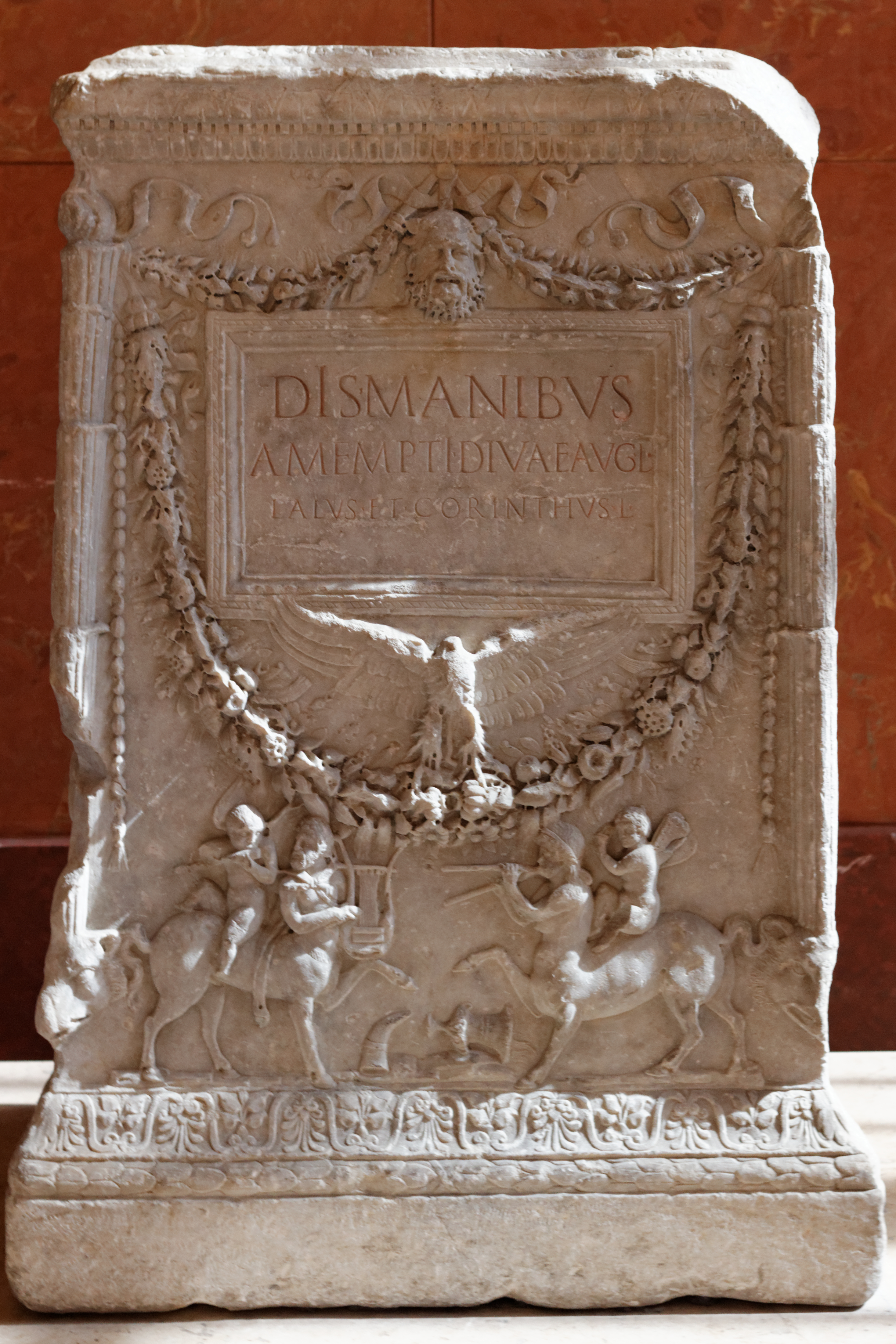
Altar cu festoane; circa 50 d.Hr.; marmură; înălțime: 99,5 cm, lățime: 61,5 cm, adâncime: 47 cm; Luvru
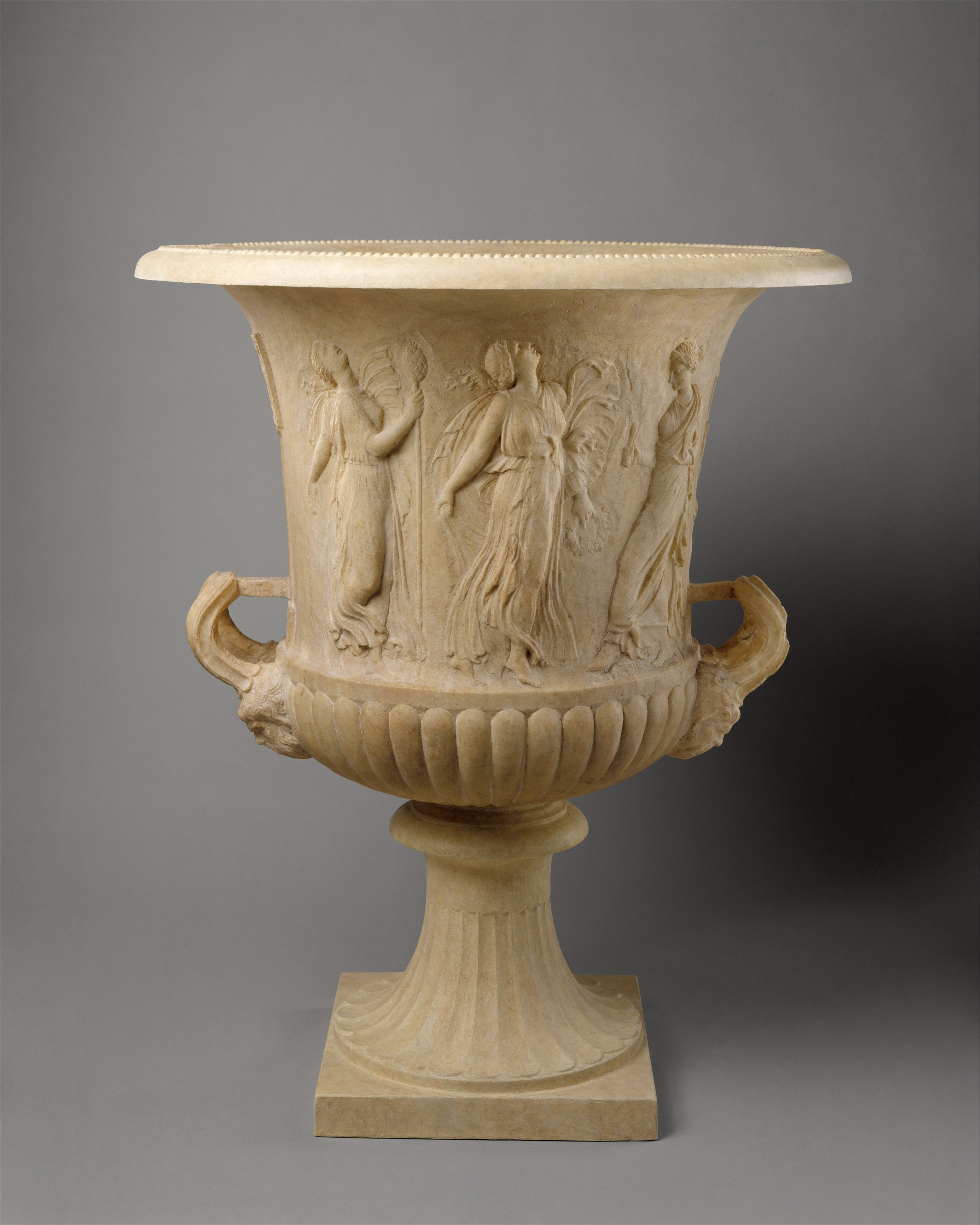
Caliciu-crater cu reliefuri cu fecioare care dansează; secolul 1 d.Hr.; marmură pentilică; înălțime: 80,7 cm; Muzeul Metropolitan de Artă
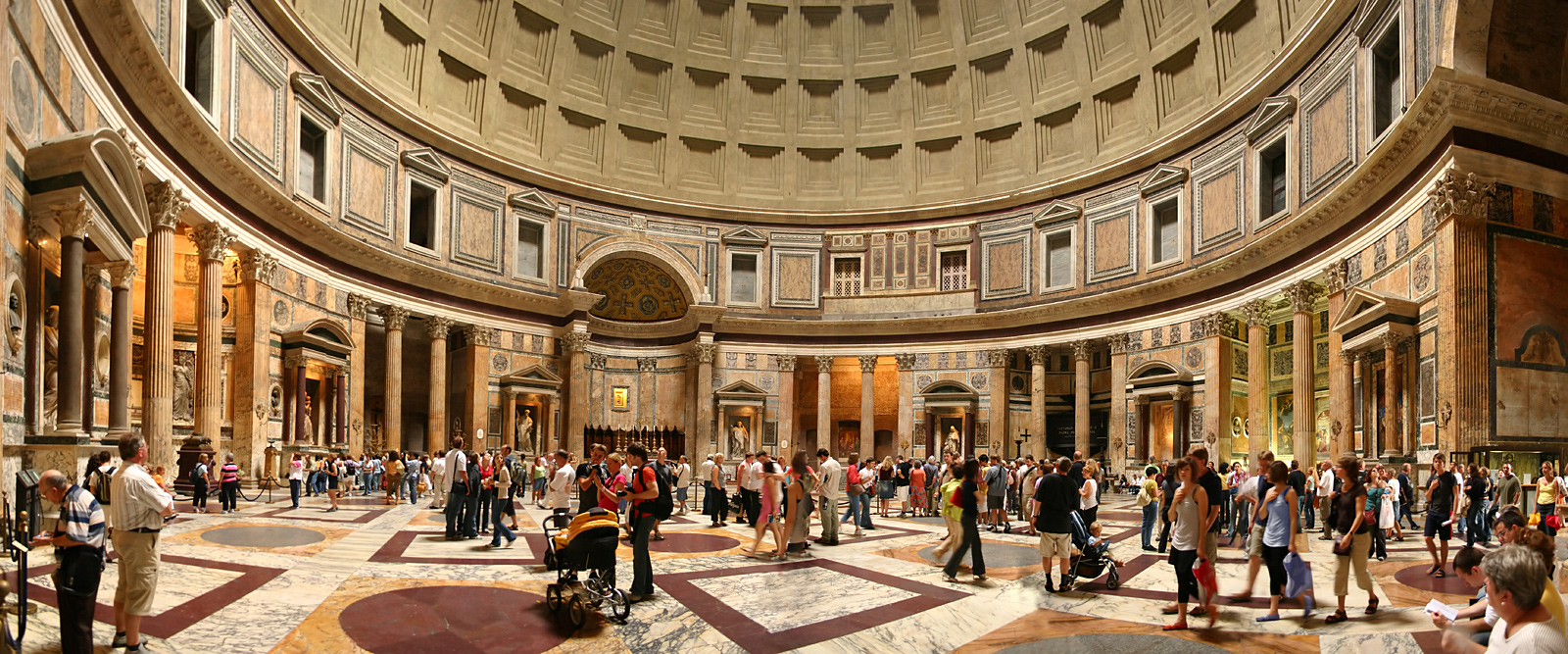
Vedere panoramică a Panteonului din Roma, construit între 113 și 125
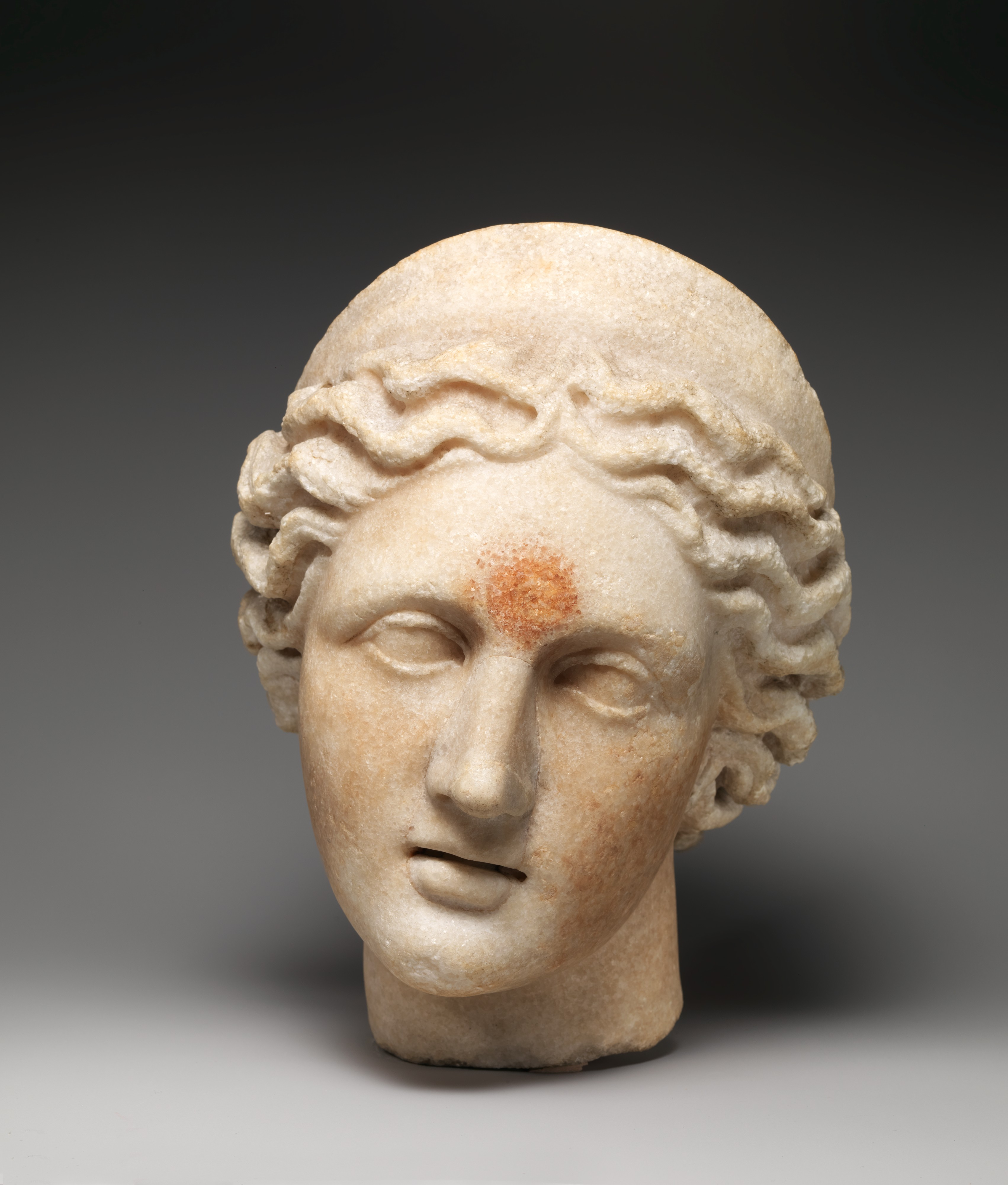
Capul unei zeițe care poartă o diademă; secolele 1-2; marmură; înălțime: 23 cm; Muzeul Metropolitan de Artă
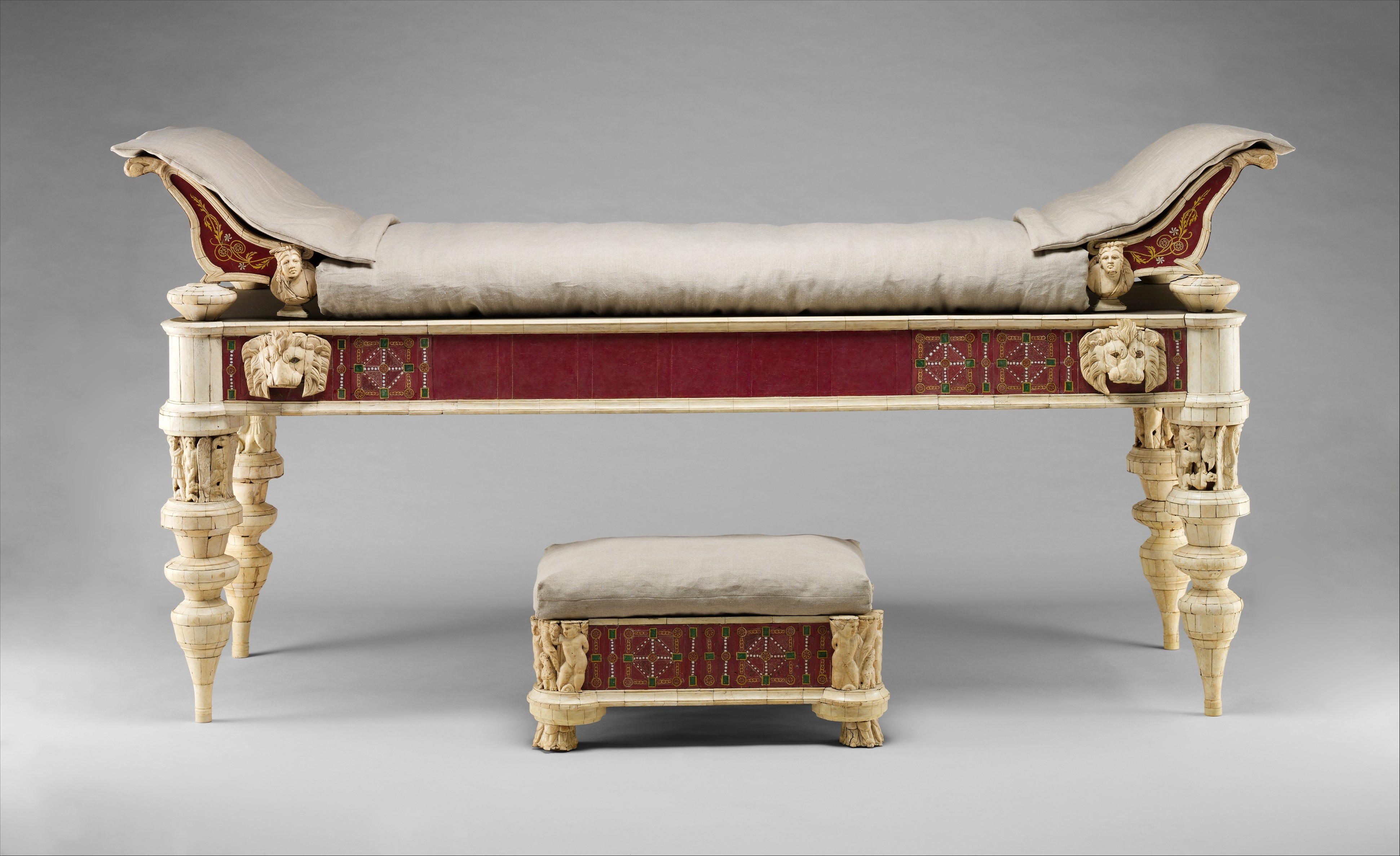
Canapea cu taburet; secolele 1-2; lemn, os și sticlă; canapeaua: 105,4 × 76,2 × 214,6 cm; Muzeul Metropolitan de Artă
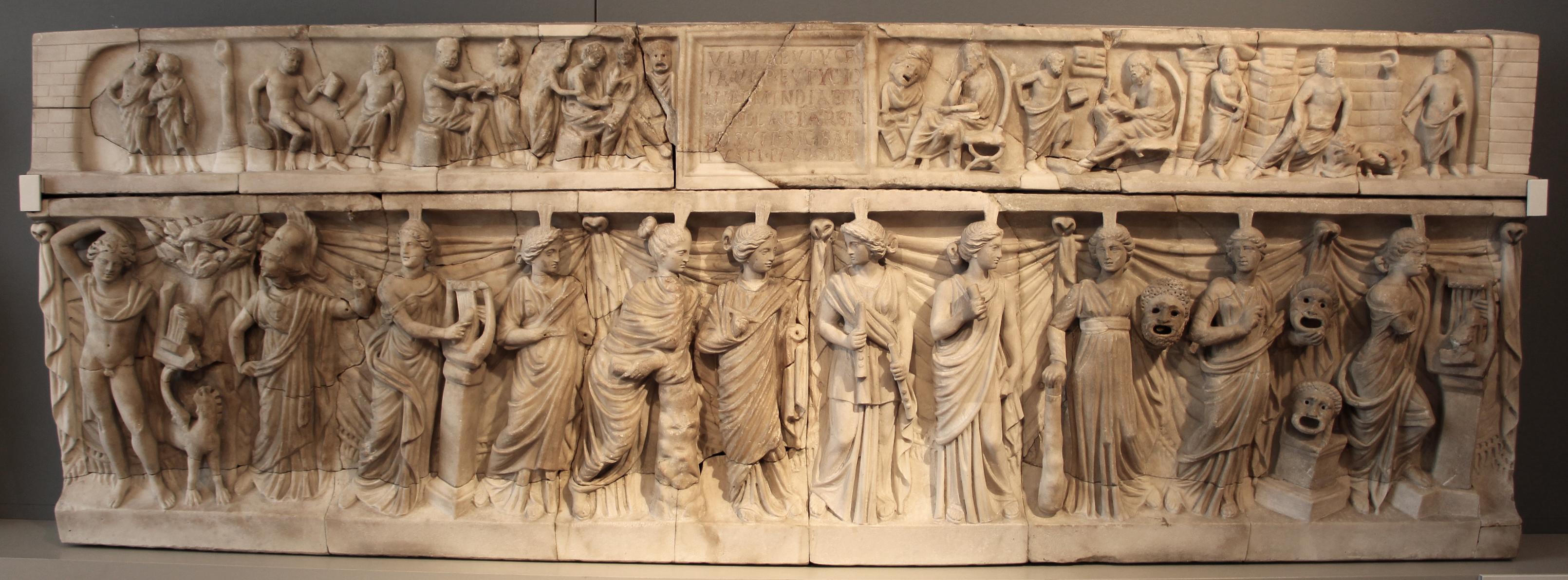
Sarcofag cu Apollo, Minerva and the Muzele; circa 200; din Via Appia; Antikensammlung Berlin (Berlin)
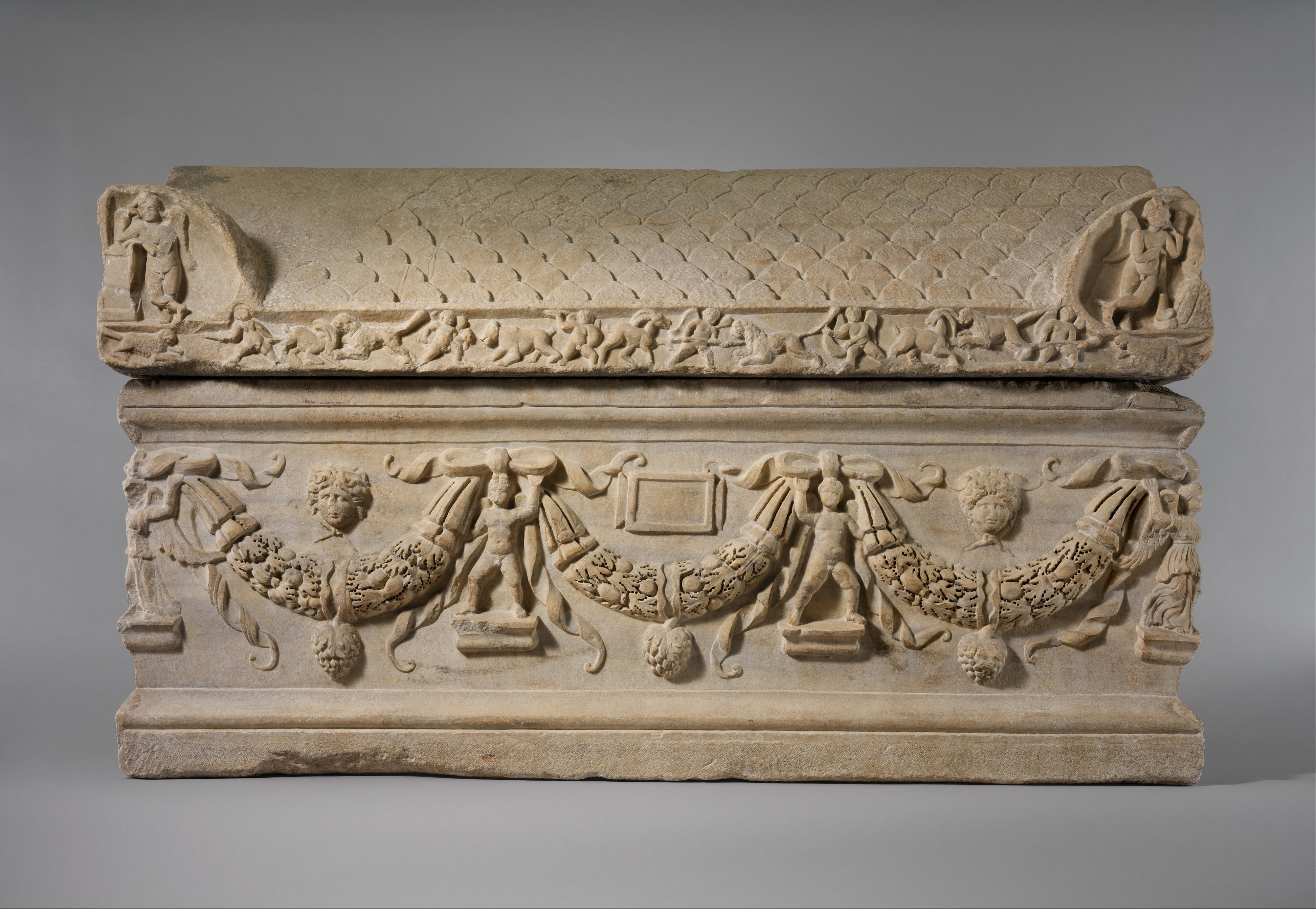
Sarcofag cu festoane; 200–225; marmură; 134,6 x 223,5 cm; Muzeul Metropolitan de Artă
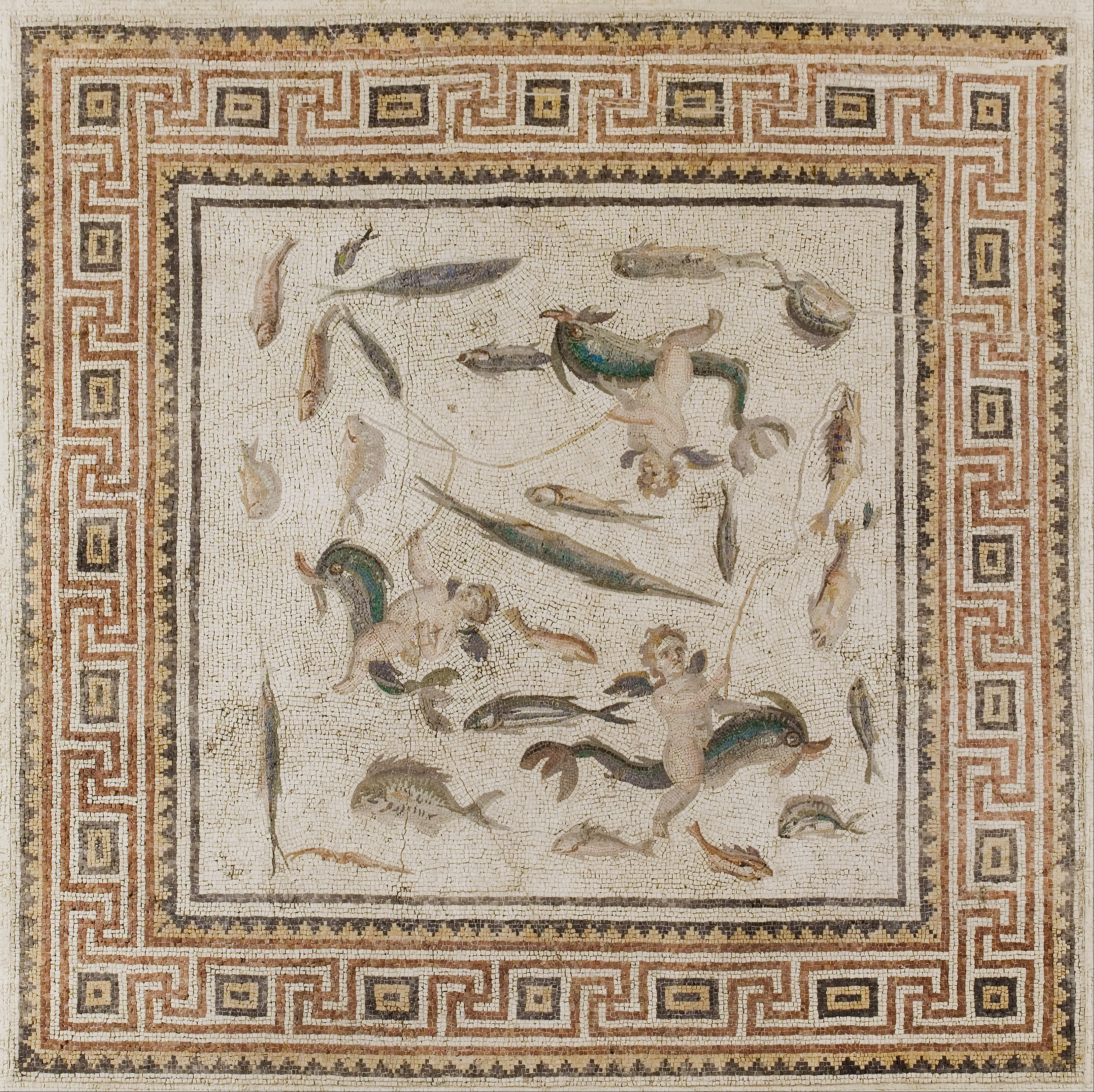
Mozaic marin (panoul central din trei panouri ale unei podele); 200-230; mozaic (piatră și sticlă); înălțime: 2.915 mm, lățime: 2.870 mm; Muzeul de Arte Frumoase (Boston, SUA)
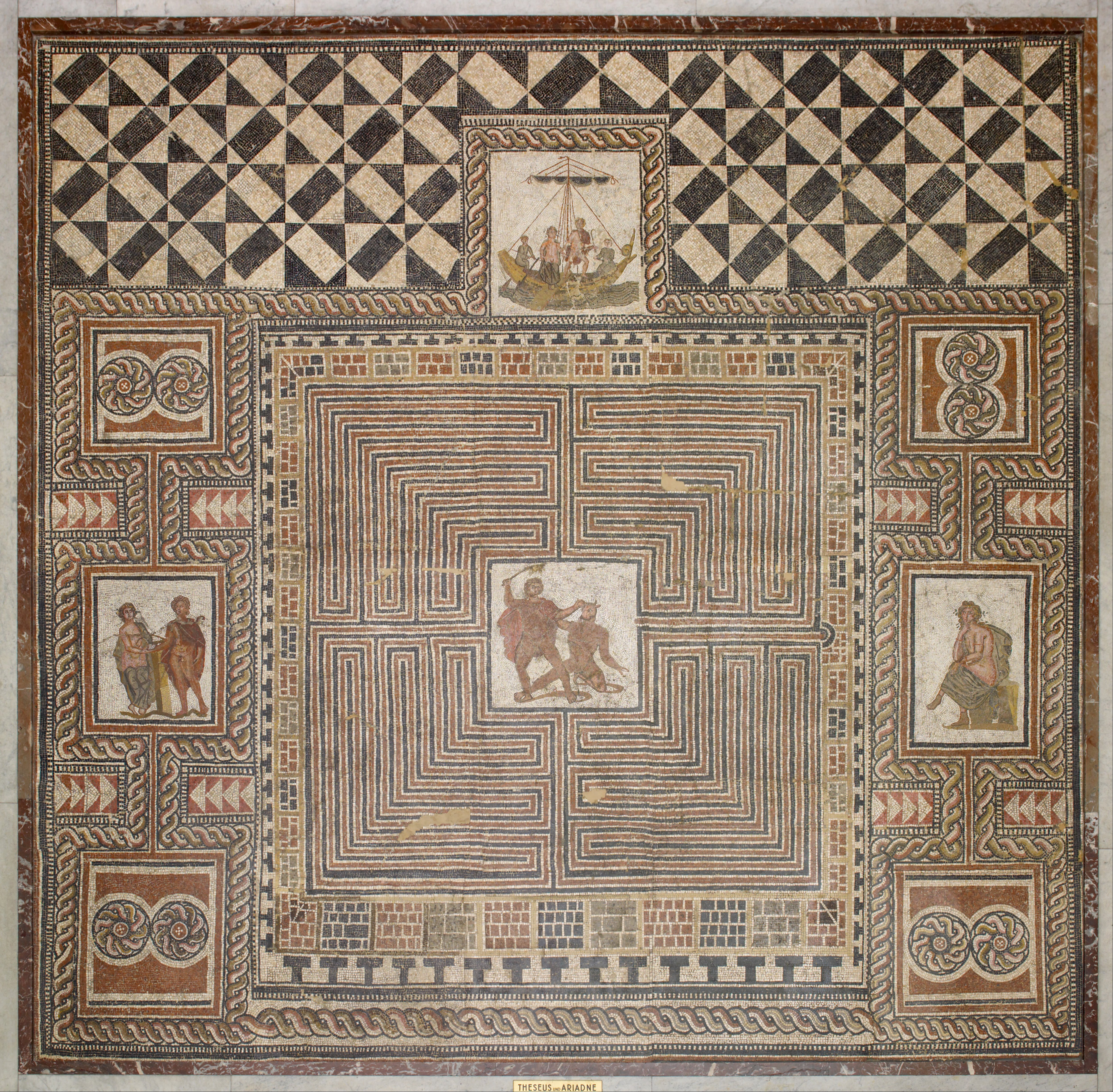
Mozaicul cu Tezeu; 300-400; bucățele de marmură și calcar; 4,1 x 4,2 m; Muzeul de Istorie a Artei din Viena (Austria)

## Asia de Sud
Primele sculpturi din India datează din timpul Civilizației de pe Valea Indului cu aproximativ 5.000 de ani în urmă, unde au fost descoperite mici sculpturi din piatră și piese turnate din bronz. Mai târziu, pe măsură ce hinduismul, budismul și jainismul s-au dezvoltat în continuare, India a produs unele dintre cele mai complexe bronzuri din lume, precum și sculpturi inegalabile de temple, unele în altare uriașe, ca cel de la Ellora.
Peșterile Ajanta din Maharashtra (India) sunt monumente rupestre tăiate din stâncă datând din secolul al II-lea î.Hr. și conțin picturi și sculpturi considerate capodopere atât ale artei religioase budiste, cât și ale artei picturale universale.

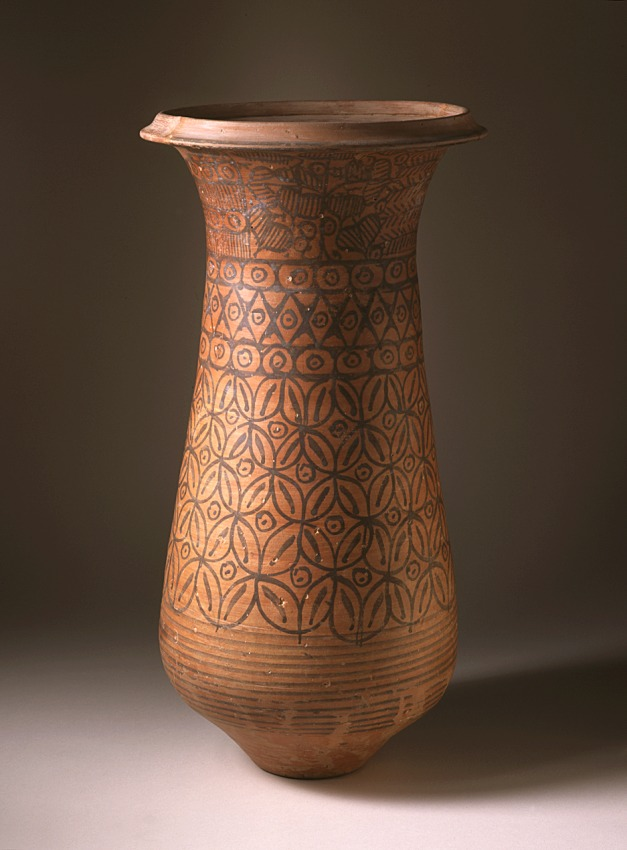
Vas ceremonial; 2600-2450 î.Hr.; teracotă cu vopsea neagră; 49,53 × 25,4 cm; Muzeul de Artă al Comitatului Los Angeles (SUA)
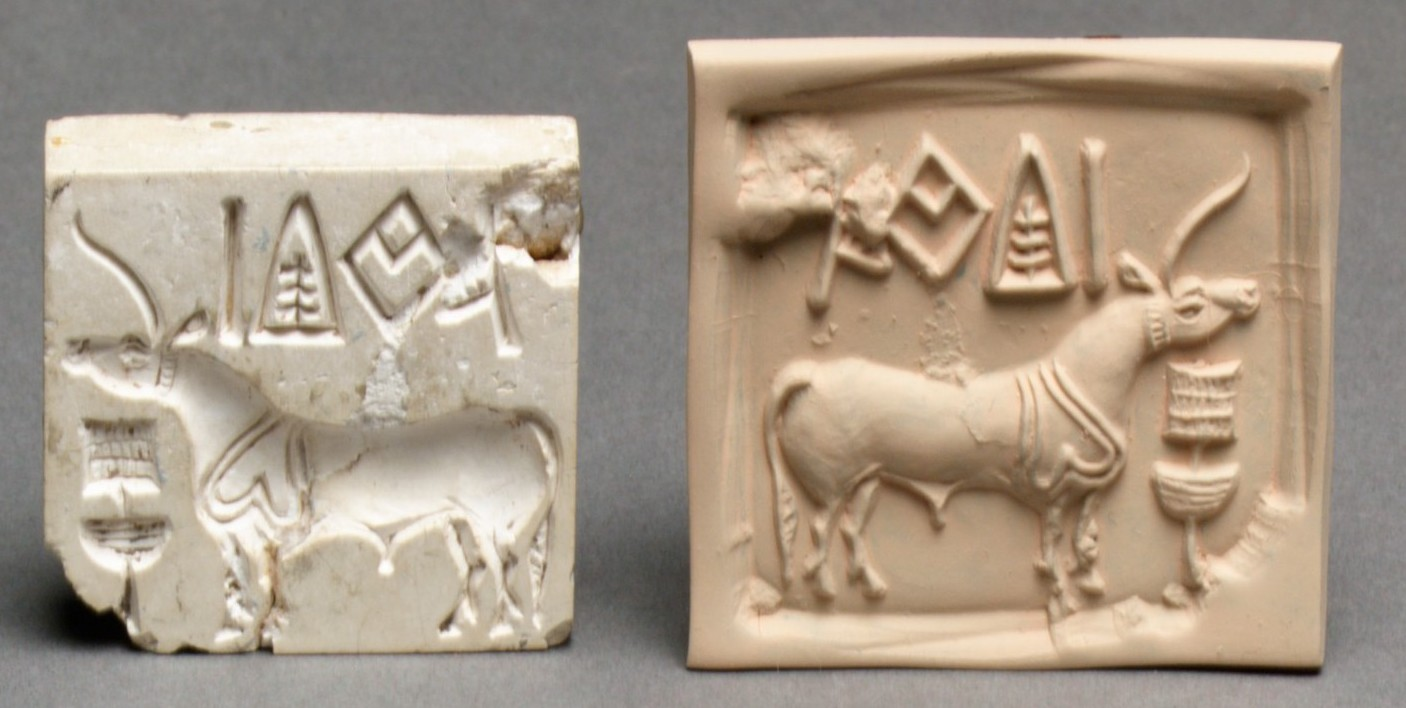
Sigiliu cu o impresie modernă lângă el, cu un unicorn și un arzător de tămâie (?); 2600-1900 î.Hr.; steatit ars; 3,8 x 3,8 x 1 cm; Muzeul Metropolitan de Artă (New York City)
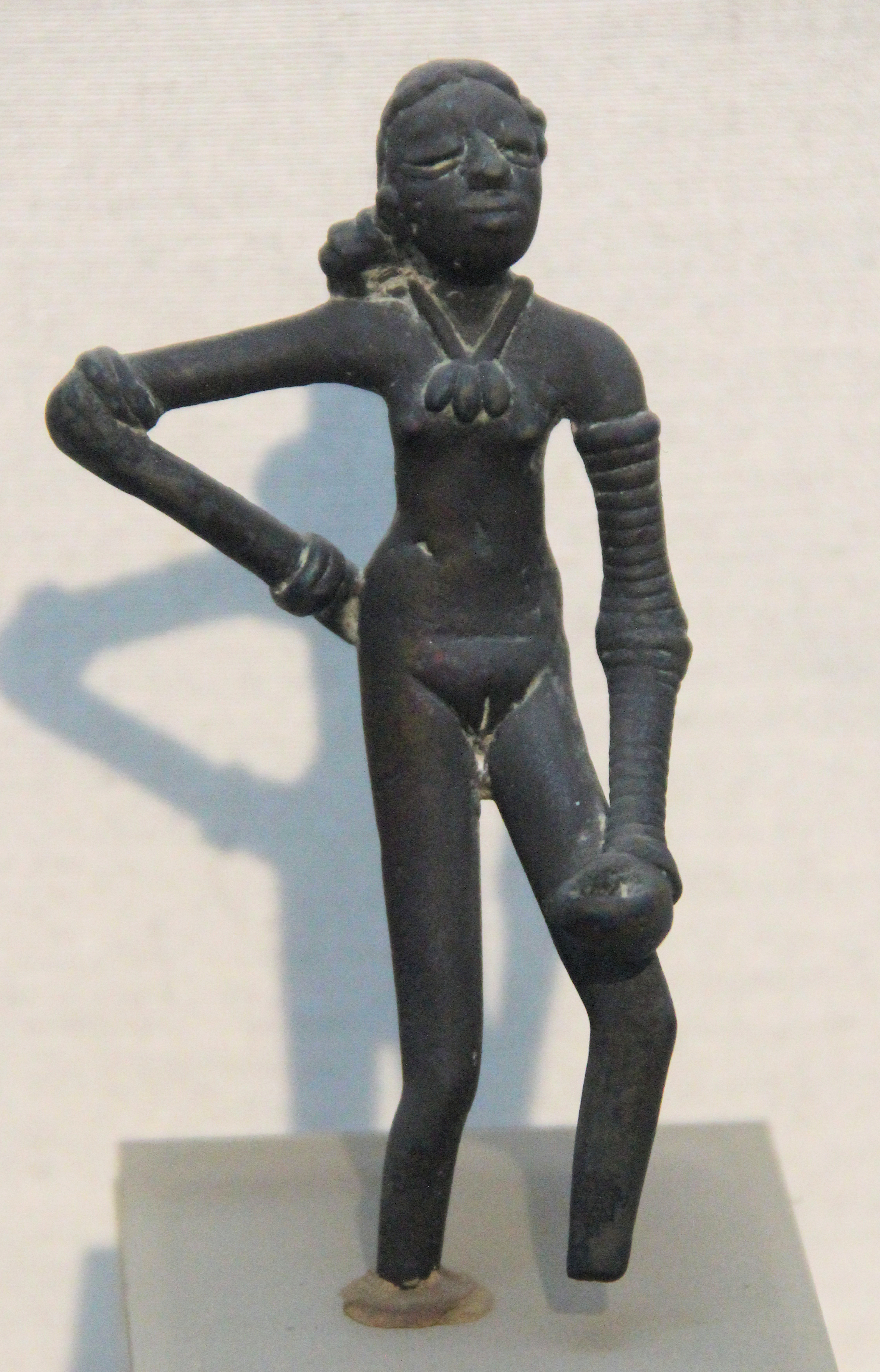
Dansatoarea de la Mohenjo-daro; 2400–1900 î.Hr.; bronz; înălțime: 10,8 cm; Muzeul Național din New Delhi (India)
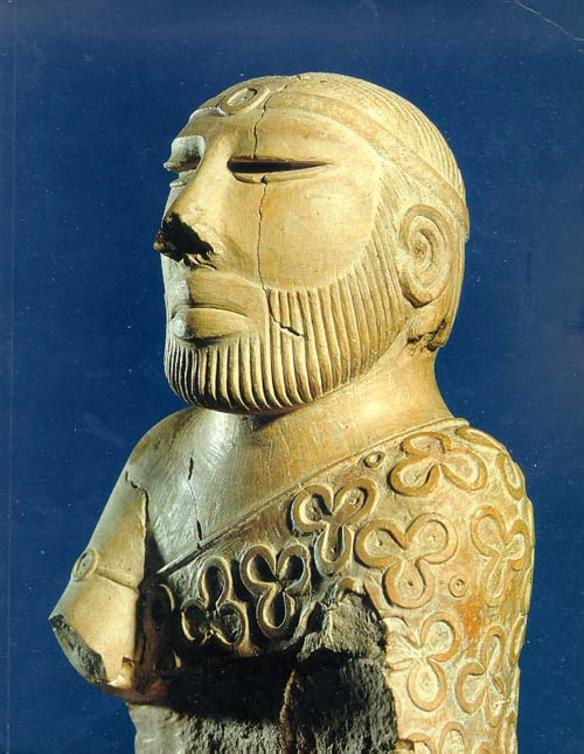
Regele-Preot; 2400–1900 î.Hr.; steatit; înălțime: 17,5 cm; Muzeul Național al Pakistanului (Karachi)
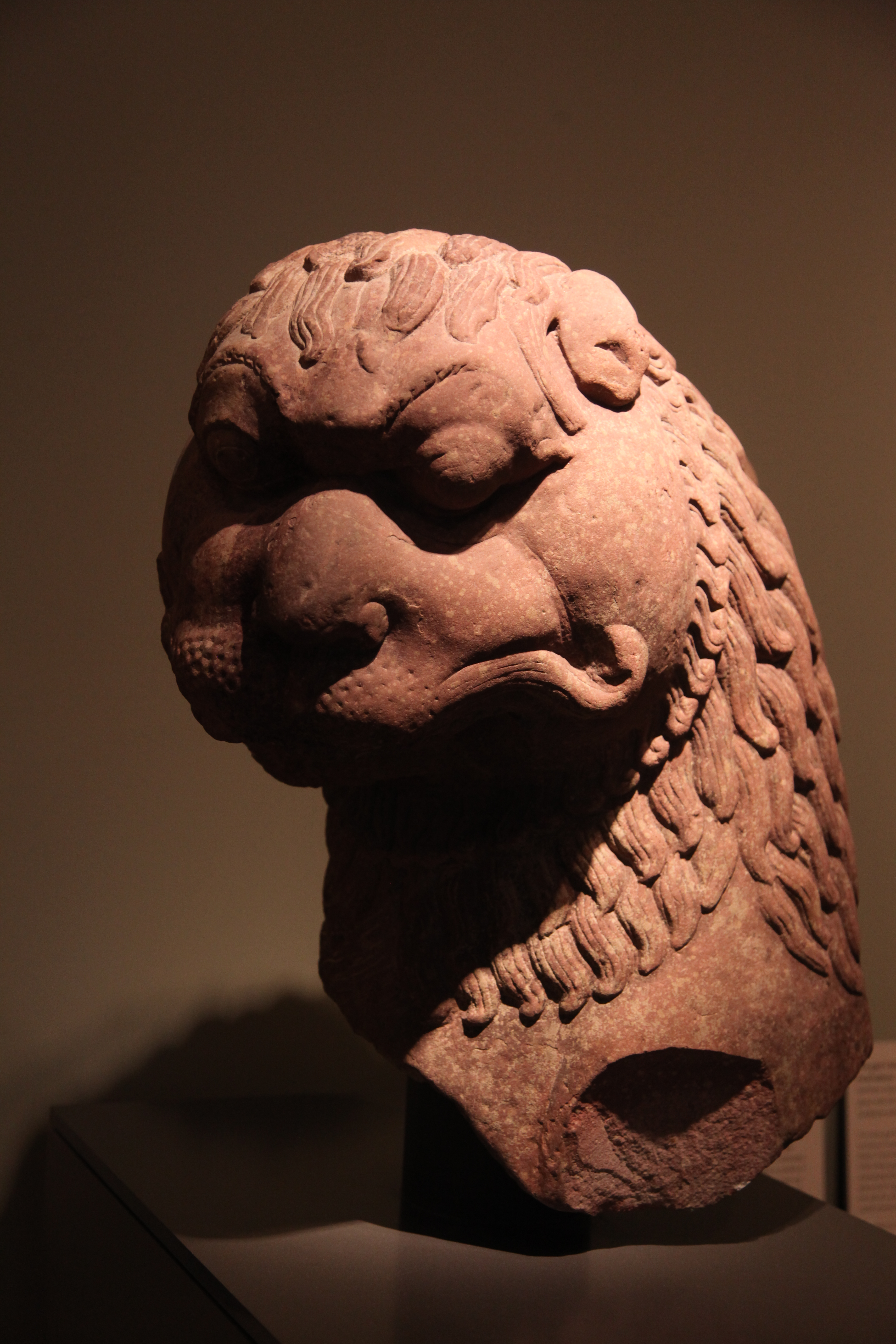
Capul și pieptul unui leu; circa secolul 5; gresie; înălțime: 61 cm, lățime: 35,6 cm; Muzeul de Arte Frumoase din Boston (USA)
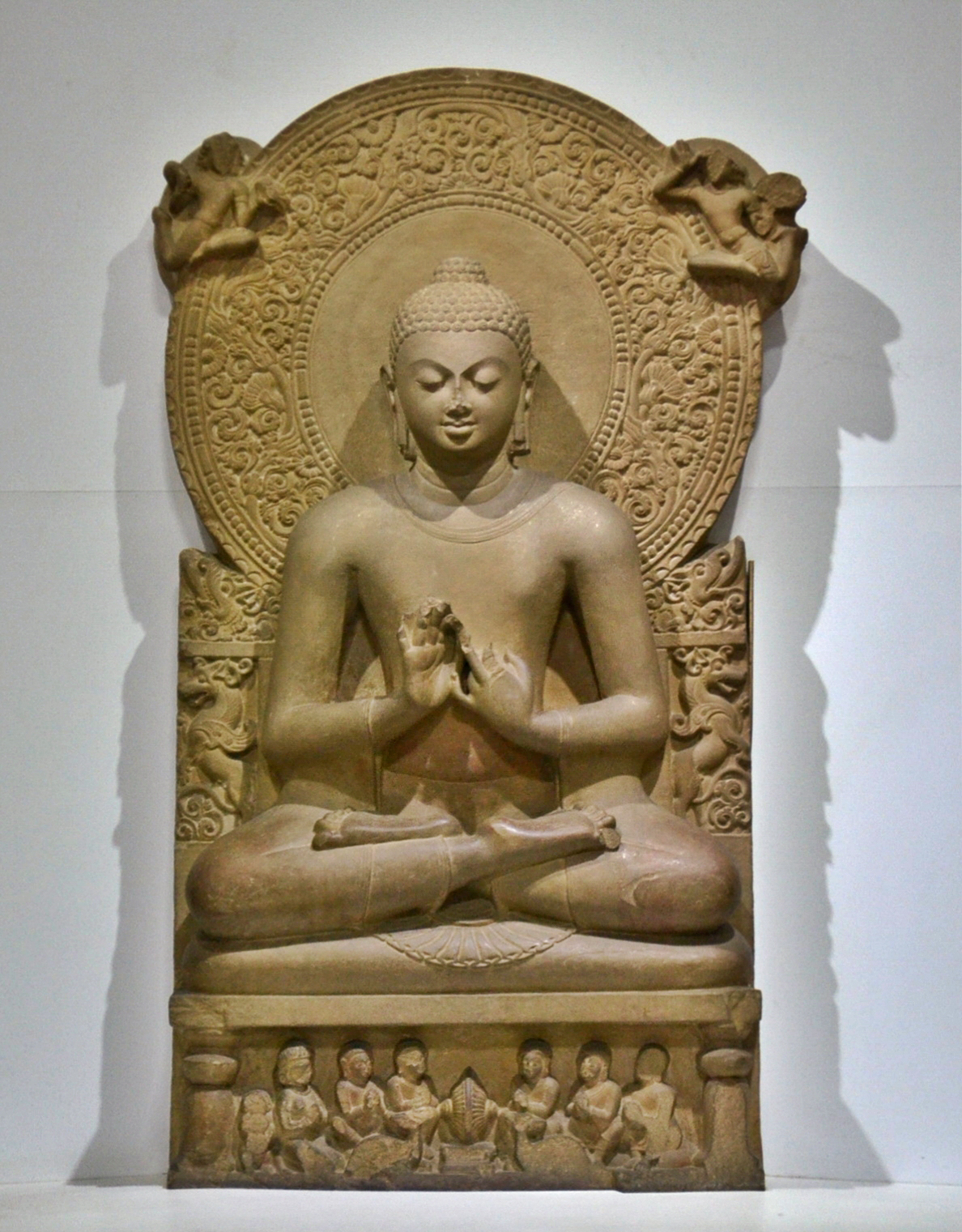
Buddha așezat; circa 475; gresie; înălțime: 1,6 m; Muzeul din Sarnath (India)
Idol chaumukha; circa 600; gresie; 58,42 x 43,18 x 44,45 cm; Muzeul de Artă al Comitatului Los Angeles
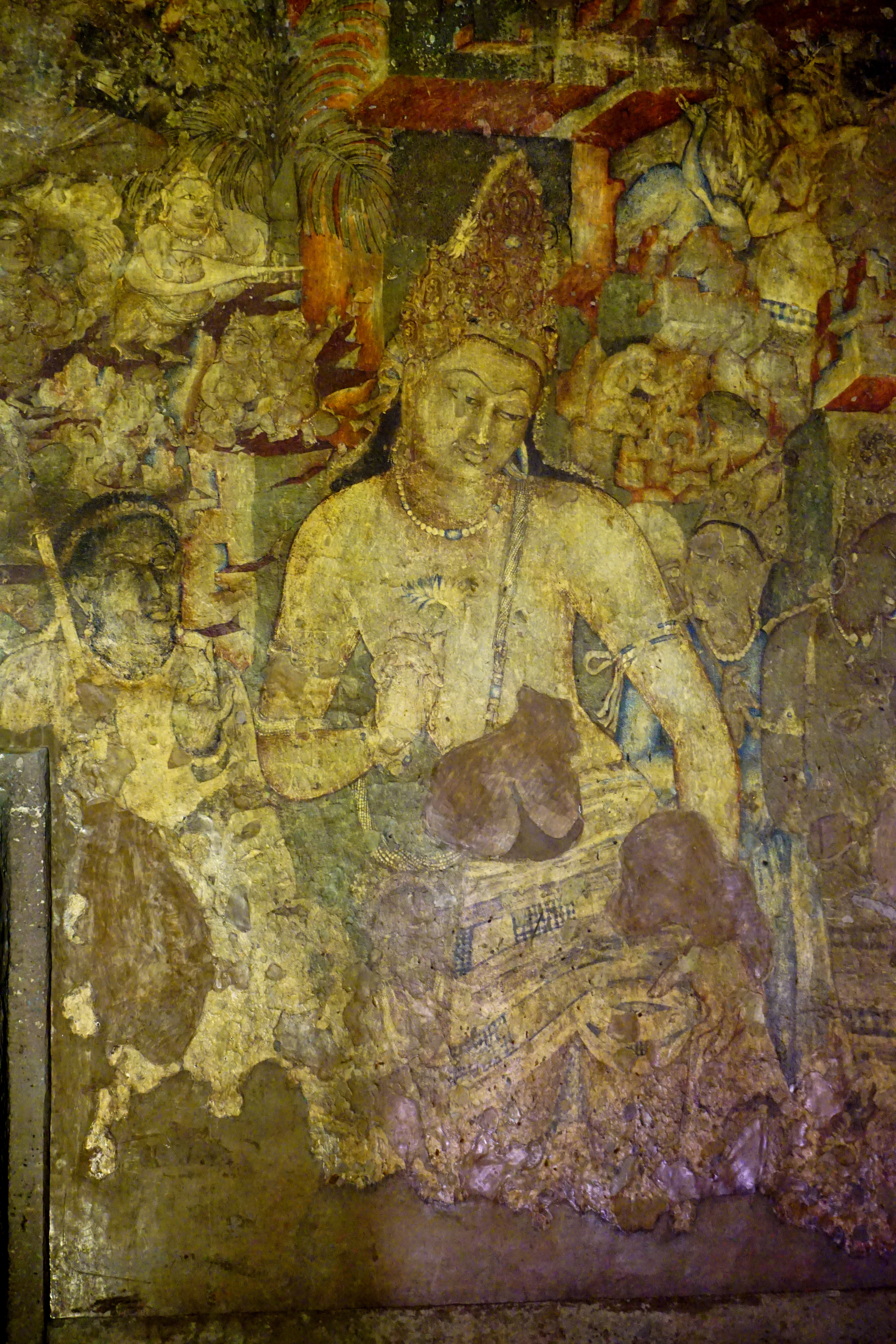
Bodhisattva Padmapani; 450–490; pigmenți pe piatră; înălțime: circa 1,2 m; Peșterile Ajanta (India)

## Asia de Est

### China
În timpul Epocii de Boronz în China (dinastiile Shang și Zhou), intercesiunile de curte și comunicarea cu lumea spiritelor erau conduse de un șaman (eventual regele însuși). În timpul dinastiei Shang (c. 1600-1050 î.Hr.), divinitatea supremă era Shangdi, dar familiile aristocratice au preferat să contacteze spiritele strămoșilor lor. Pregăteau pentru ei banchete elaborate cu mâncare și băutură, încălzite și servite în vase ritualice de bronz. Vasele de bronz erau folosite în ritualurile religioase pentru cimentarea autorității Dhang, iar când capitala Shang a căzut, în jurul anului 1050 î.Hr., cuceritorii săi, Zhouii (c. 1050-156 î.Hr.), au continuat să folosească containerele astea în ritualuri religioase, dar în principal pentru mâncare, mai degrabă decât pentru băut. Curtea Shang fusese acuzată de o beție excesivă, iar Zhou, promovând Tian-ul imperial („Raiul”) ca forță spirituală principală, mai degrabă decât strămoșii, limitează vinul în riturile religioase, în favoarea mâncării. Folosirea bronzurilor ritualice a continuat până în timpul dinastiei Han timpurii (206 î.Hr. - 220 d.Hr.).
Unul dintre motivele cel mai des folosite e taotie-ul, o față stilizată împărțită central în două jumătăți de imagine aproape în oglindă, cu nări, ochi, sprâncene, maxilare, obraji și coarne, înconjurată de modele incizate. Nu se poate determina dacă taotie a reprezentat creaturi reale, mitologice sau în întregime imaginare.
Bronzurile enigmatice de la Sanxingdui, în apropiere de Guanghan (în provincia Sichuan), sunt dovezi ale unui misterios sistem religios sacrificial, spre deosebire de orice altceva din China antică și cu totul diferite de arta contemporă a dinastiei Shang de la Annyang. Săpăturile de la Sanxingdui din 1986 au scos la iveală patru gropi care conțin artefacte de bronz, jad și aur. S-a găsit o statuie mare de bronz, cu o figură umană, care se află pe un piedestal decorat cu capete abstracte de elefant. Pe lângă figura în picioare, primele două gropi conțineau peste 50 de capete de bronz, unele purtând pălărie și trei acoperite frontal cu foițe de aur.

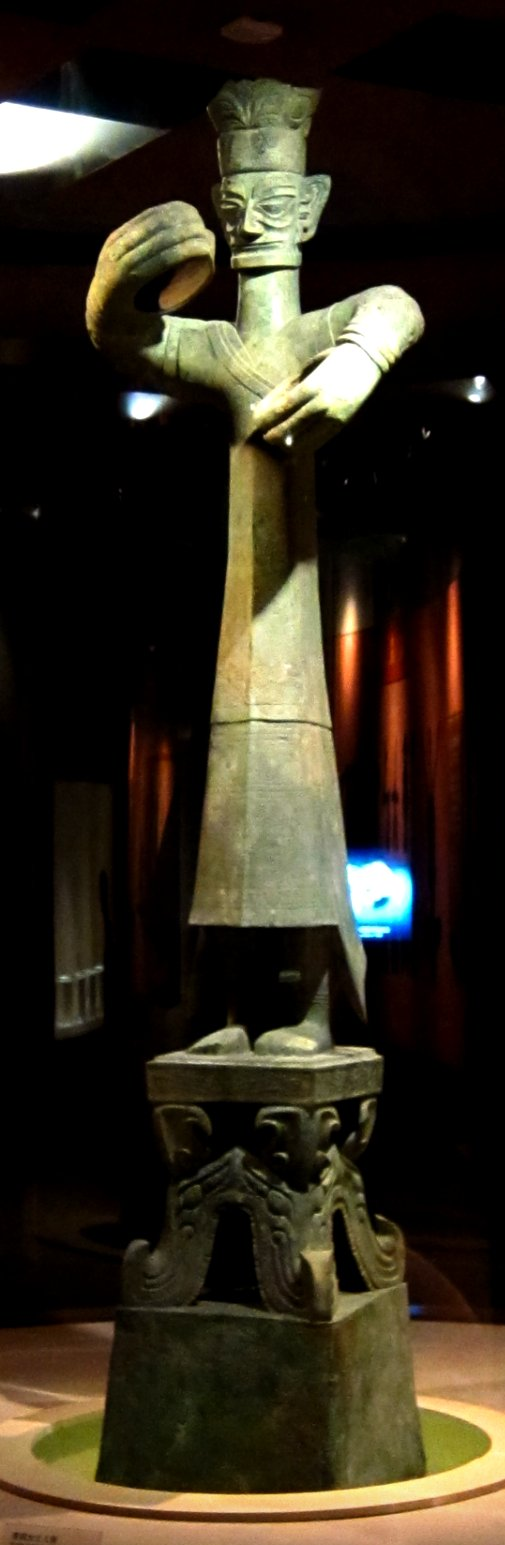
Statuia unui rege sau lider șaman; c. 1200–1000 î.Hr.; probabil bronz; înălțime totală: 2,62 m; Muzeul Sanxingdui (Guanghan, provincia Sichuan, China)
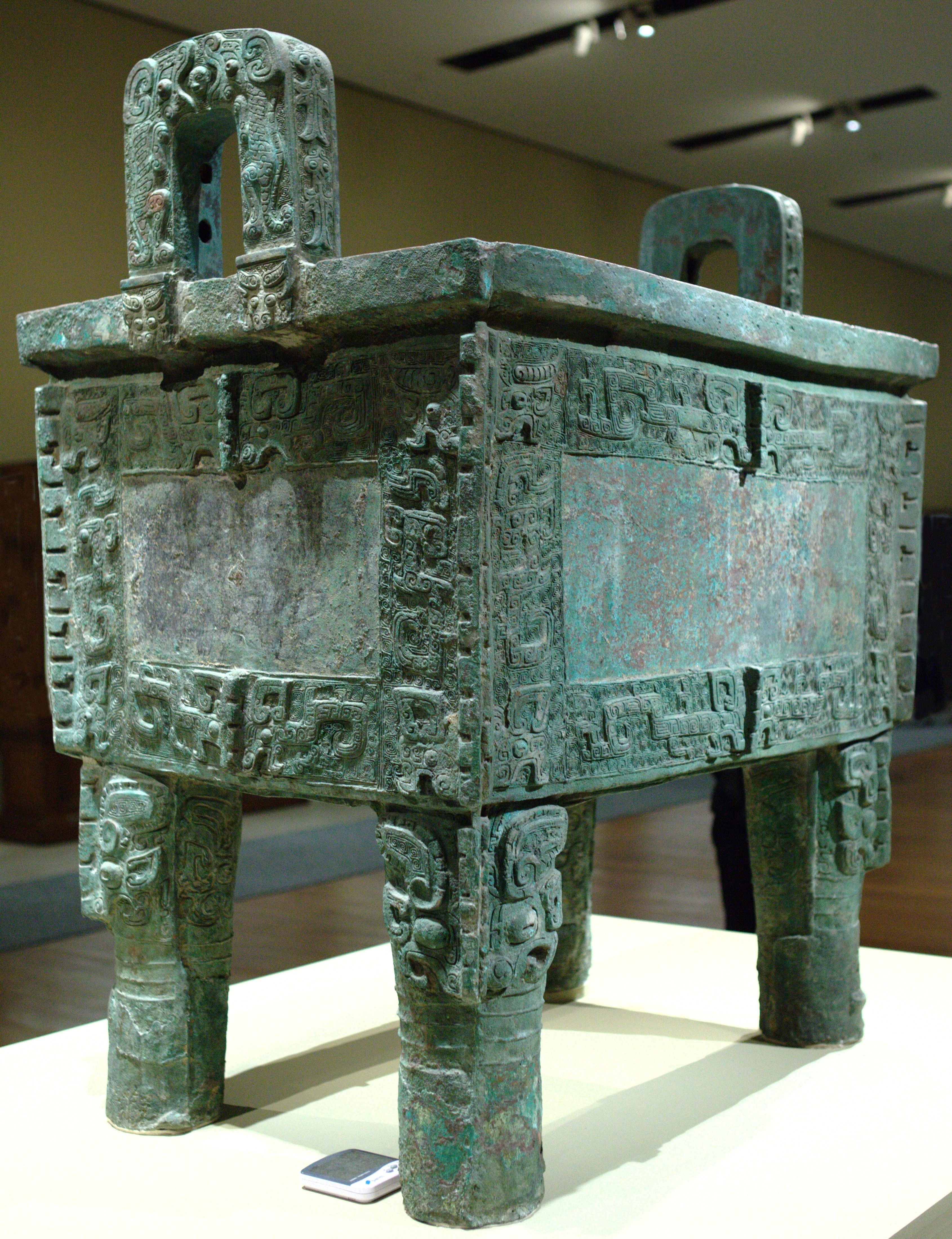
Houmuwu ding, cel mai mare bronz antic găsit vreodată; 1300–1046 î.Hr.; bronz; Muzeul Național al Chinei (Beijing)
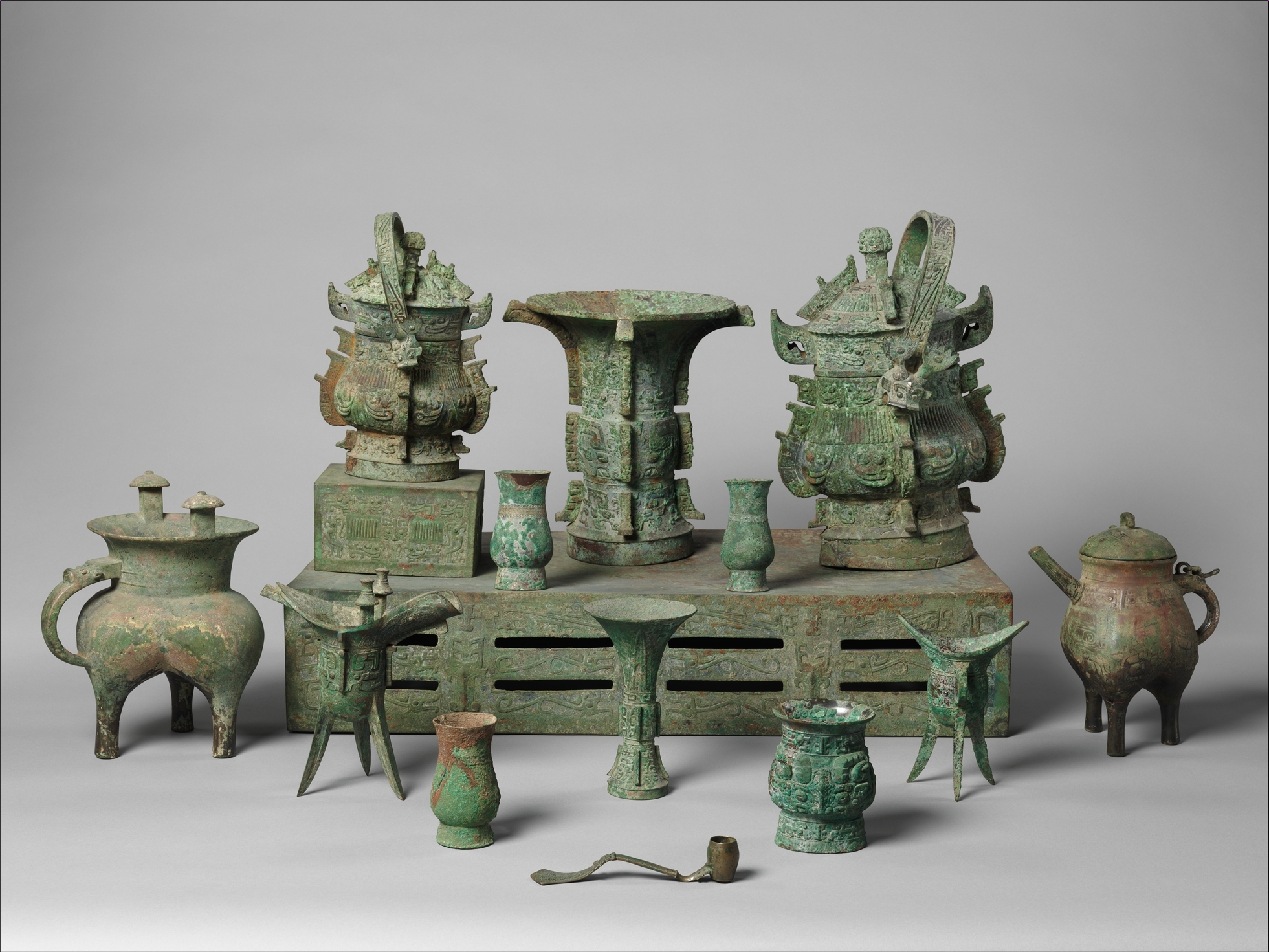
Set de altar; secolul 11 î.Hr. târziu; bronz; per ansamblu (masa): înălțime: 18,1 cm, lățime: 46,4 cm, adâncime: 89,9 cm; Muzeul Metropolitan de Artă (New York City)
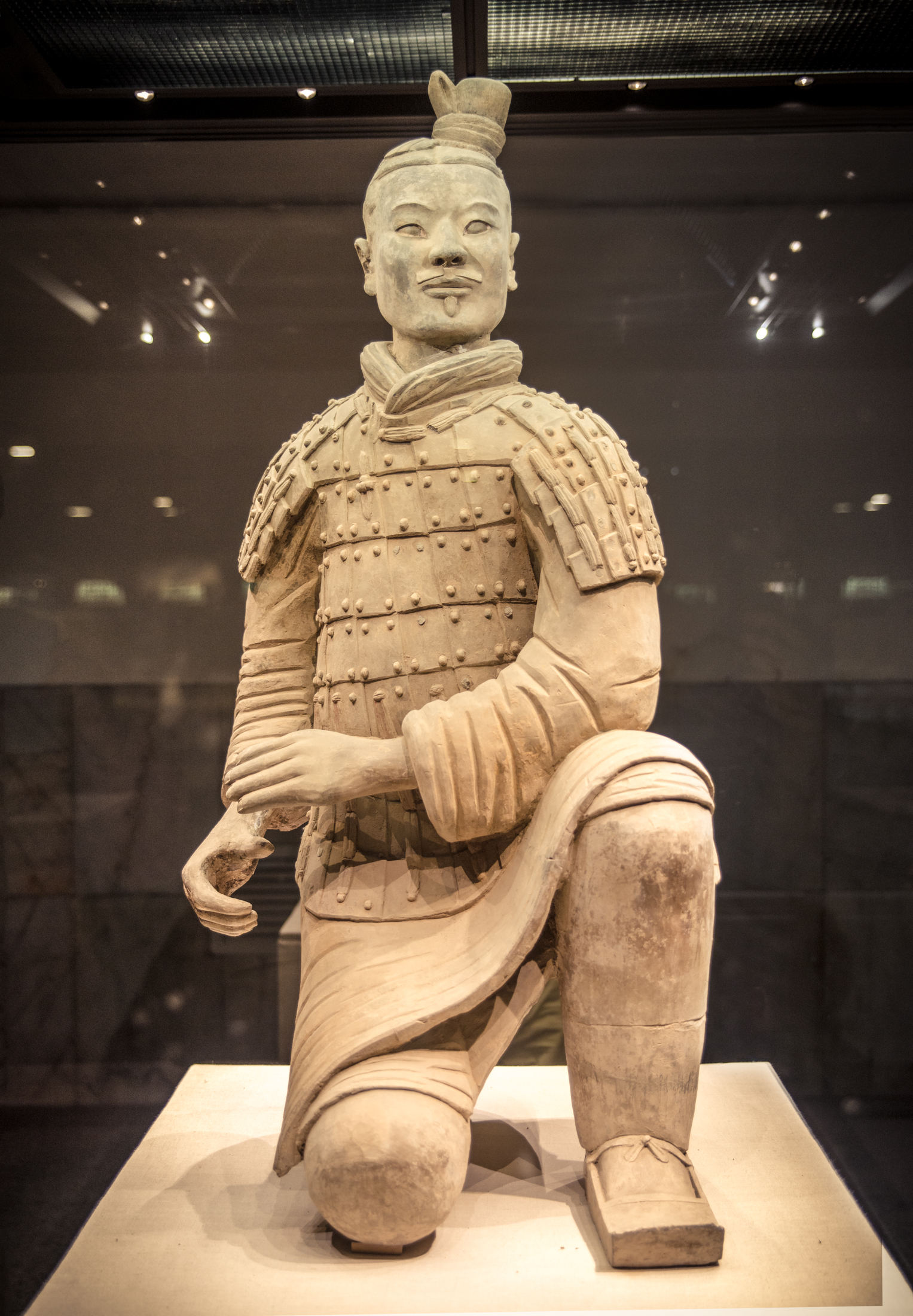
Unul dintre soldații din Armata de Teracotă, o colecție celebră de sculpturi de teracotă care înfățișează armatele lui Qin Shihung-di, primul împărat al Chinei

### Japonia
Epocile artei japoneze corespund locațiilor diferitelor guverne. Cele mai vechi artefacte japoneze cunoscute sunt atribuite tribului Aniu, care a influențat poporul Jōmon, iar erele astea au ajuns să fie cunoscute ca perioadele de timp Jōmon și Yayoi. Înainte ca Yayoi să invadeze Japonia, Jimmu în 660 î.e.n. a fost împăratul încoronat. Mai târziu a venit Haniwa din era Kofun, apoi Asuka, când budismul a ajuns în Japonia din China. Religia a influențat în mod semnificativ arta japoneză timp de secole după aceea.

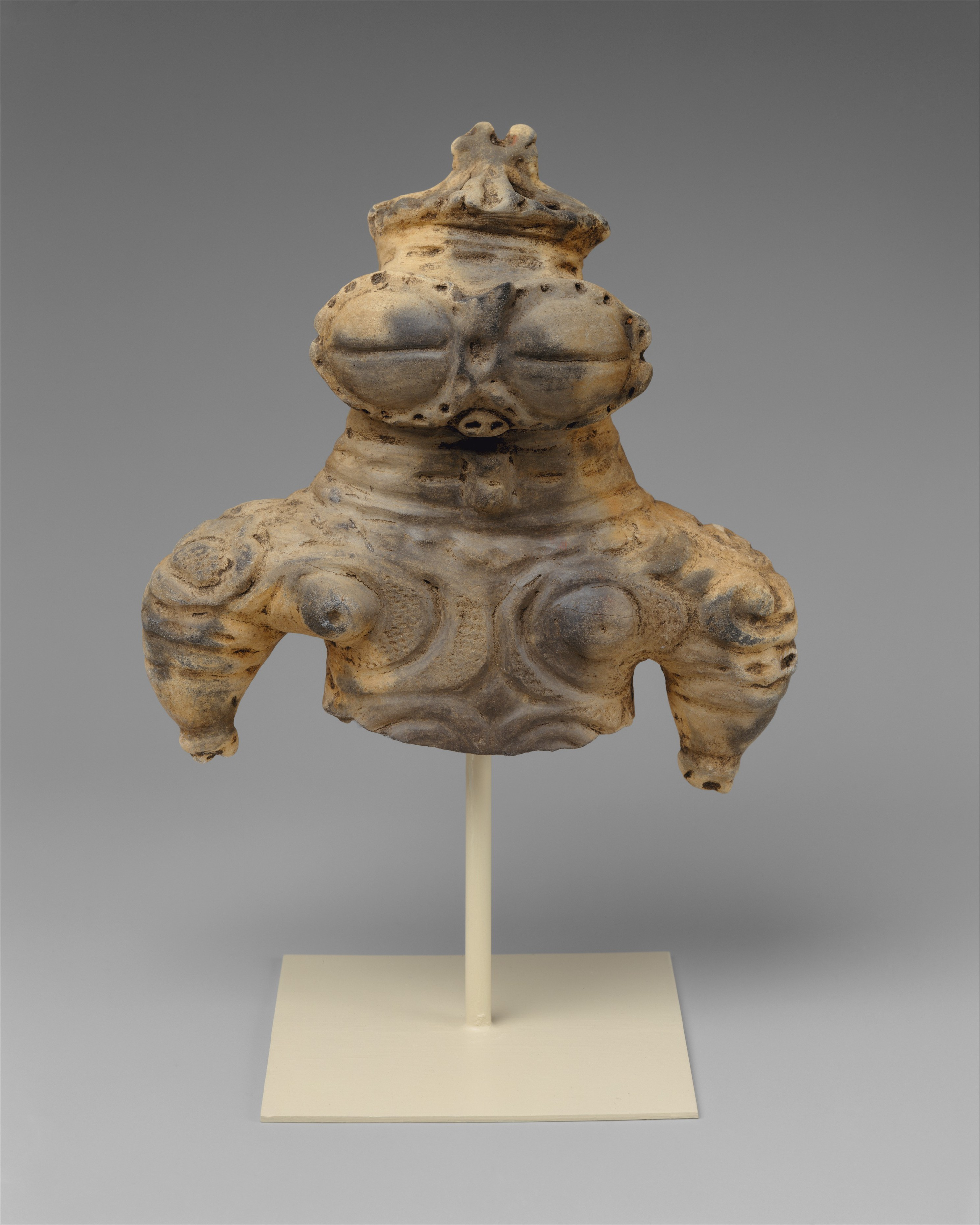
Dogū; 1000–300 î.Hr.; ceramică; înălțime: 16,5 cm, lățime: 16,2 cm, adâncime: 7,9 cm; Muzeul Metropolitan de Artă (New York City)
Vas; circa 100 î.Hr.-100 d.Hr.; ceramică lustruită; diametru: 29:8 cm, per ansamblu: 19 cm; Muzeul de Artă din Cleveland (Cleveland, Ohio, SUA)
Dōtaku; 100-200 d.Hr.; bronz turnat; per ansamblu: 97,8 x 48,9 cm; Muzeul de Artă din Cleveland
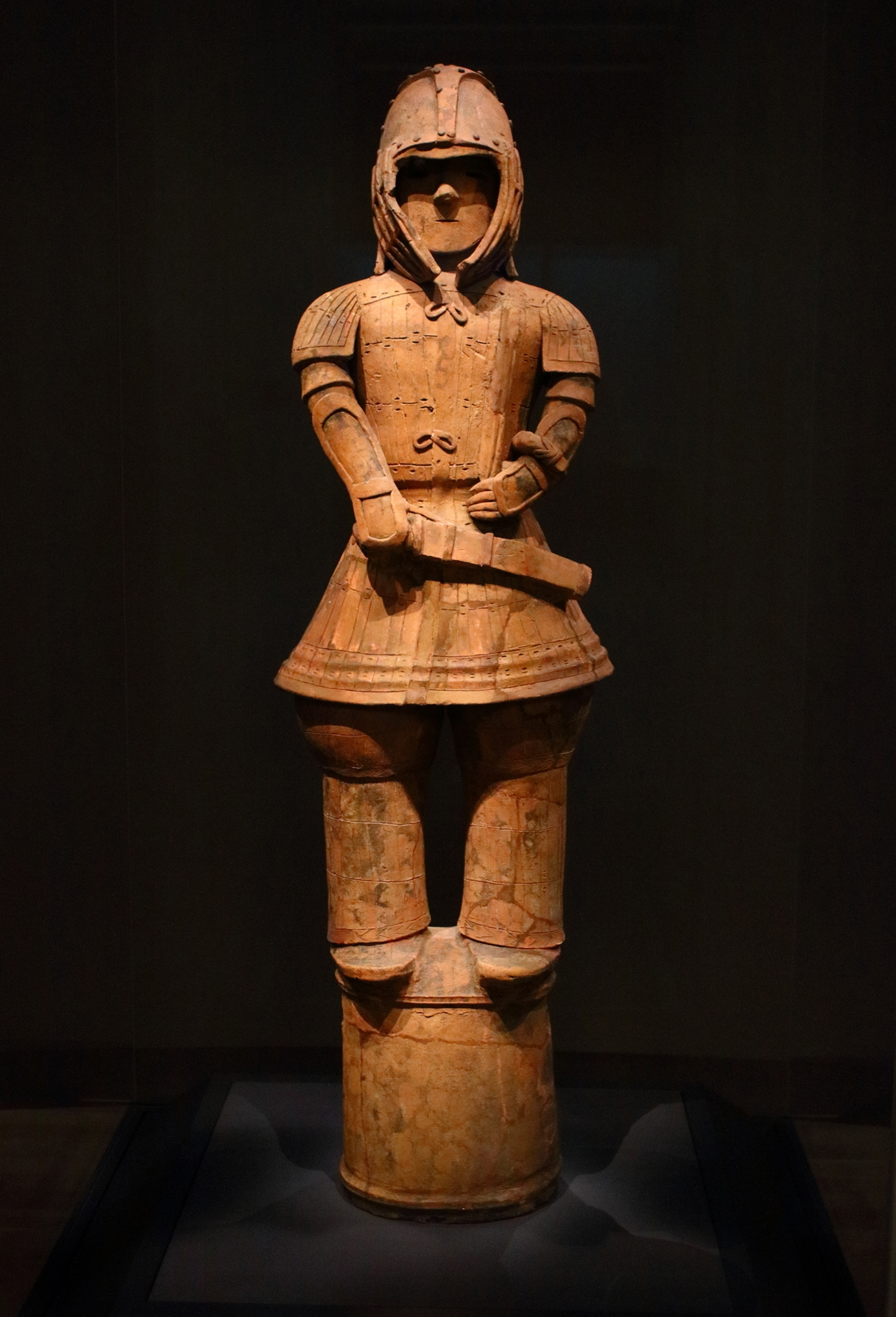
Luptătorul în Armură Keiko; secolul 6; haniwa (figurină de teracotă pentru mormânt); înălțime: 130,5 cm; Muzeul Național din Tokyo (Japonia)

## Mesoamerica

### Olmecii
Olmecii sunt cea mai veche civilizație majoră cunoscută din Mesoamerica în urma unei dezvoltări progresive în Soconusco.
Locuiau în zonele tropicale joase din sud-centrul Mexicului, în statele actuale Veracruz și Tabasco. S-a speculat că olmecii derivă în parte de la vecinii Mokaya sau Mixe-Zoque. Olmecii au înflorit în perioada formativă din Mesoamerica, datând aproximativ de la 1500 î.Hr. până la aproximativ 400 î.Hr. Culturile preolmece au înflorit în zonă începând cu aproximativ 2500 î.e.n., dar până în 1600-1500 î.Hr., cultura olmecă timpurie apărând, centrată pe situl San Lorenzo Tenochtitlán, lângă coasta din sud-estul Veracruzului. Ei au fost prima civilizație mesoamericană și au pus multe dintre bazele civilizațiilor care i-au urmat.
Cultura olmecă a fost definită pentru prima dată ca un stil artistic, și continuă să fie semnul distinctiv al culturii. Lucrată într-un număr mare de materiale - jad, argilă și bazalt, printre altele - o mare parte a artei olmece, ca Luptătorul, e naturalistă. Alte opere de artă exprimă creaturi antropomorfe fantastice, adesea extrem de stilizate, folosind o iconografie care reflectă un sens religios. Motivele obișnuite includ guri deschise și capete, ambele fiind văzute în reprezentări ale vârcojaguarilor.

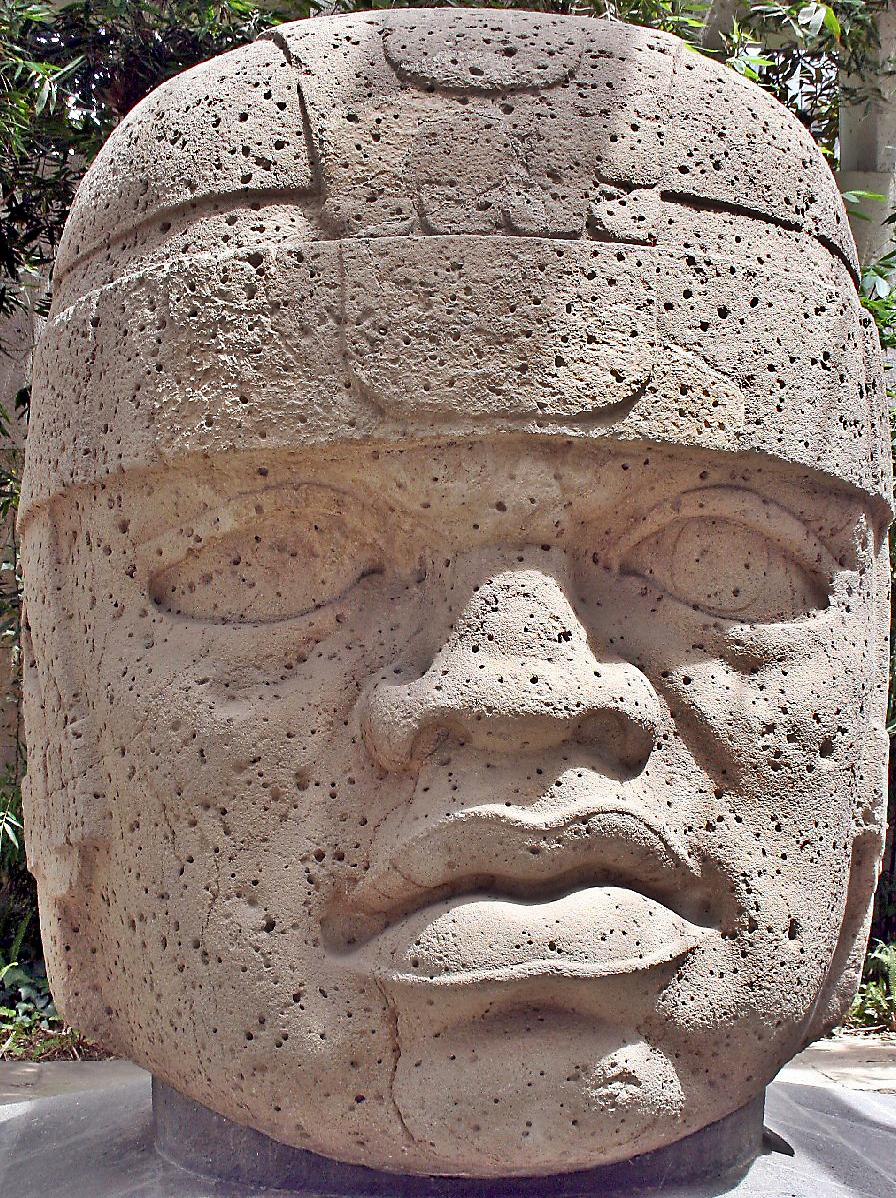
Capul Colosal numărul 1 de la San Lorenzo. O personalitate istorică, probabil un lider olmec, e reprezentată în această sculptură monumentală găsită la San Lorenzo (în Tabasco, Mexic), un principal centru olmec
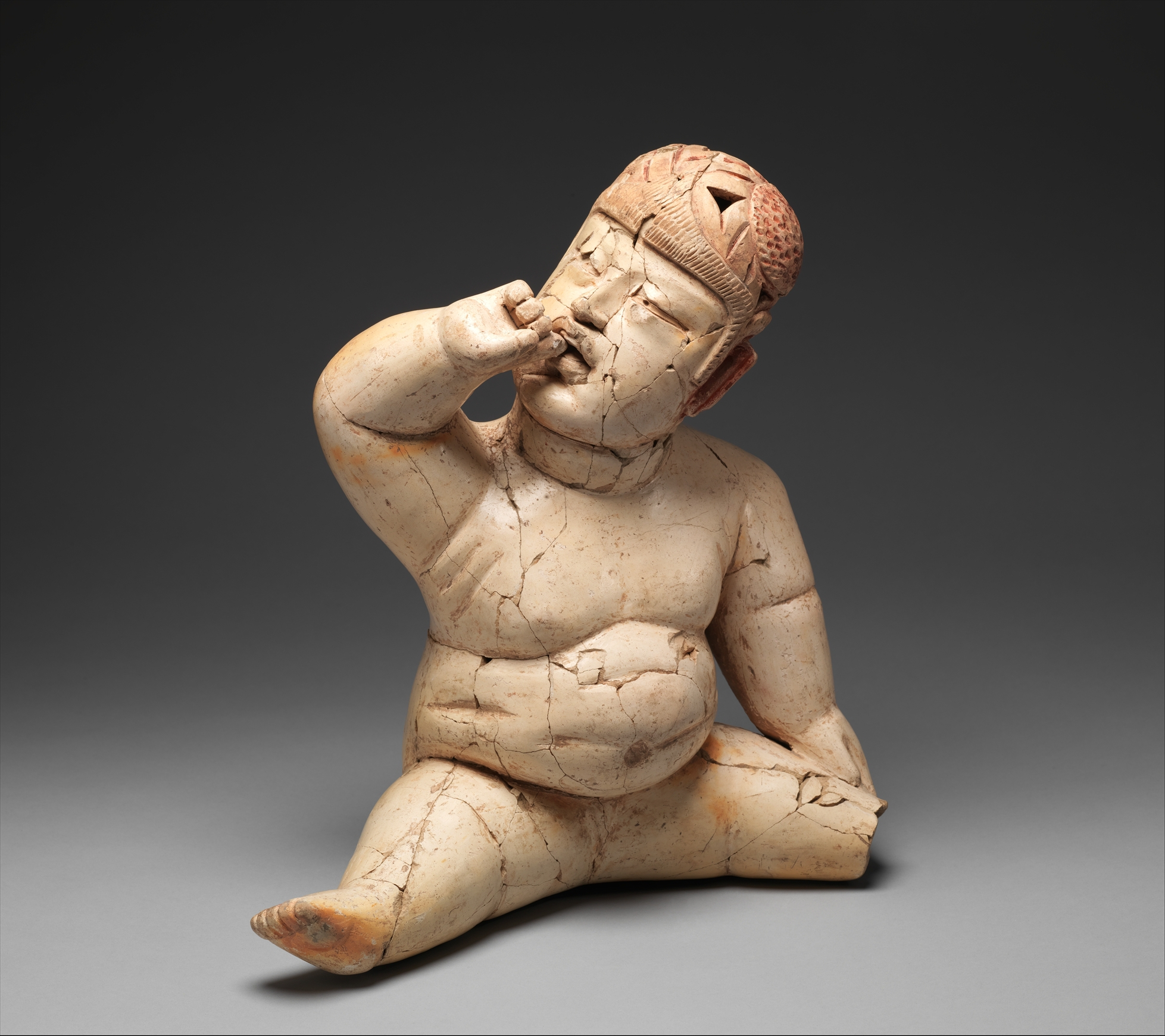
Figurină așezată; circa secolele 12-9 î.Hr.; ceramică pictată; înălțime: 34 cm, lățime: 31,8 cm, adâncime: 14,6 cm; Muzeul Metropolitan de Artă (New York City)
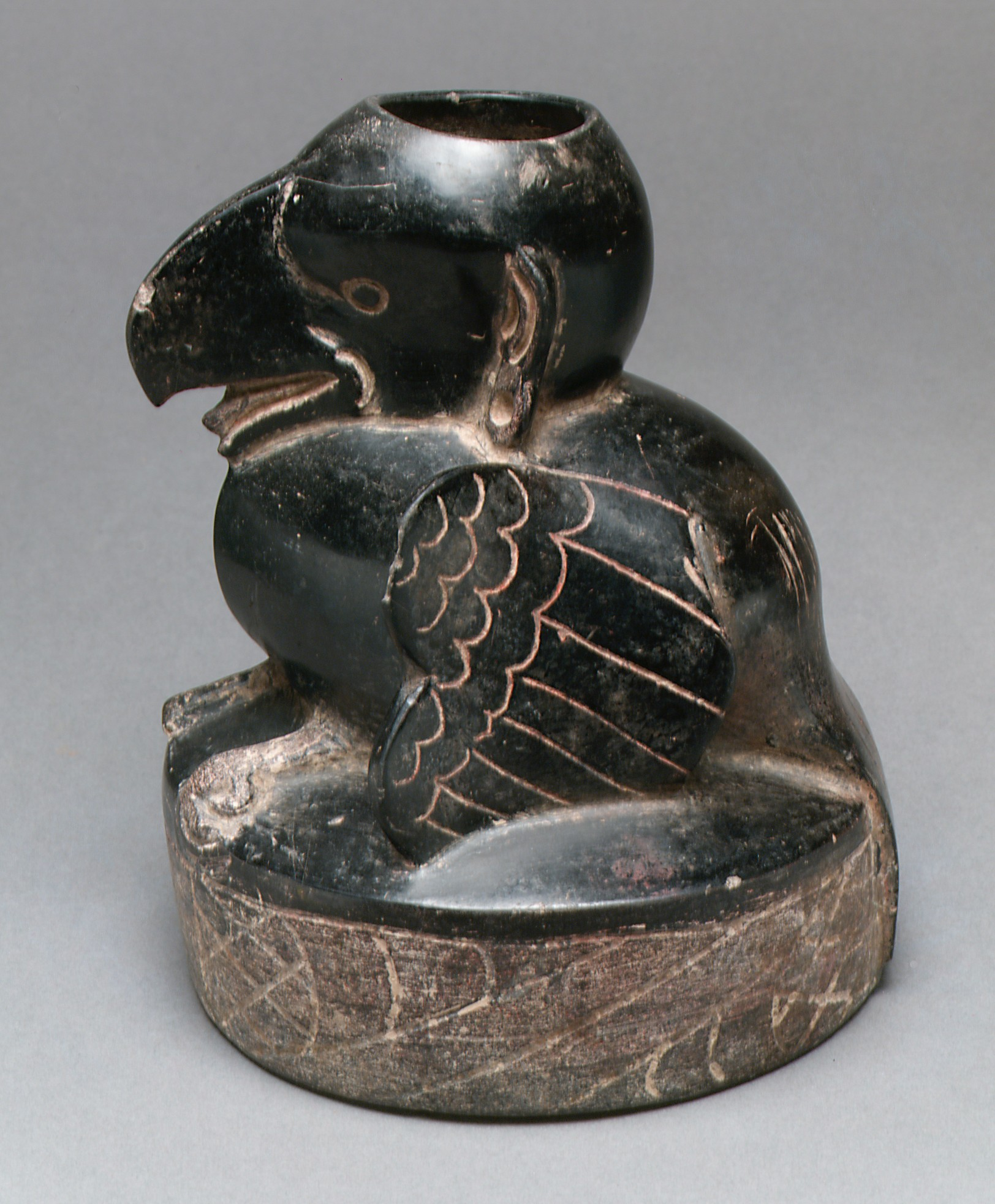
Vas în formă de pasăre; circa secolele 12-9 î.Hr.; ceramică; înălțime: 16,5 cm; Muzeul Metropolitan de Artă
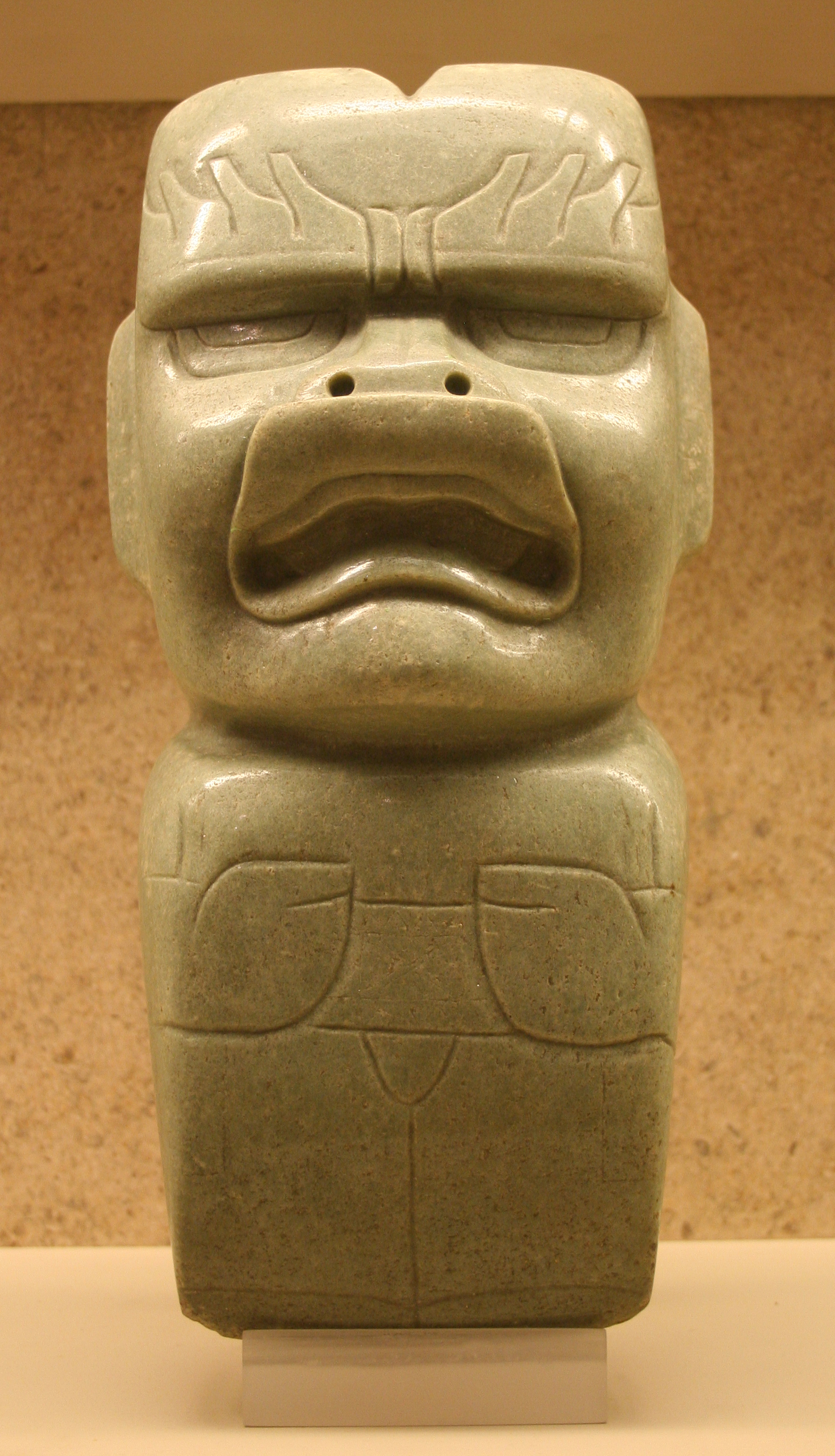
Secure Kunz; 1200–400 î.Hr.; aventurin; înălțime: 29 cm, lățime: 13,5 cm; British Museum (Londra)